# 清代學者象傳

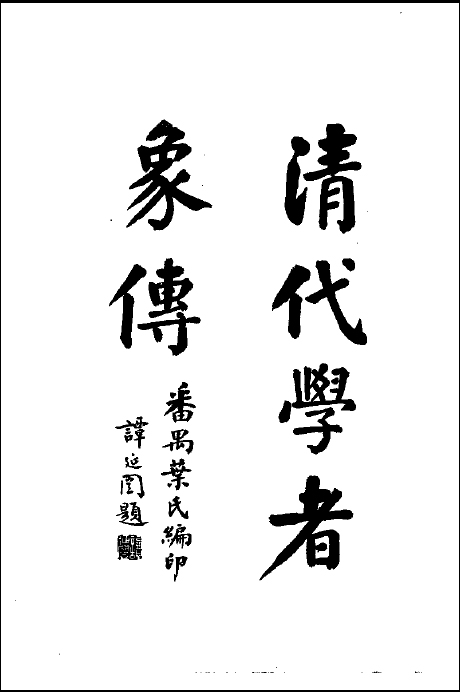
譚延闓題寫「清代學者象傳」

《清代學者象傳》是一部清代名賢畫像的集成書冊，共兩集，由葉衍蘭、葉恭綽祖孫完成。第一集爲1928年上海商務印書館影印出版，第二集於1953年安定珂罗版社影印刊行。1989年，上海古籍出版社將一、二集合并重版，由于印刷條件限制，畫像清晰度反不及原本。上海書店出版社鑒此，又於2001年將一、二兩集再次重印，并爲書中收錄人物編制了索引。
中國為名人學者繪製圖像之風，由來已久。晋傅咸《卞和画像赋》稱：「既銘勒于鐘鼎，又图像于丹青。」凡写像者，須通曉相法，詳描樣貌。有清一代，學者眾多，畫像尤富，葉衍蘭多年網羅薈萃，精選慎擇，方有此篳路藍縷之作，使大部份清代名賢風采，得以流傳至今。
葉衍蘭，字蘭臺，广东番禺人，祖籍浙江餘姚，曾祖謙亨始遷粤。咸丰六年（1856年）進士，入翰苑，“文采风流，照映一时”，光緒初年告老還鄉，主越華書院講席，有《海嶽樓詩集》、《秋夢龕詞集》等。早在其入仕之前，就因喜好书画之故，留意搜集歷代名賢畫像。入京為官之後，更“多见真本”，精選169人的171幅畫像（其中四人各有图两幅，两人合於一圖者两幅），請順天大興人黃小泉摹繪，葉衍蘭親爲每位像主撰寫小傳。
衍蘭生前，並未將《象傳》付梓。子仲鸾多年筹印，亦不能就。孫恭綽秉承先志，終於在1928年交由上海商務印書館，影印出版面世，當時分兩種版本，一為夾貢紙印本，一為彩圖紙印本。正如葉恭綽在序中所說：「為此計徵集資料逮參稽定稿，所靡時日精力不可勝數，歿時猶殷殷以流傳繼續為念。」所收人物，“断自同治以前，同、光、宣三朝未及列入，又同治前诸学者象缺者尚多。”此後，經過葉恭綽二十年搜羅，請江西画师杨鹏秋摹绘，又得畫像二百幅（每人一幅），于1953年交予安定珂罗版社，自费影印出版，是为第二集。然像主小传，因“不易著笔”，特留待来日，故第二集只有圖像而無小傳。
通計《象傳》两集，總共收入368人的畫像（一、二集重复收入侯方域）。叶恭绰在第二集例言中指出，書中畫像“取诸家传神象暨行乐图绘或遗集附刊及流传摄影，皆确然有所据”，在保存文献方面功绩尤著。《象傳》圖像皆悉心臨摹，惟妙惟肖，栩栩如生。

## 第一集

### 第一冊（四十二幅）

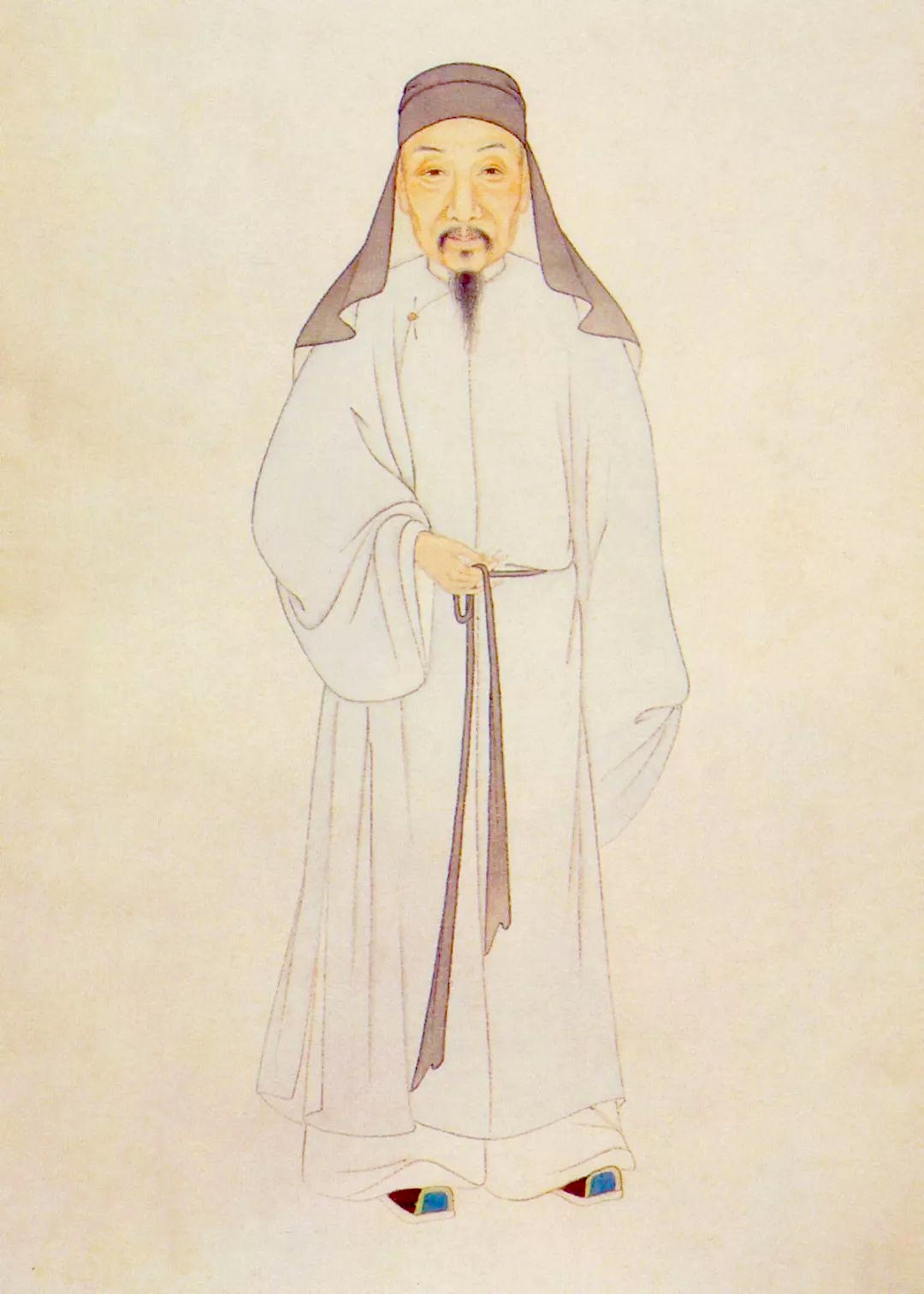
顧炎武
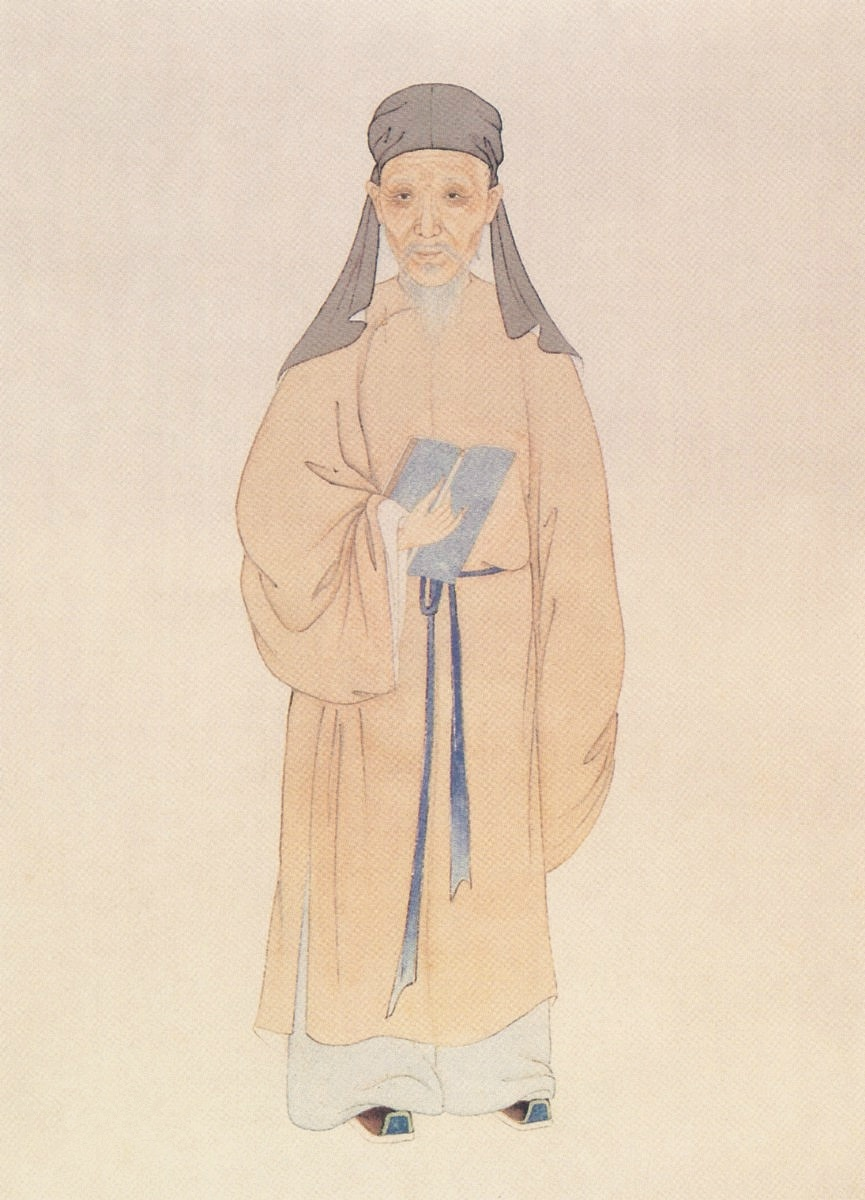
黃宗羲
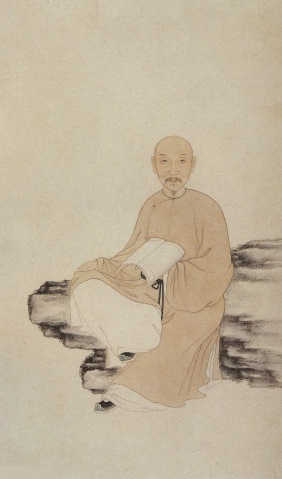
傅山
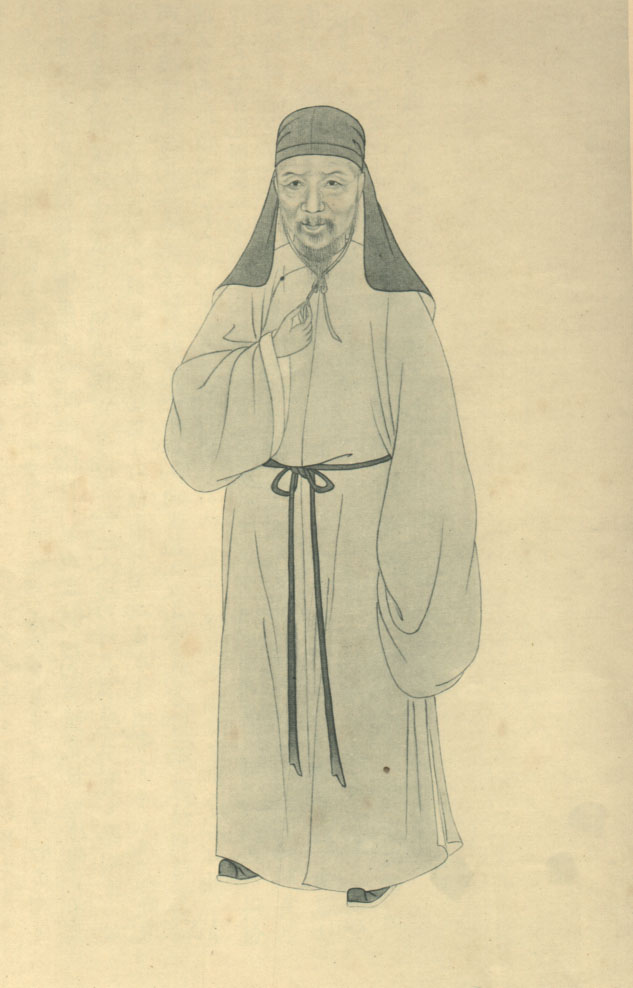
徐枋
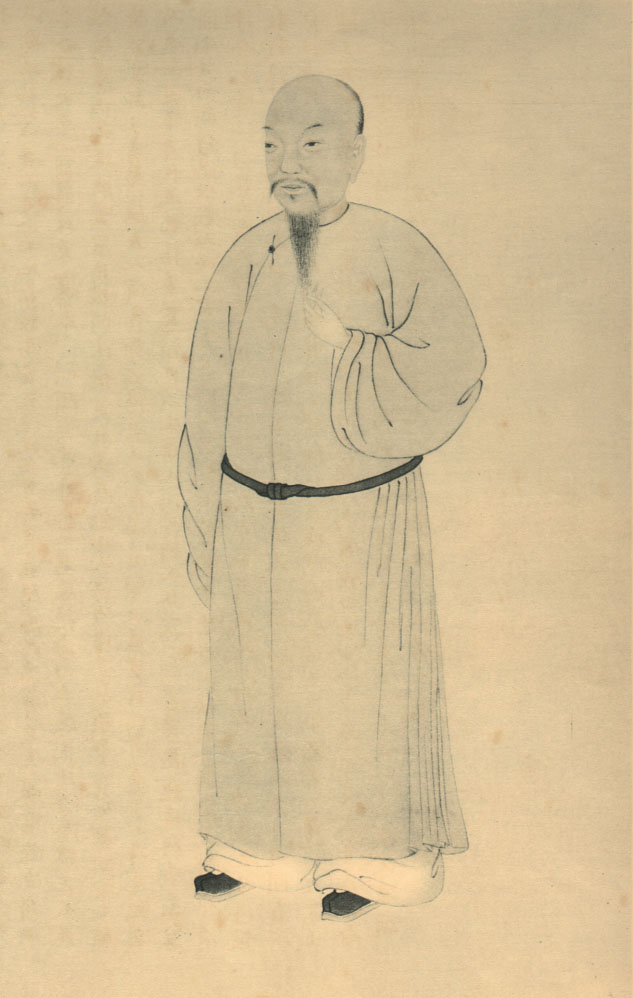
項聖謨
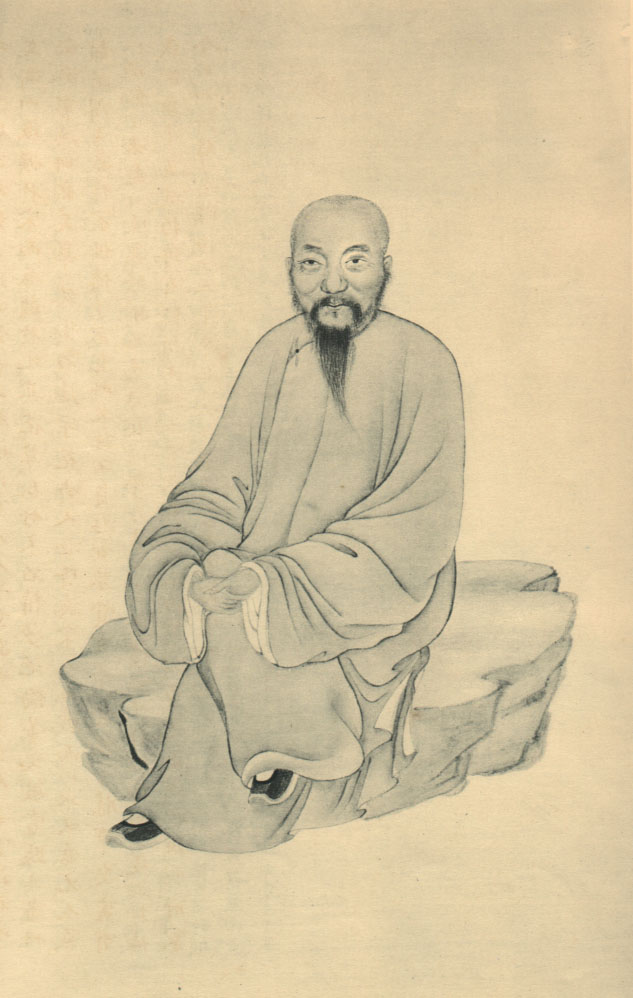
陳恭尹
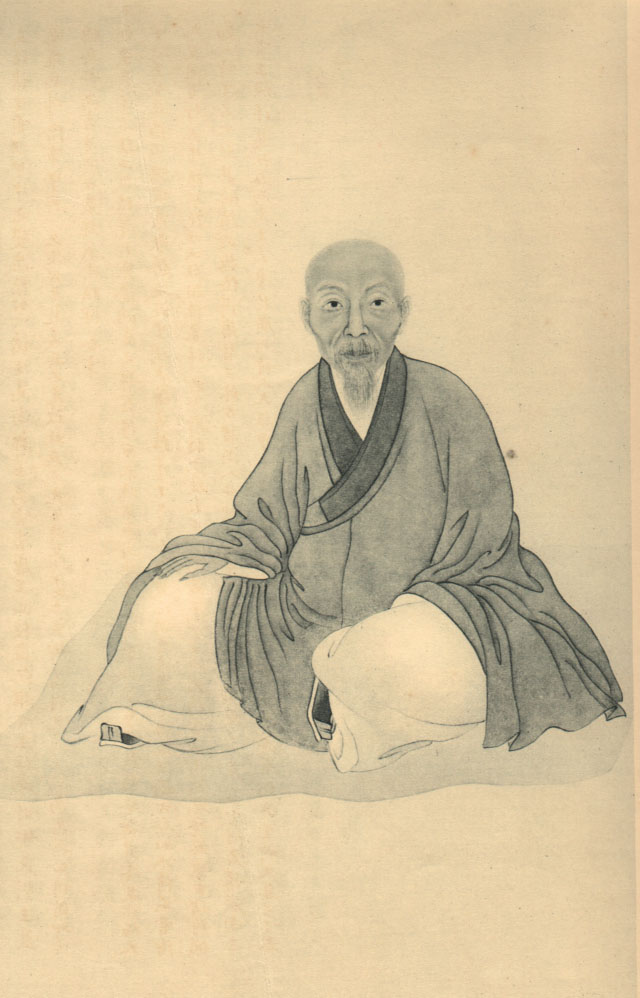
屈大均
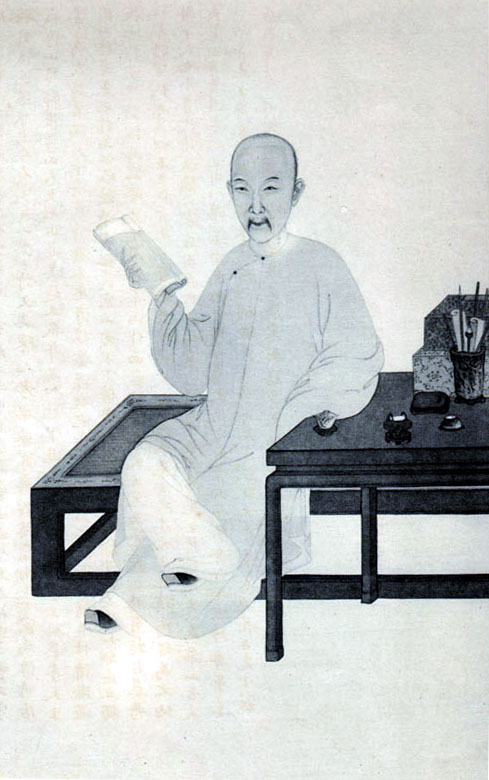
冒襄（一）
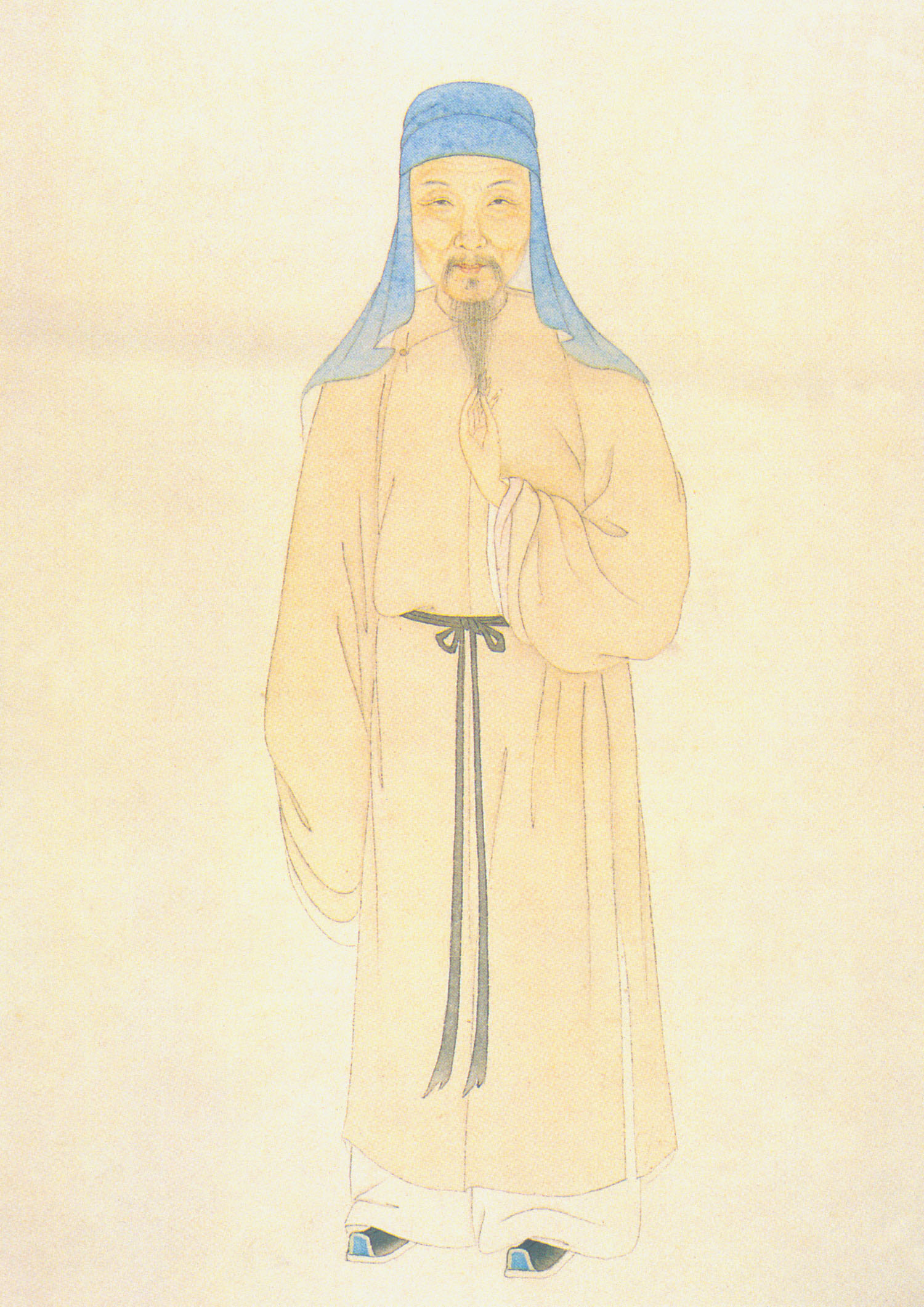
冒襄（二）
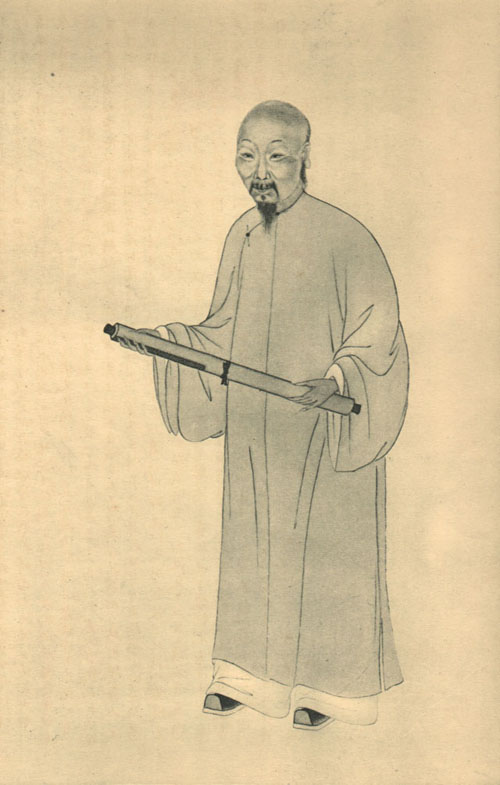
侯方域
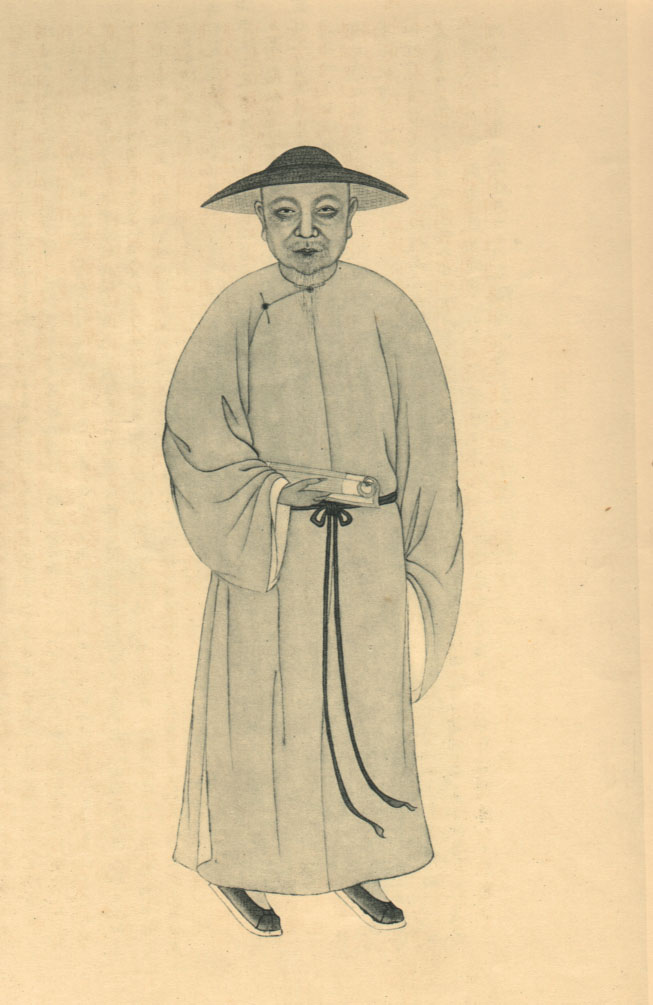
吳偉業
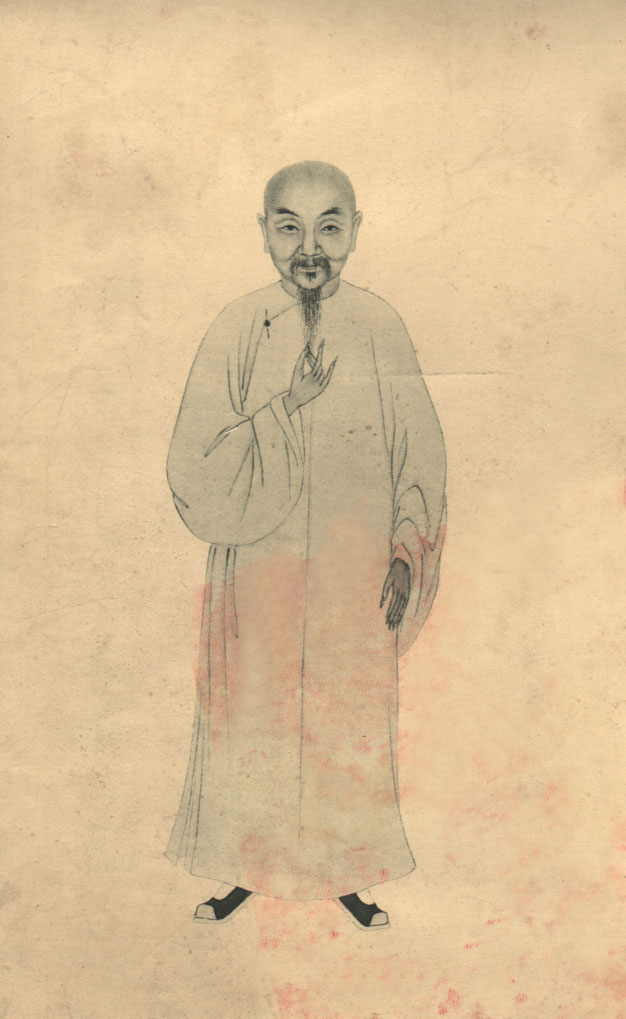
魏際瑞
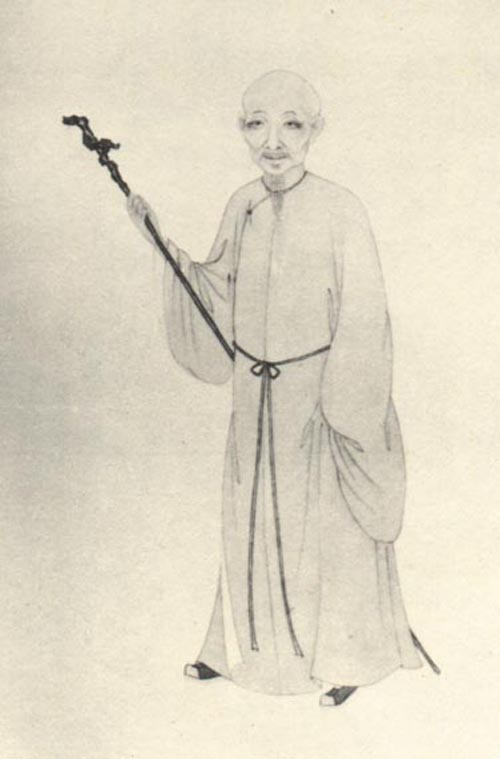
魏禧
魏禮
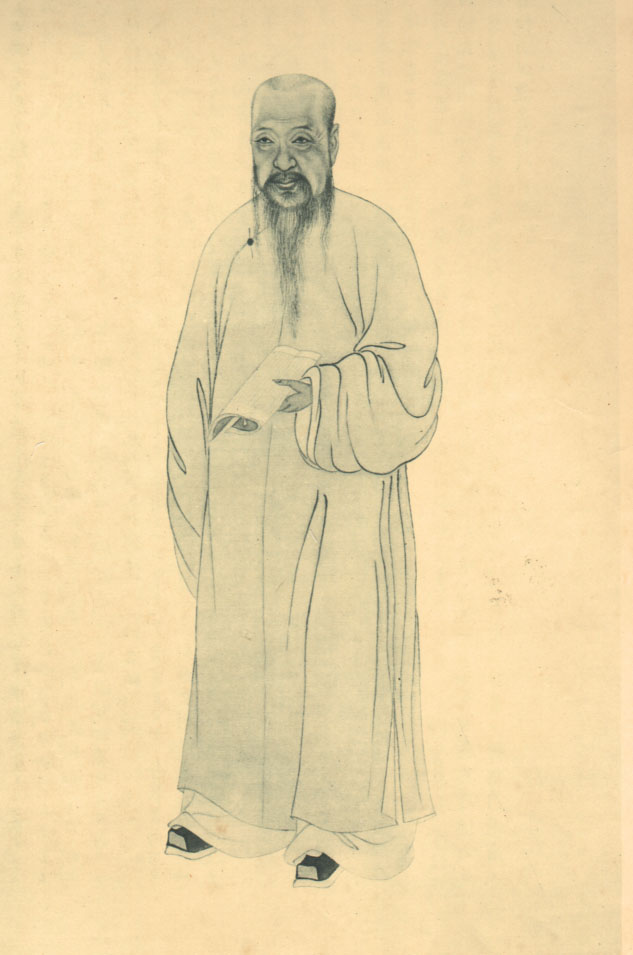
王士禛
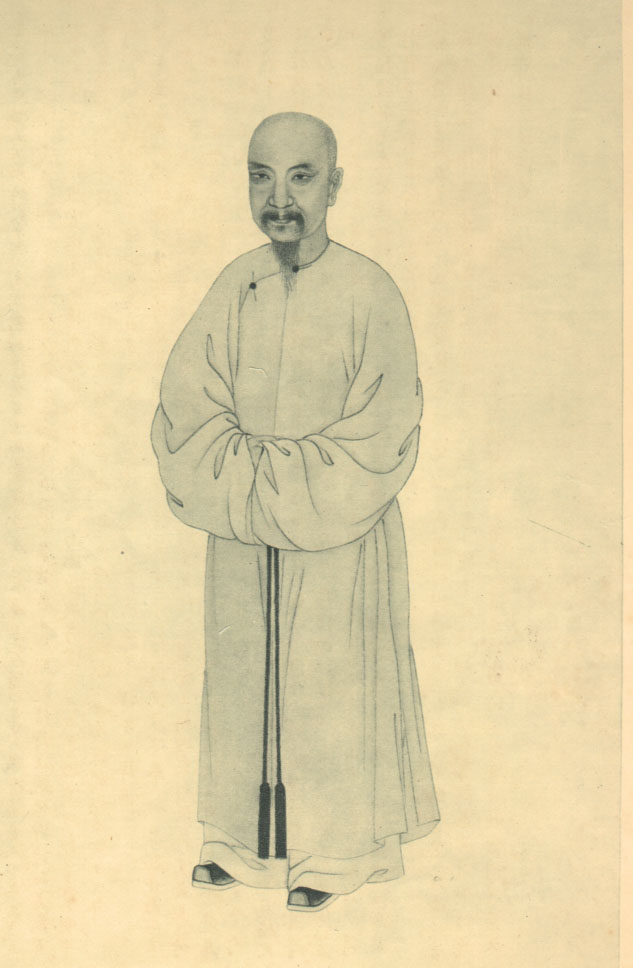
田雯
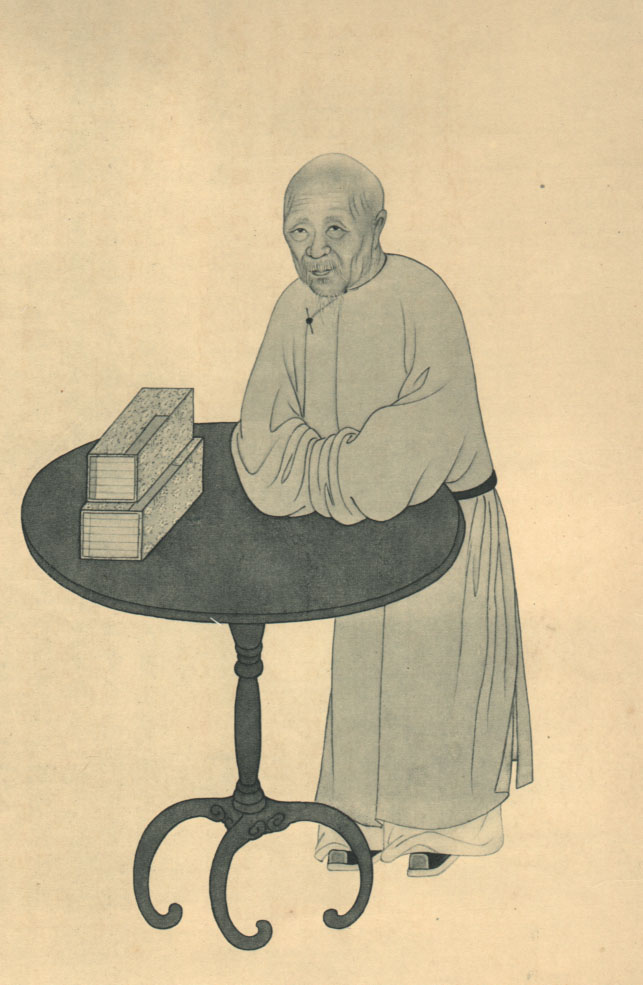
錢陸燦
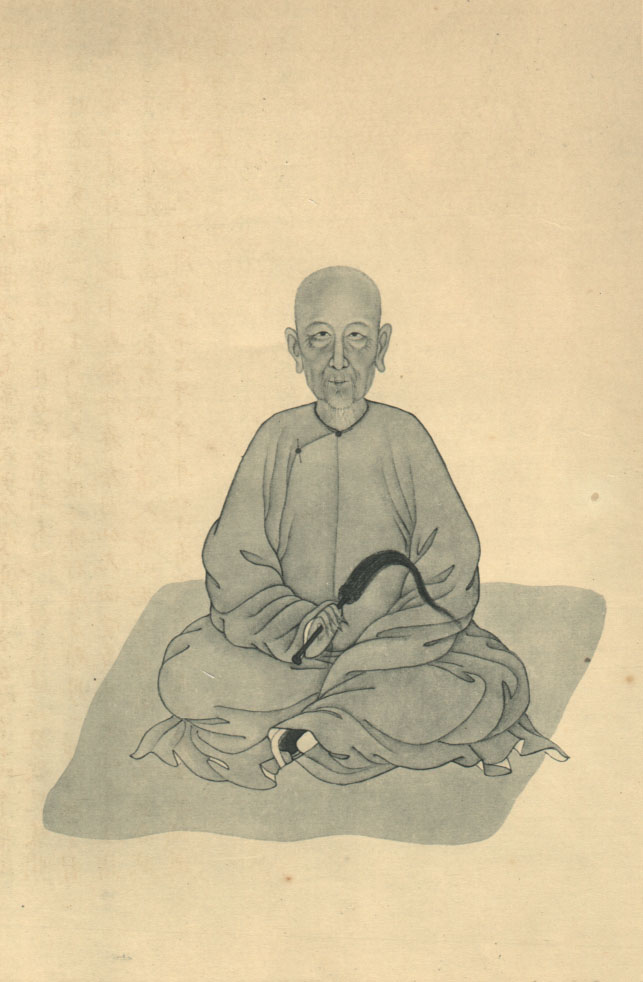
盛符升
宋犖
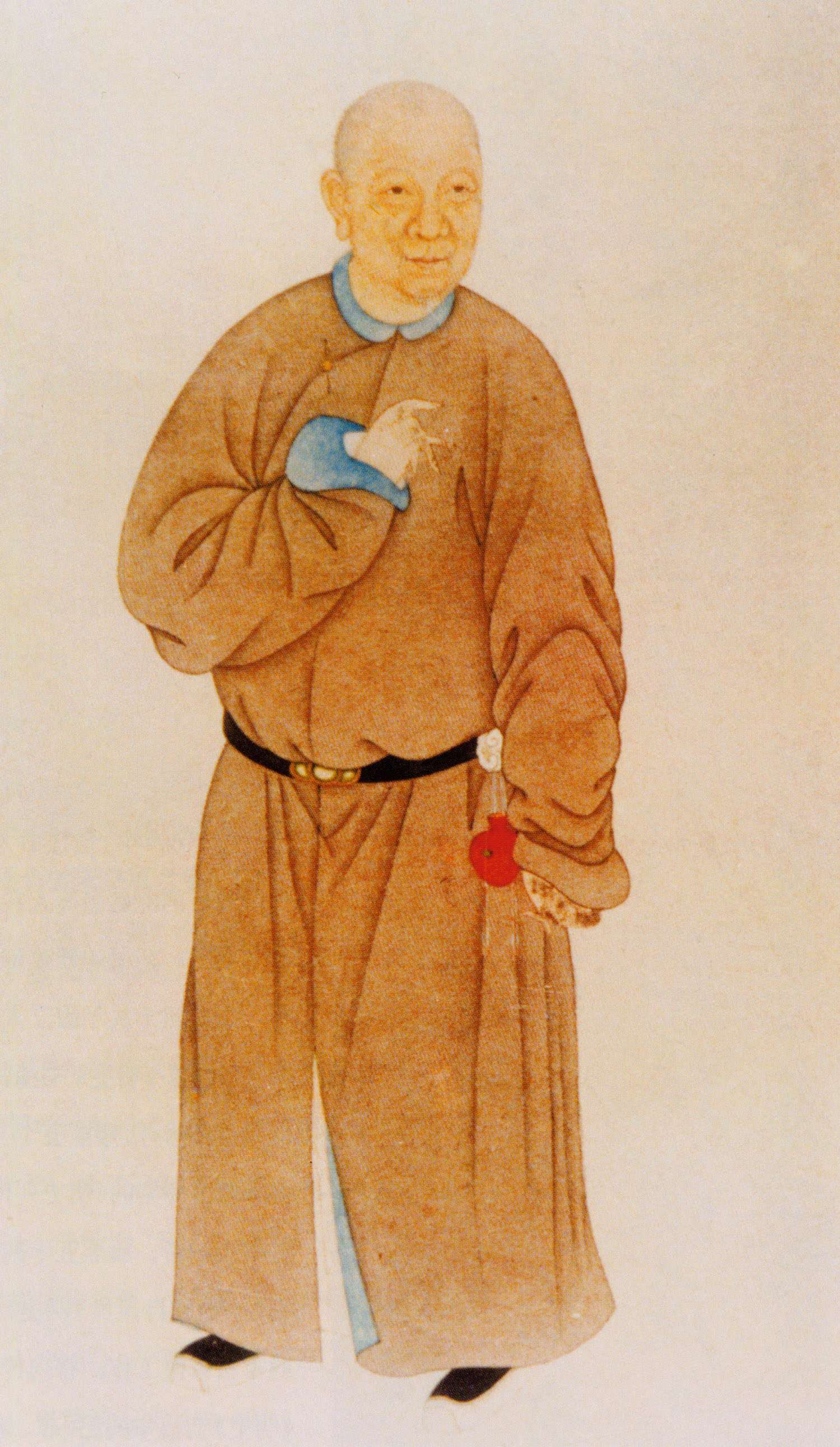
徐學
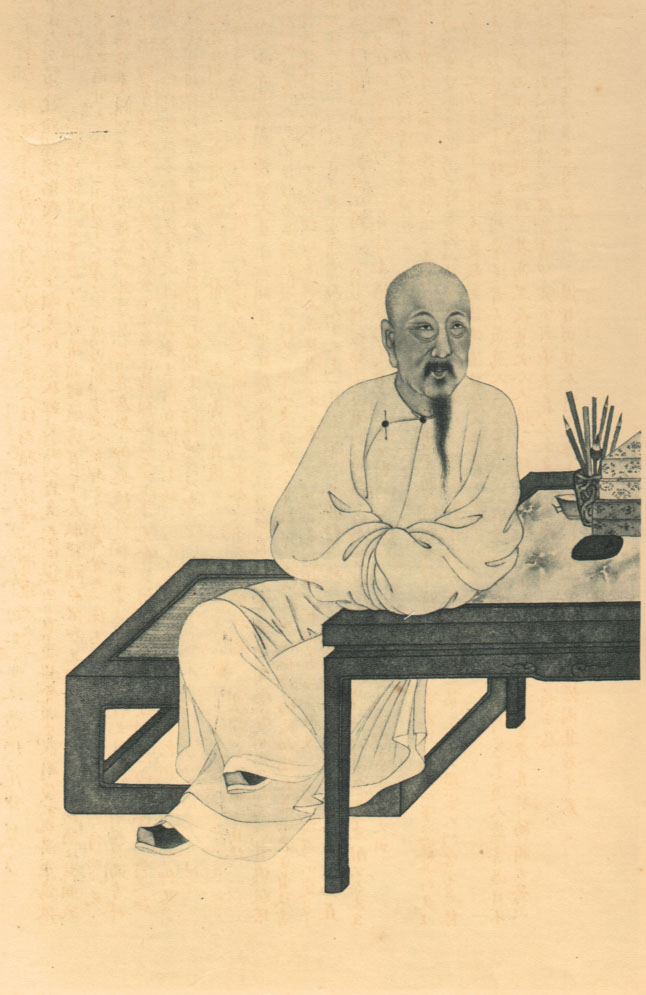
吳之振
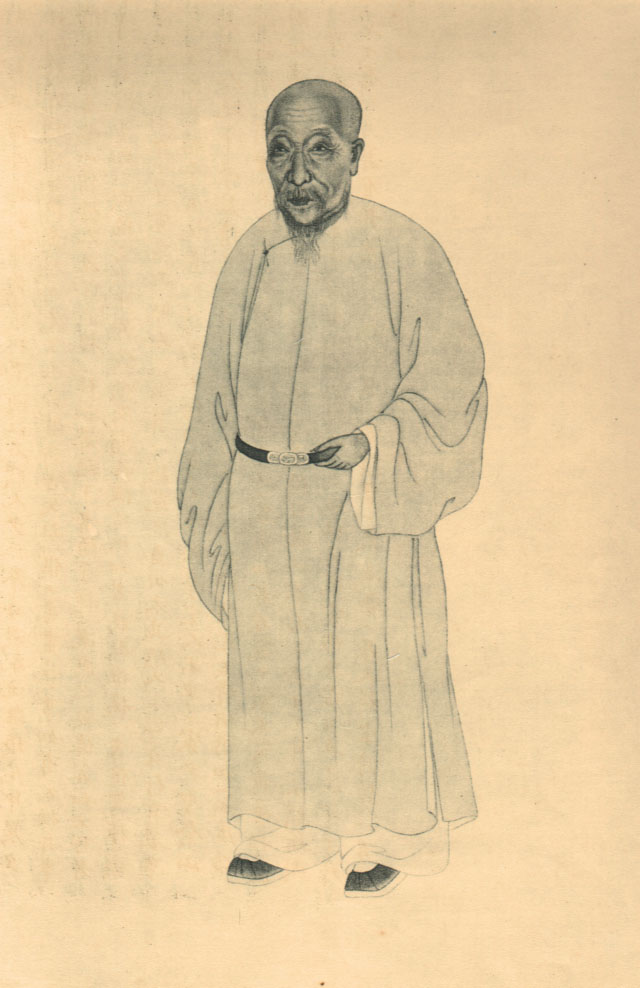
王時敏
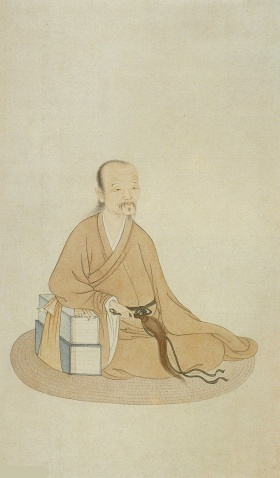
道濟
王鑑
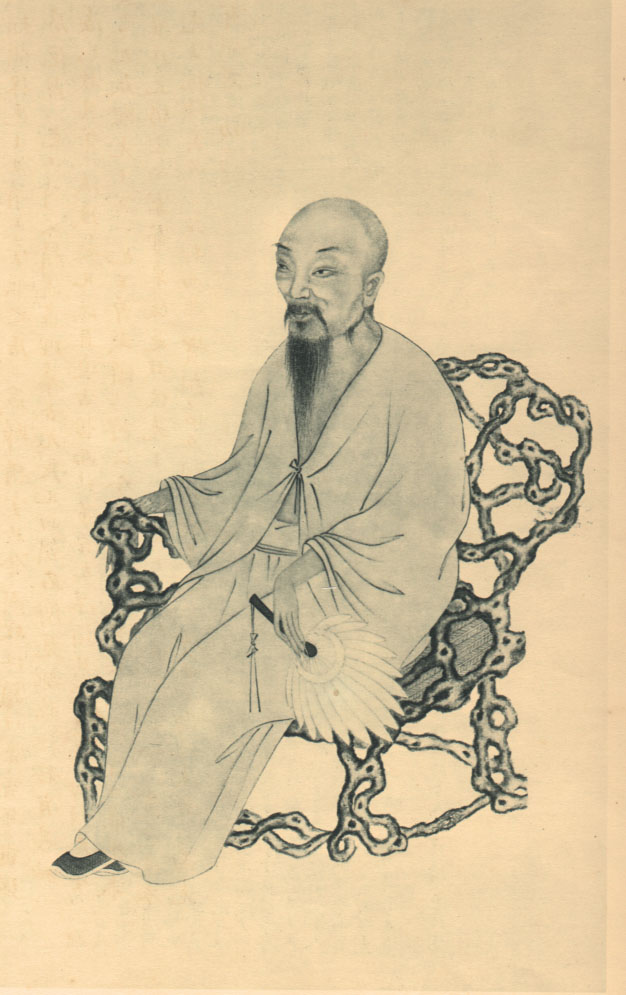
惲格
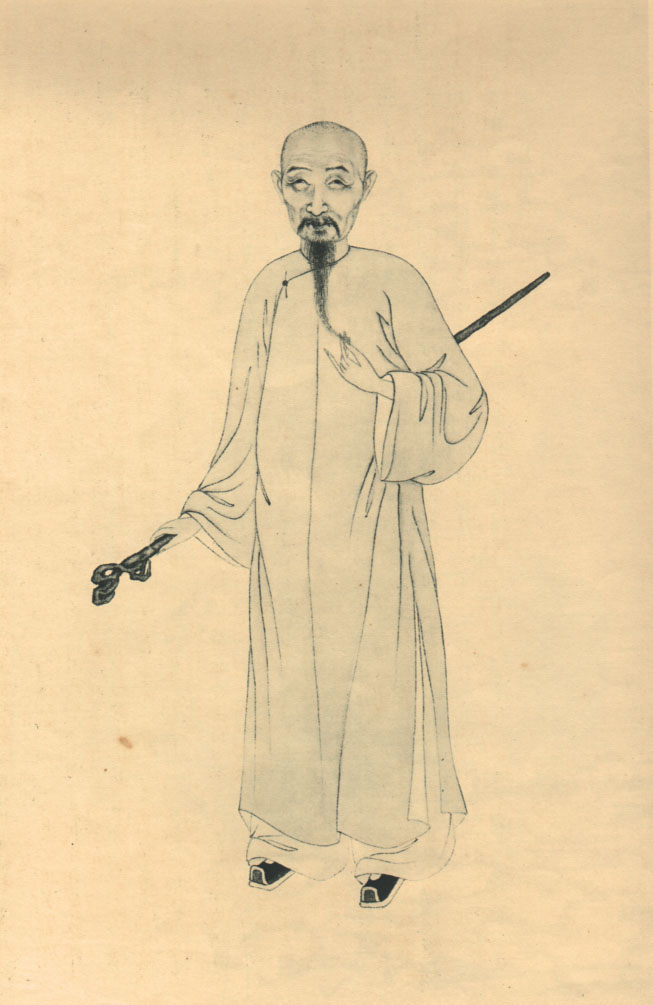
王翬
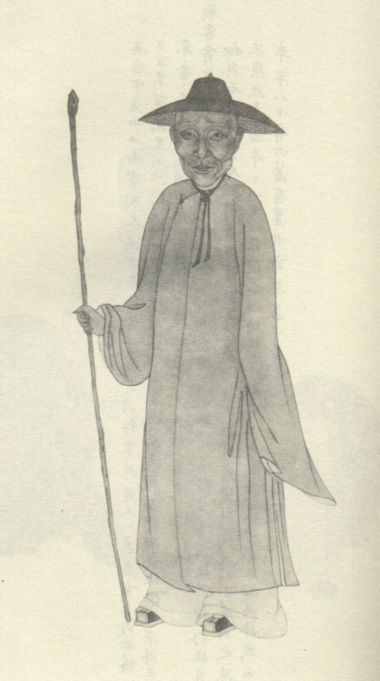
吳歷神父
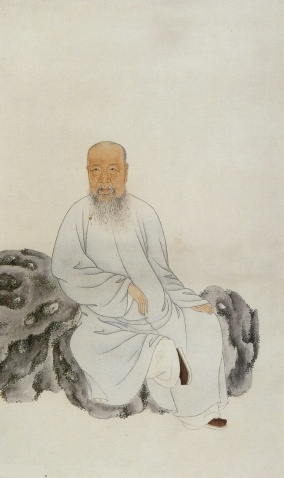
王原祁
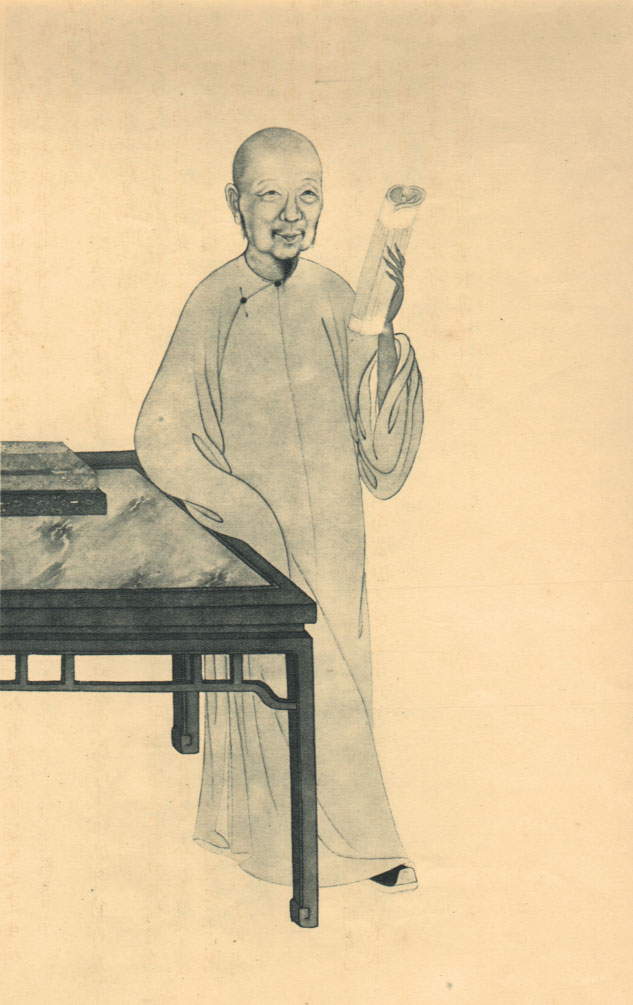
徐秉義
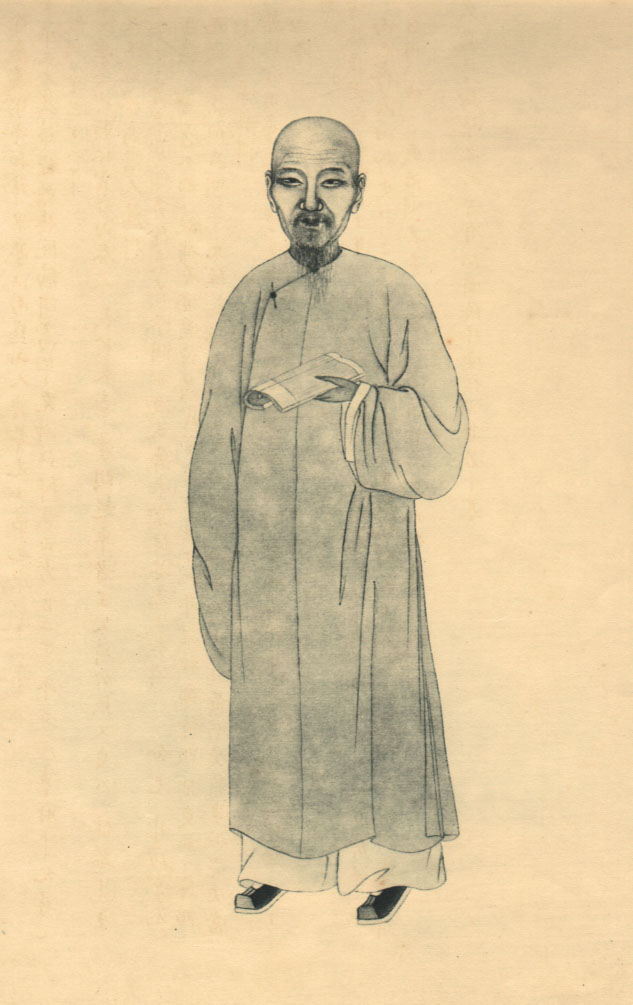
彭孫遹
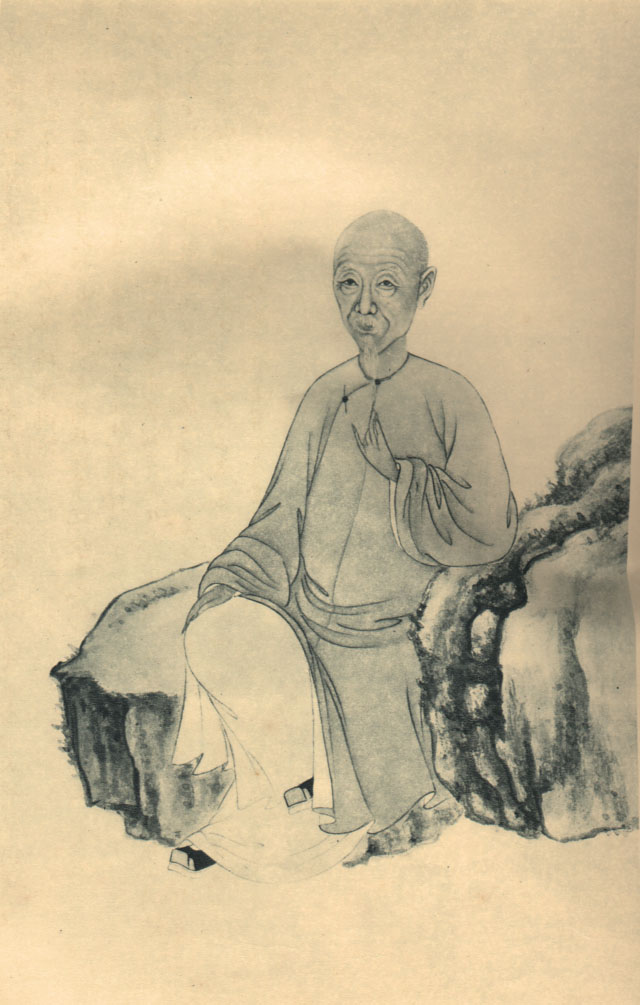
秦松齡
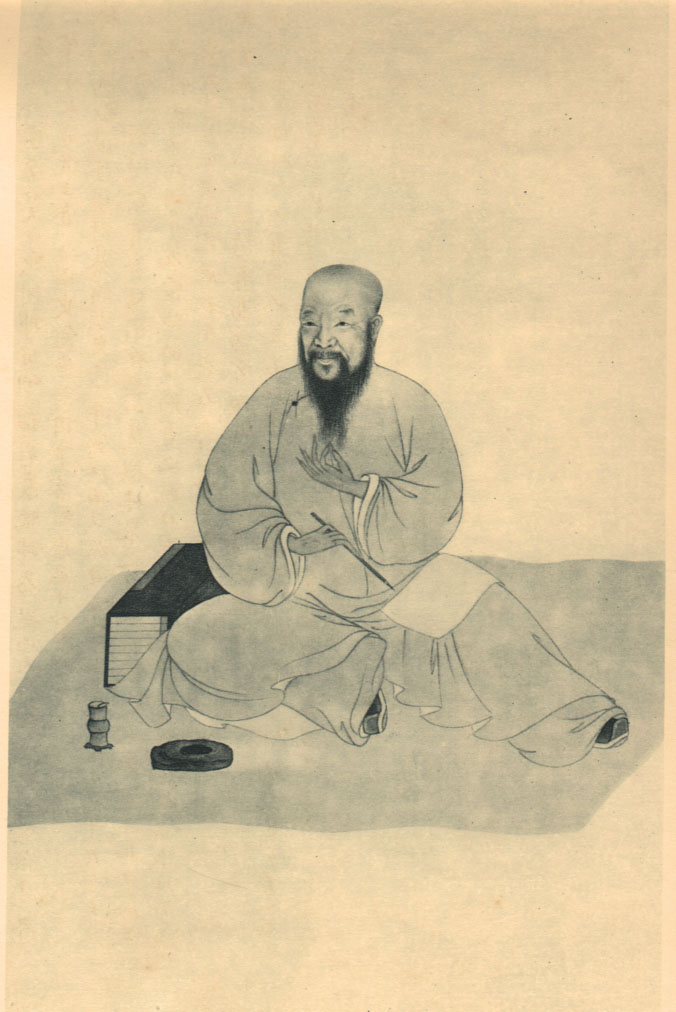
陳維崧
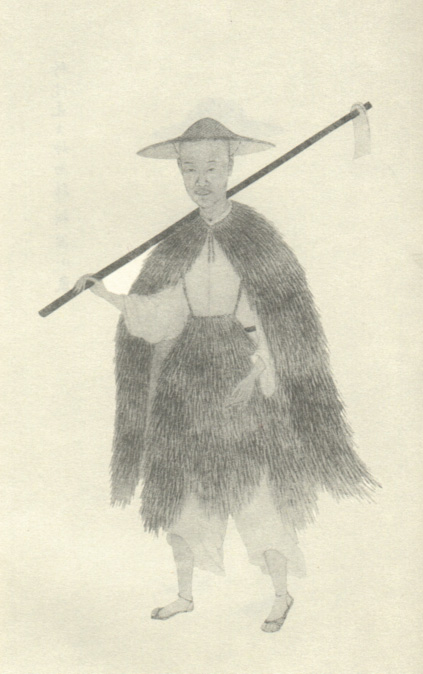
朱彝尊（一）
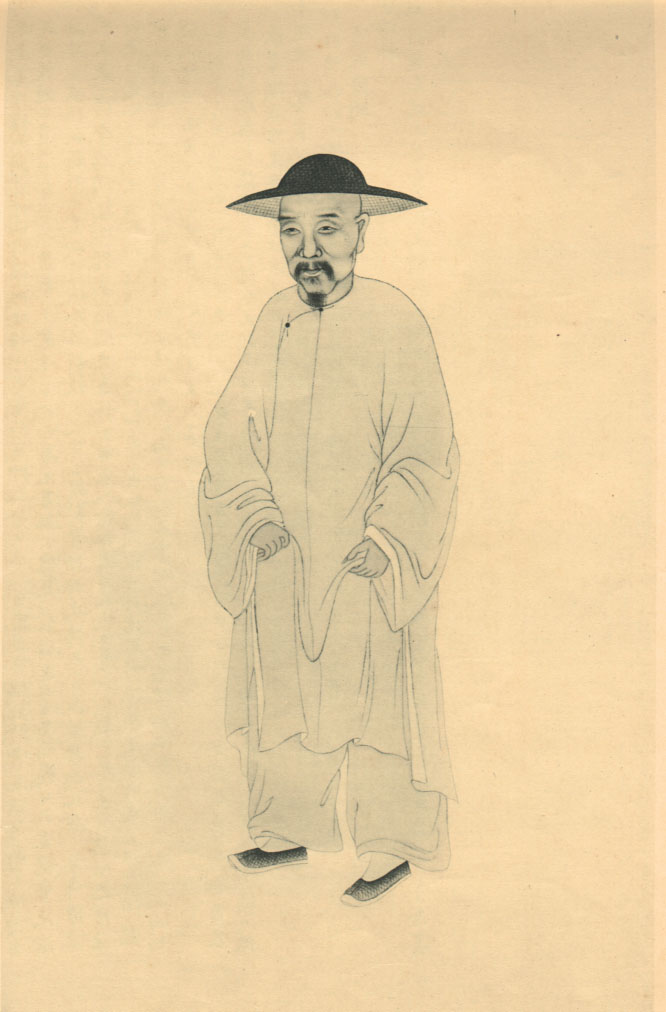
朱彝尊（二）
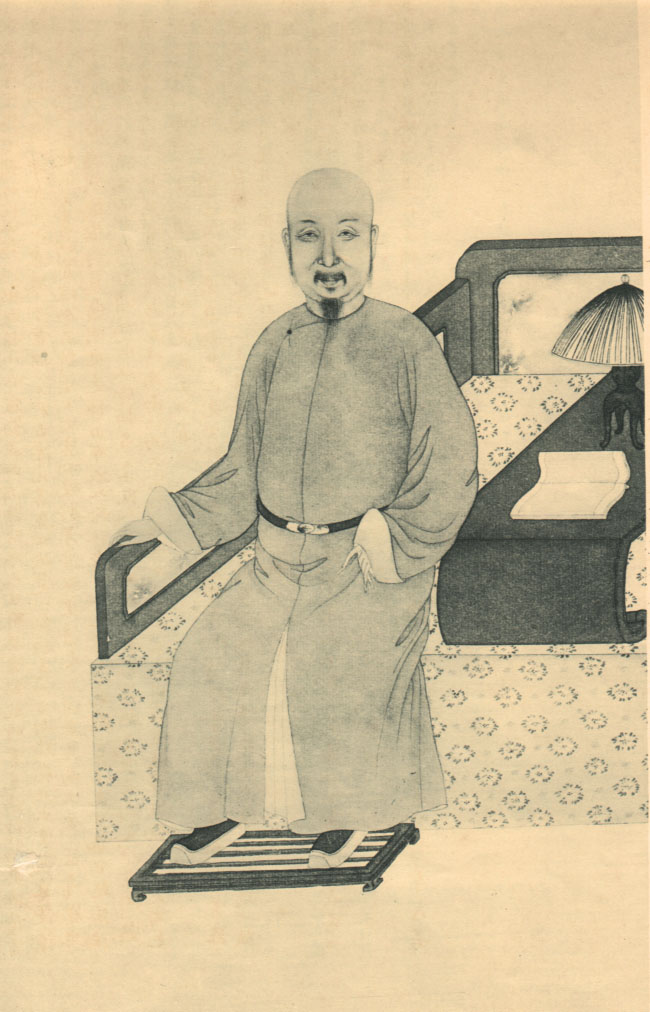
湯斌
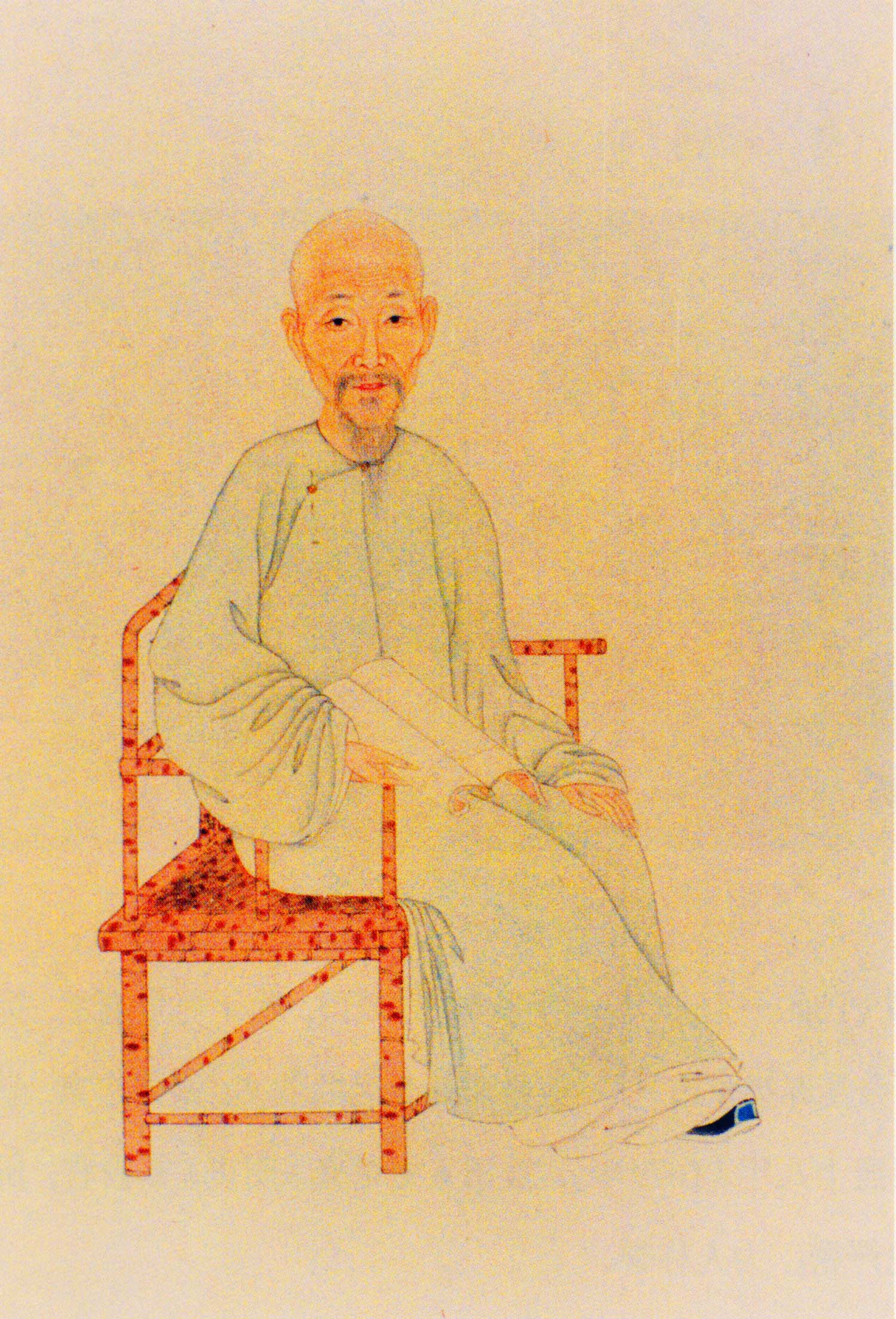
汪琬
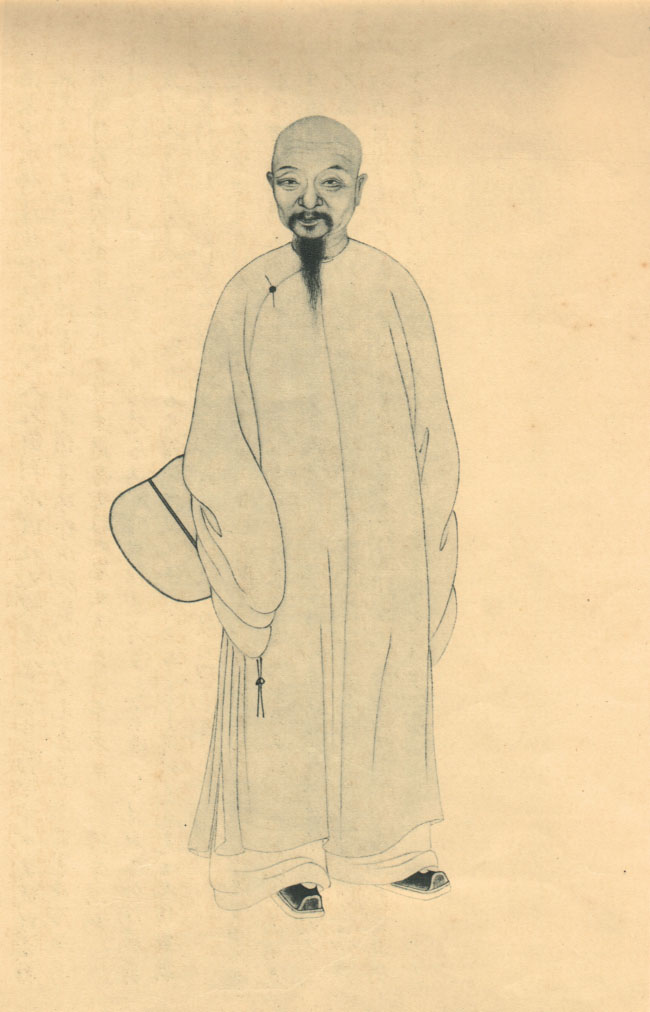
潘耒
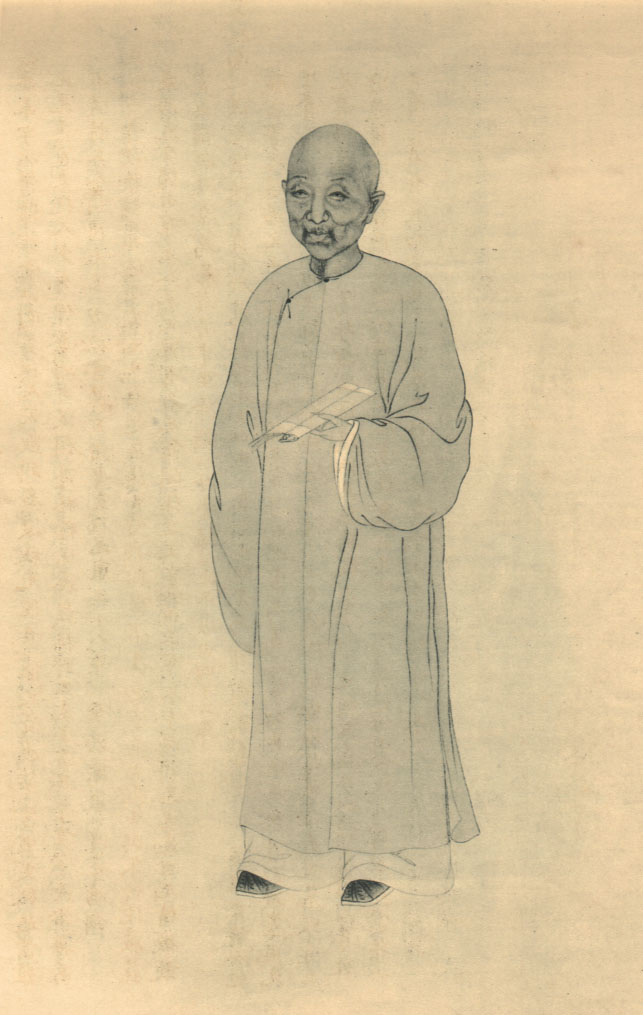
施閏章
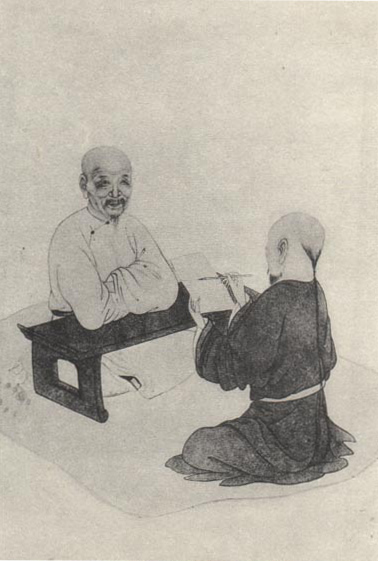
黃與堅、禹之鼎
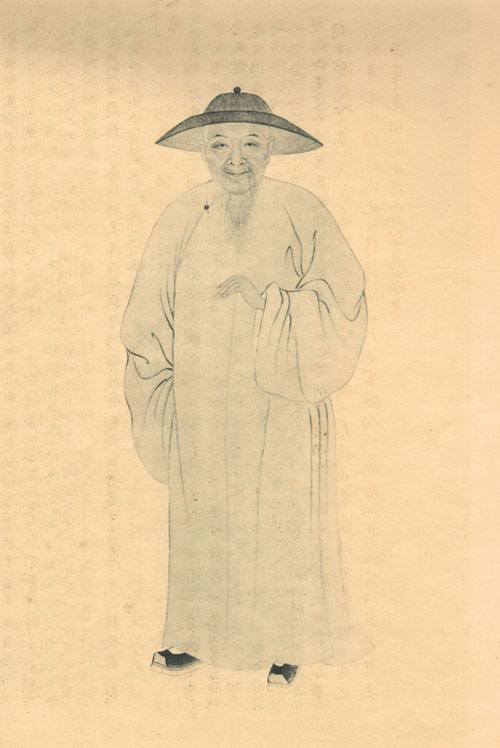
徐釚
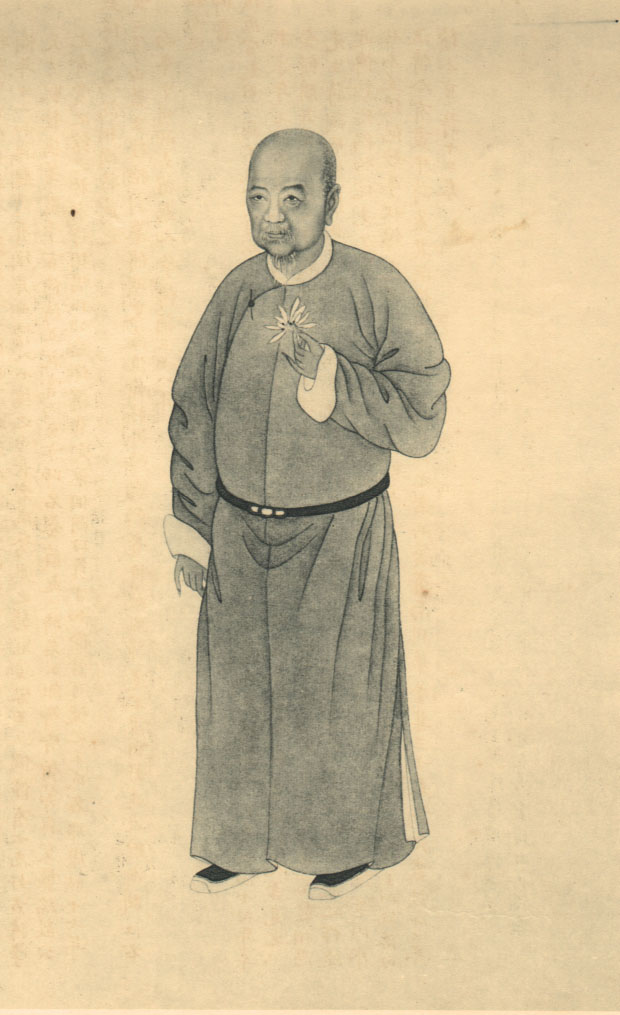
尤侗
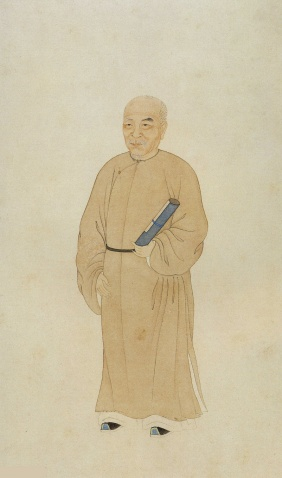
毛奇齡

### 第二冊（四十一幅）

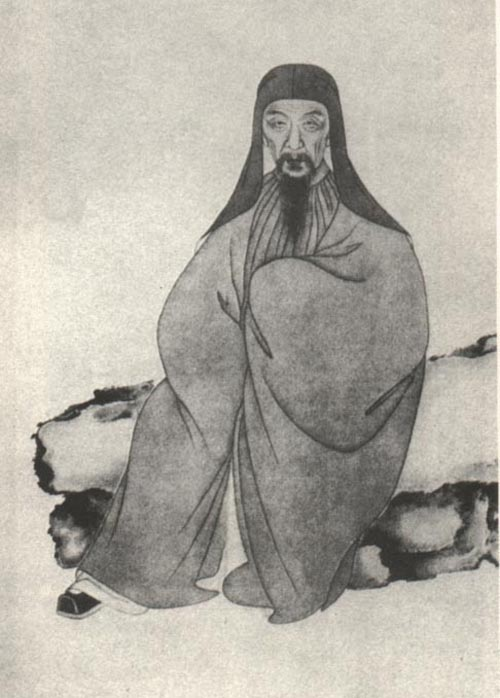
吳兆騫
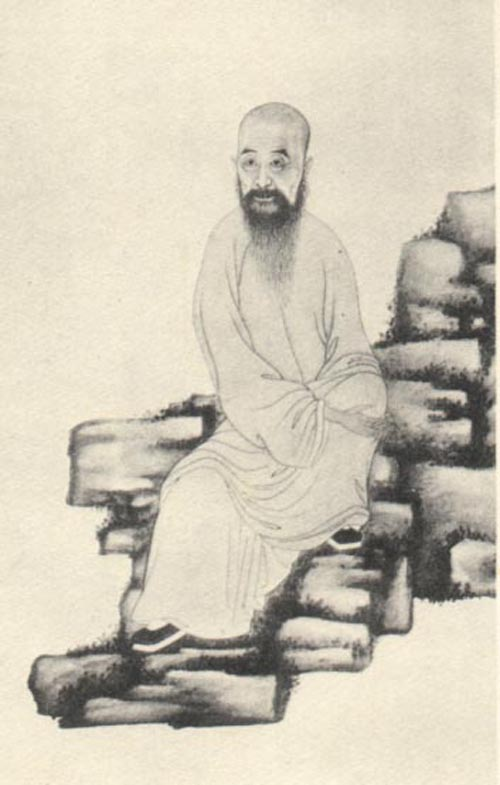
孫暘
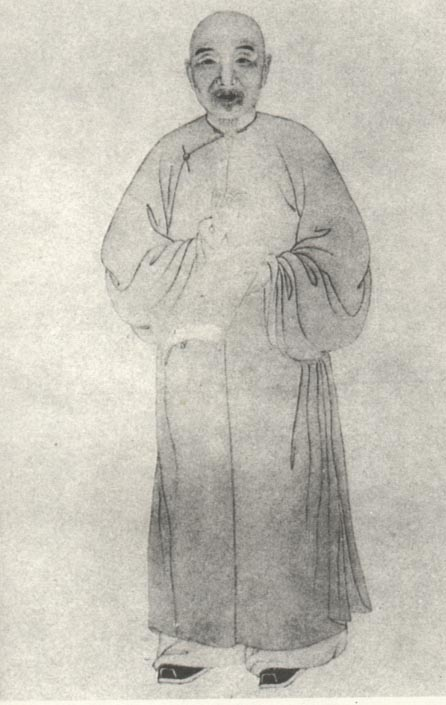
顧貞觀
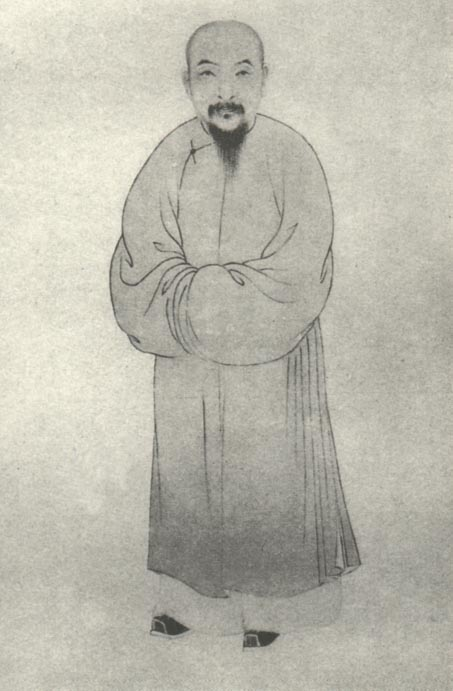
高士奇
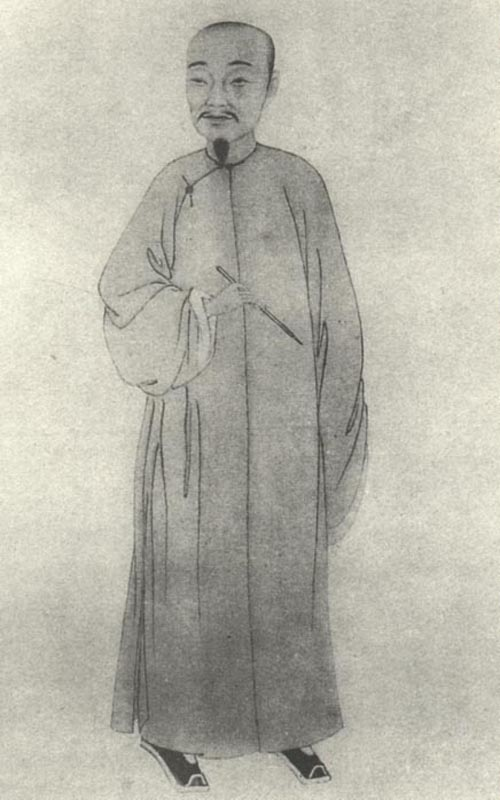
查昇
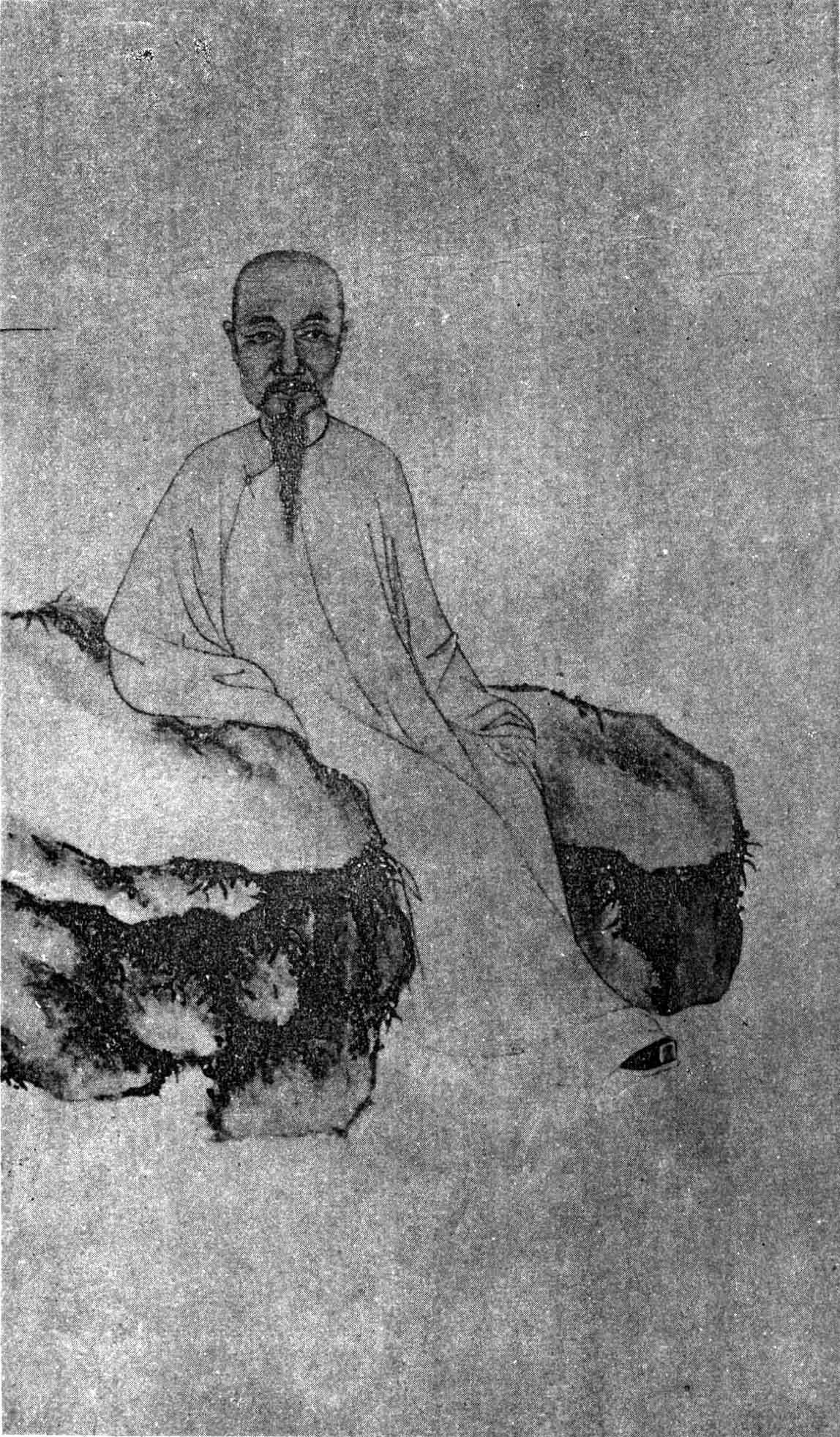
孫致彌
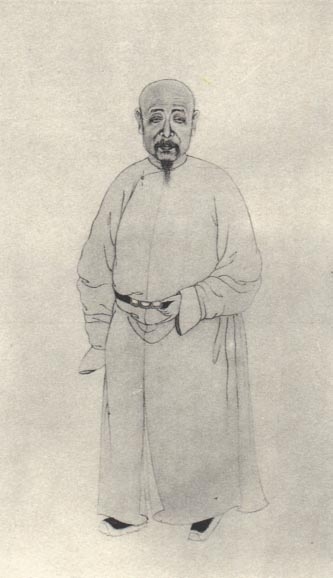
高其倬
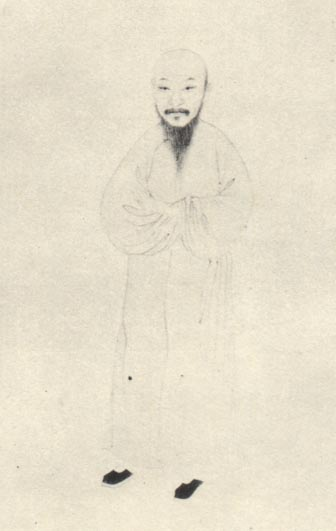
姜宸英
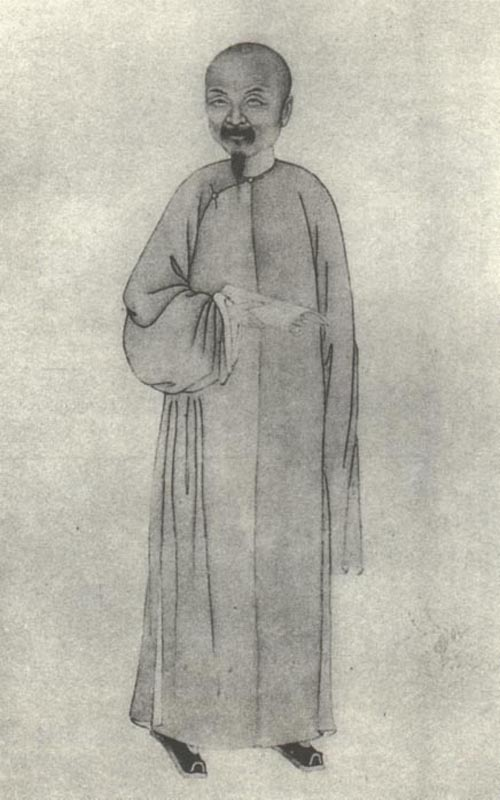
查慎行
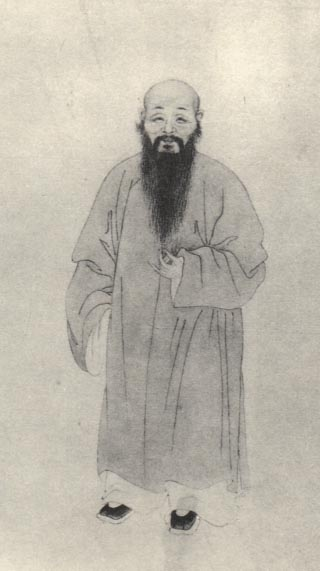
何焯
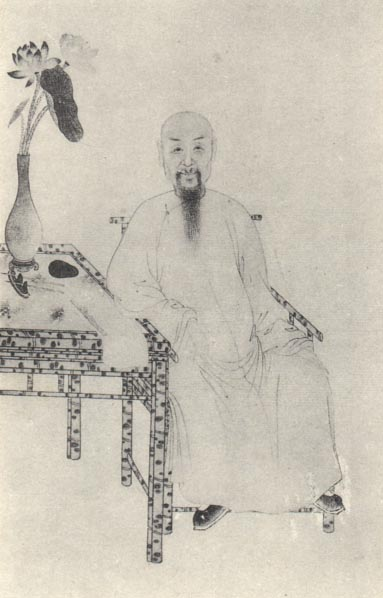
蔣廷錫
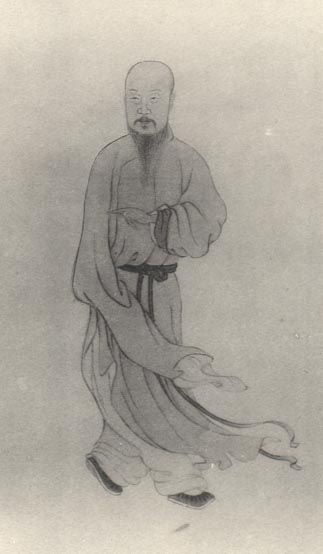
王
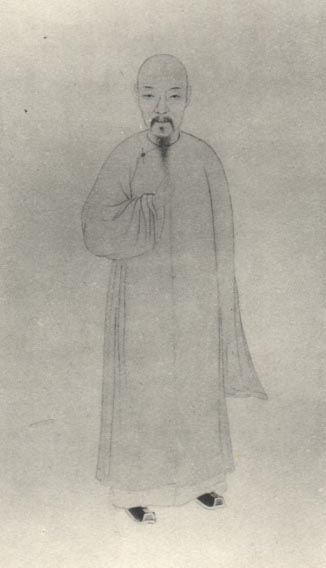
惠士奇
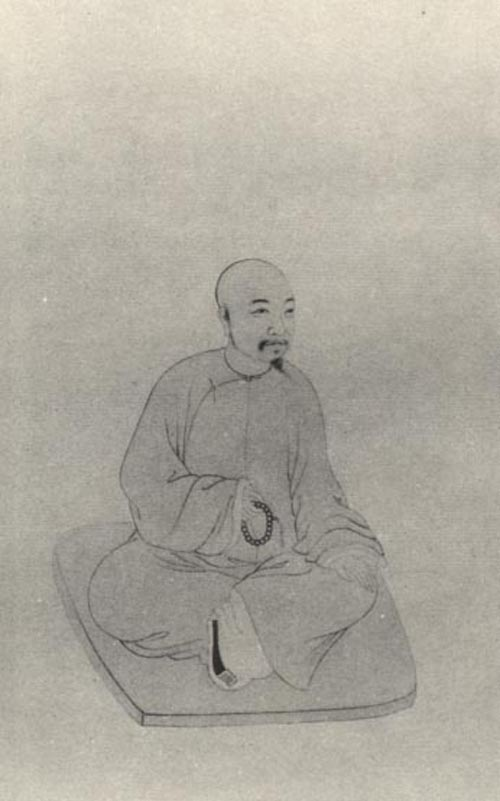
張照
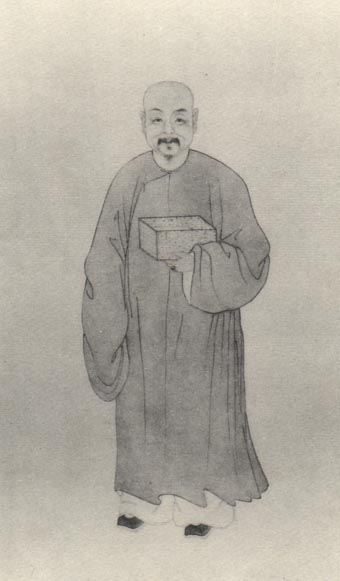
顧嗣立
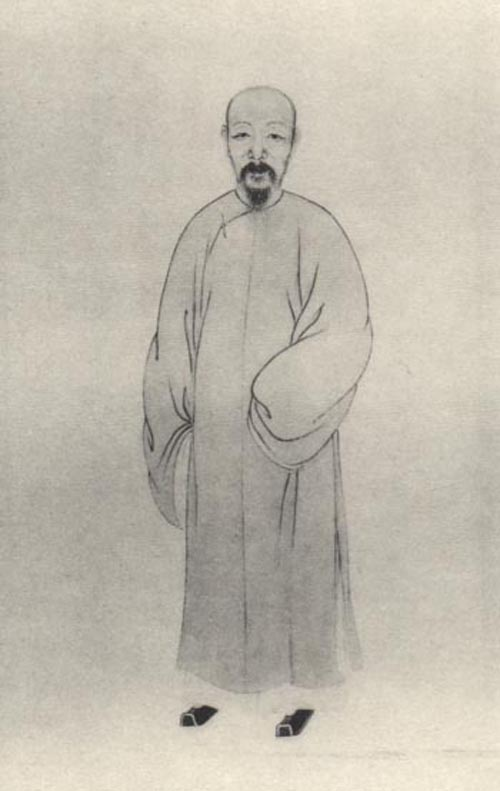
錢陳群
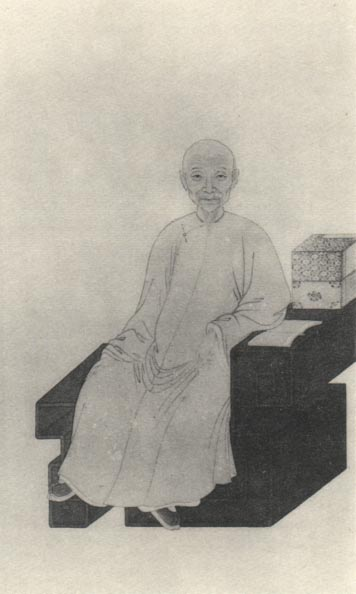
黃任
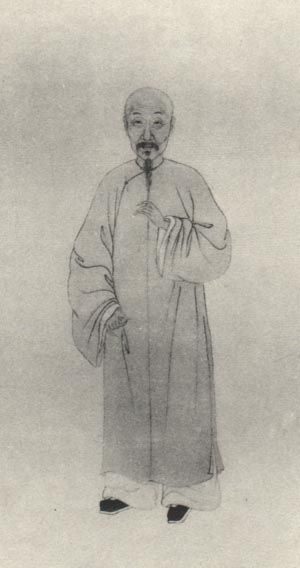
陳祖范
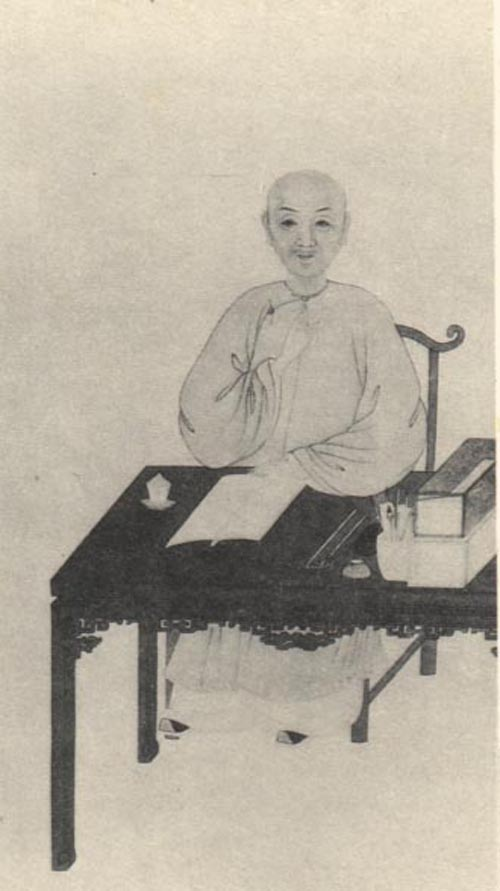
王安國
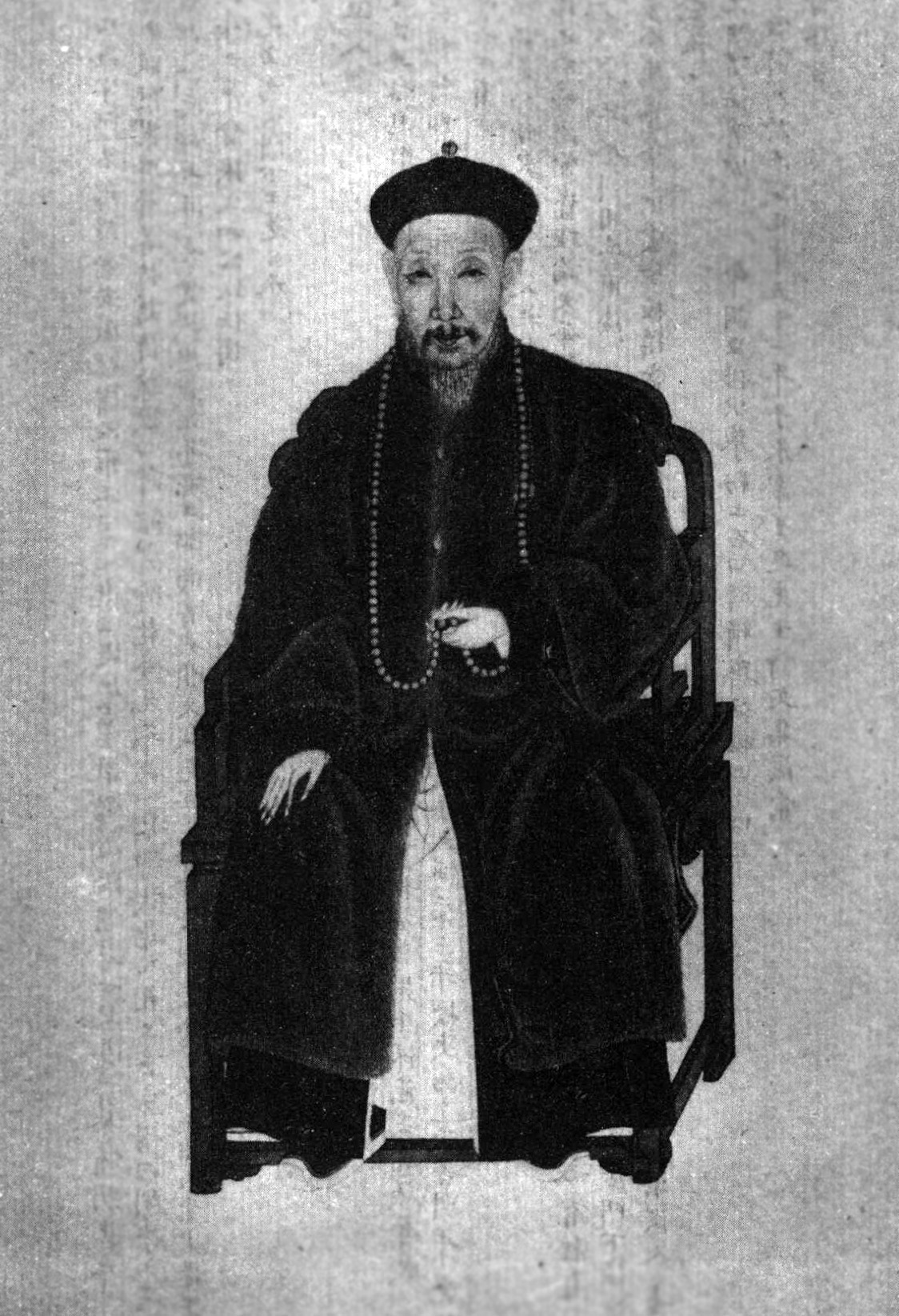
汪由敦
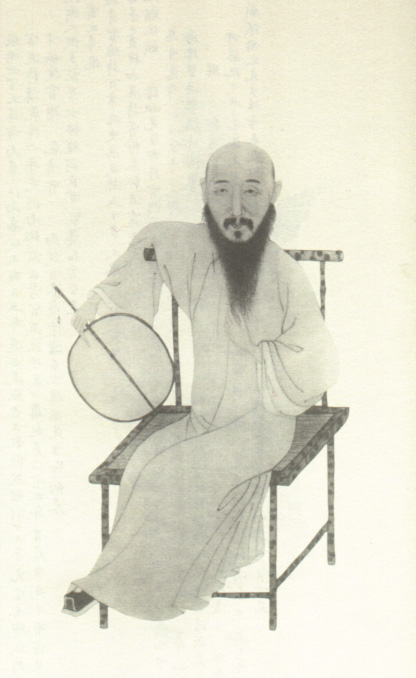
張鵬翀
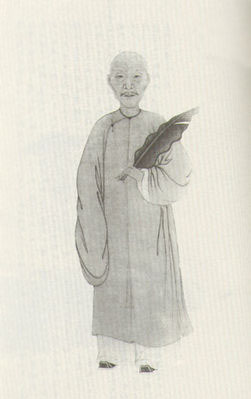
陳兆崙
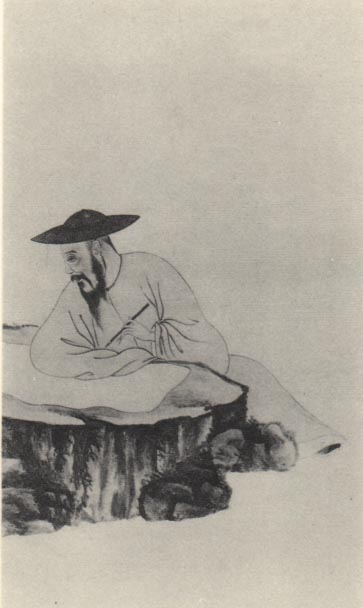
高鳳翰
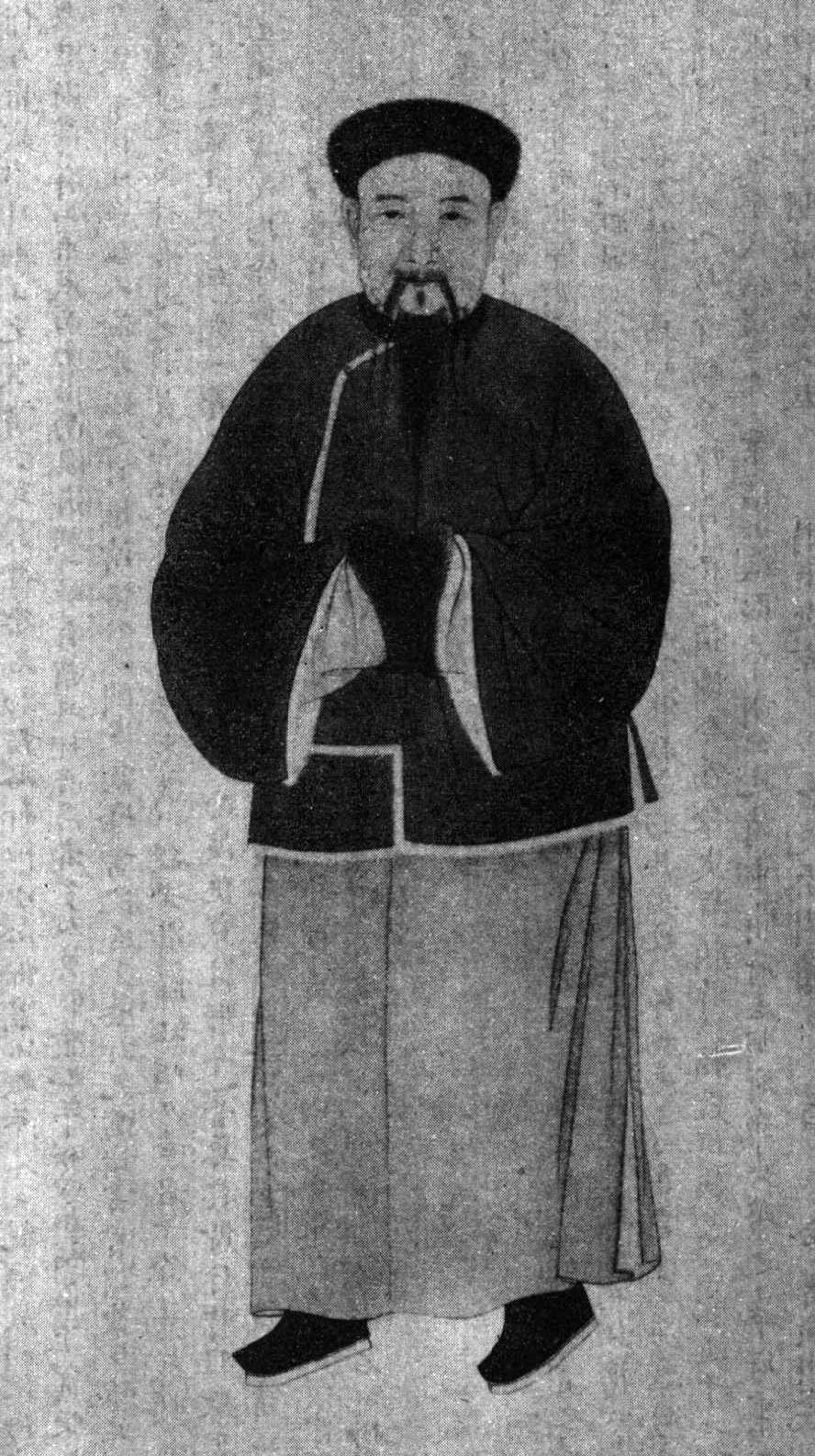
藍鼎元
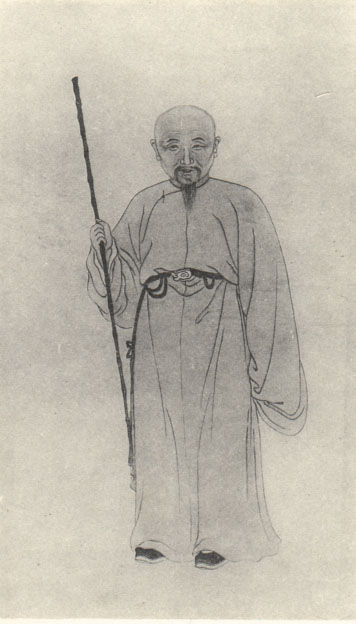
杭世駿
齊召南
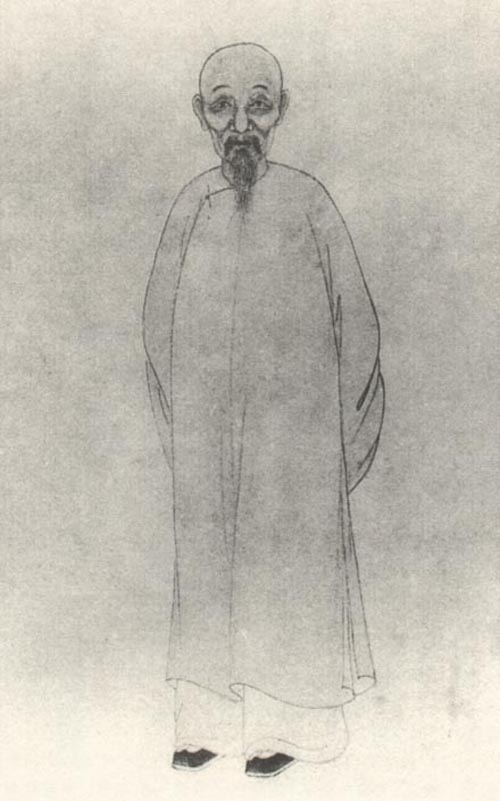
鄭燮
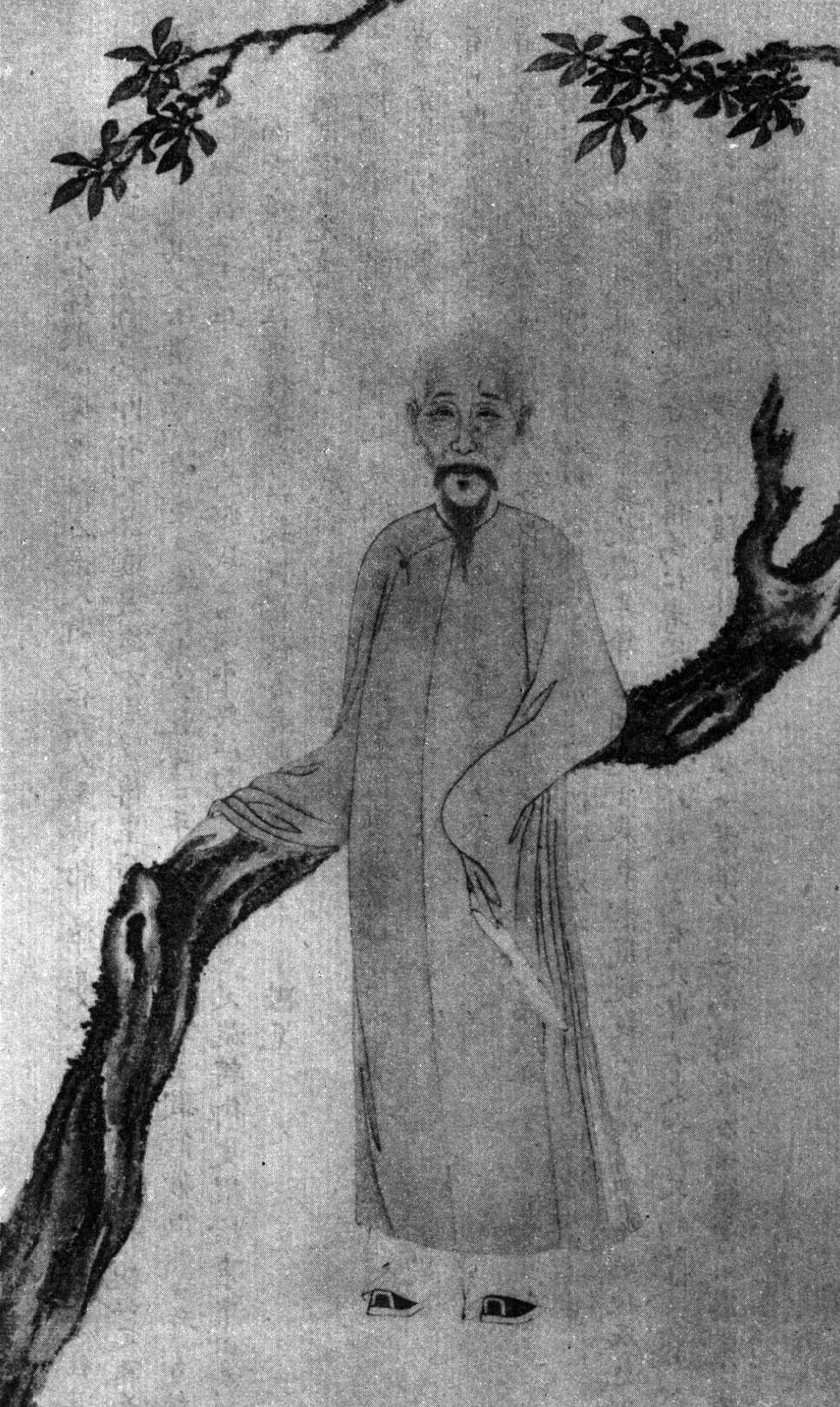
錢琦
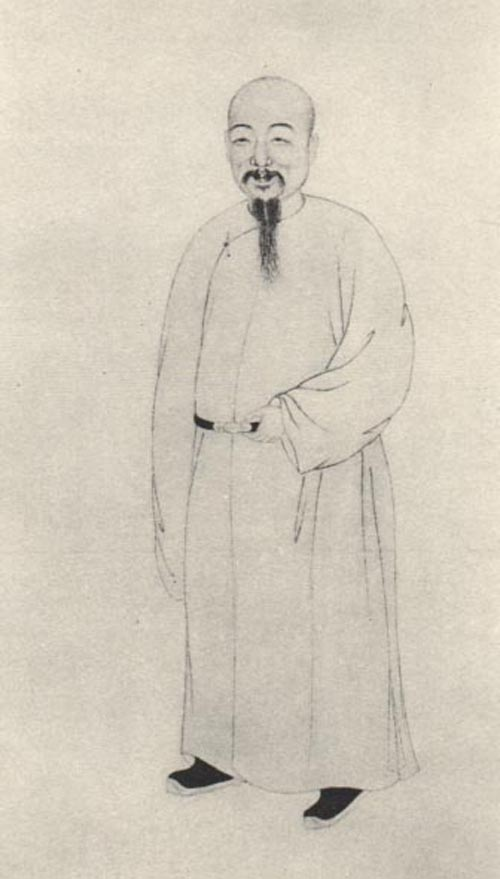
莊有恭
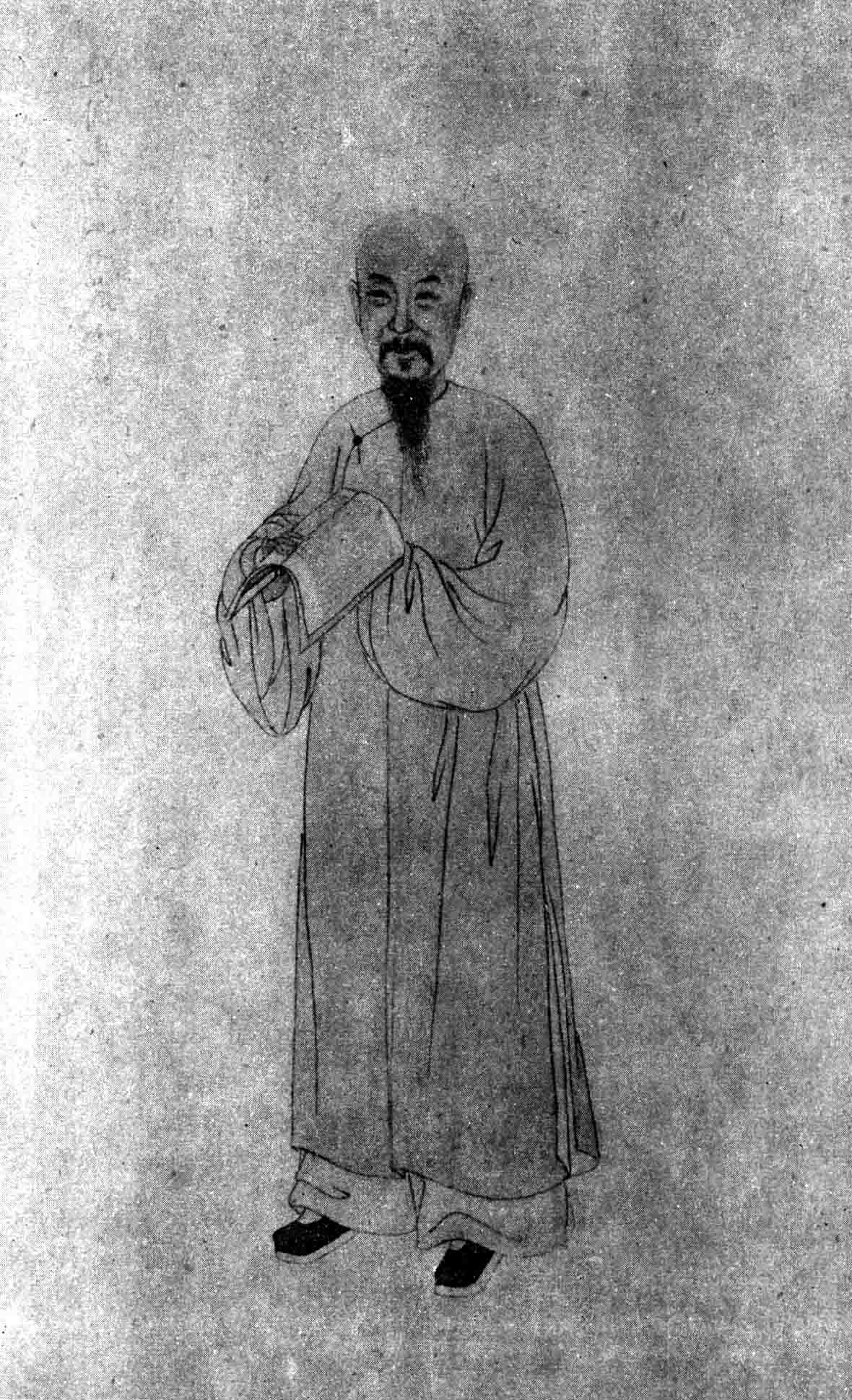
袁枚（一）
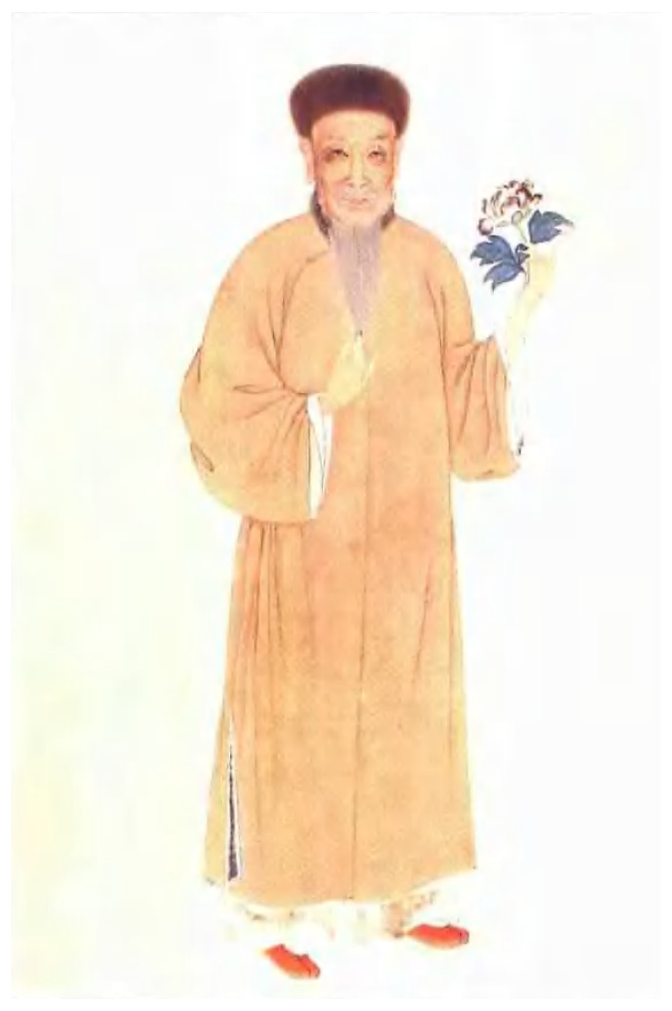
袁枚（二）
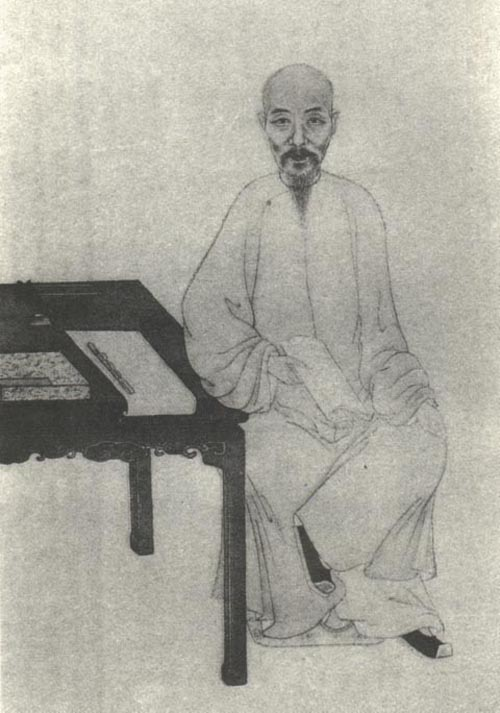
裘曰修
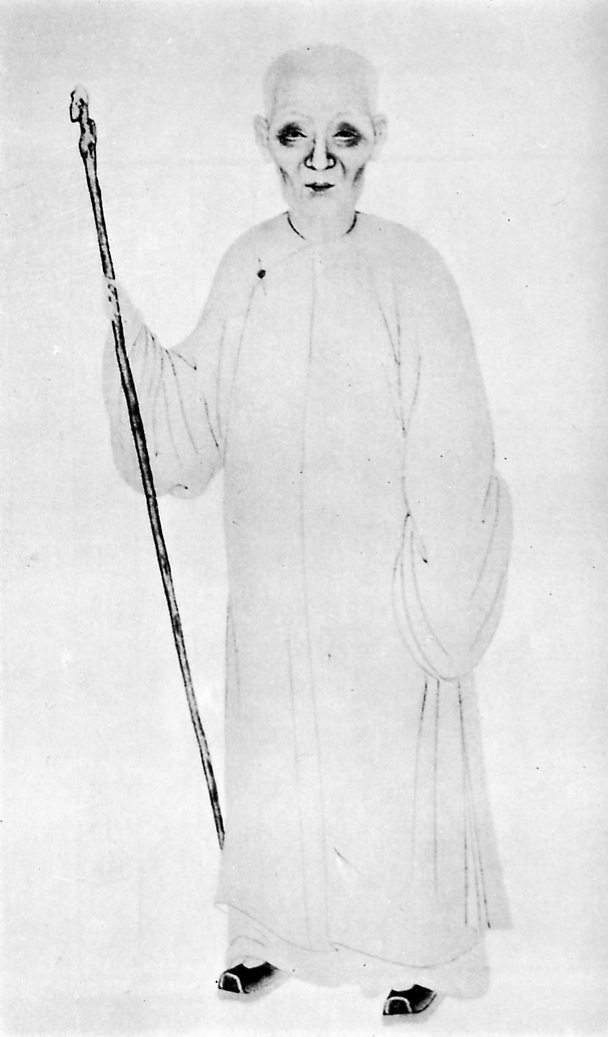
沈德潛
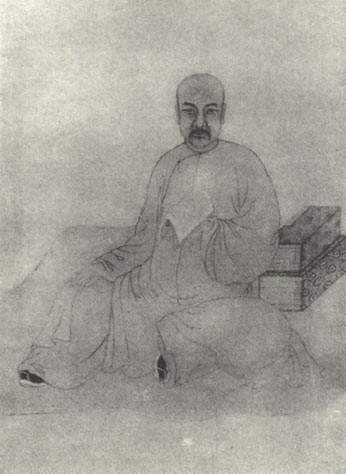
竇光鼐
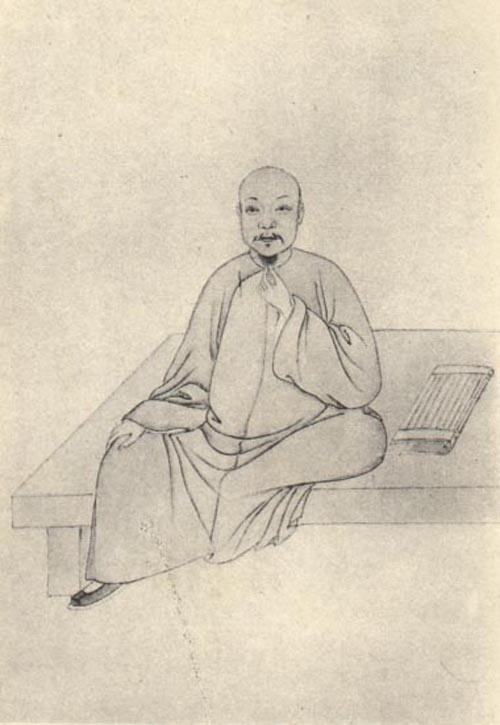
厲鶚
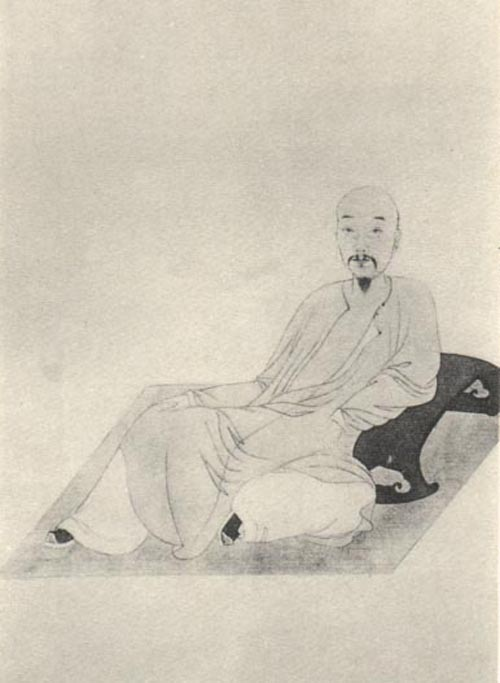
馬曰琯
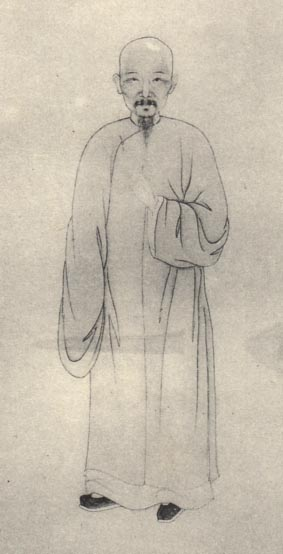
胡天遊
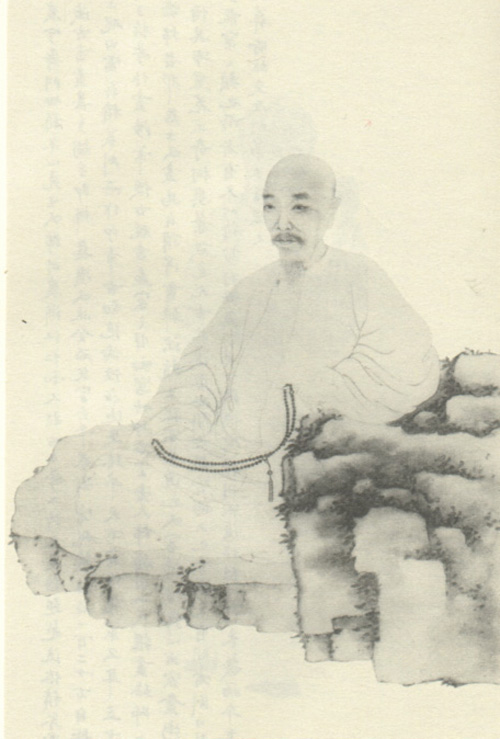
金農
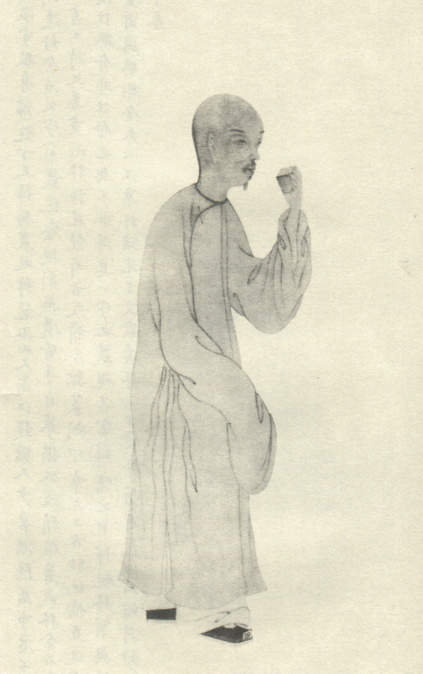
丁敬
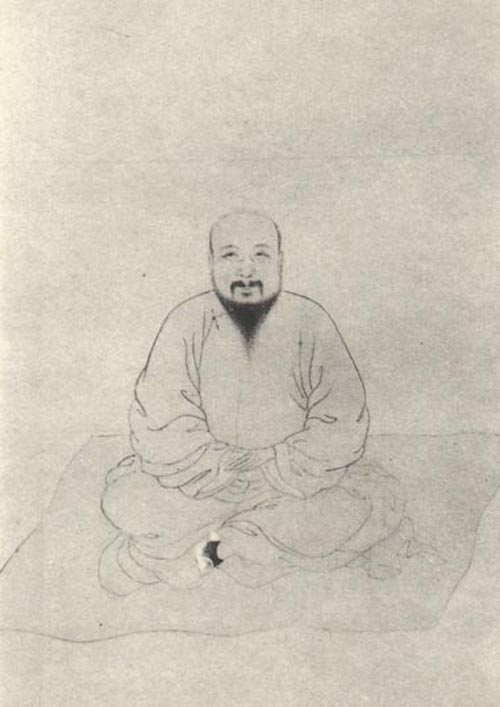
朱珪
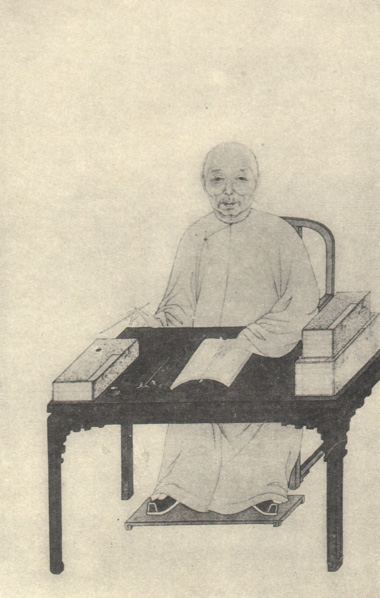
馮浩

### 第三冊（四十五幅）

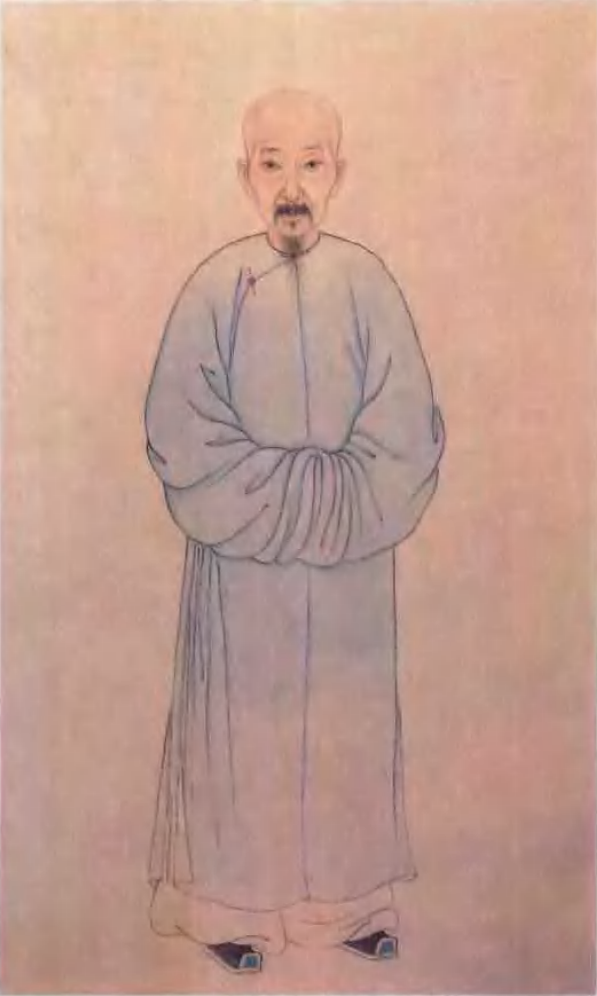
劉墉
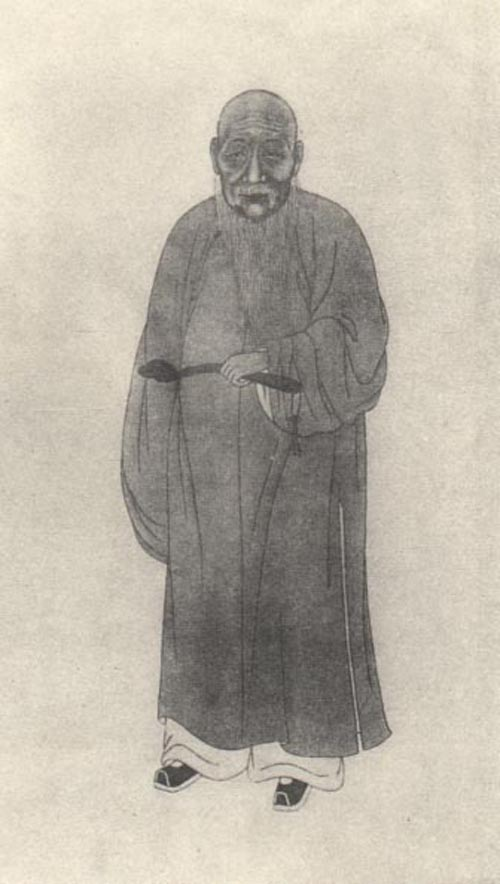
錢載
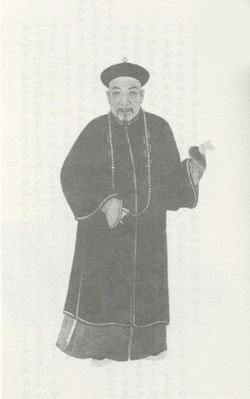
翁方綱
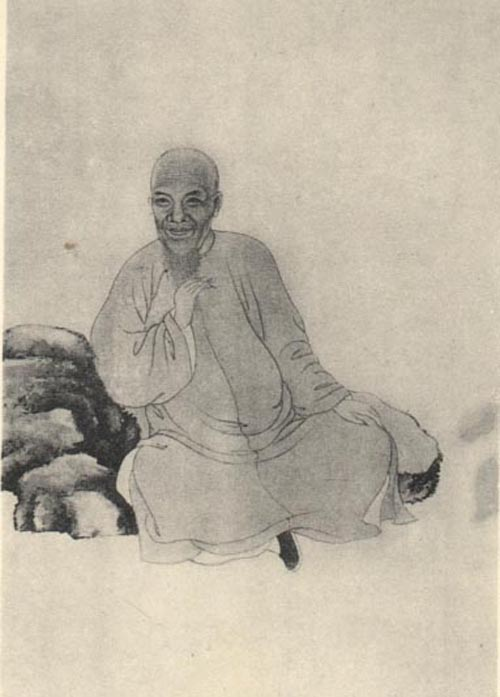
王昶
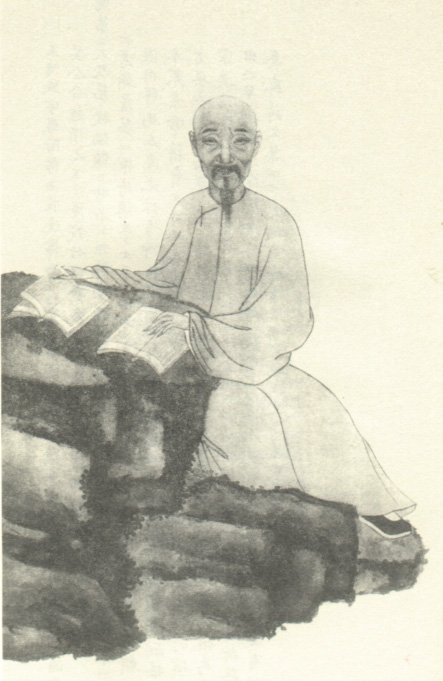
王鳴盛
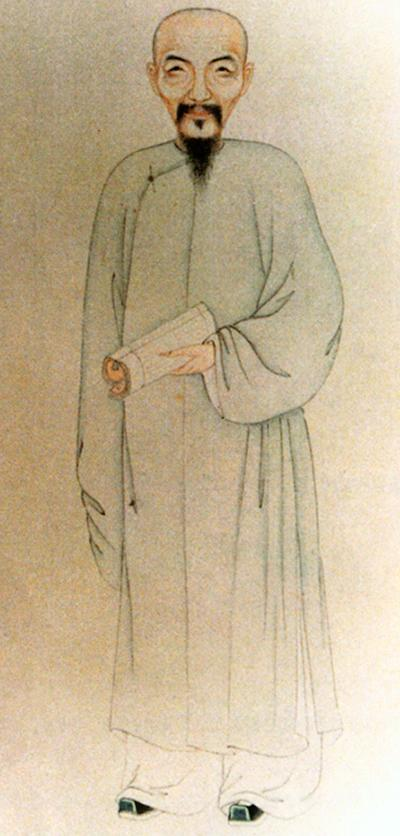
紀昀
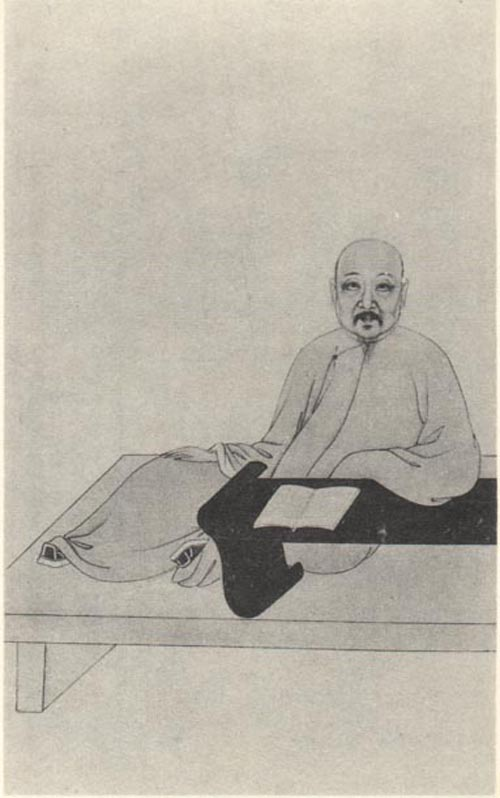
朱筠
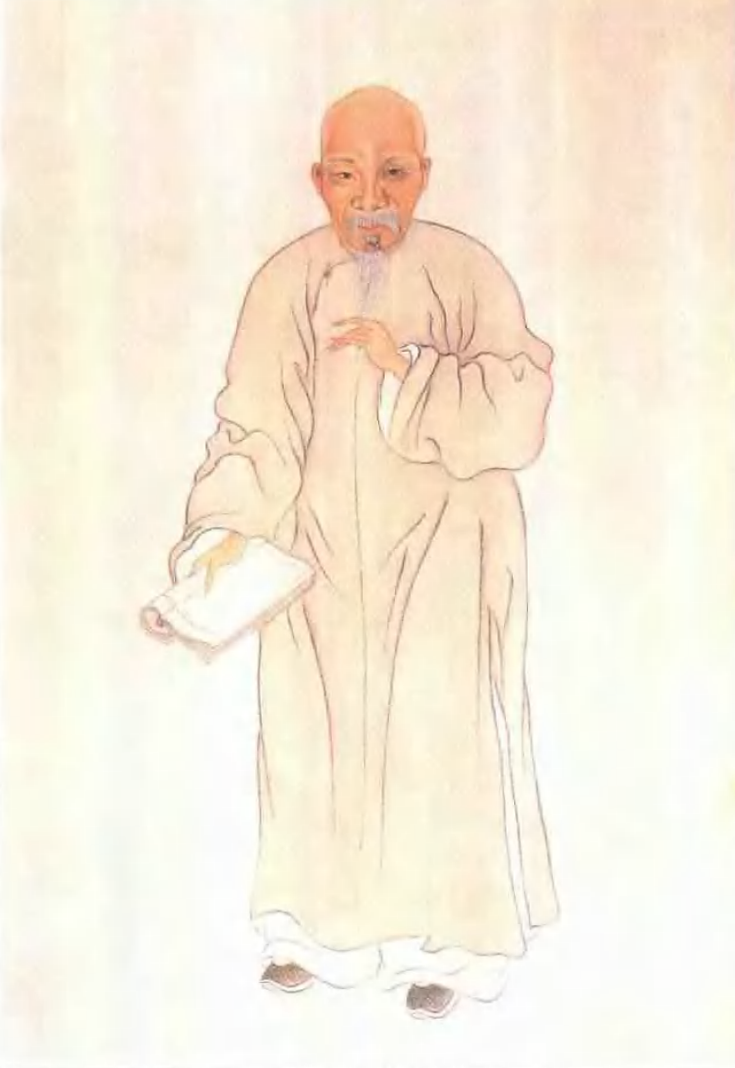
錢大昕
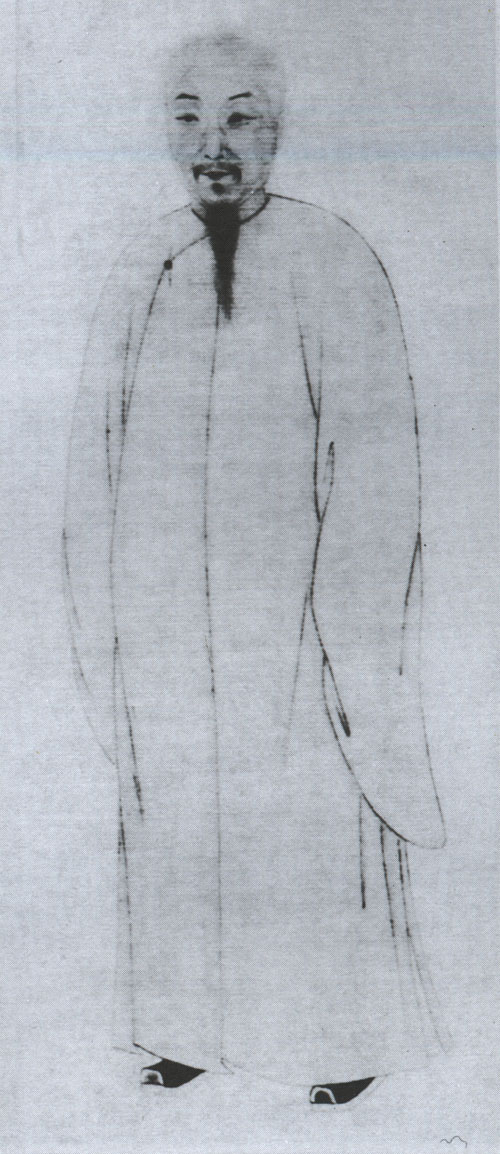
蔣士銓
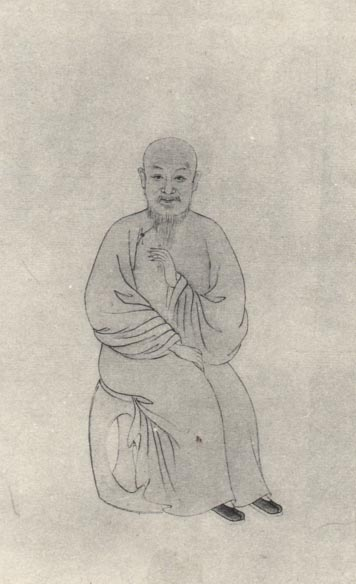
康基田
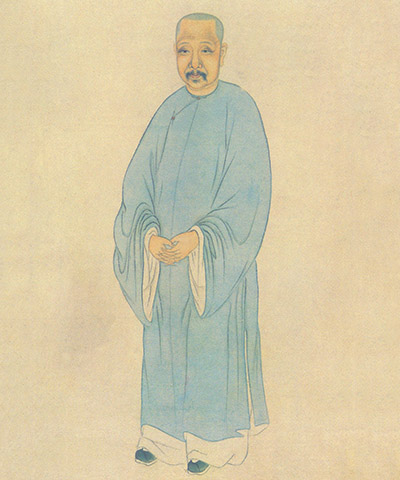
畢沅
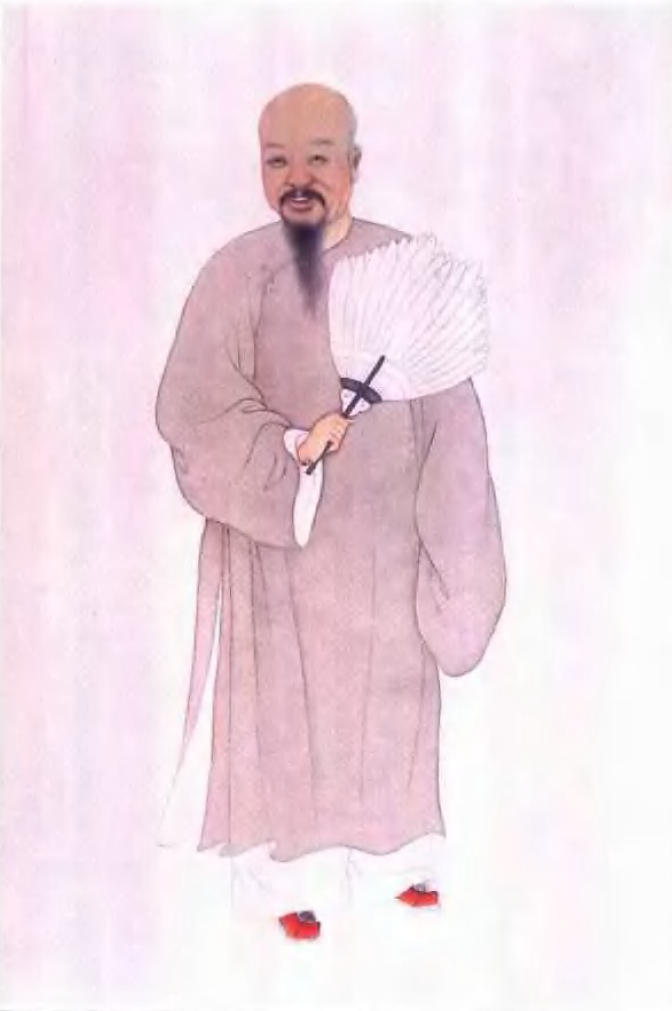
王文治
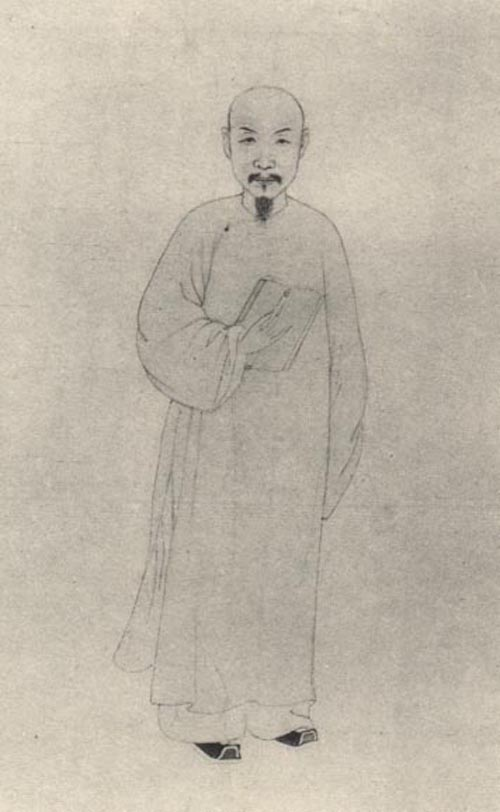
王杰
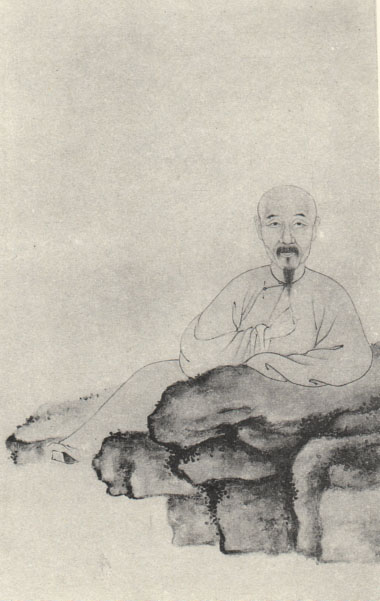
曹仁虎
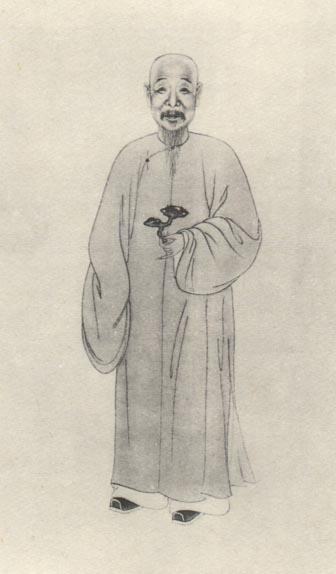
馮應榴
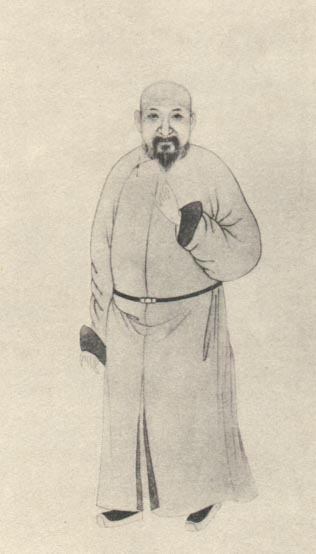
董誥
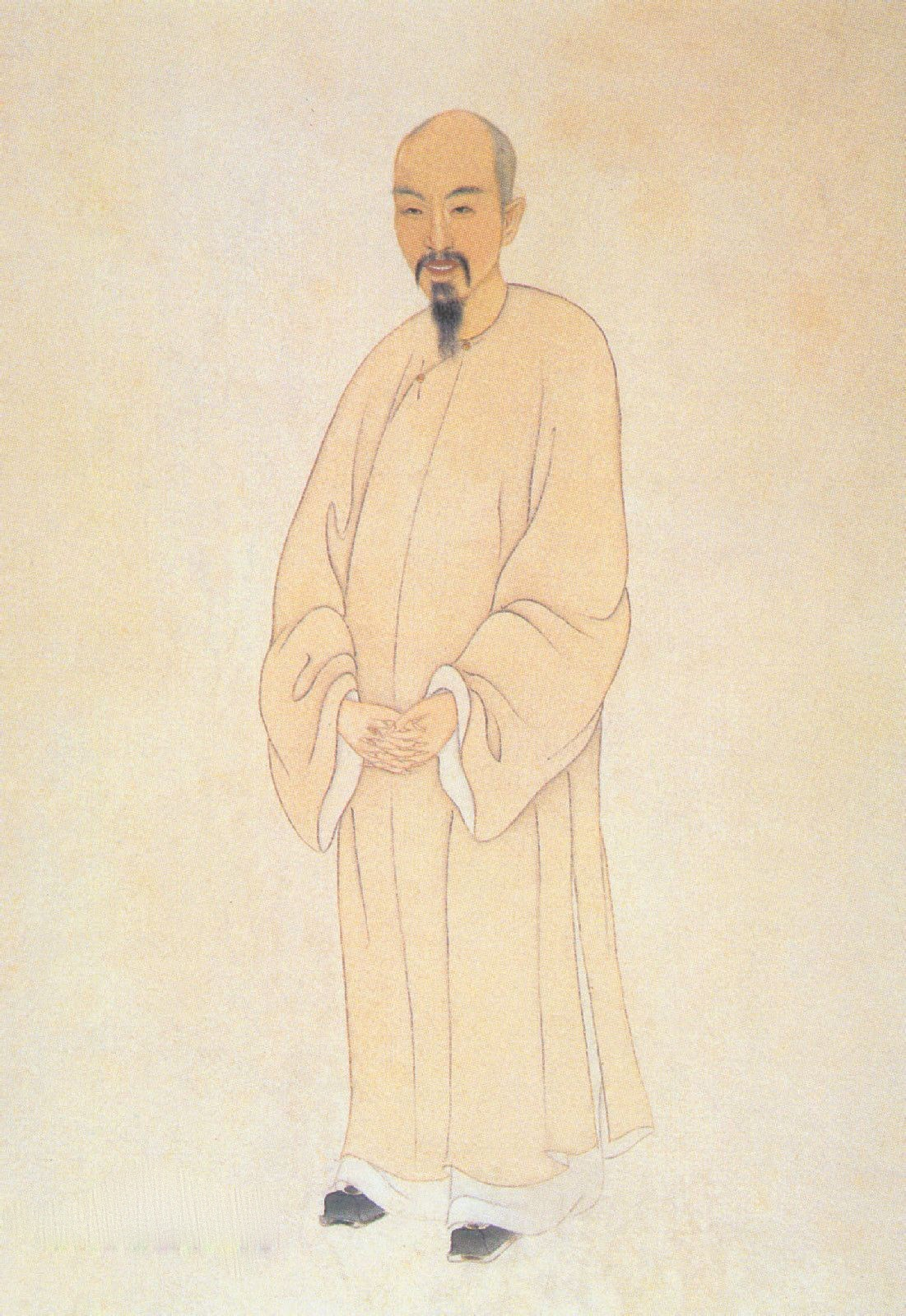
姚鼐
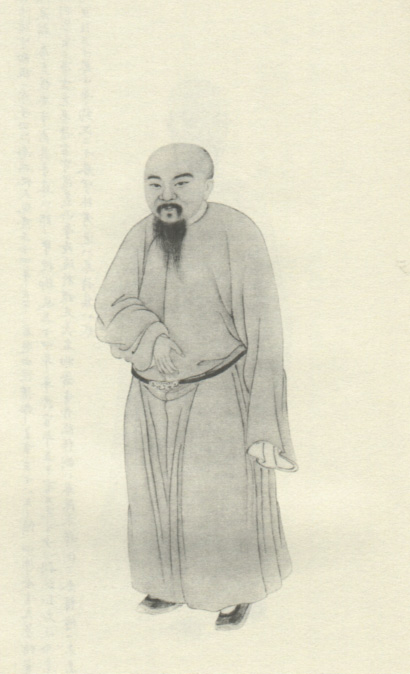
任大椿
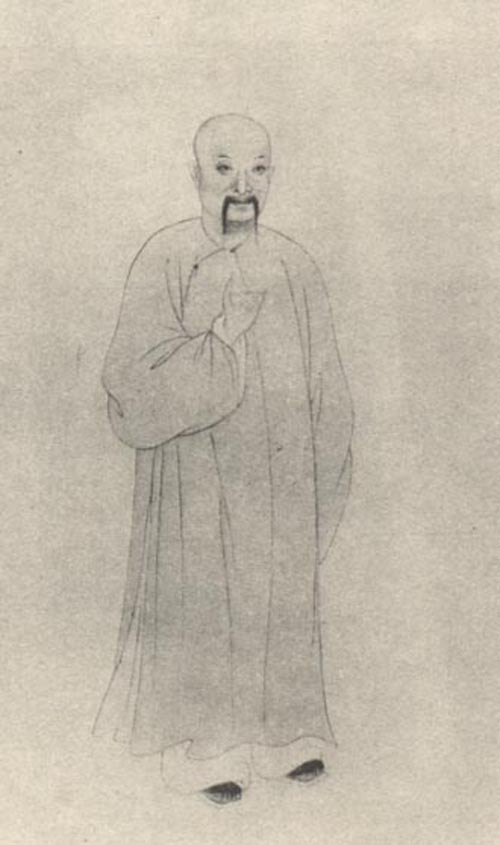
朱孝純
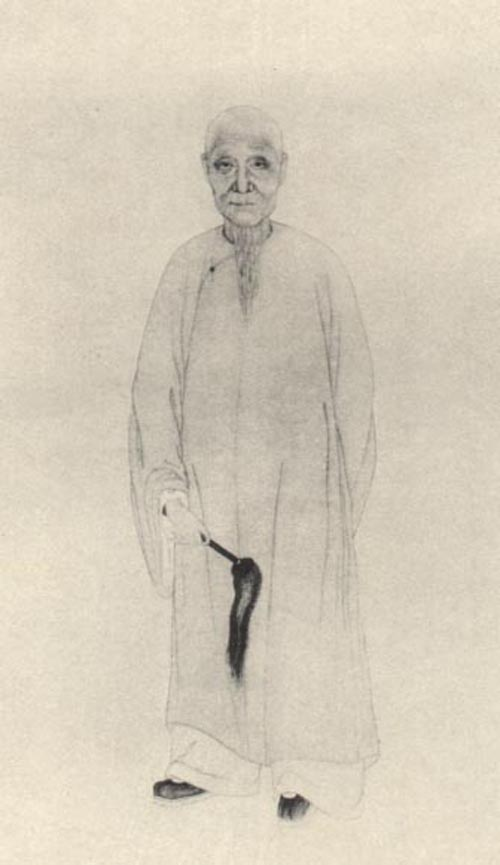
潘奕雋
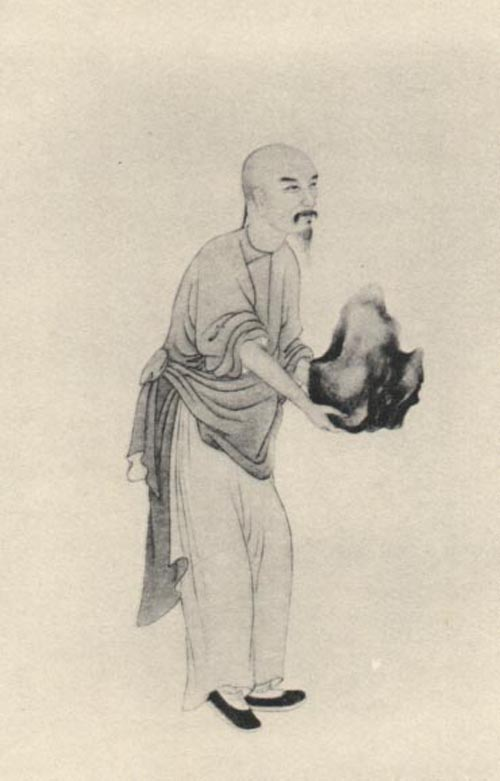
錢灃
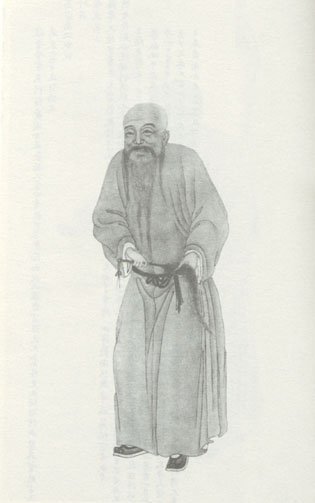
程晉芳
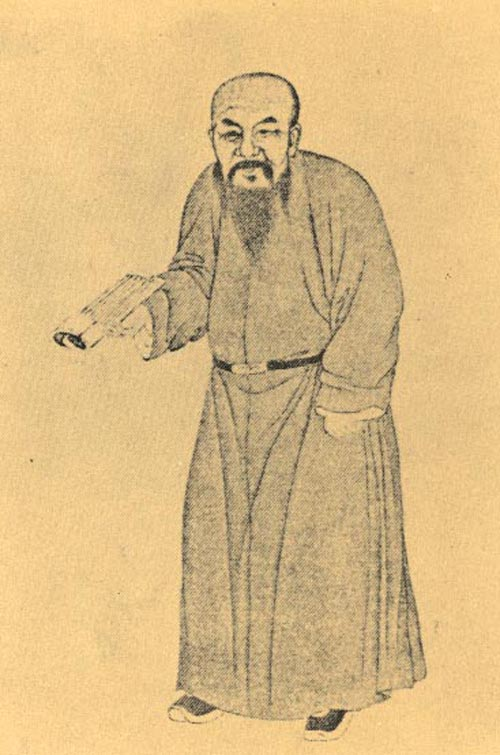
周永年
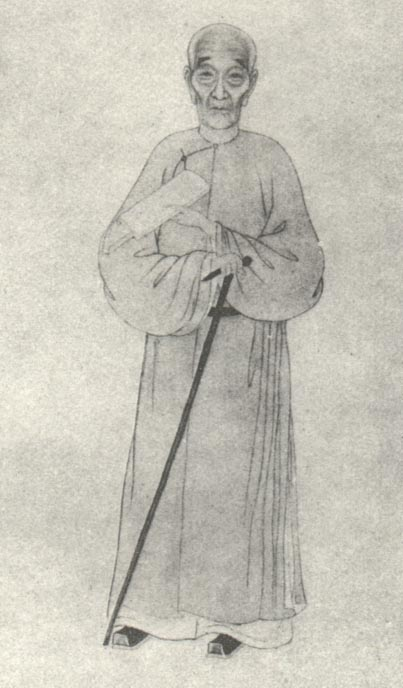
王念孫
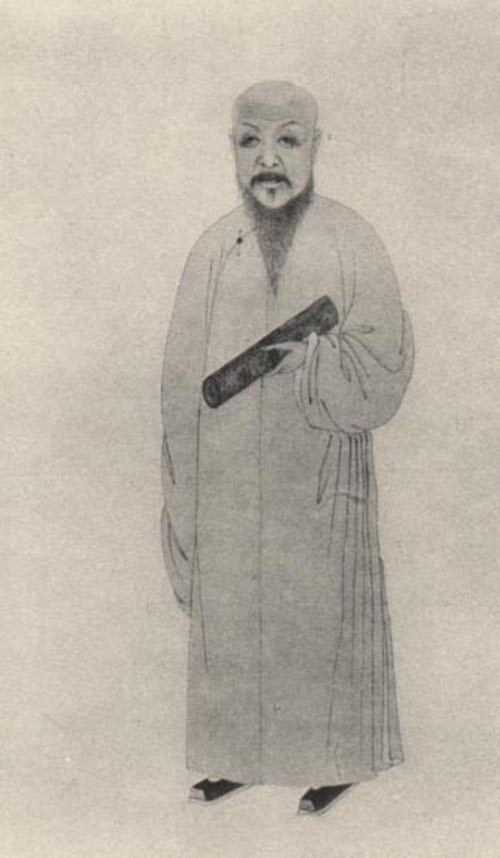
吳錫麒
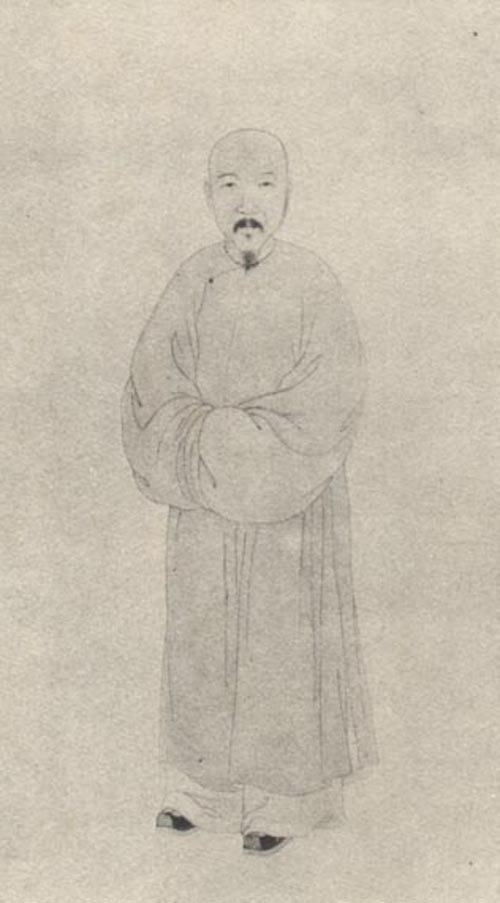
汪如洋
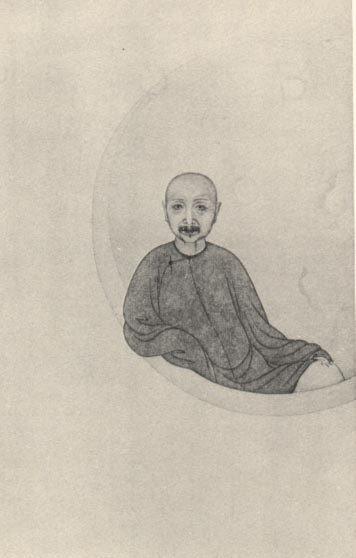
法式善
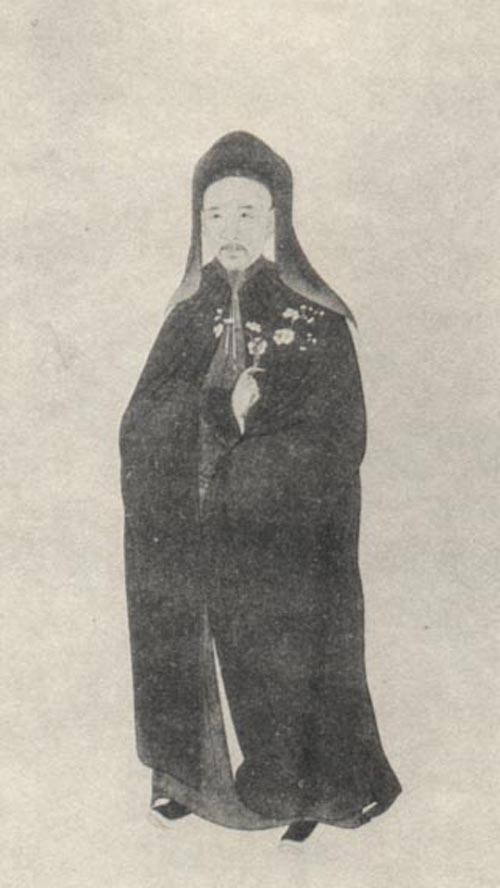
曾燠
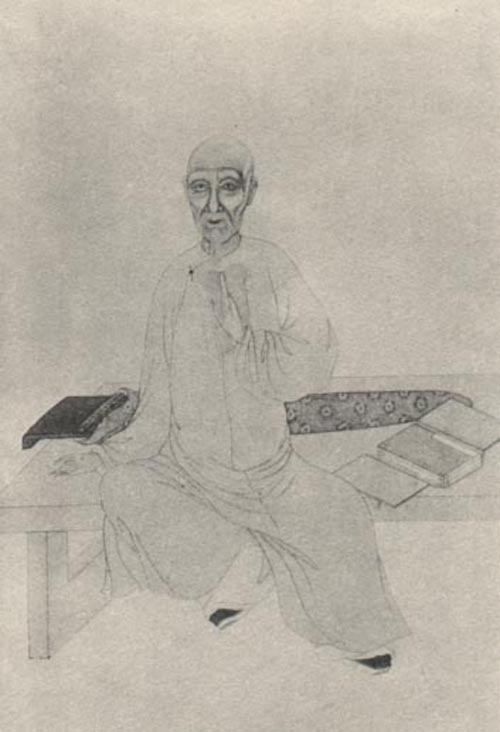
秦瀛
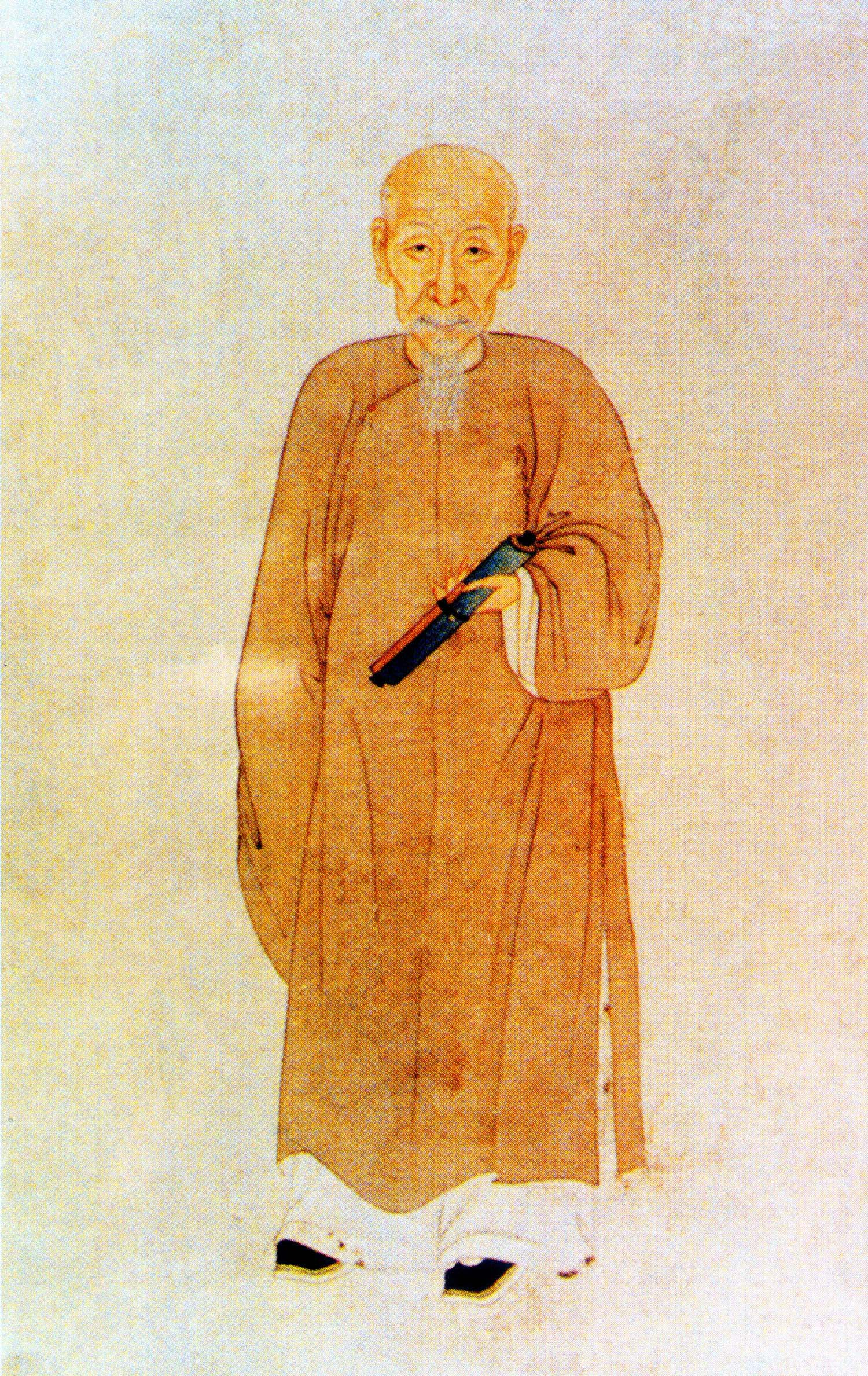
孫星衍
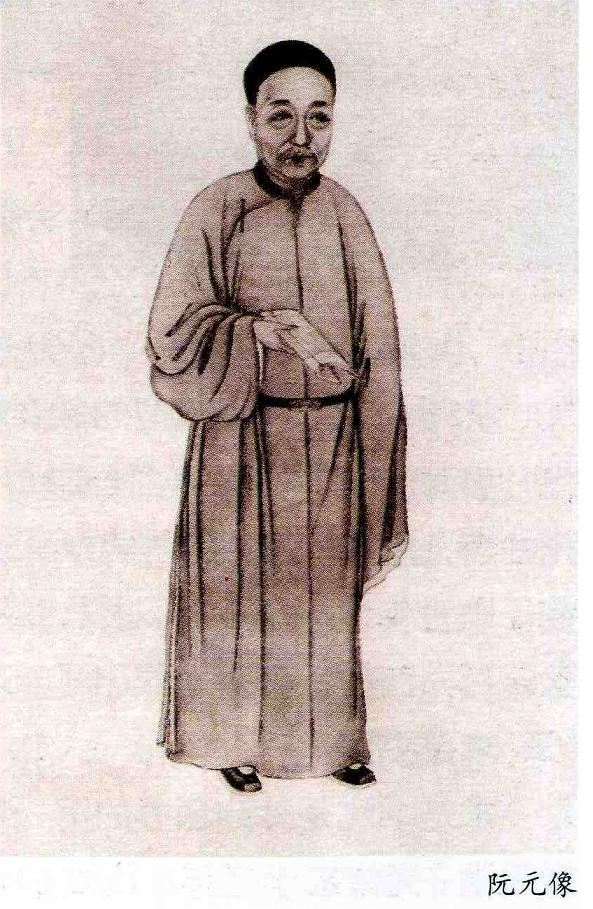
阮元（一）
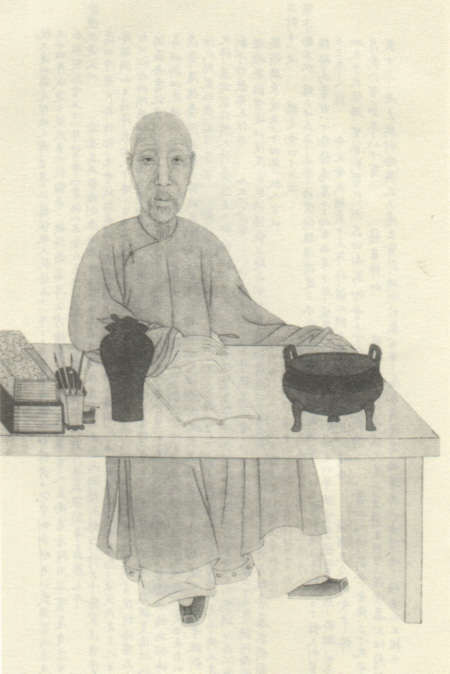
阮元（二）
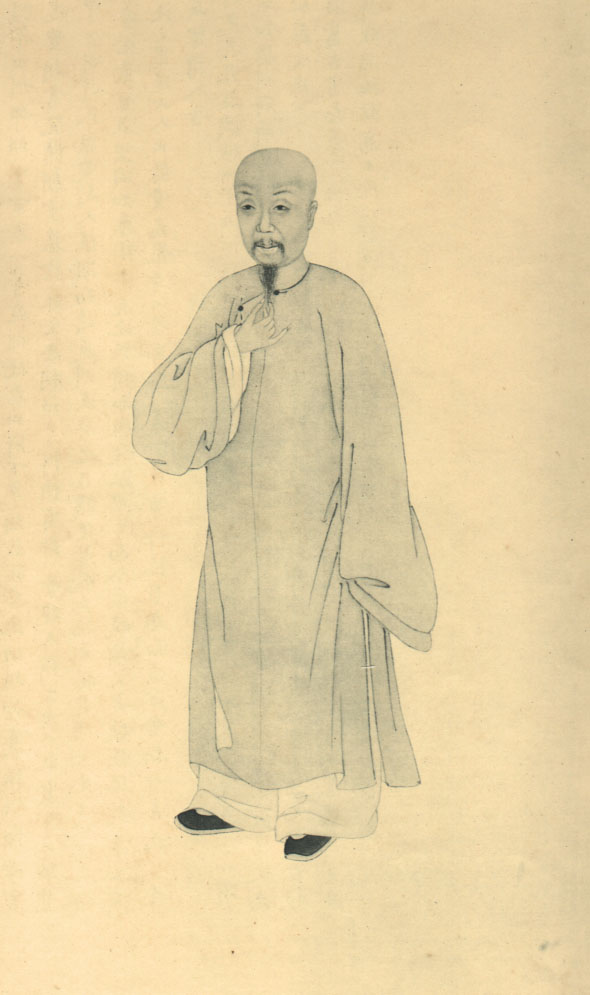
伊秉綬
石韞玉
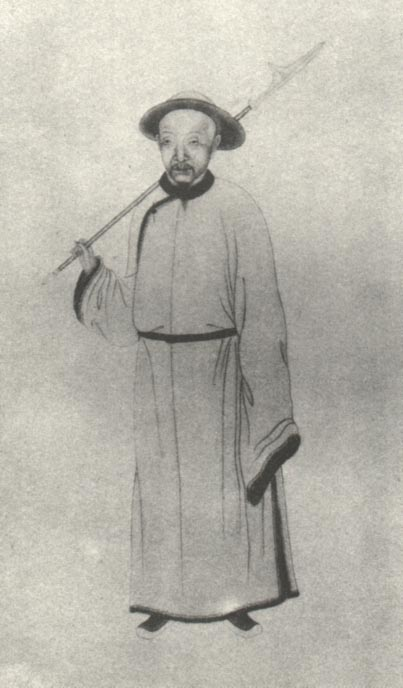
洪亮吉
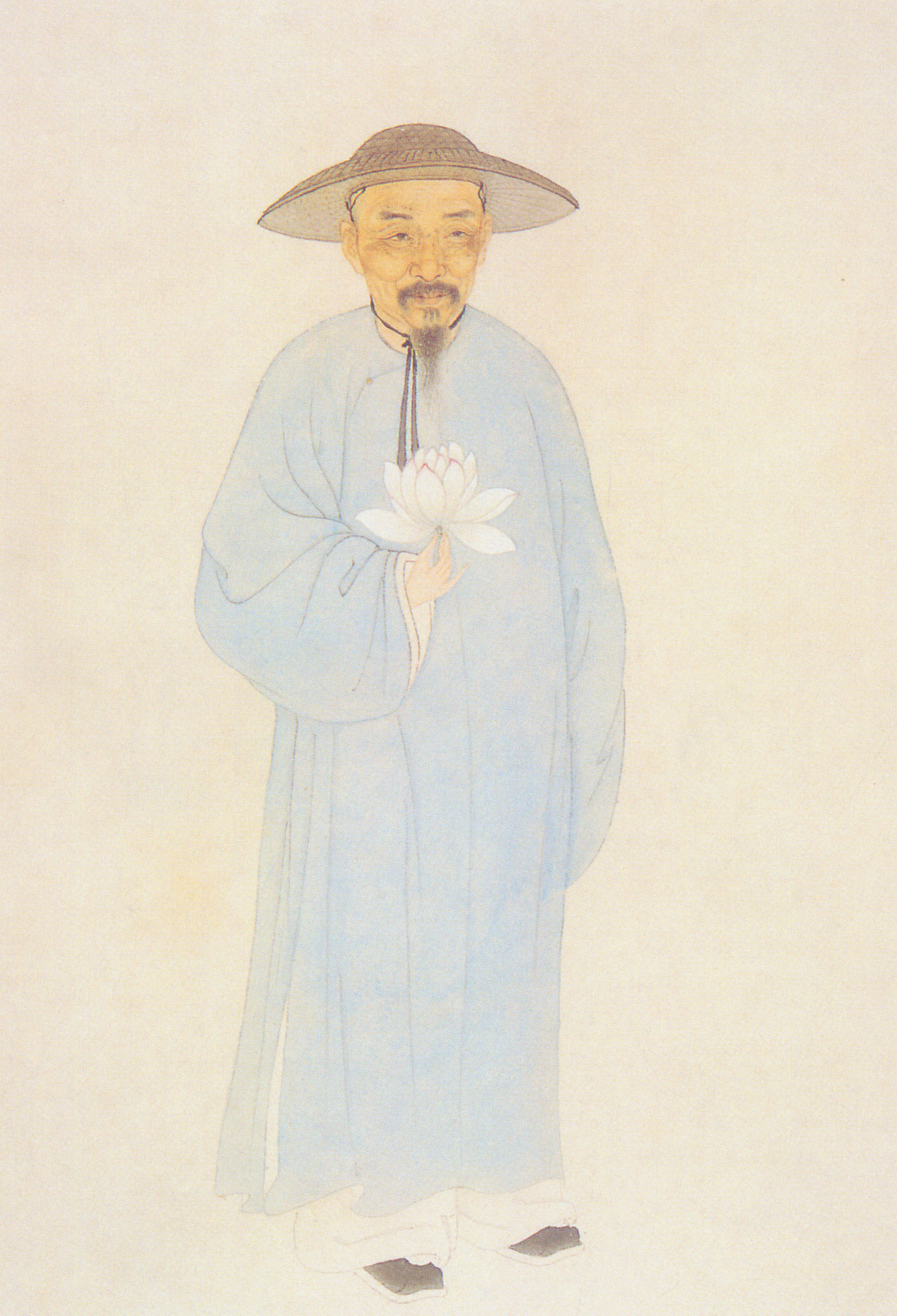
羅聘
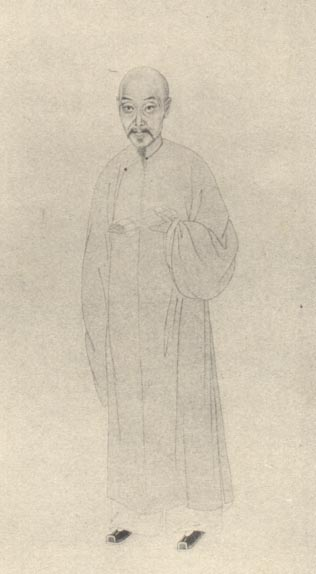
黃景仁
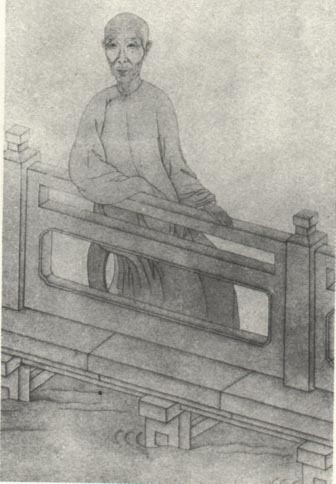
黃鉞
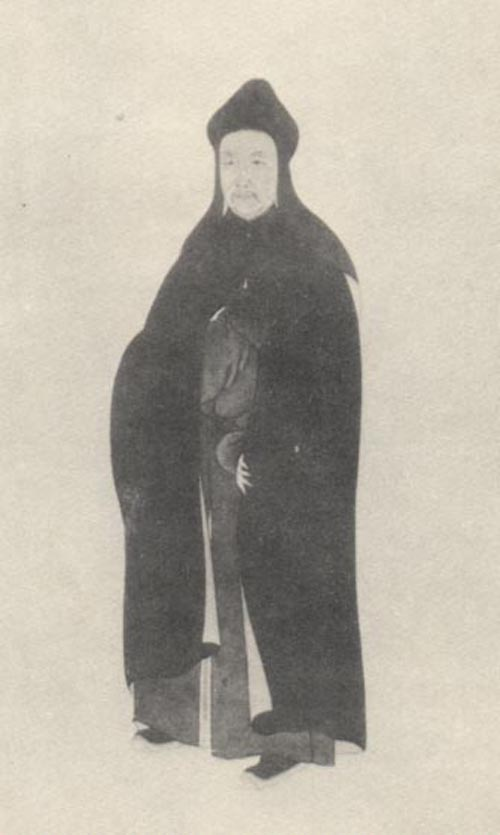
張問陶
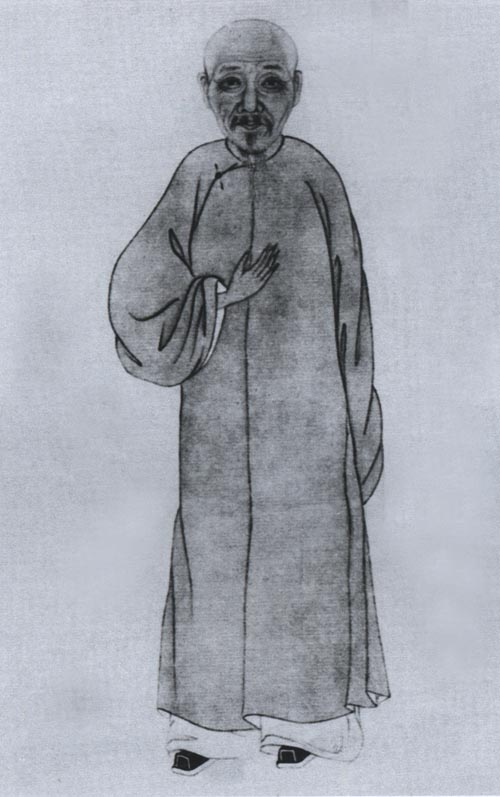
李賡芸
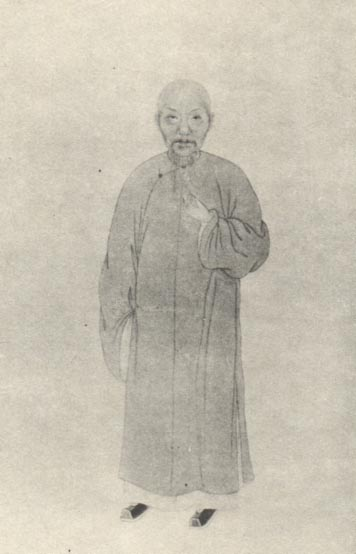
戴敦元
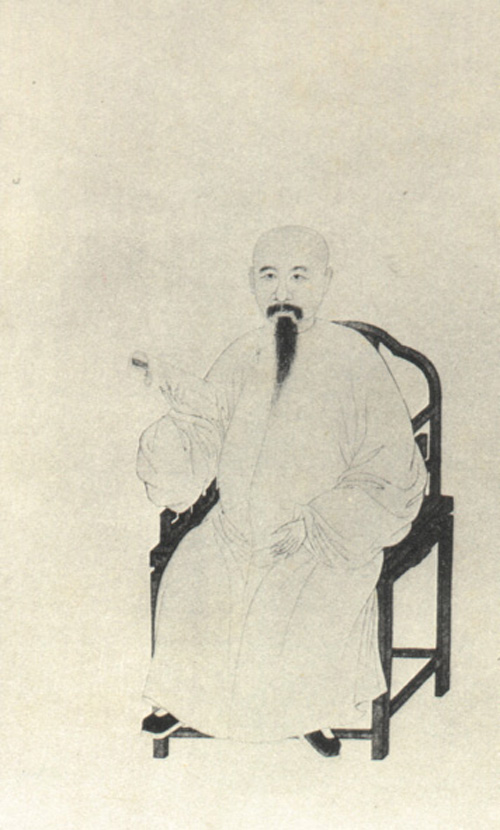
淩廷堪
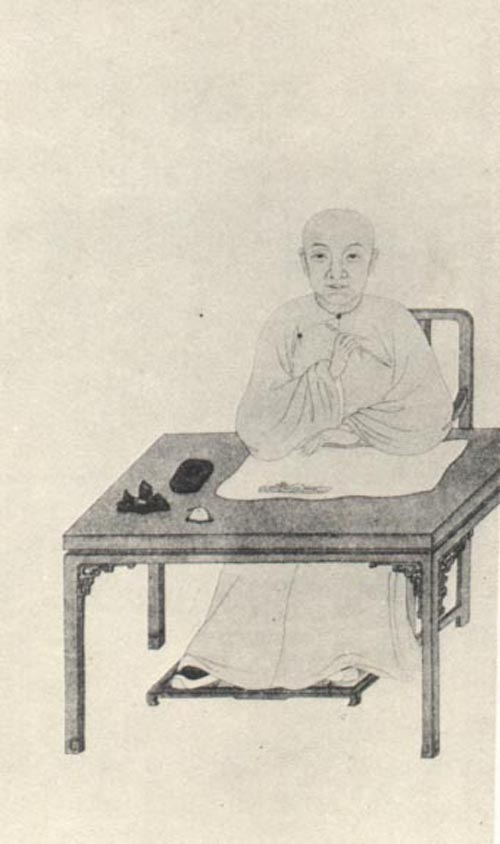
英和
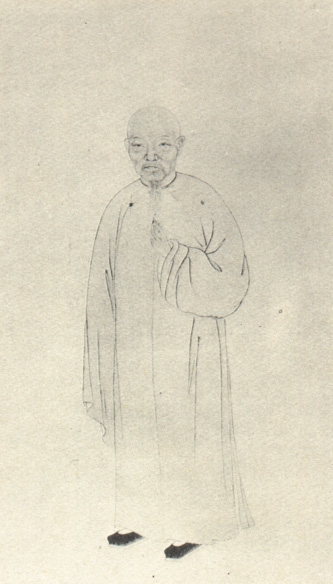
唐仲冕
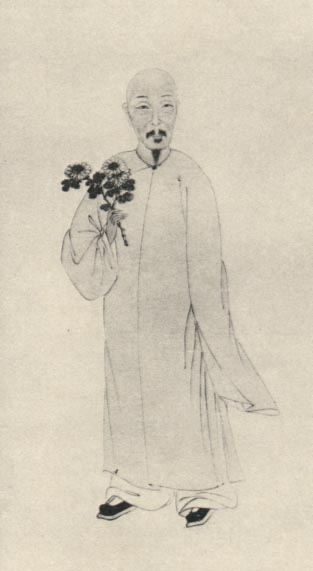
段玉裁

### 第四冊（四十三幅）

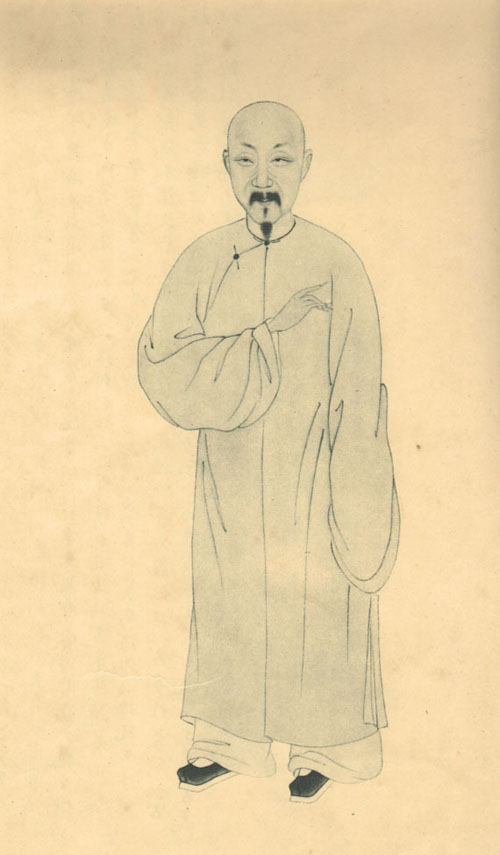
錢坫
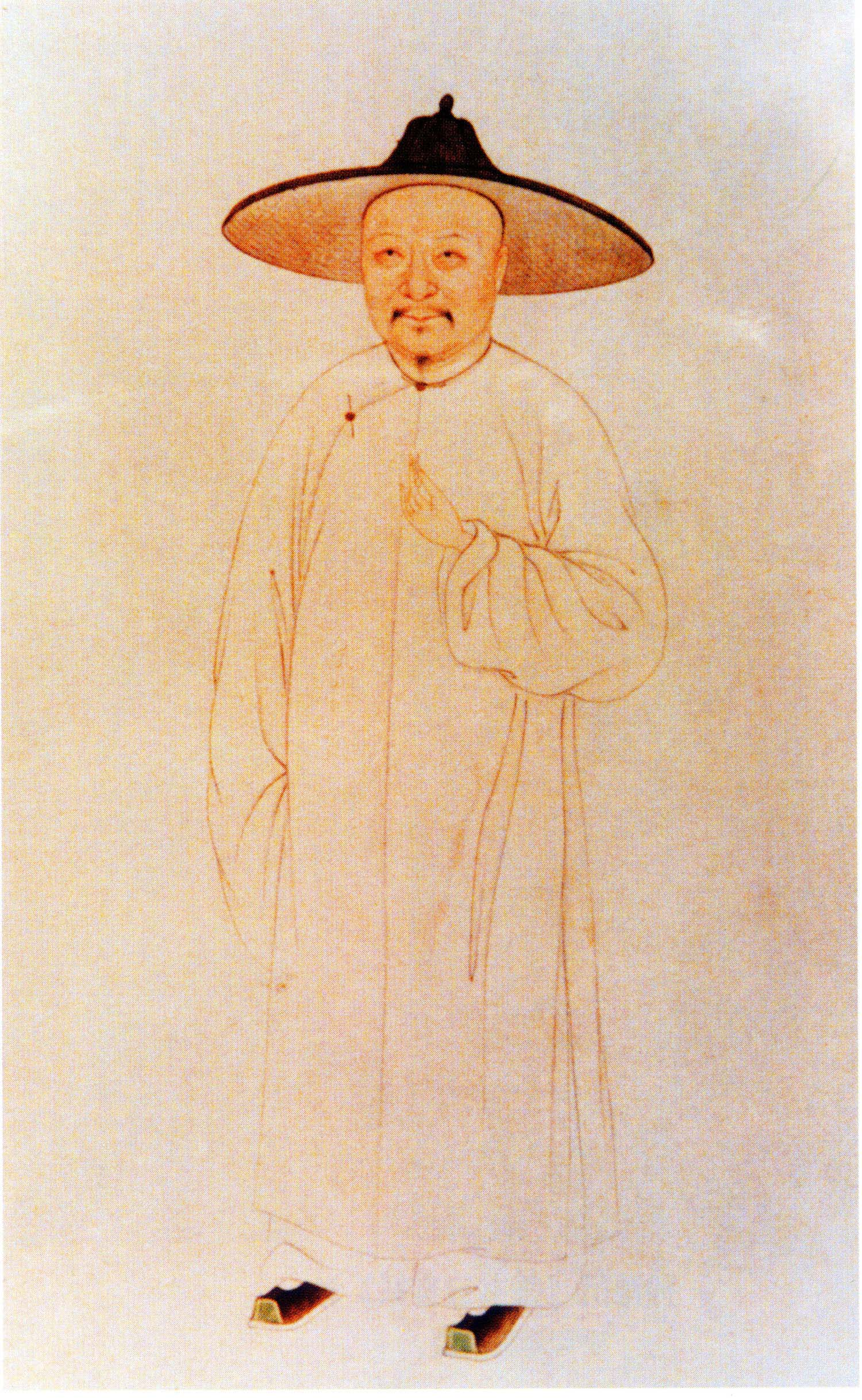
汪中
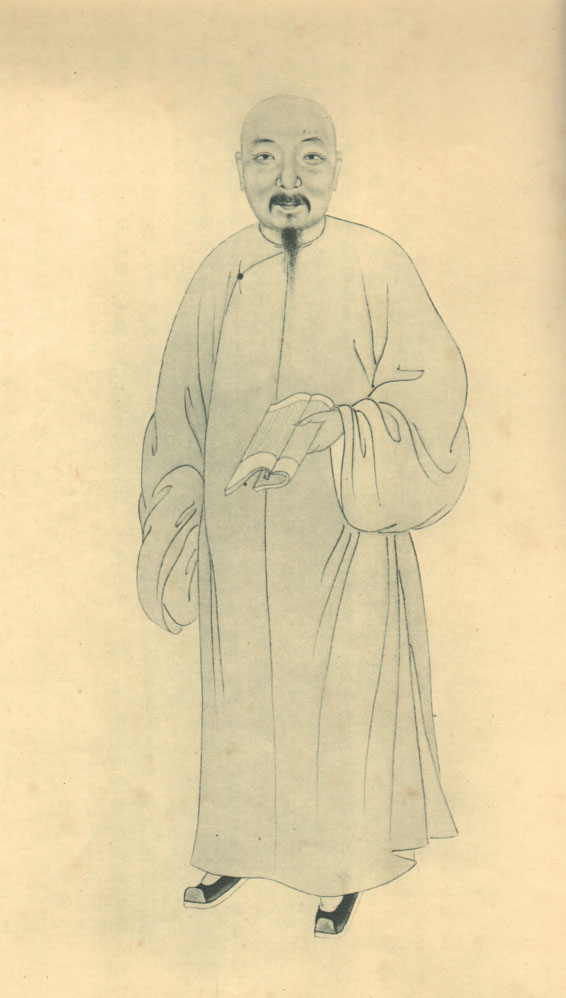
楊芳燦
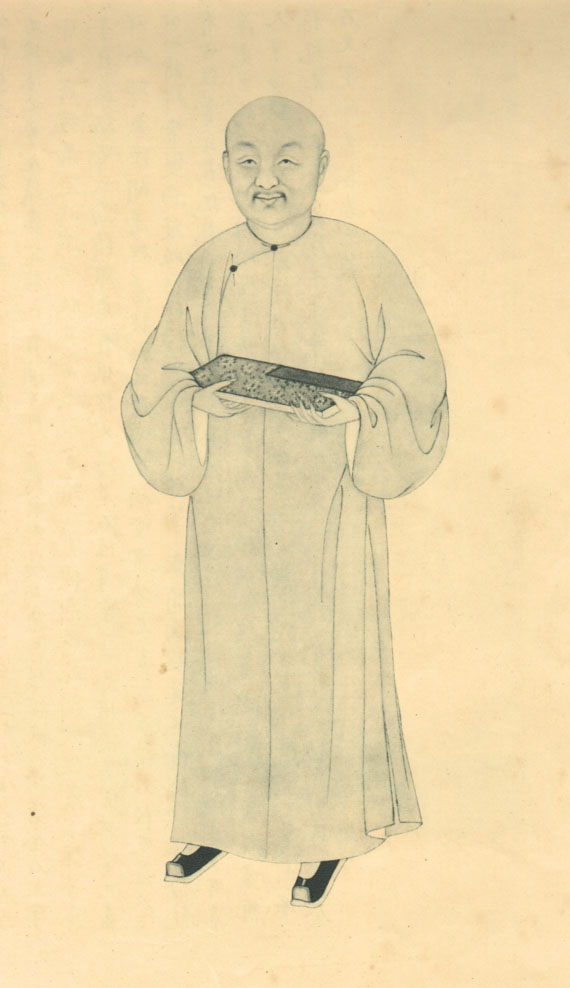
黃易
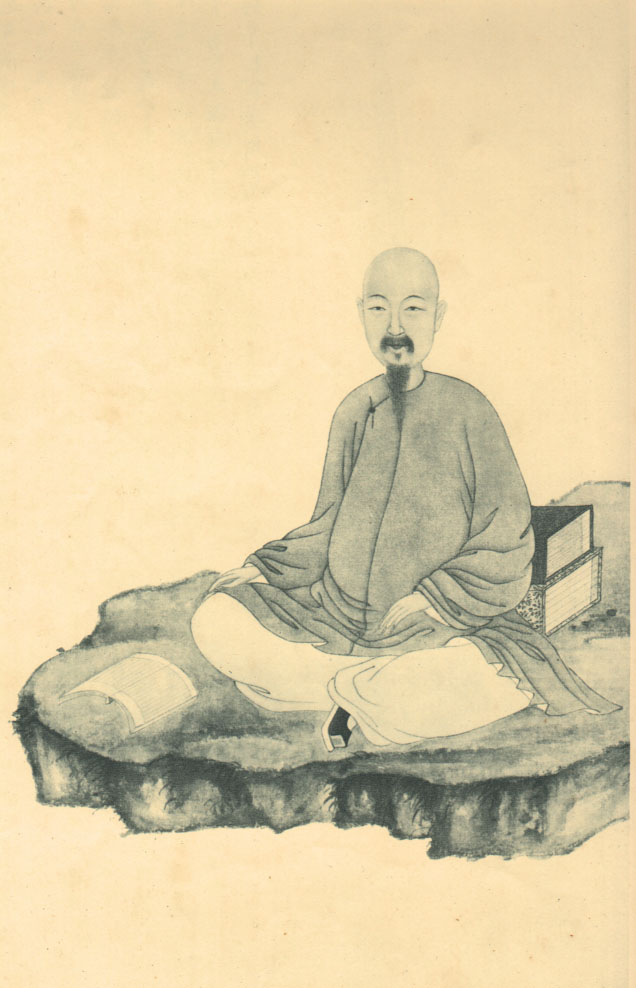
趙希璜
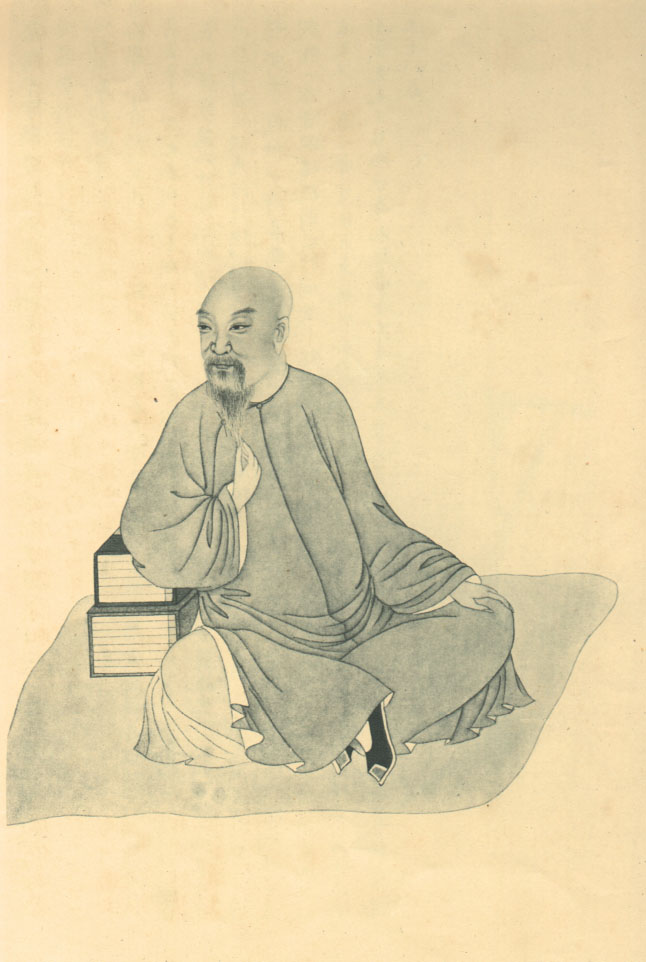
詹應甲
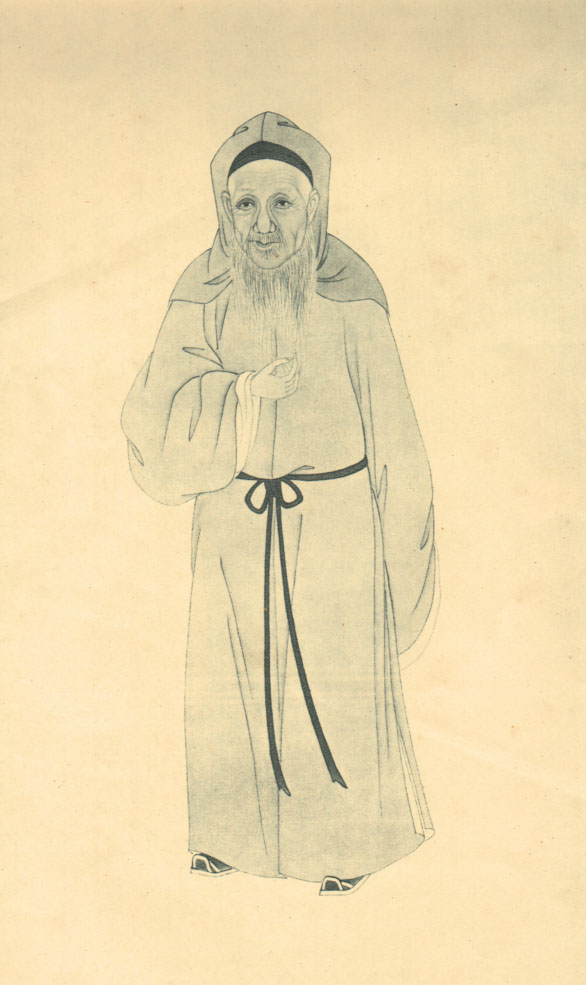
趙懷玉
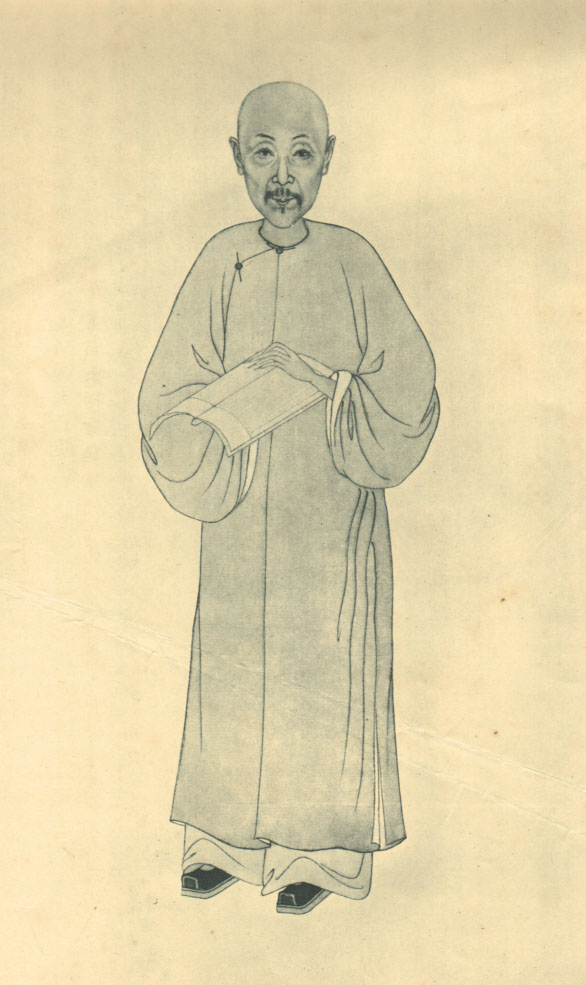
吳嵩梁
王學浩
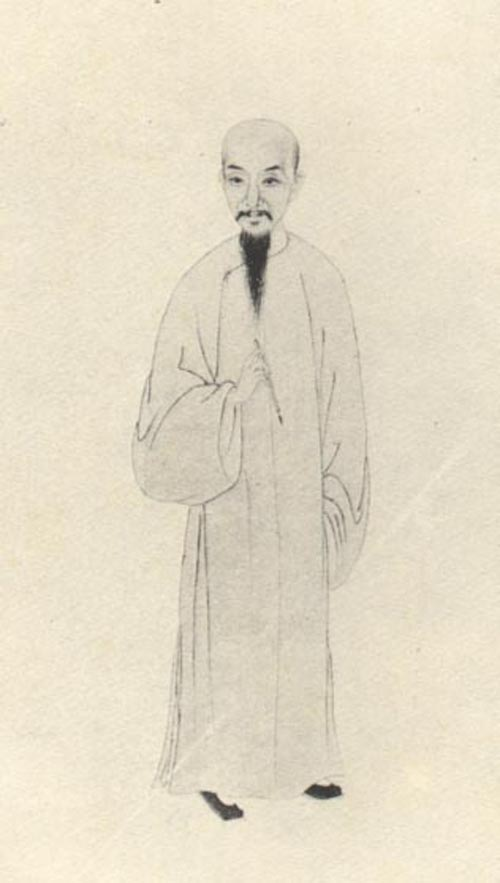
王芑孫
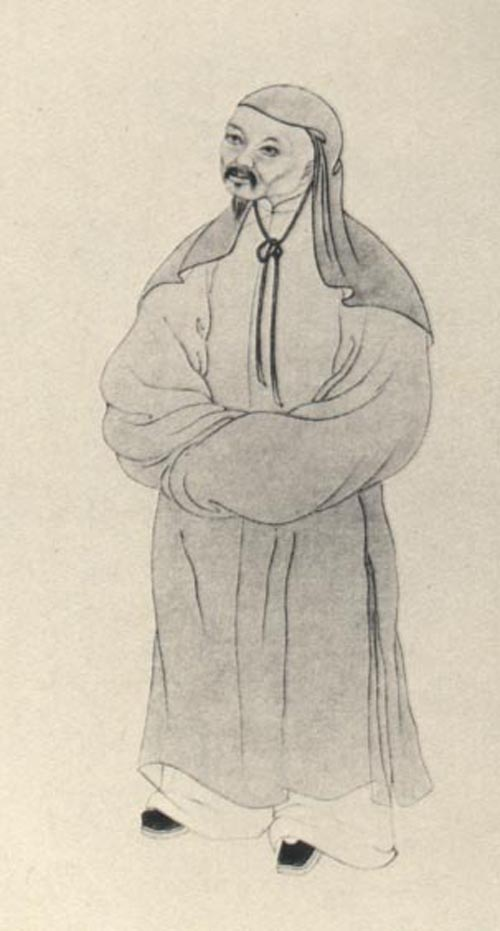
黎簡
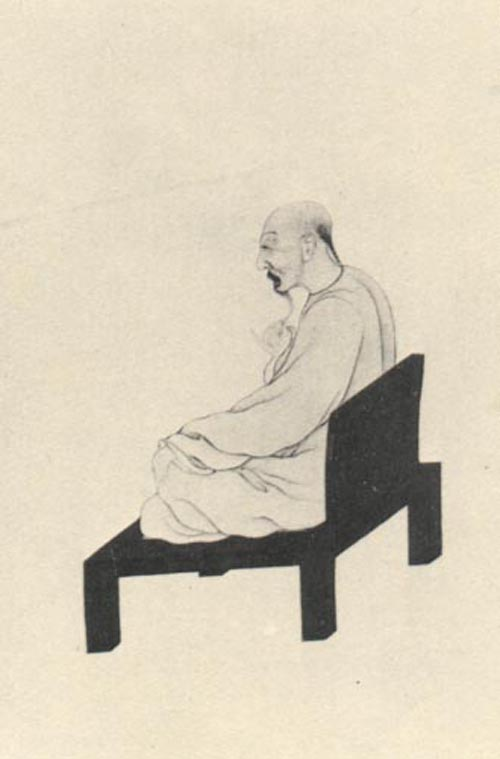
奚岡
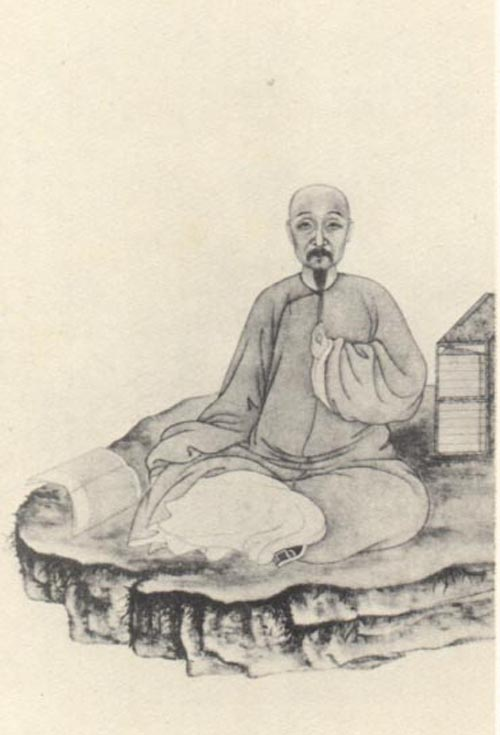
姚文田
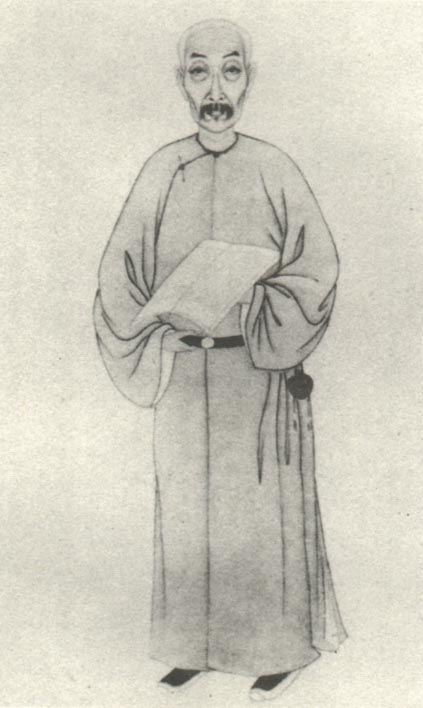
王引之
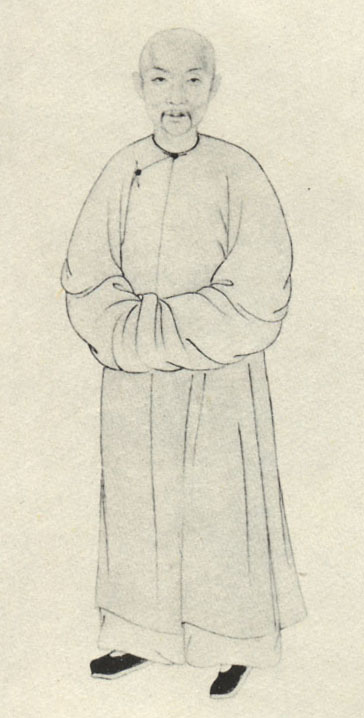
鮑桂星
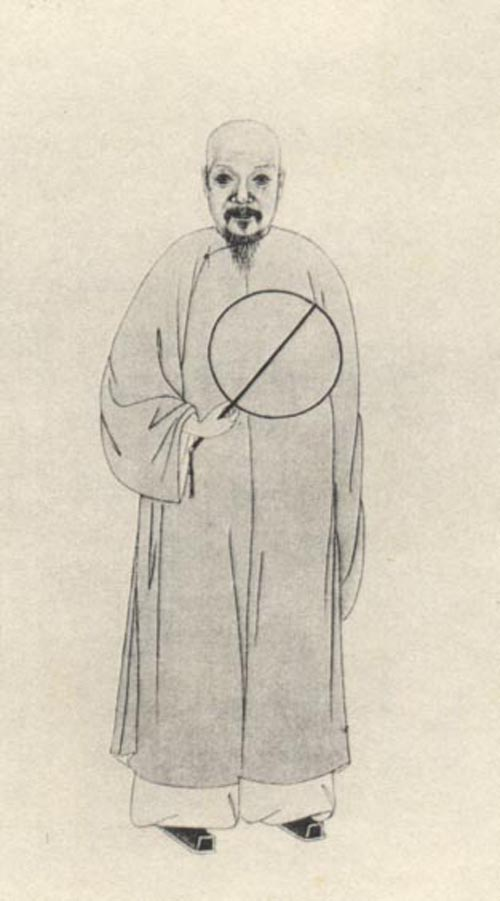
宋湘
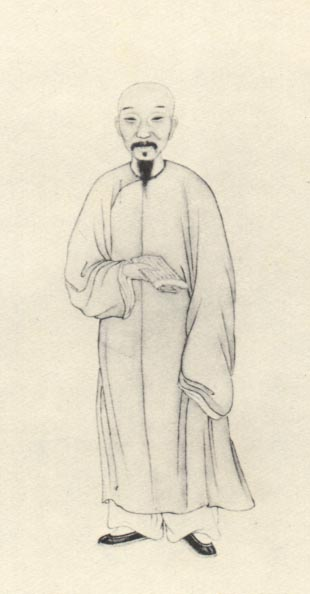
陳用光
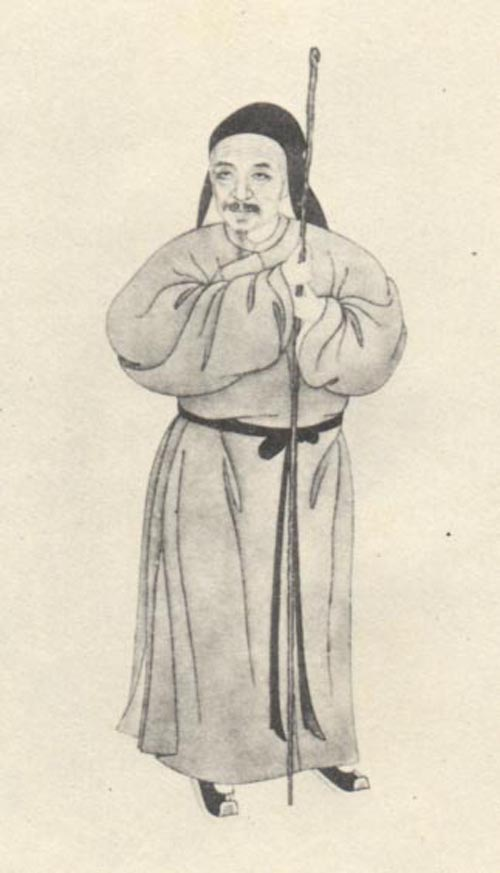
李兆洛
孫爾準
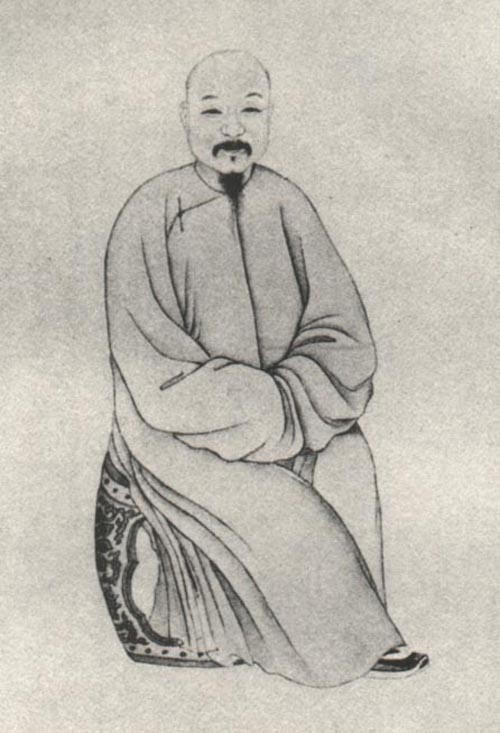
姚元之
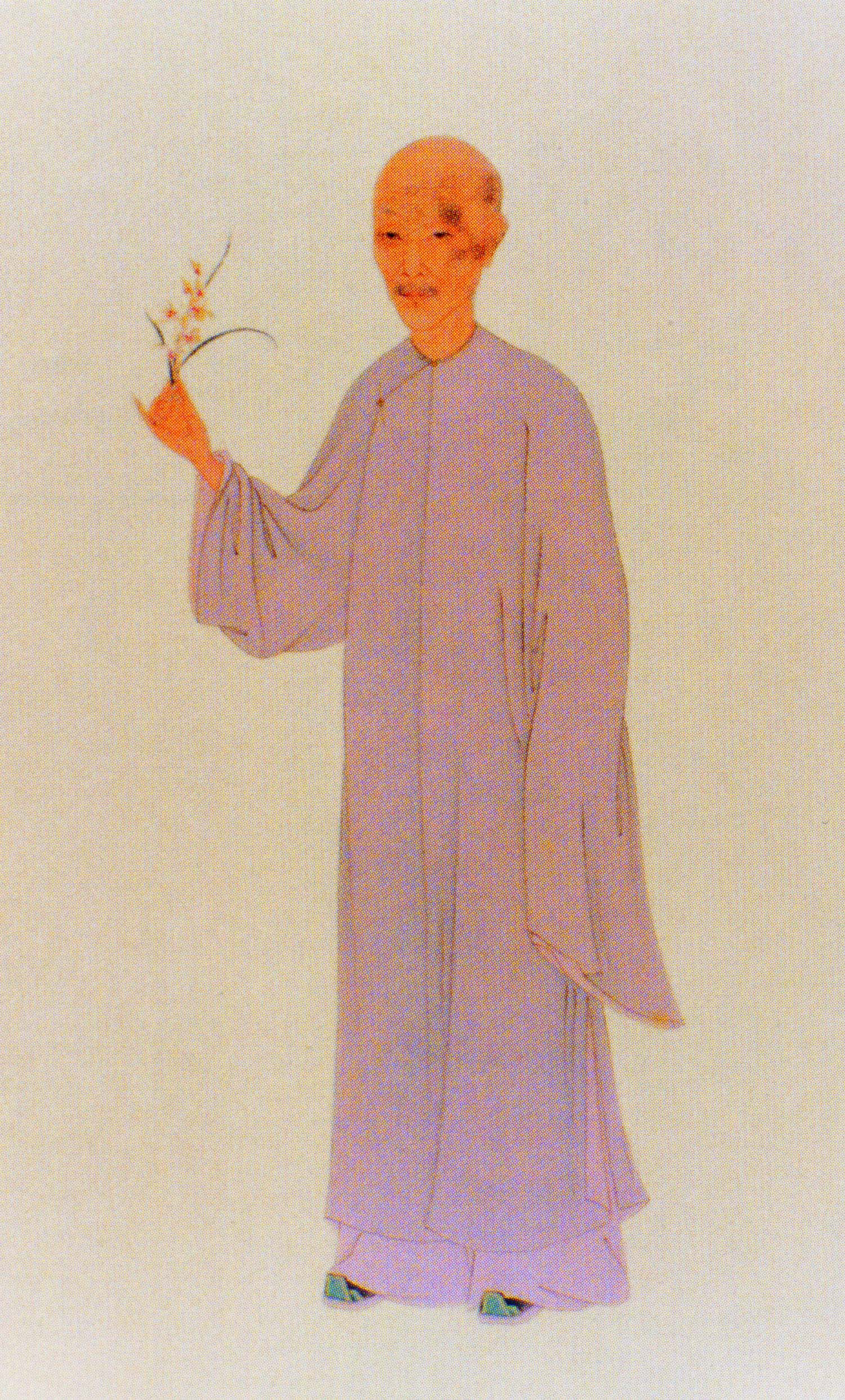
孫原湘
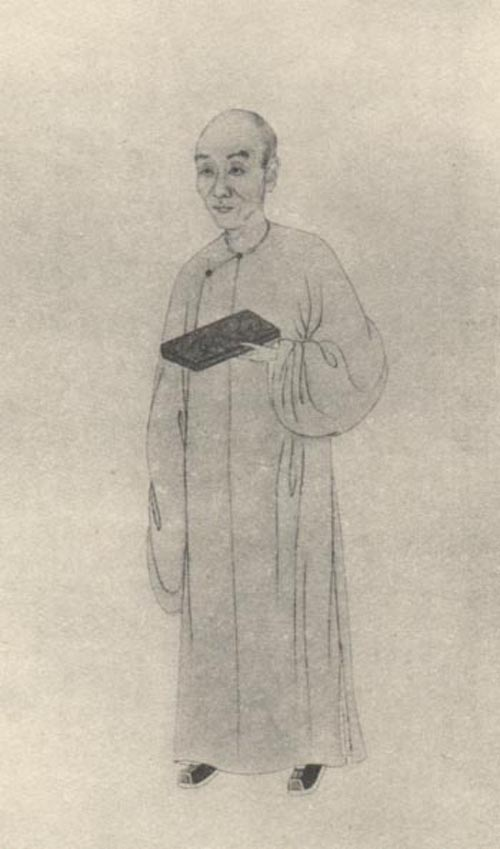
張燕昌
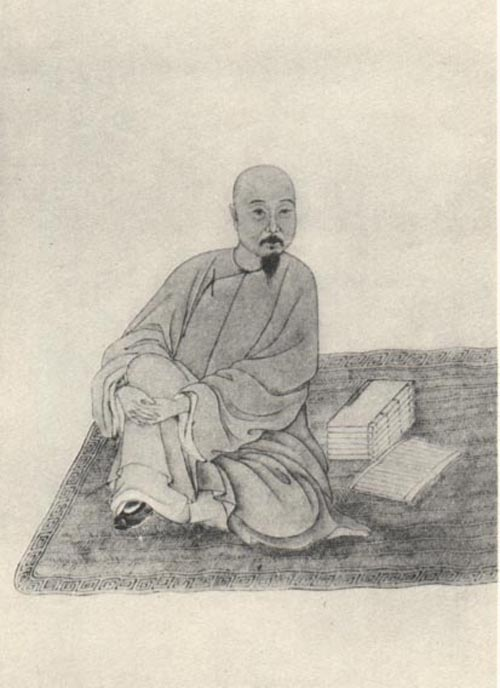
吳榮光
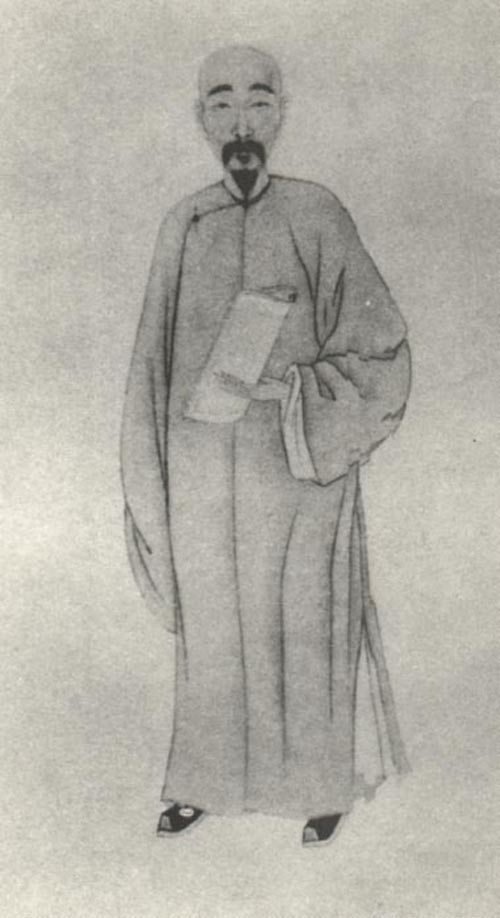
許宗彥
陶樑
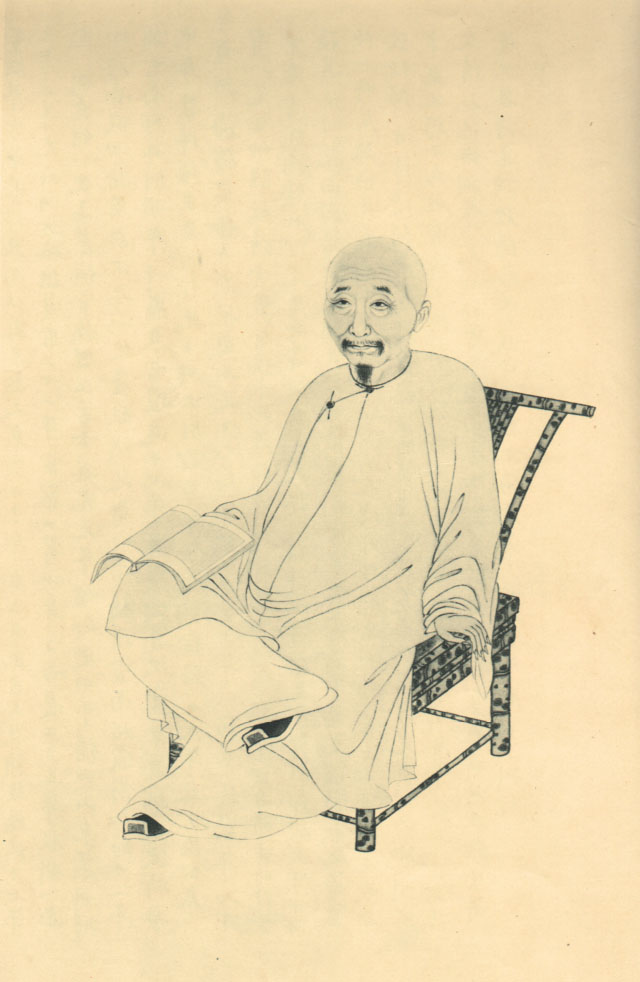
董國華
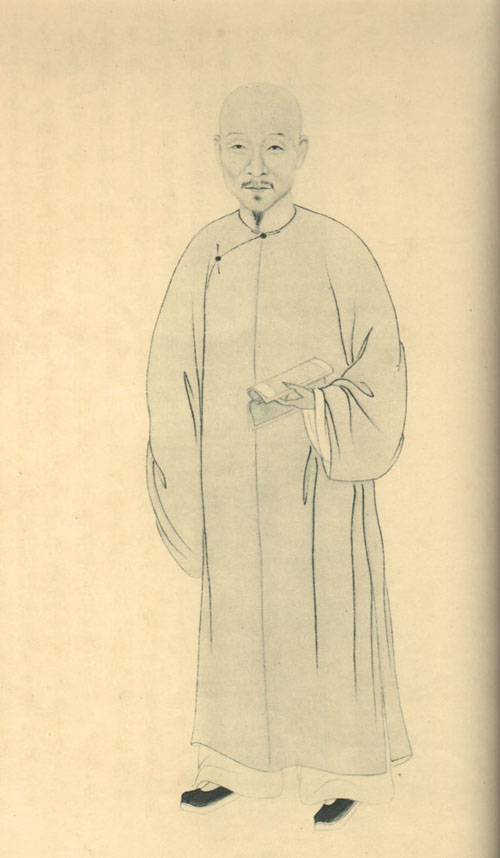
吳慈鶴
郭麐
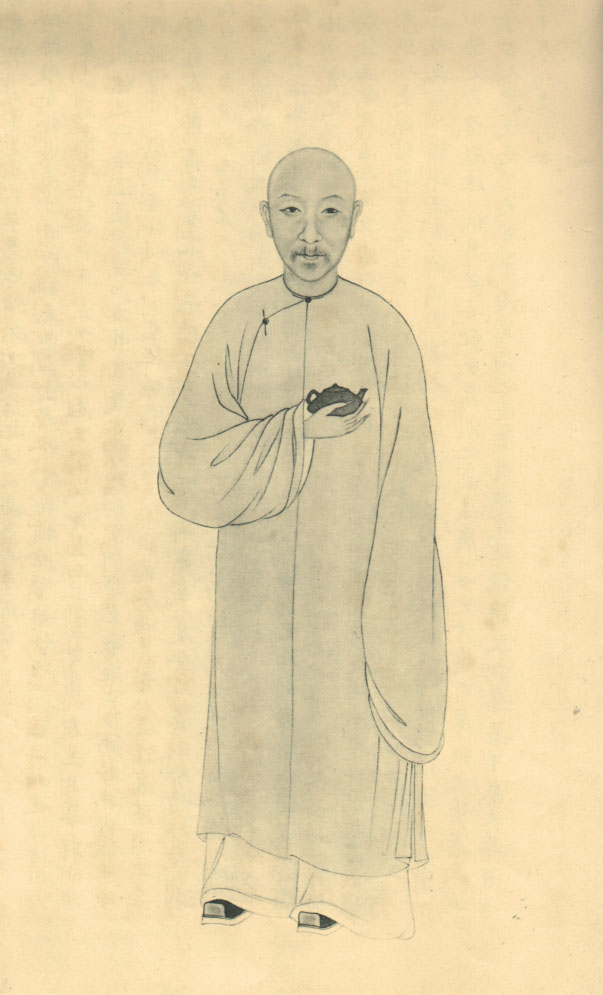
陳鴻壽
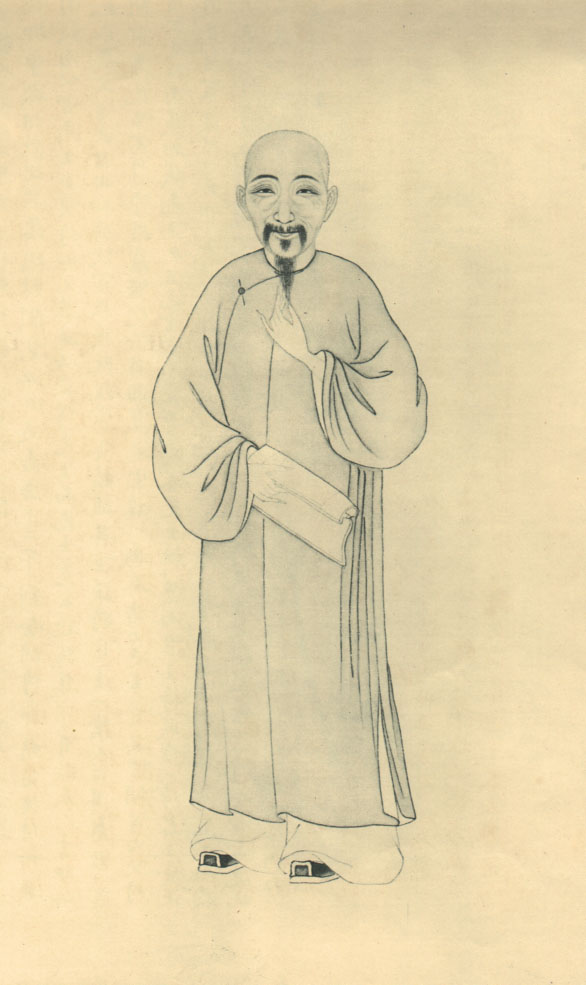
彭兆蓀
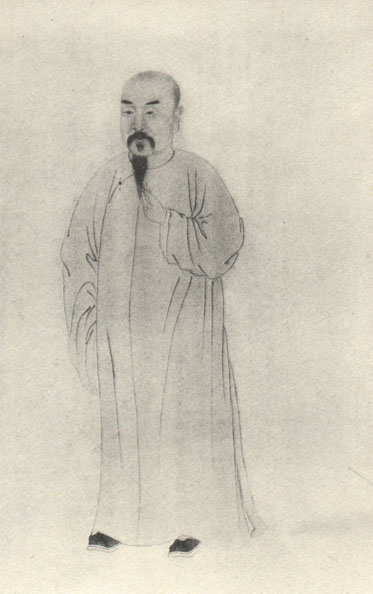
陳文述
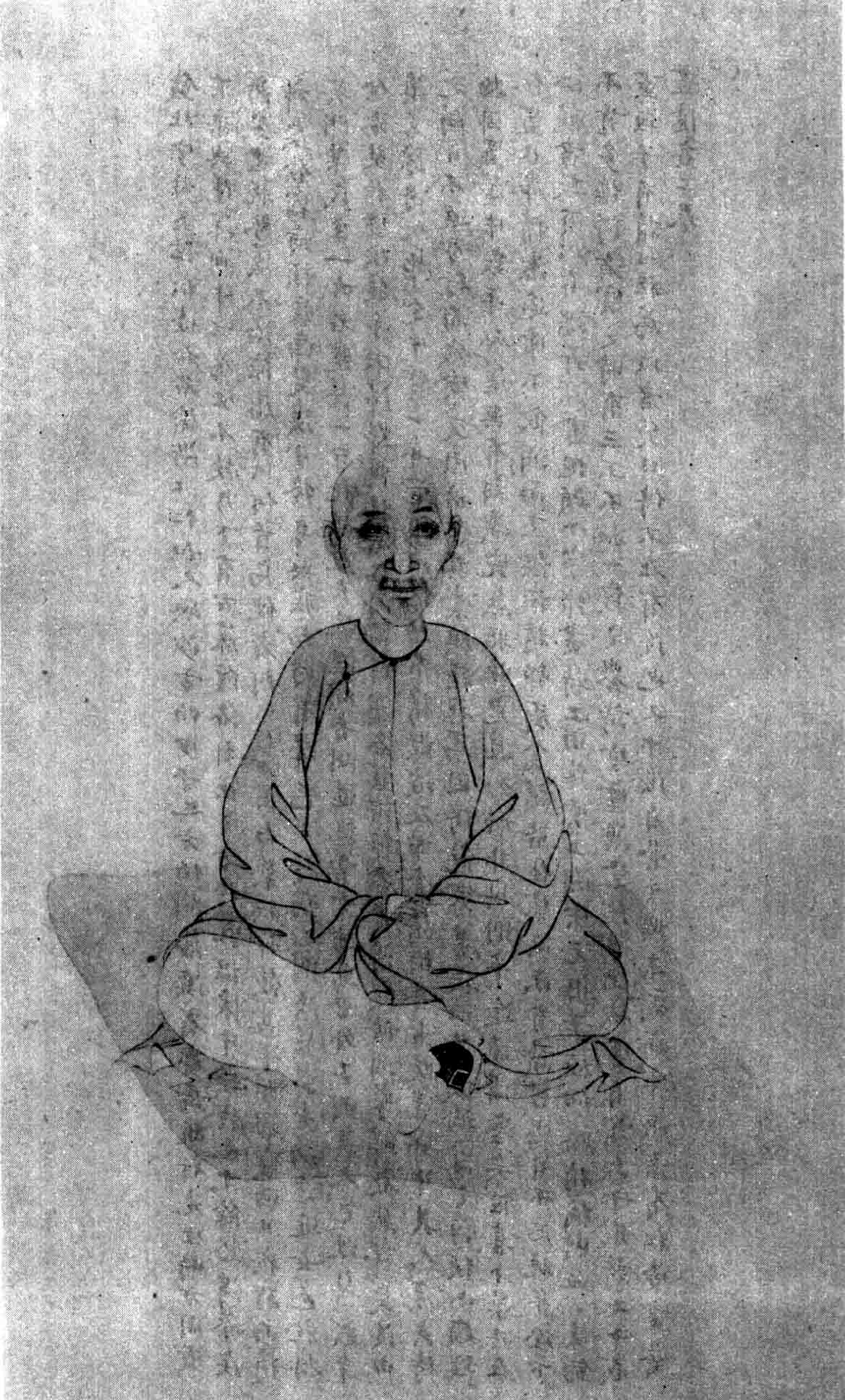
錢杜
郭尚先
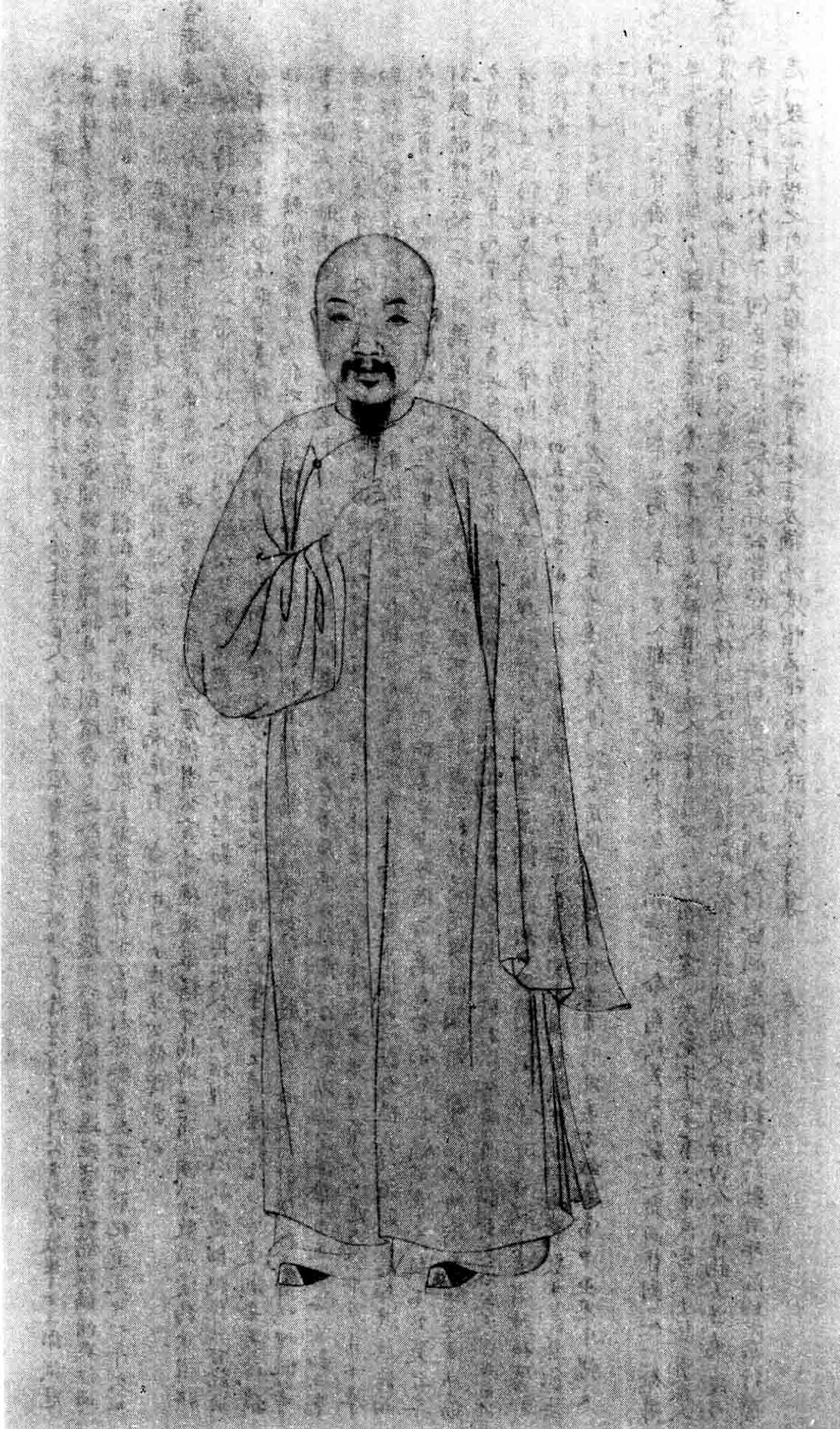
林則徐
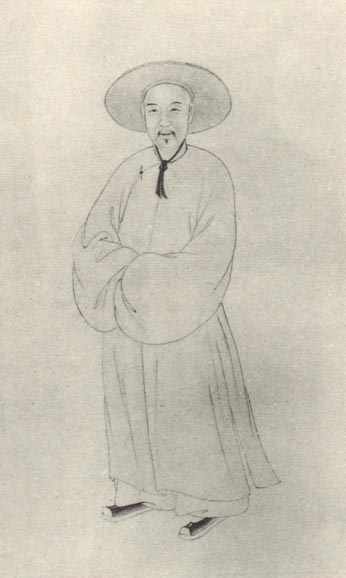
程恩澤
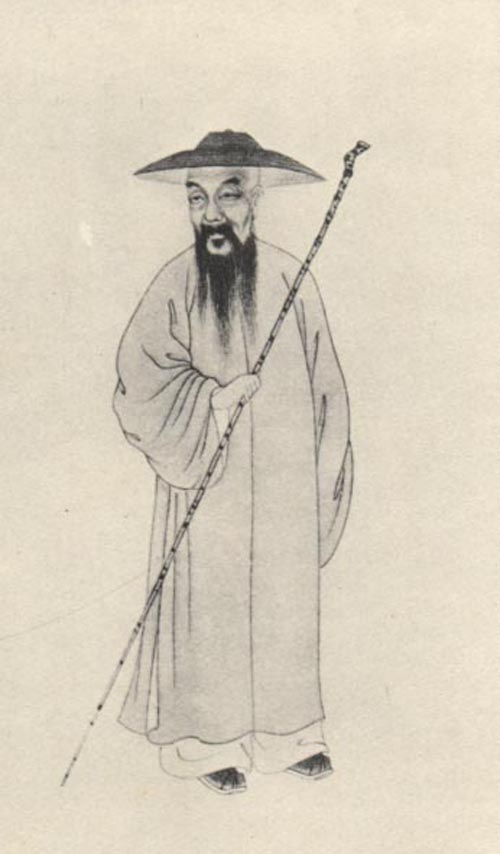
鄧石如
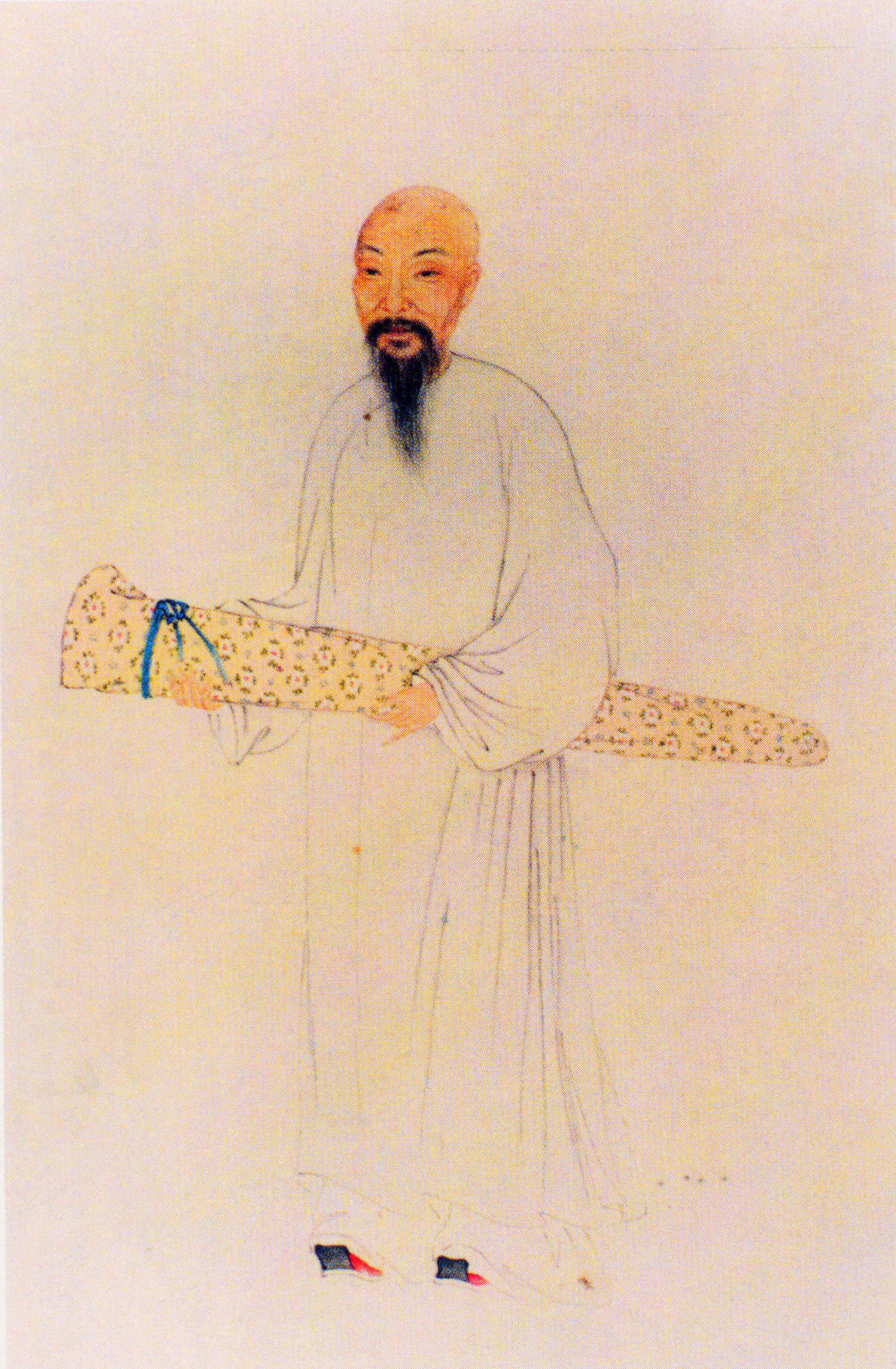
湯貽汾
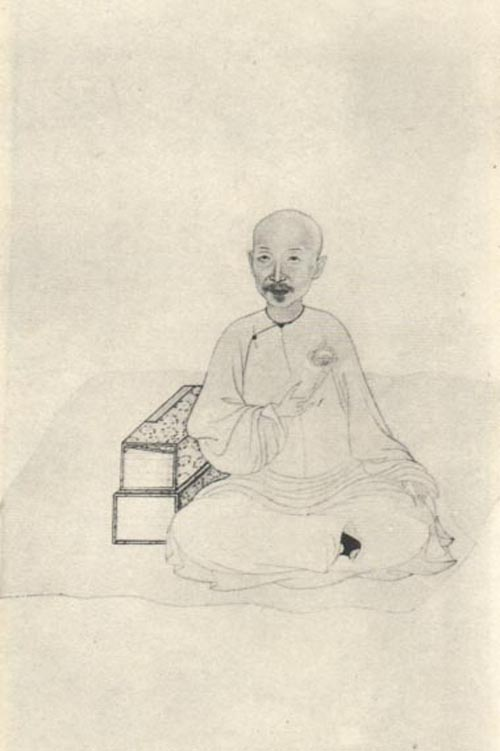
吳蘭修
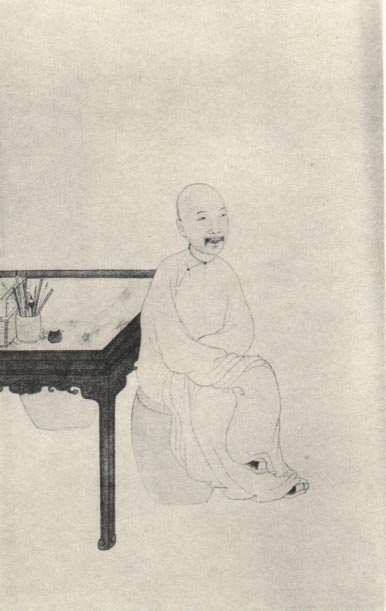
戴熙
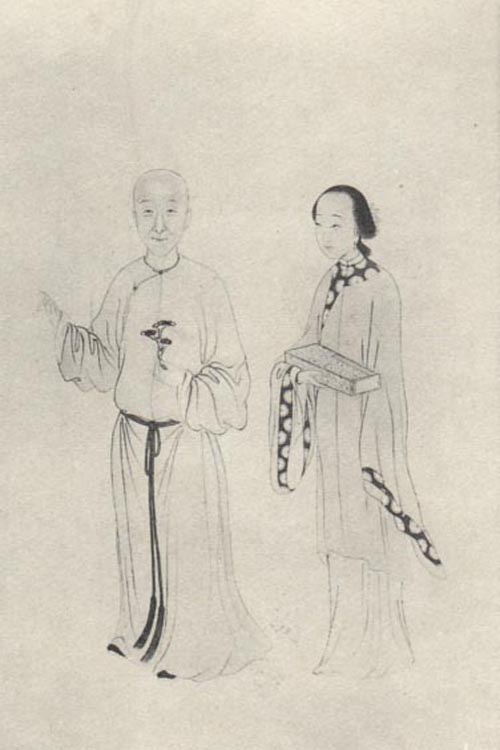
陳裴之、汪端（合一幅）
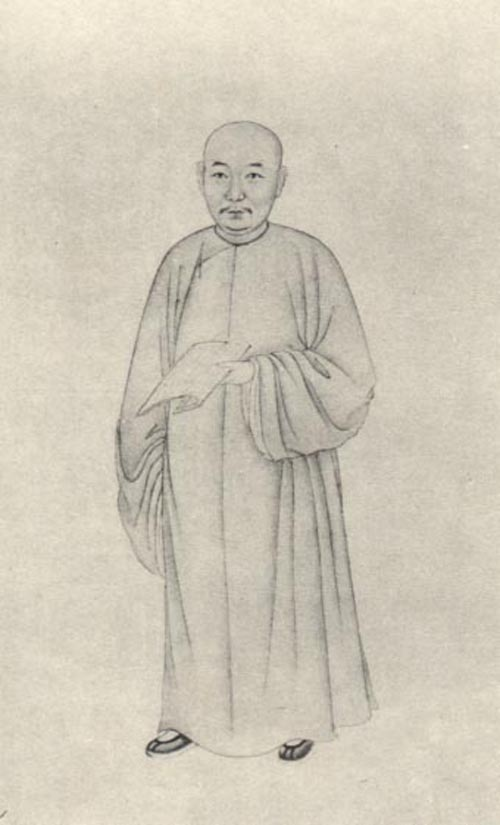
儀克中
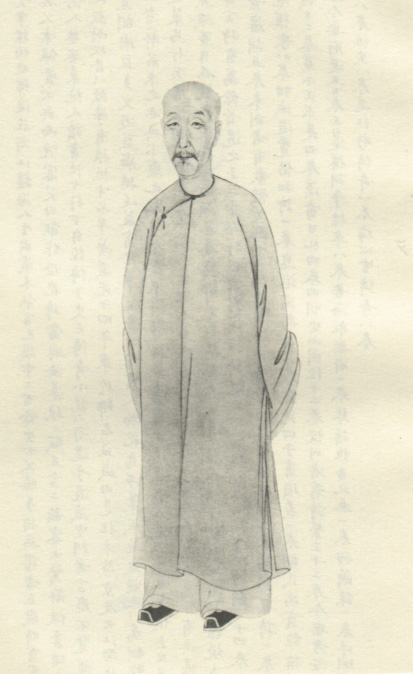
姚燮
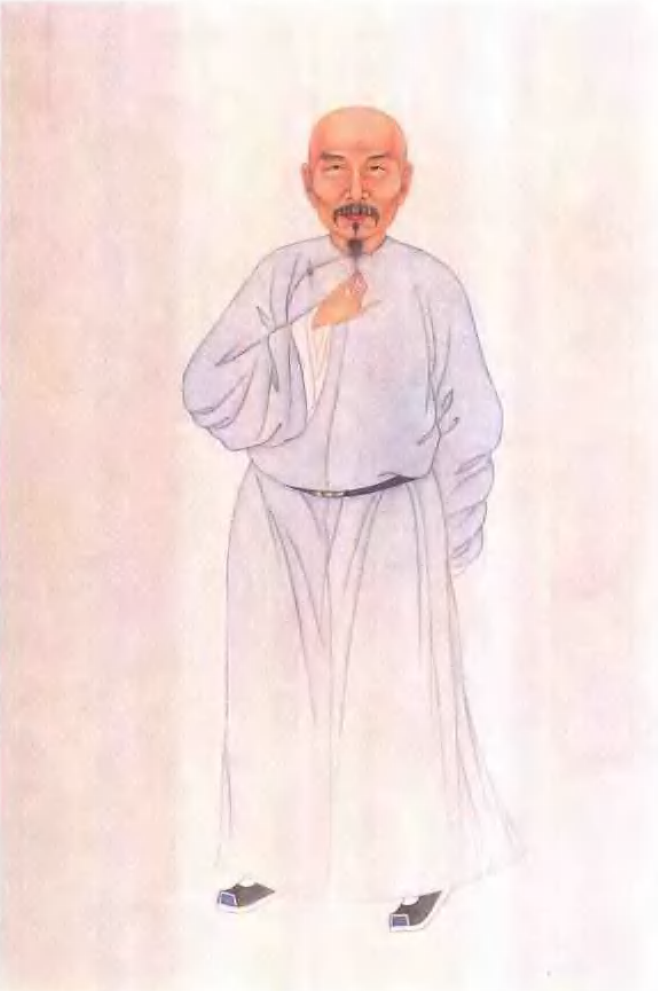
魏源

## 第二集

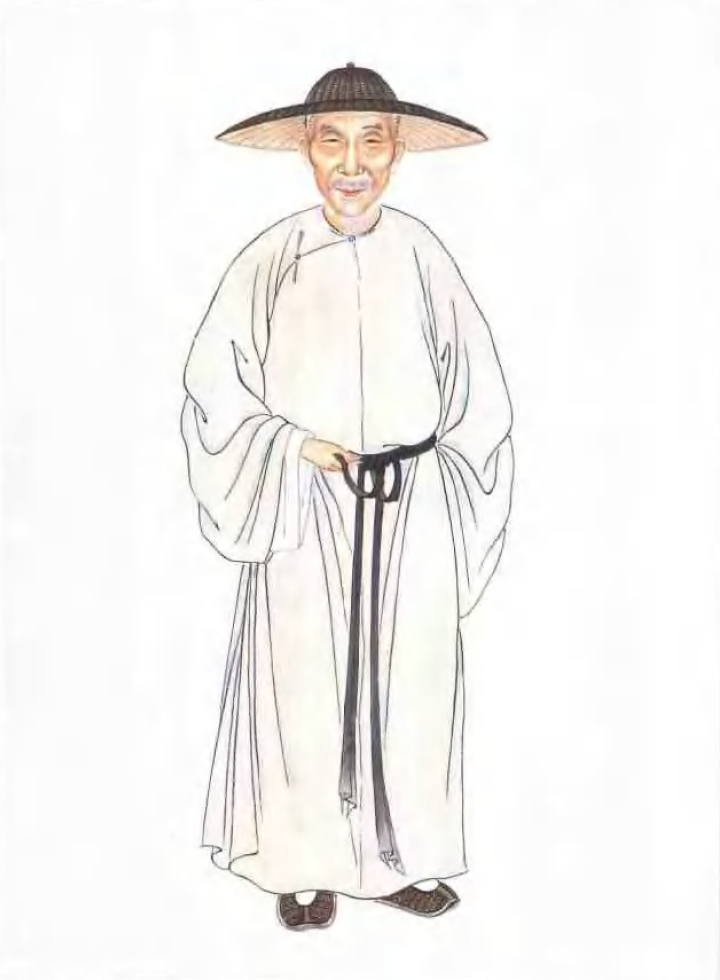
錢謙益
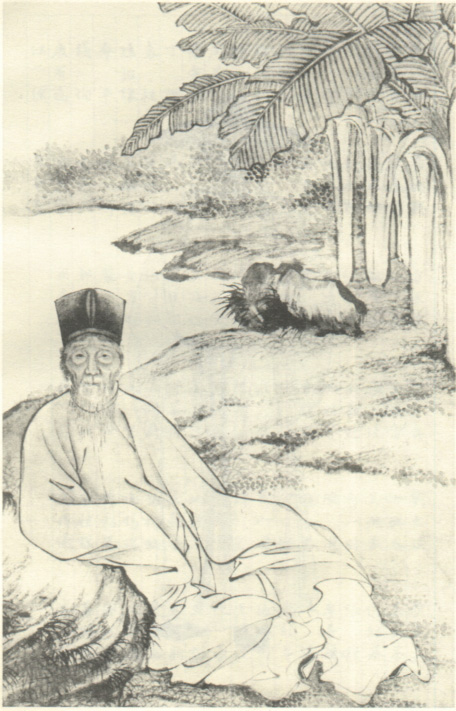
孫奇逢
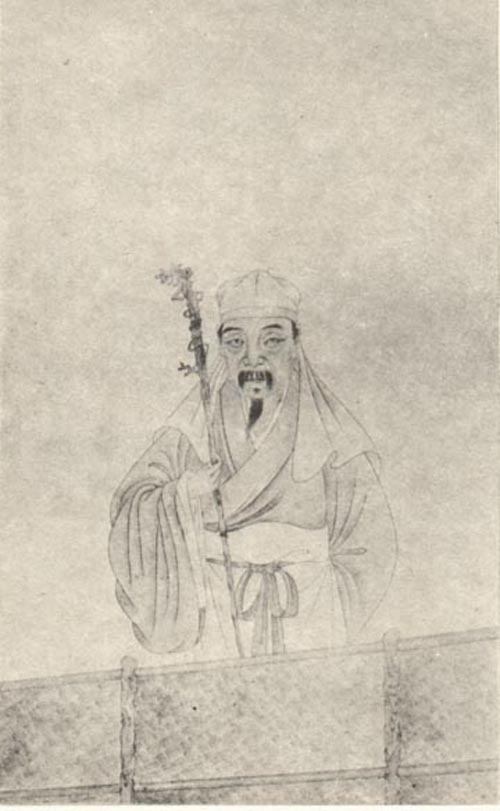
徐波
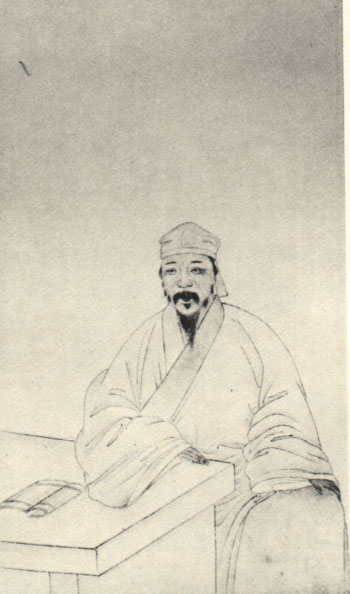
陳洪綬
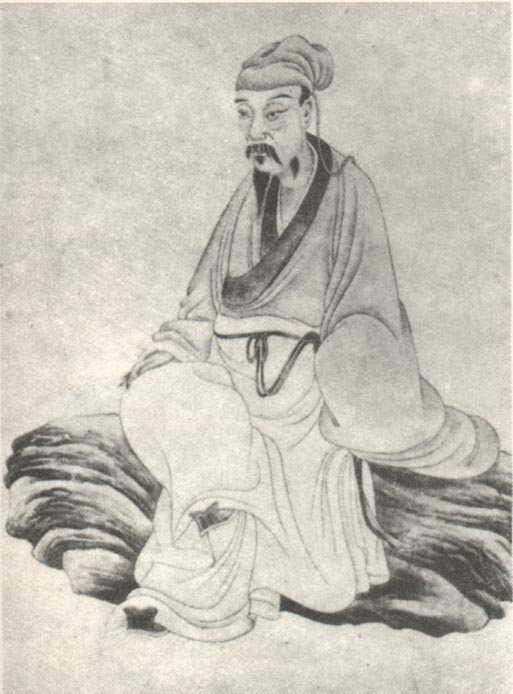
金俊明
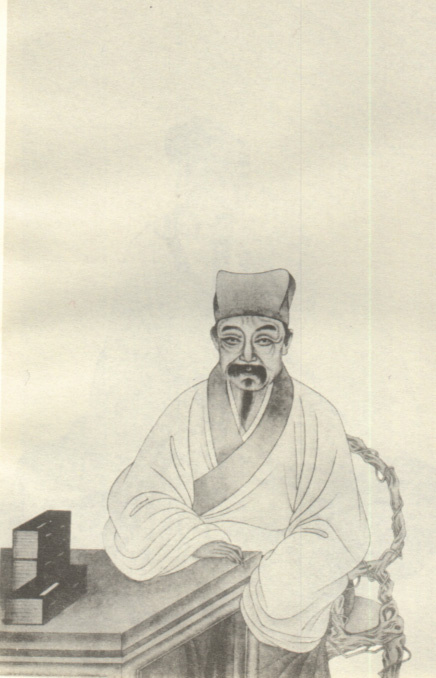
陸世儀
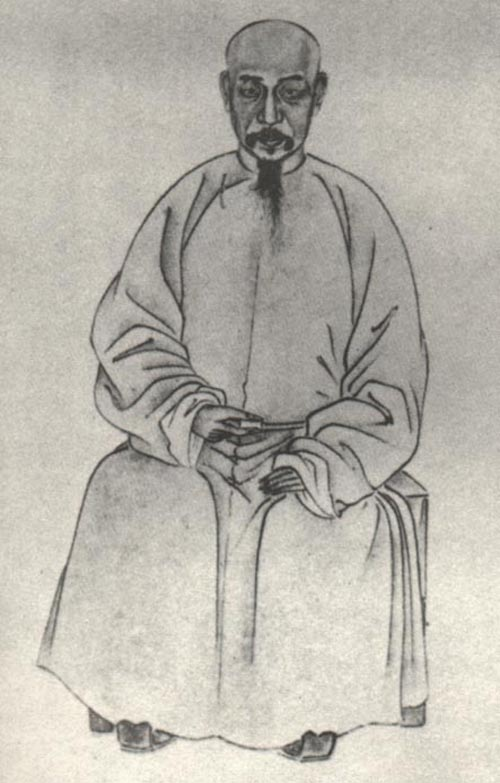
張履祥
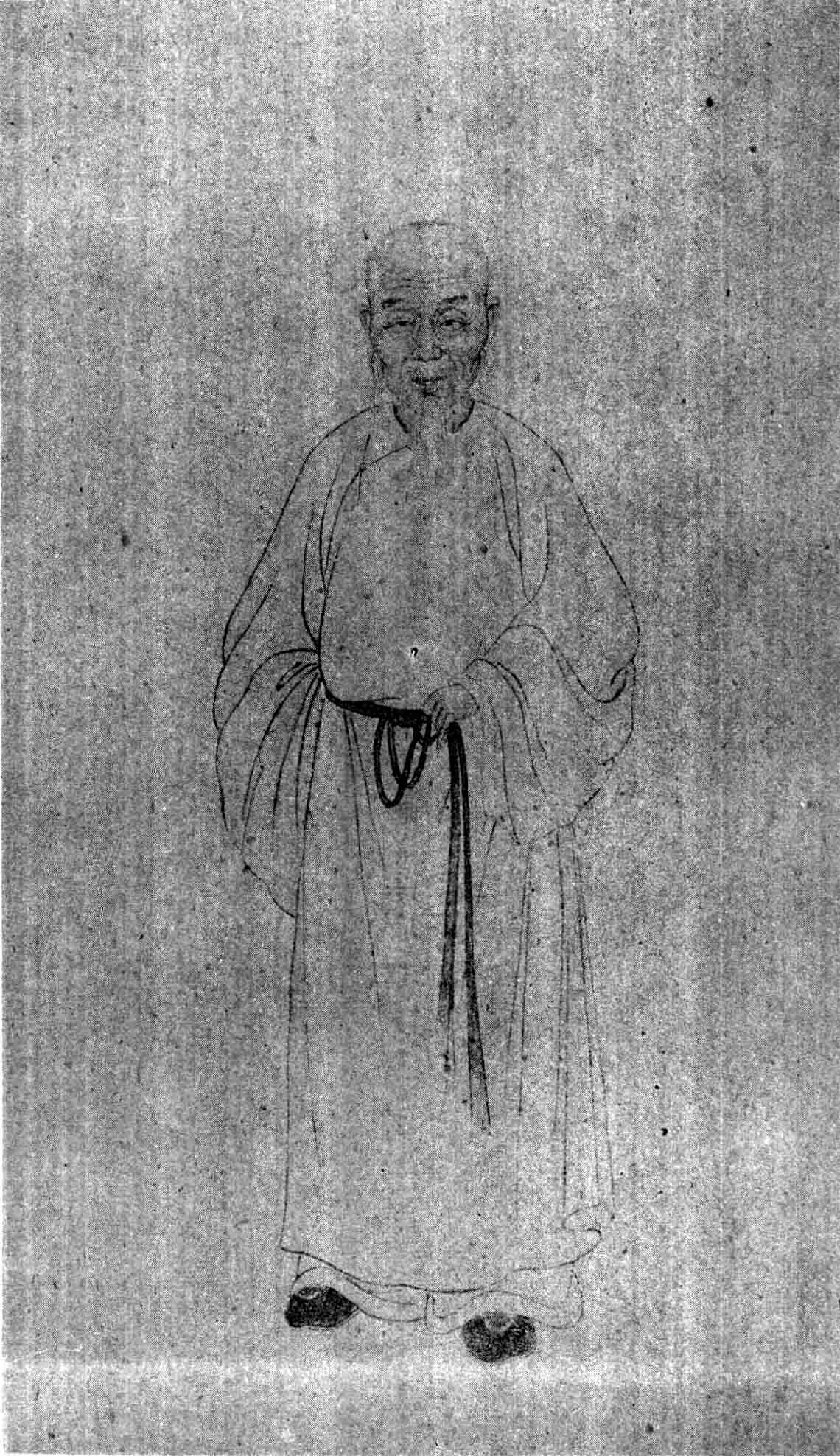
歸莊
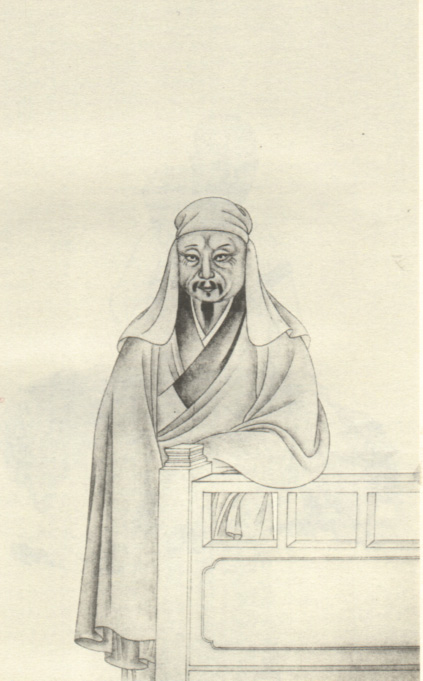
陳瑚
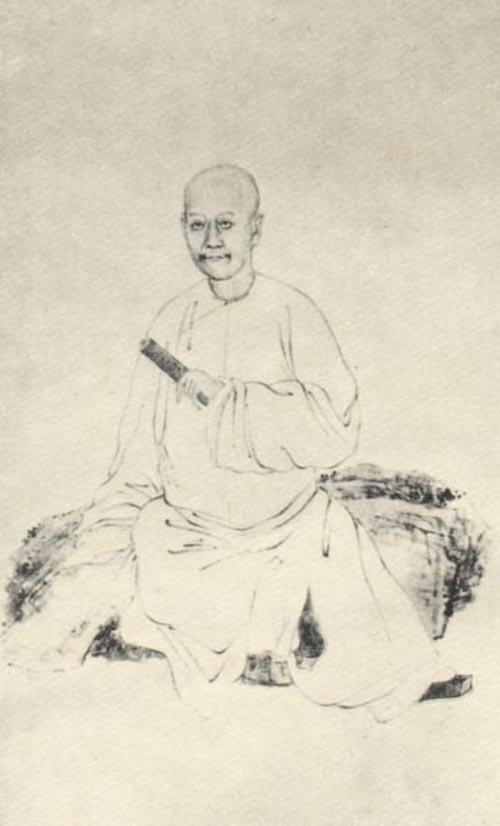
應撝謙
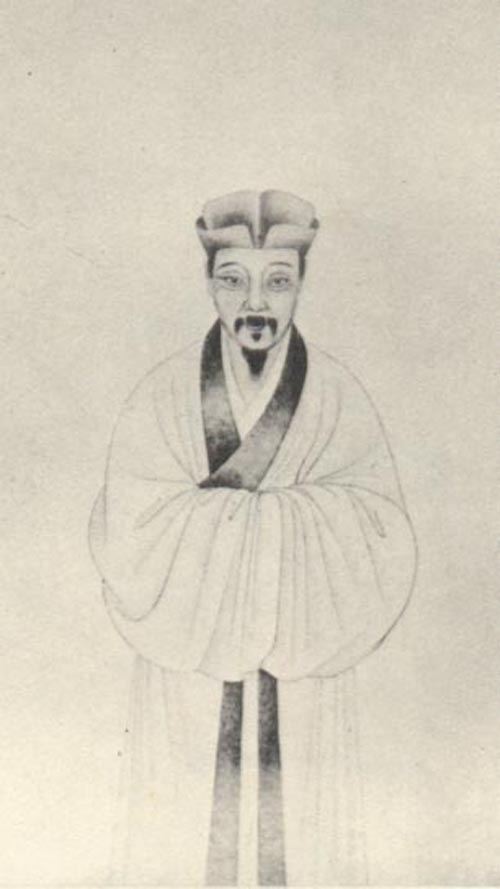
朱用純
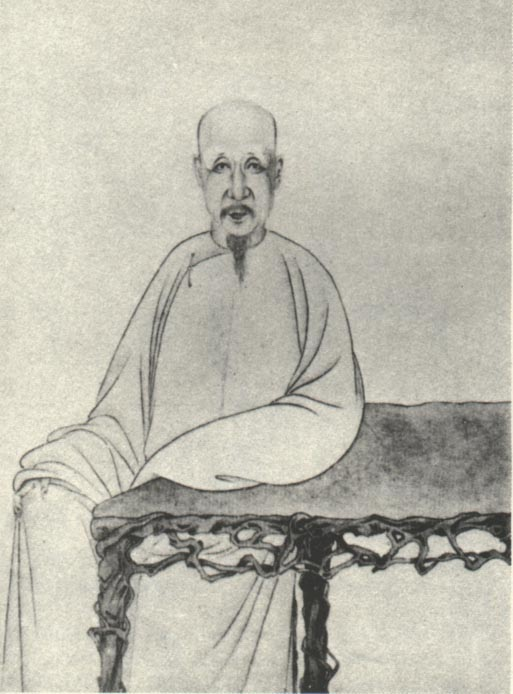
萬斯年
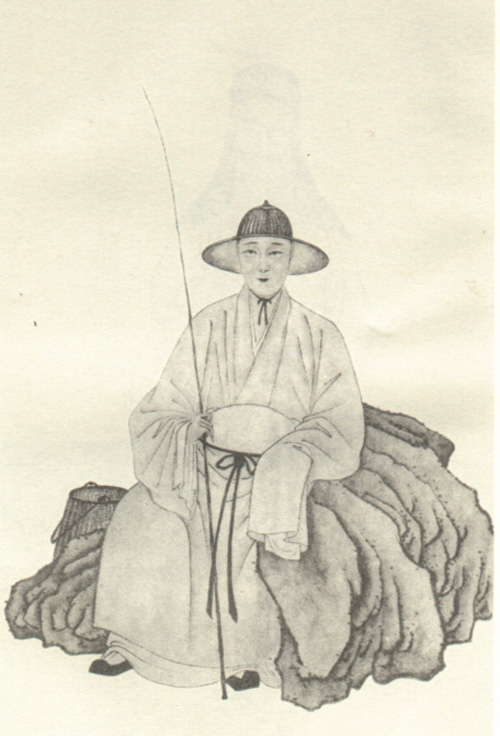
侯方域
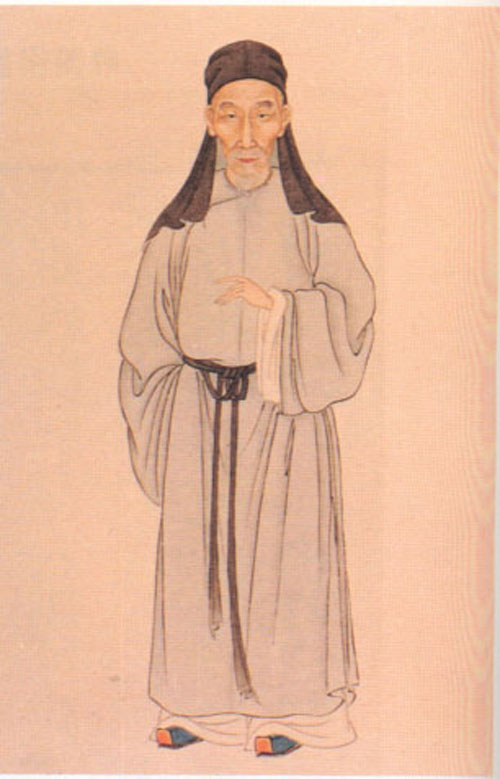
王夫之
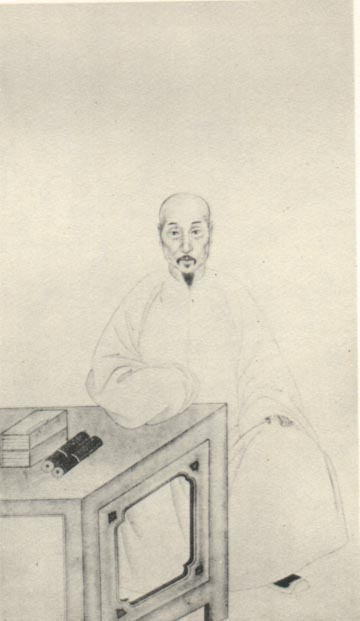
陳衍虞
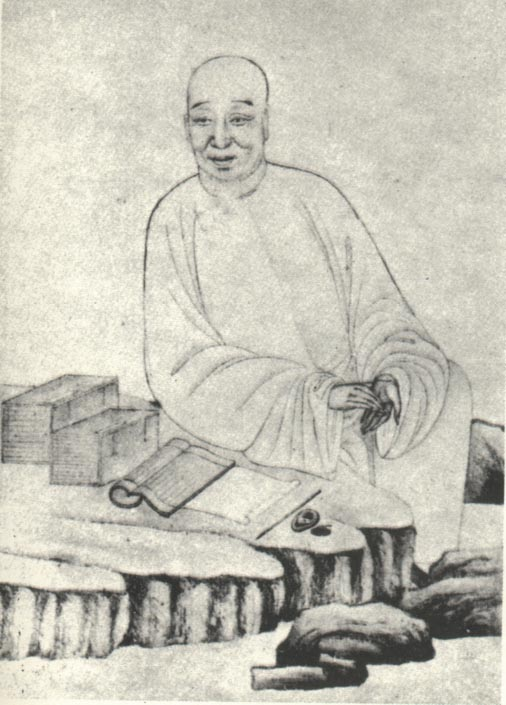
袁令
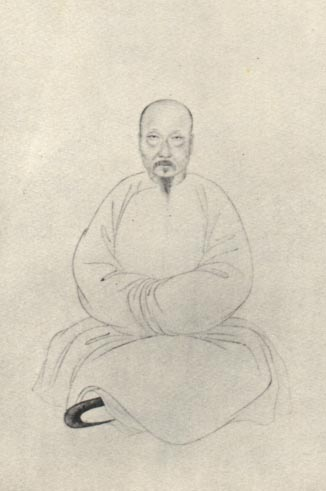
高詠
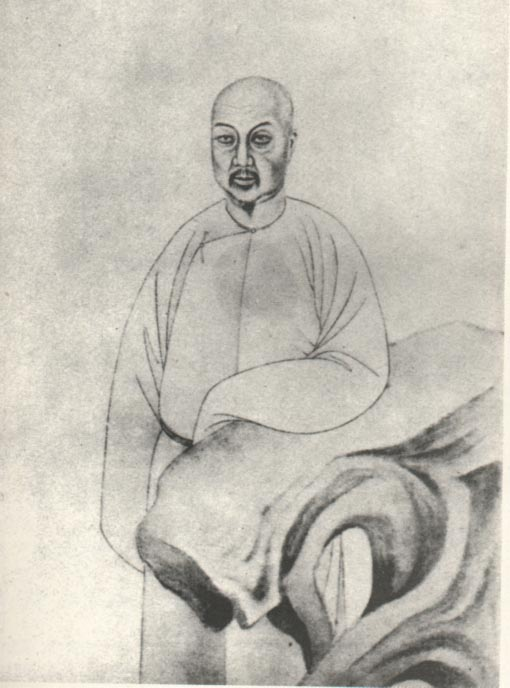
汪楫
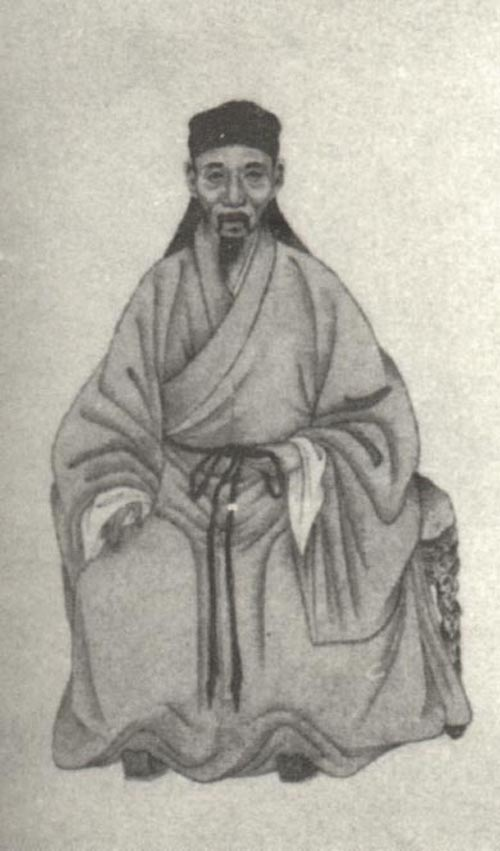
呂留良
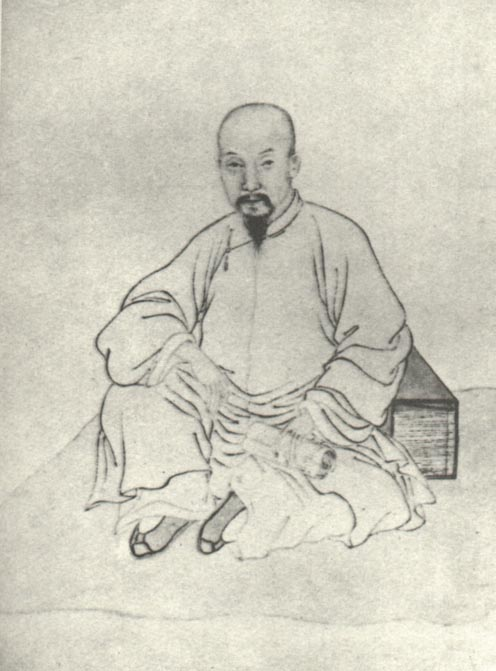
黃虞稷
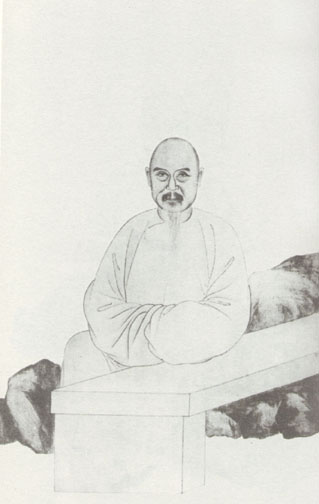
李澄中
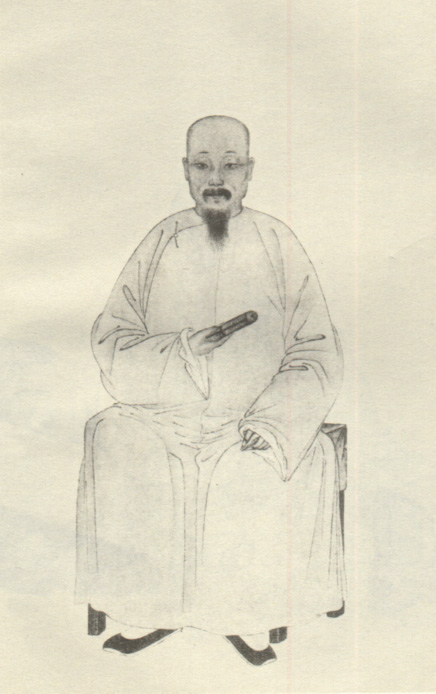
陸隴其
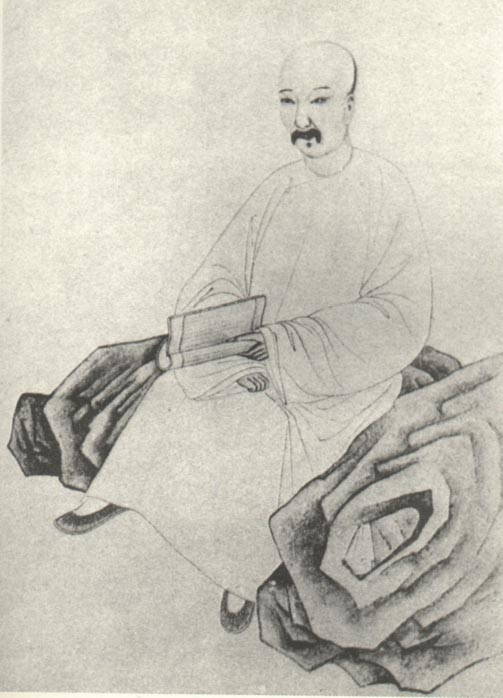
梁佩蘭
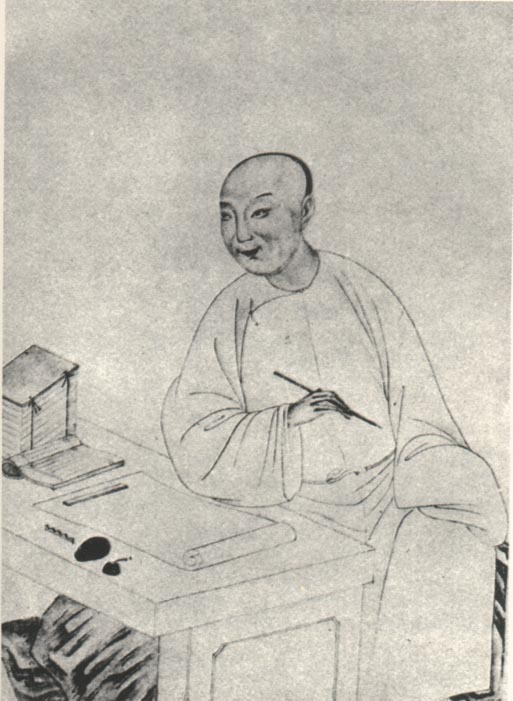
胡渭
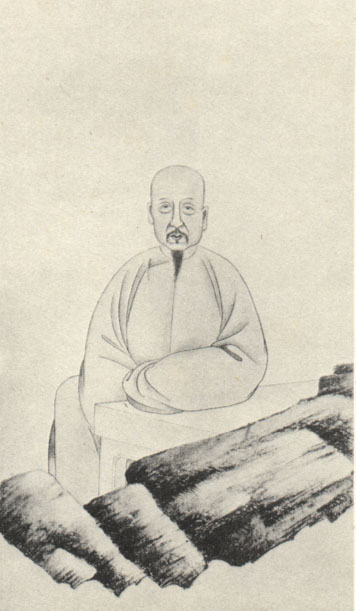
曹貞吉
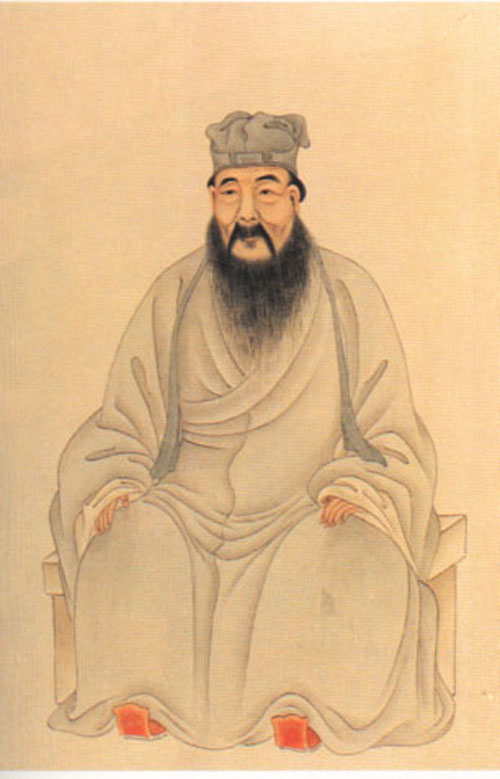
顏元
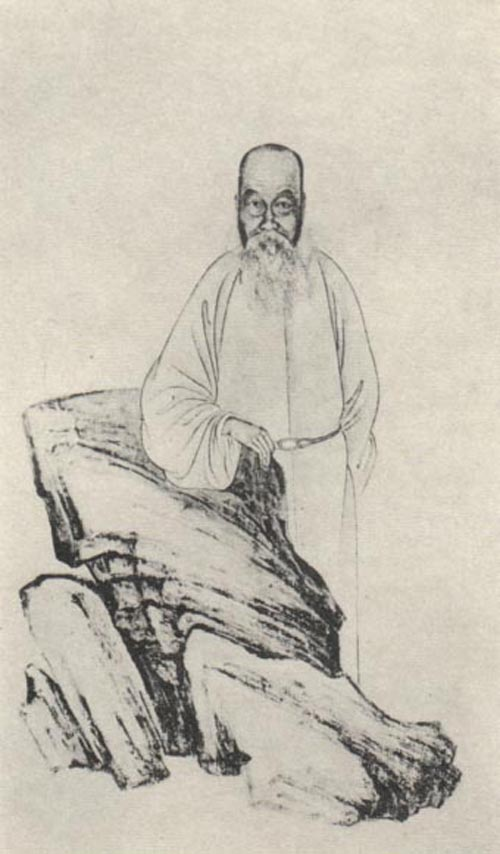
張貞
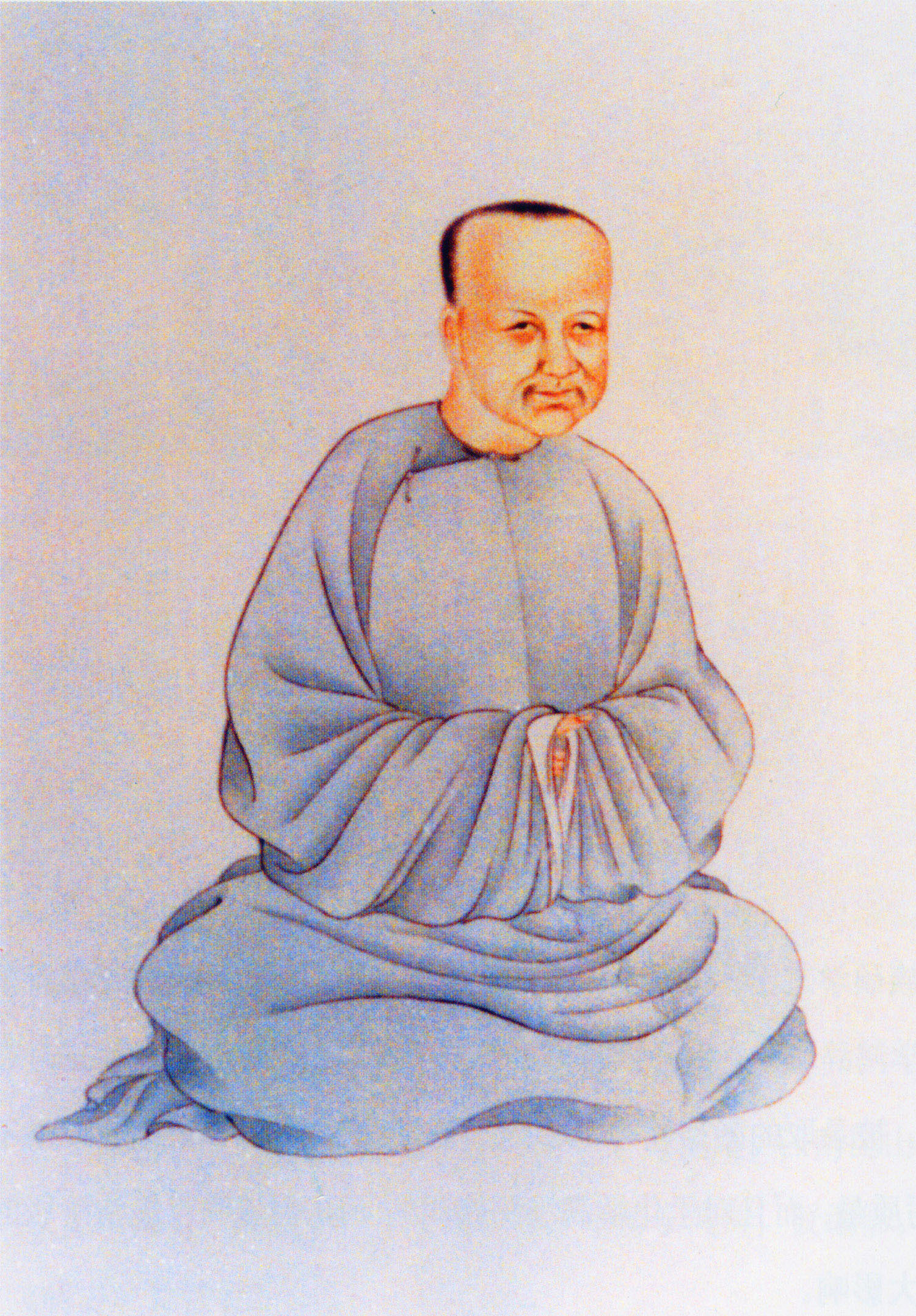
萬斯同
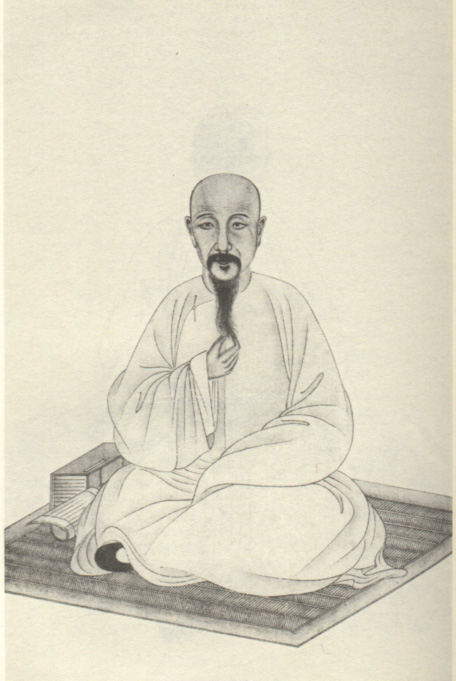
喬萊
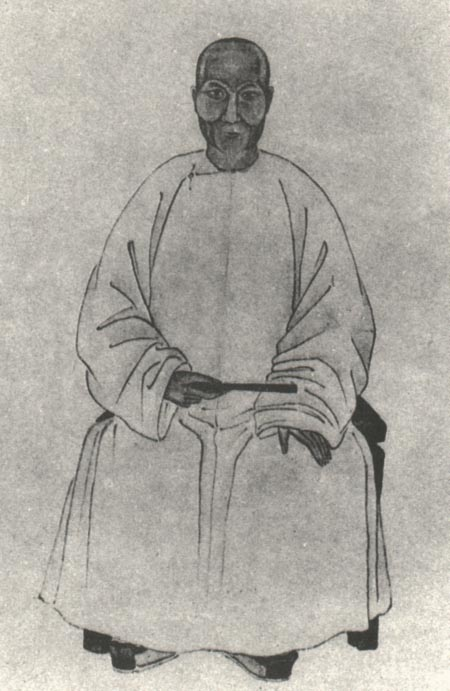
胡方
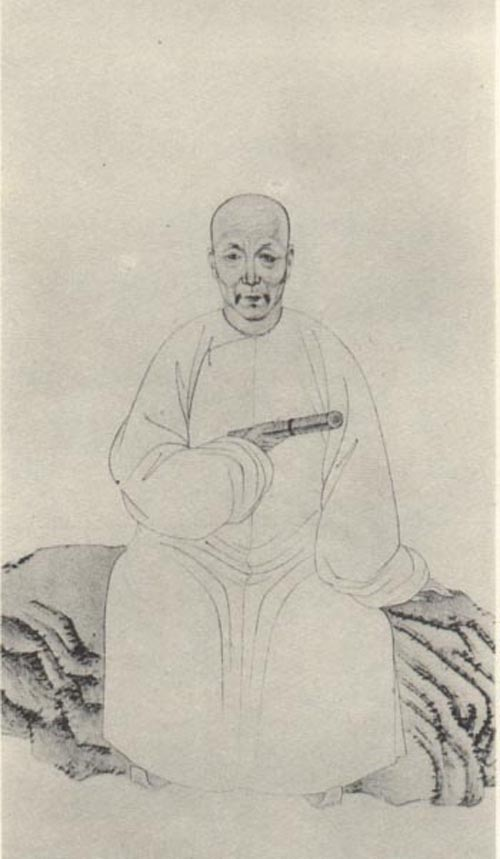
吳瞻泰
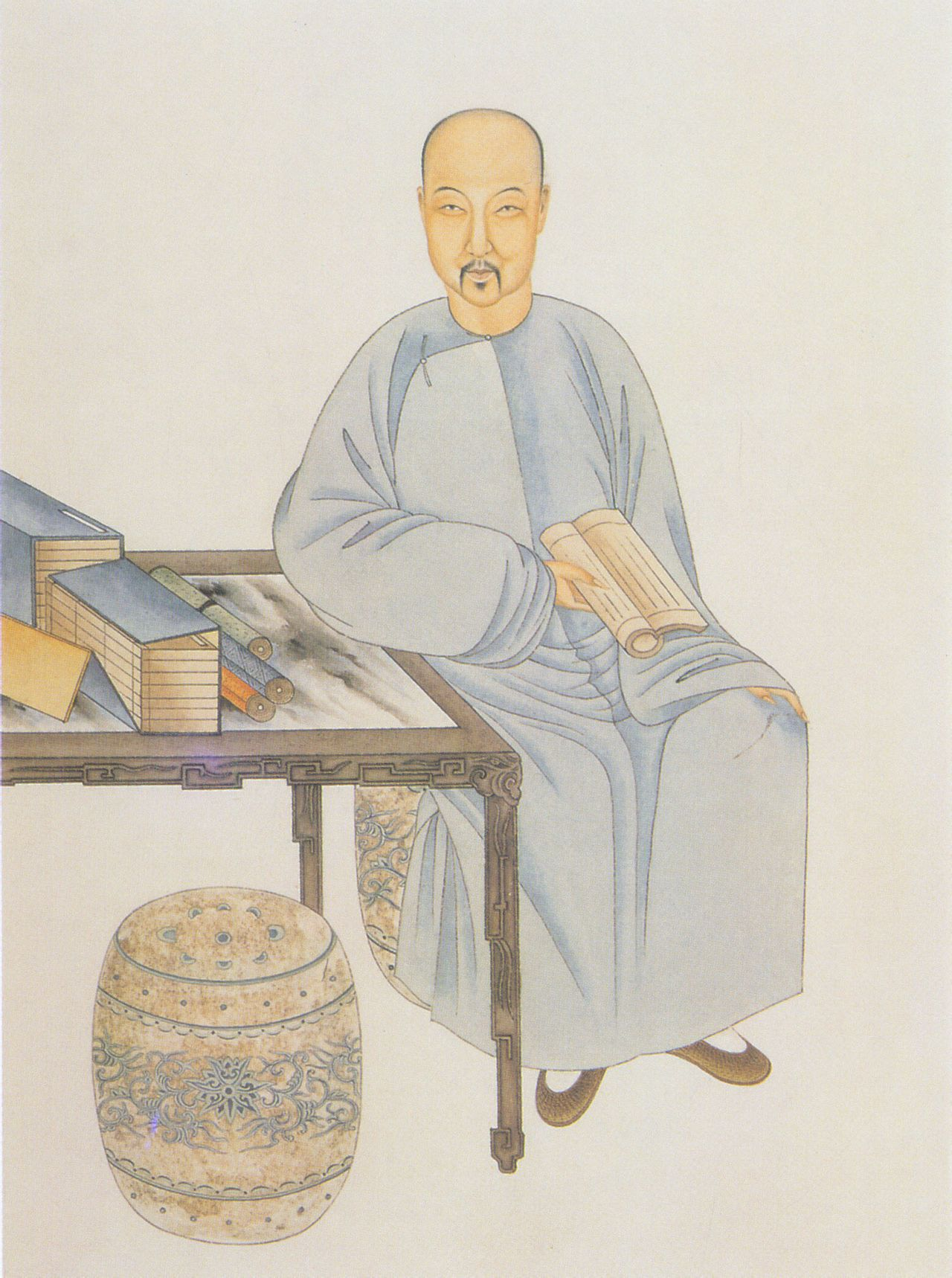
納蘭性德
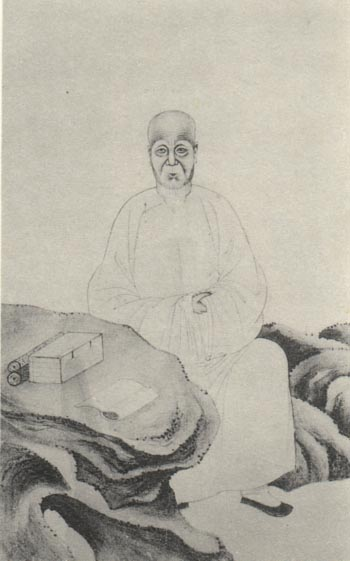
龔翔麟
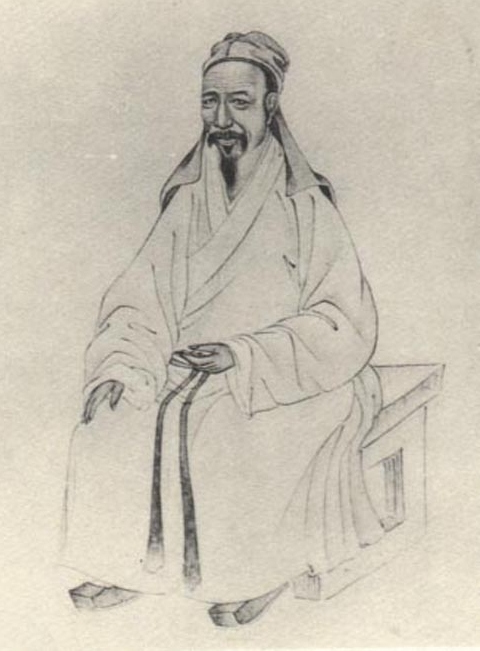
李塨
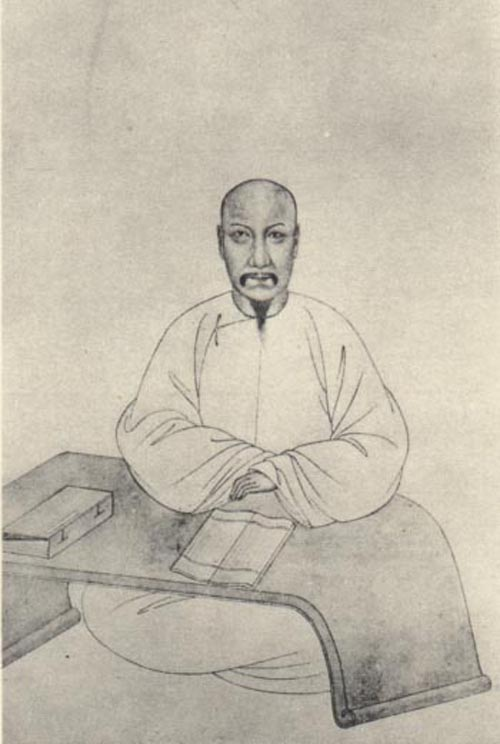
萬言
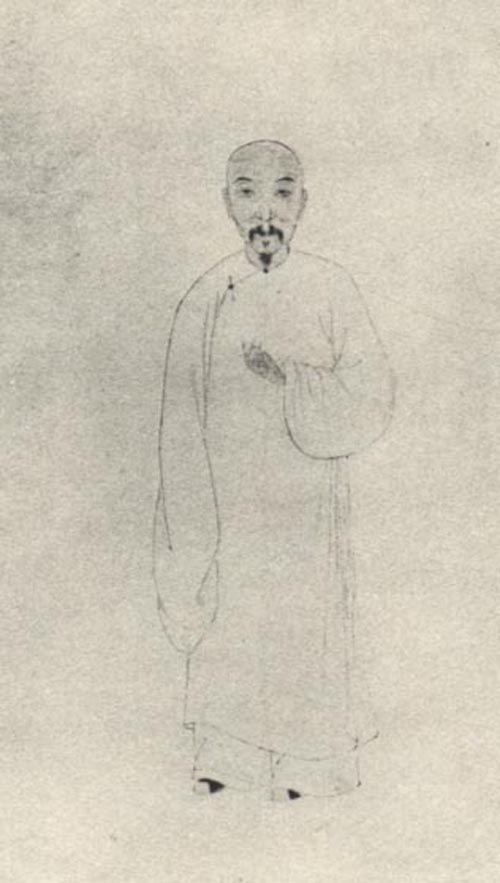
張塤
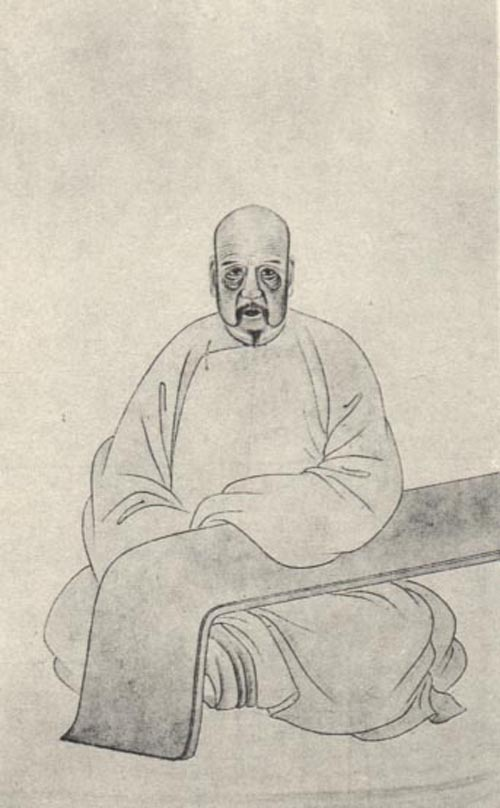
趙執信
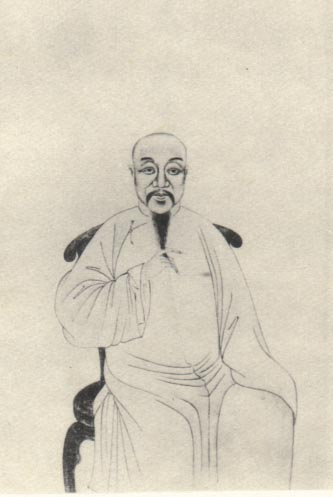
儲大文
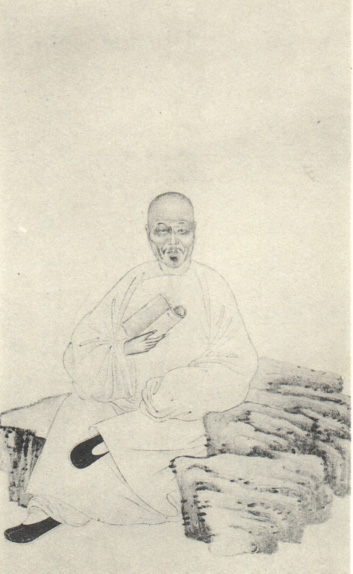
王澍
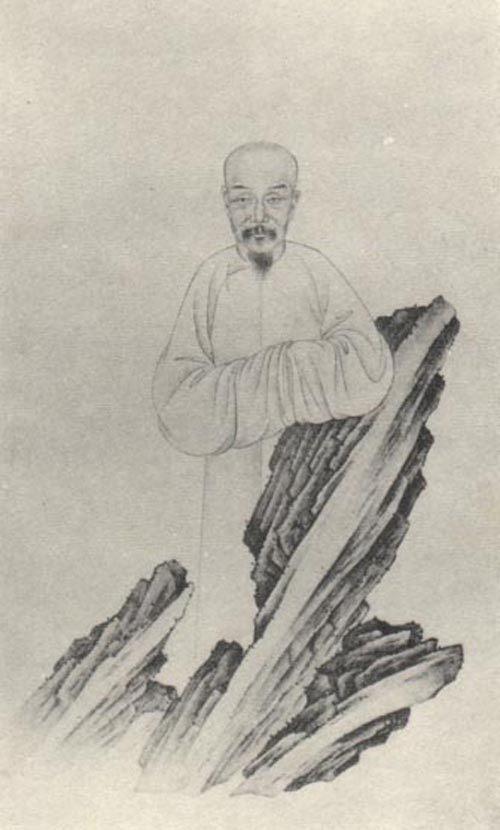
任啓運
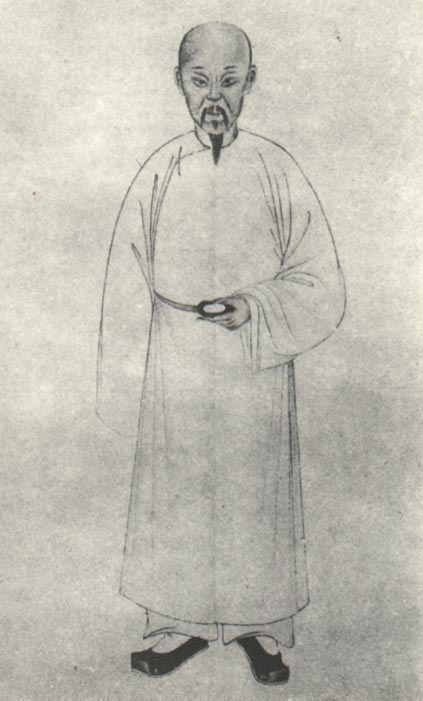
惠周惕
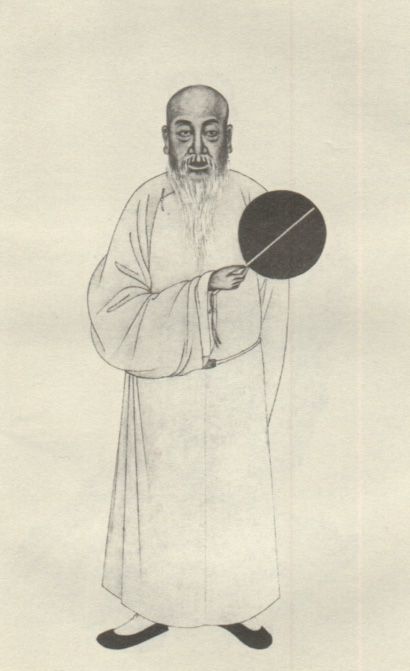
繆沅
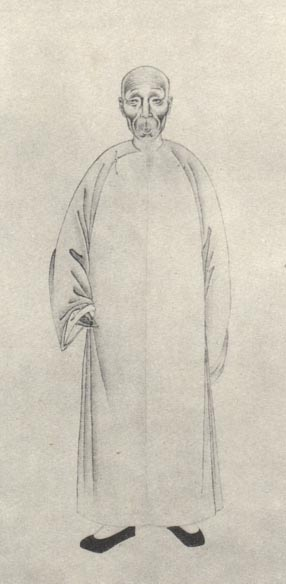
華希閔
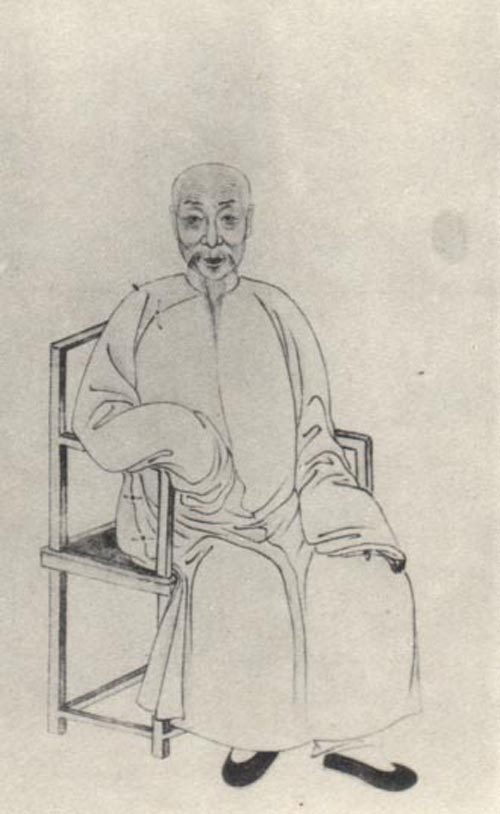
李紱
江永
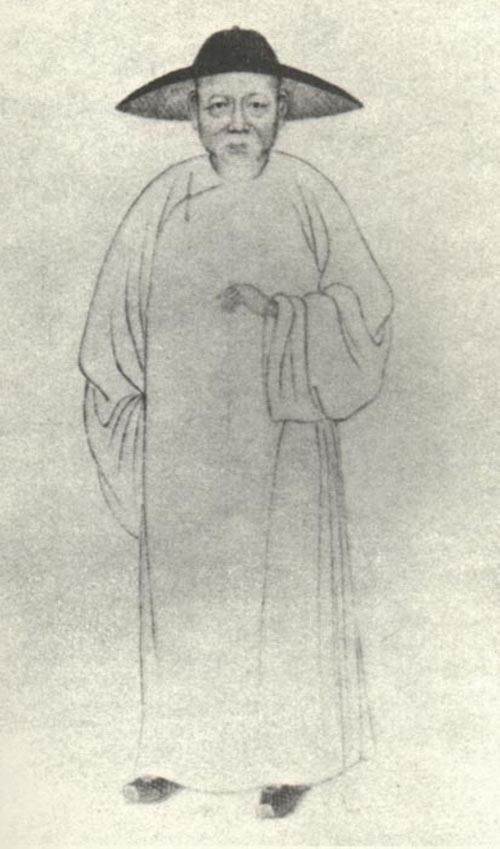
葉方藹
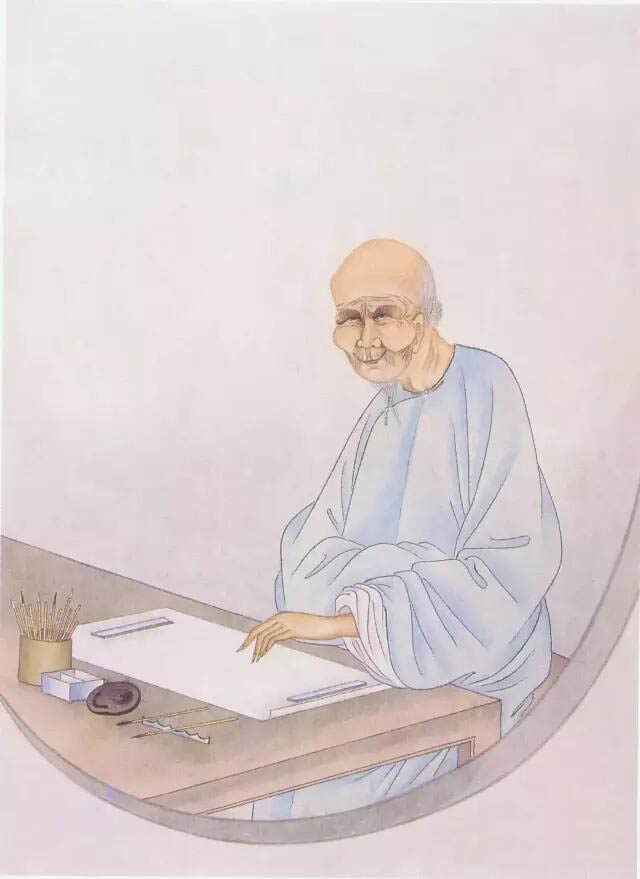
華喦
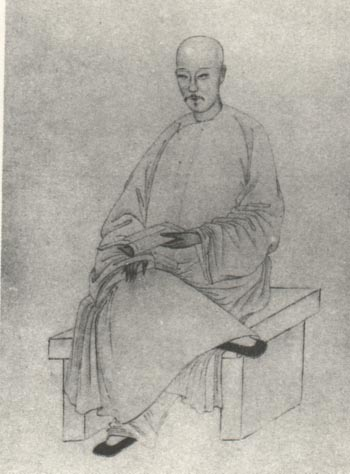
符曾
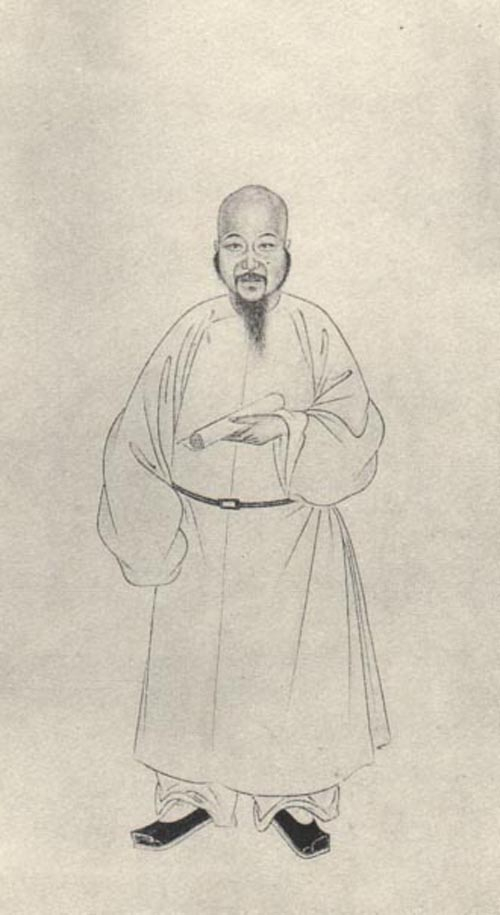
沈鳳
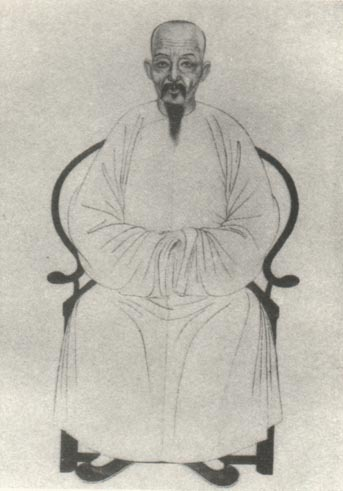
惠棟
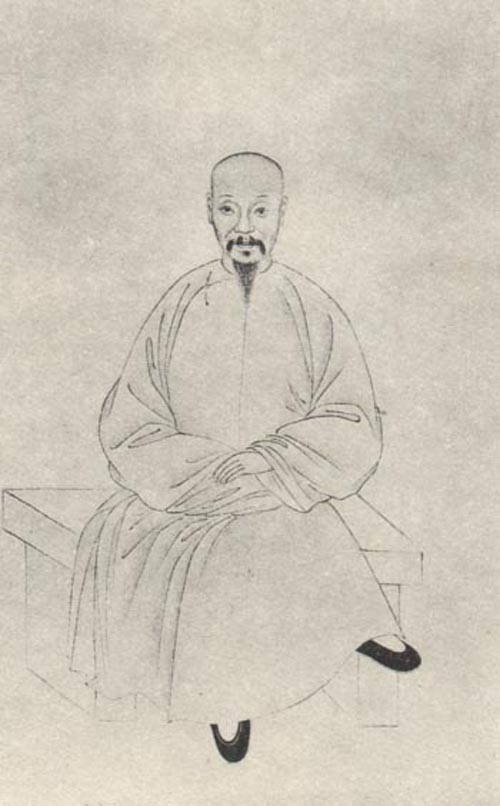
秦蕙田
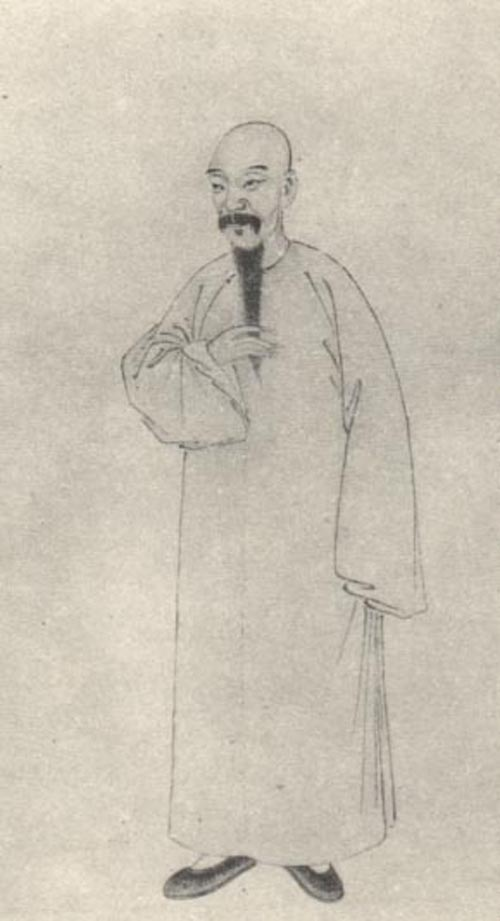
沈廷芳
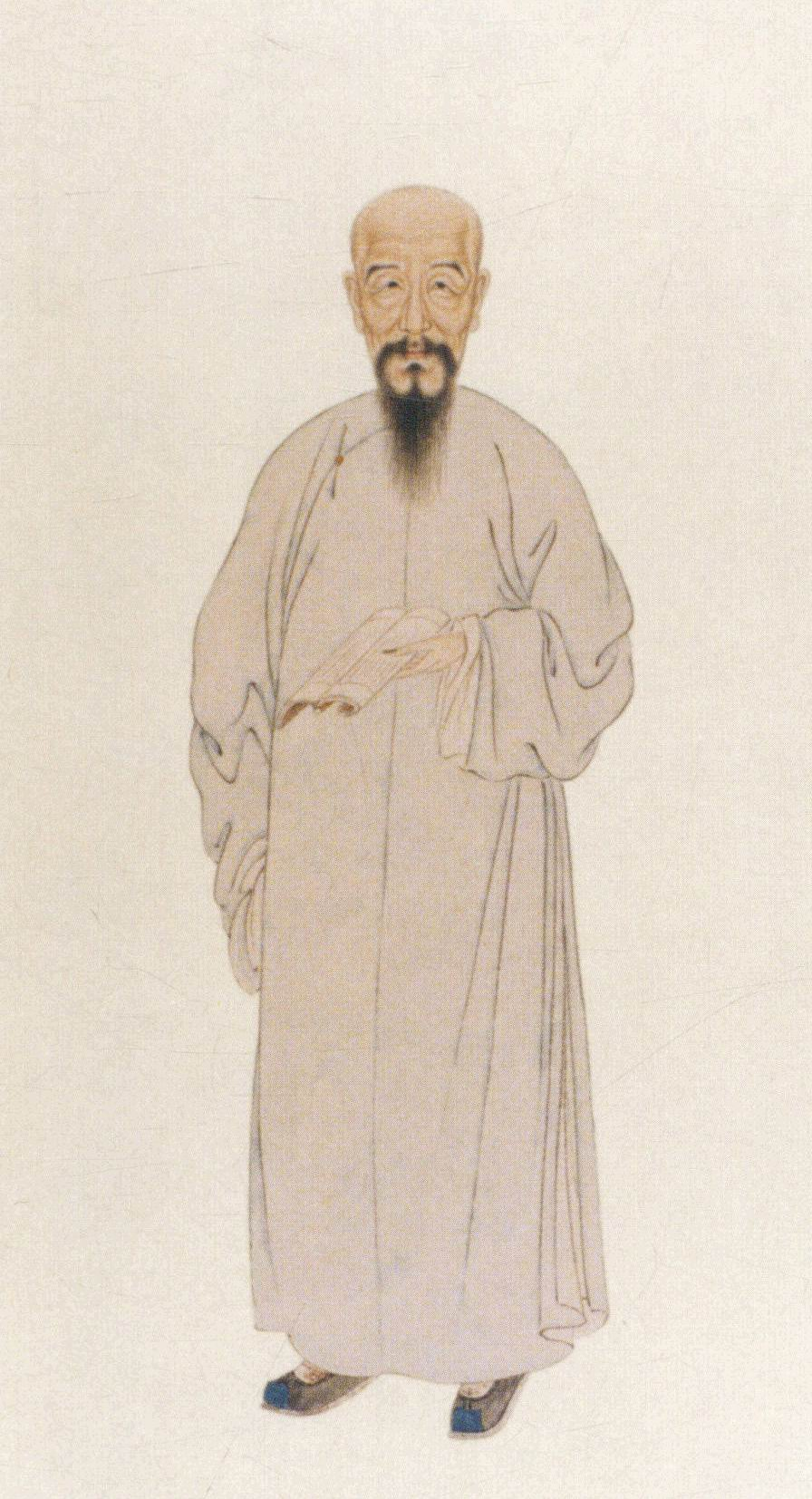
全祖望
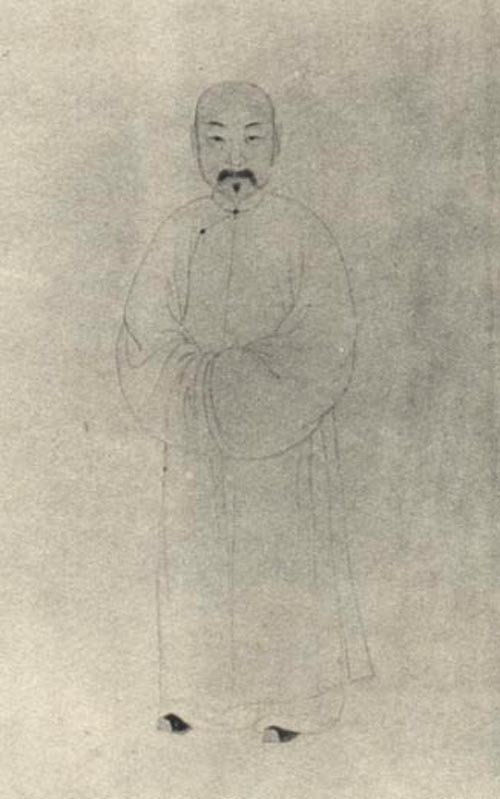
舒夢蘭
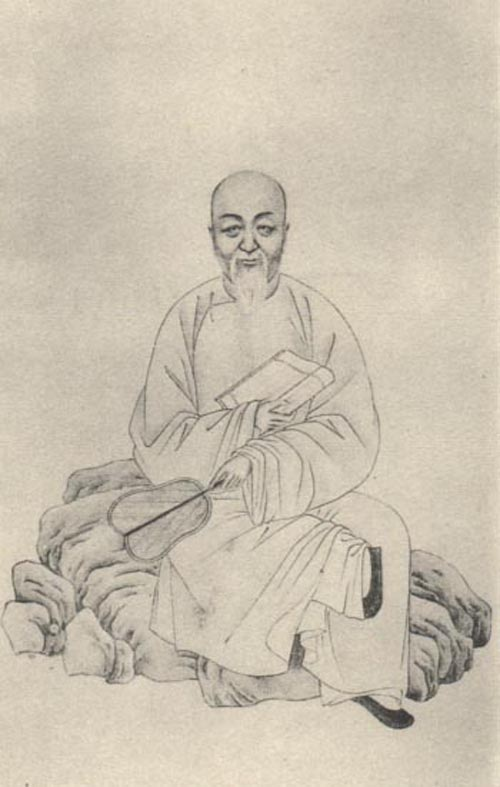
莊存與
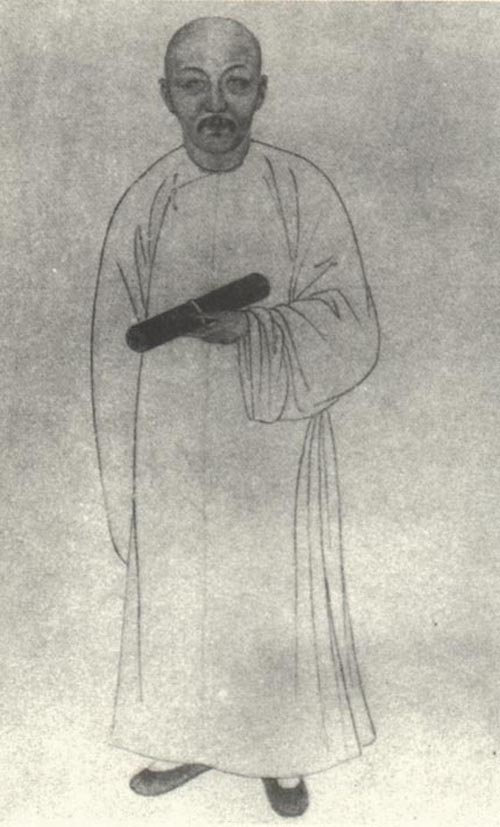
謝墉
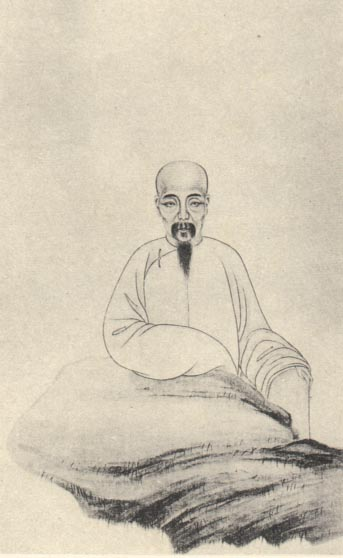
江聲
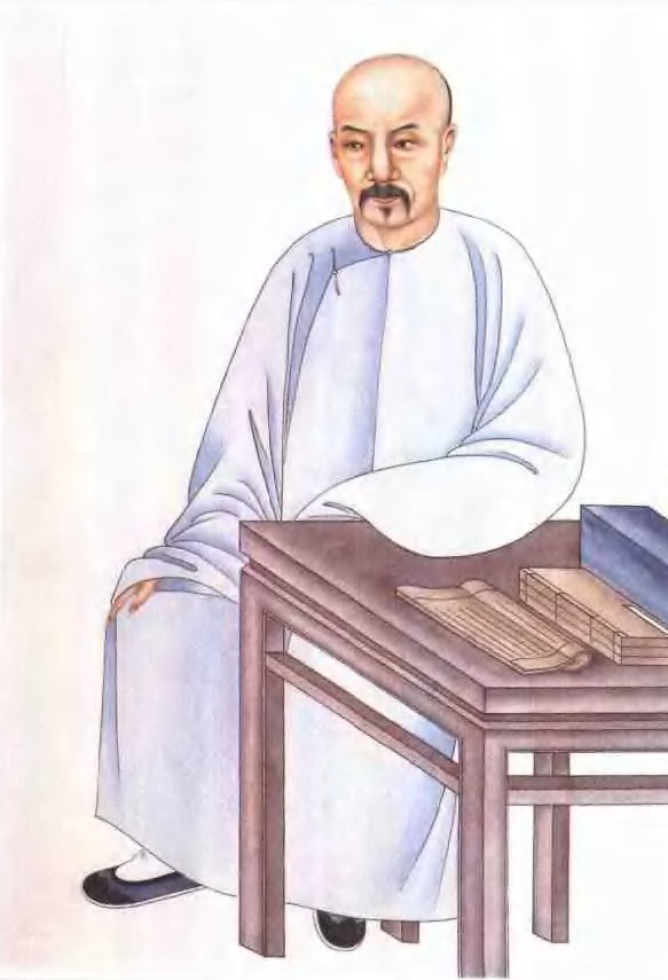
戴震
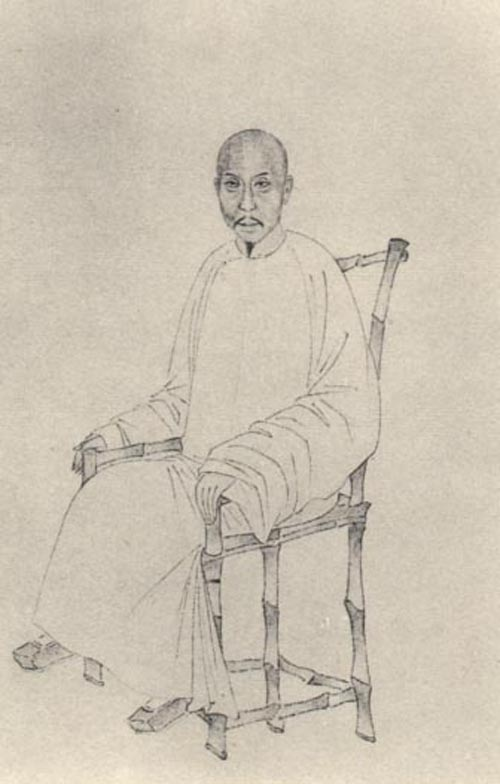
陸燿
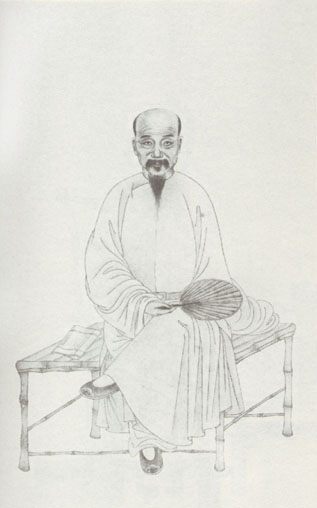
程瑤田
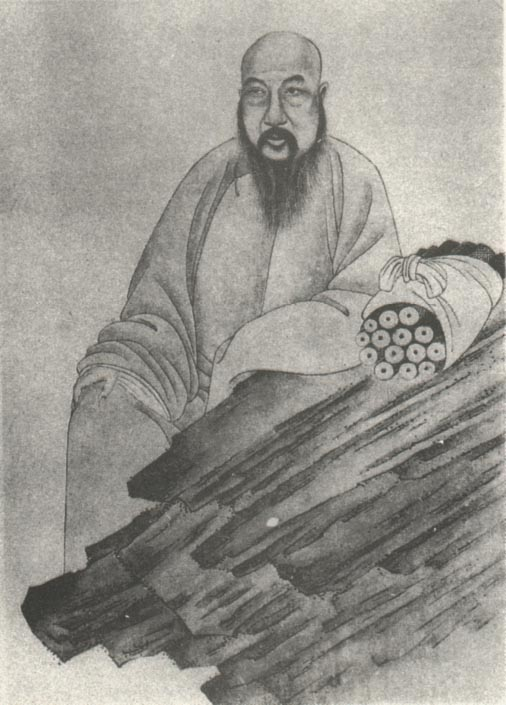
李文藻
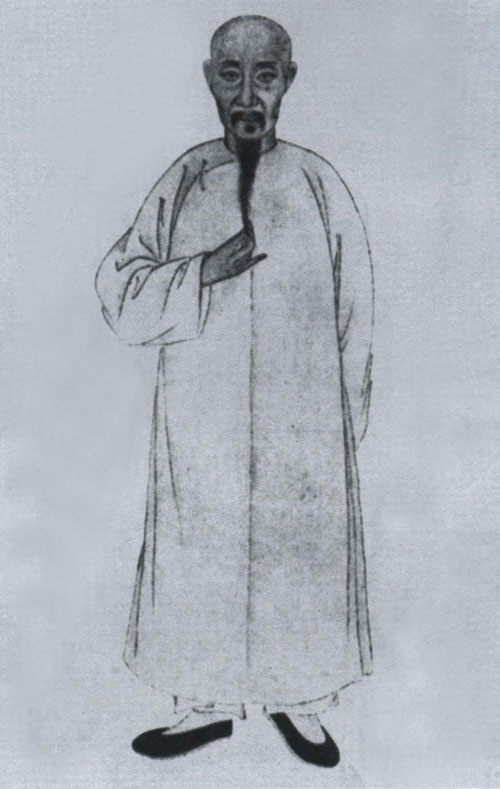
錢塘
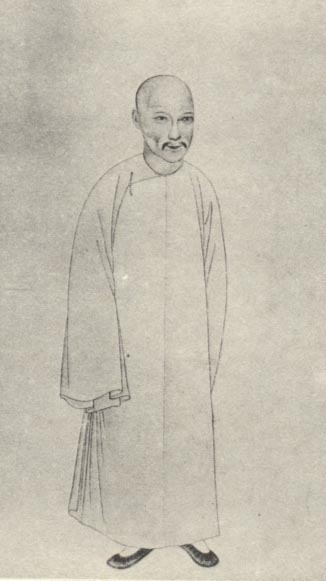
桂馥
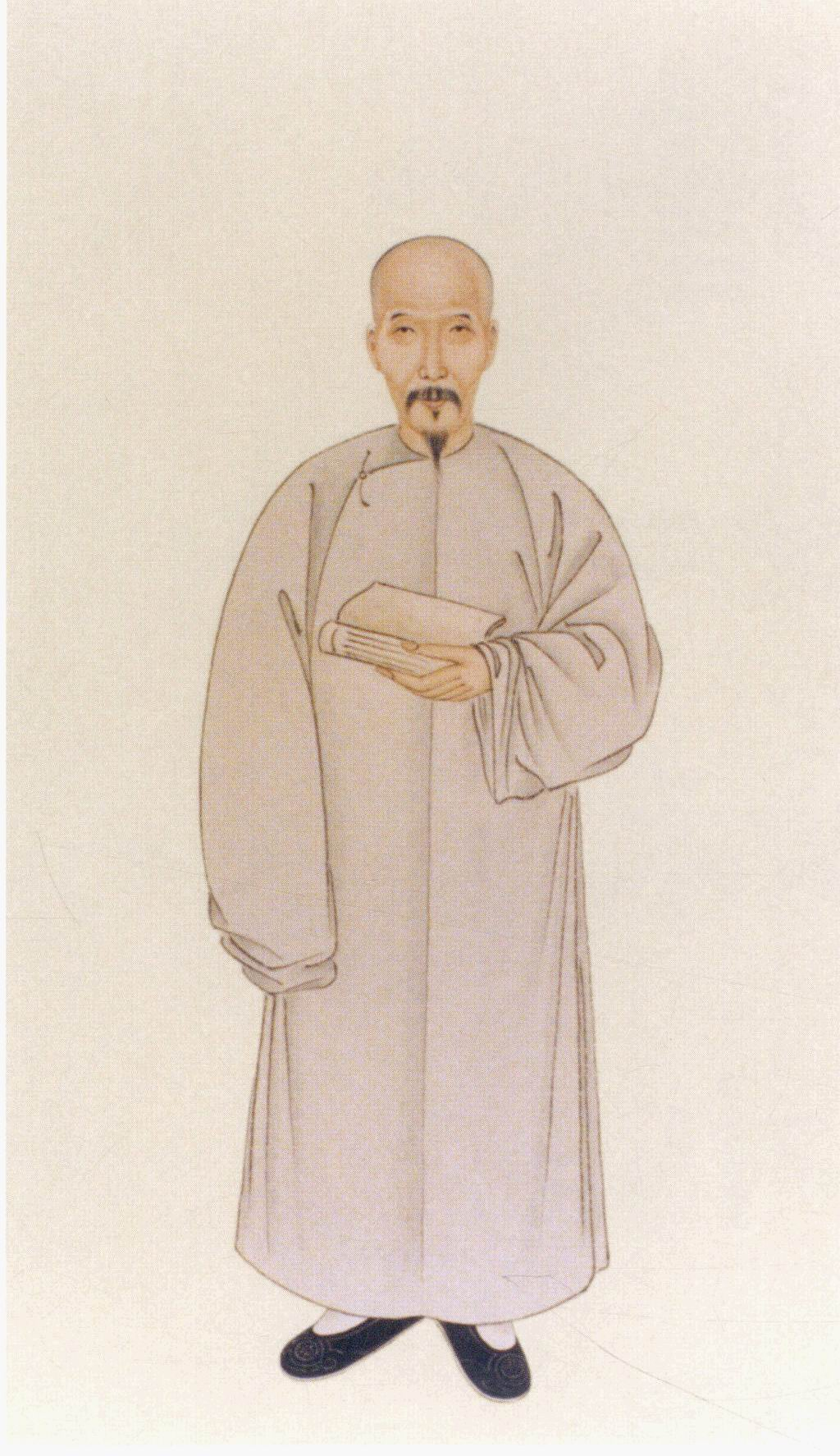
章學誠
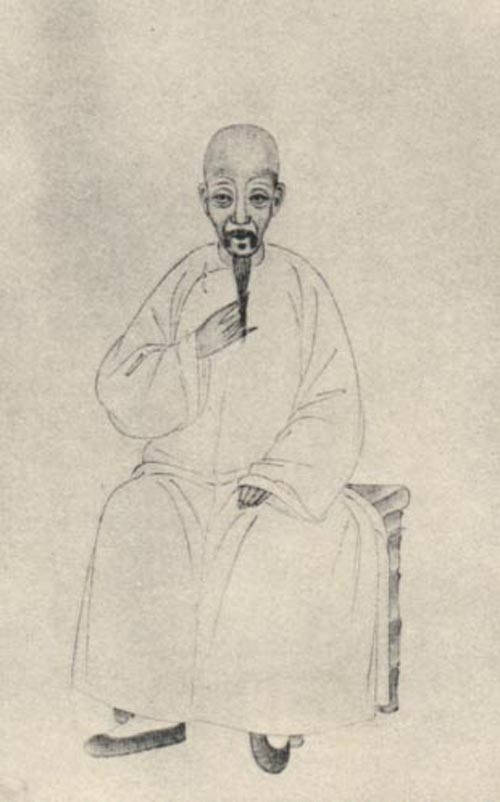
彭紹升
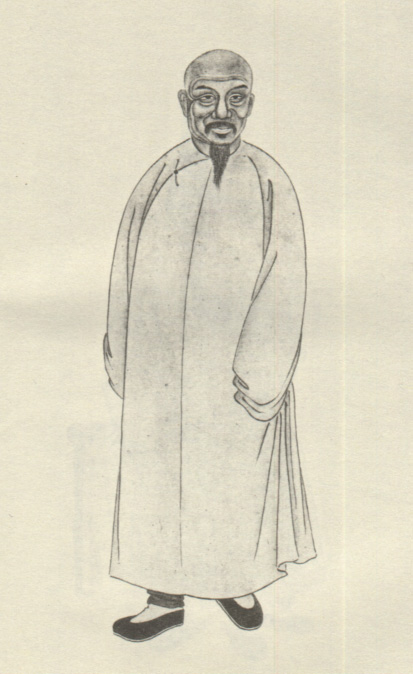
錢大昭
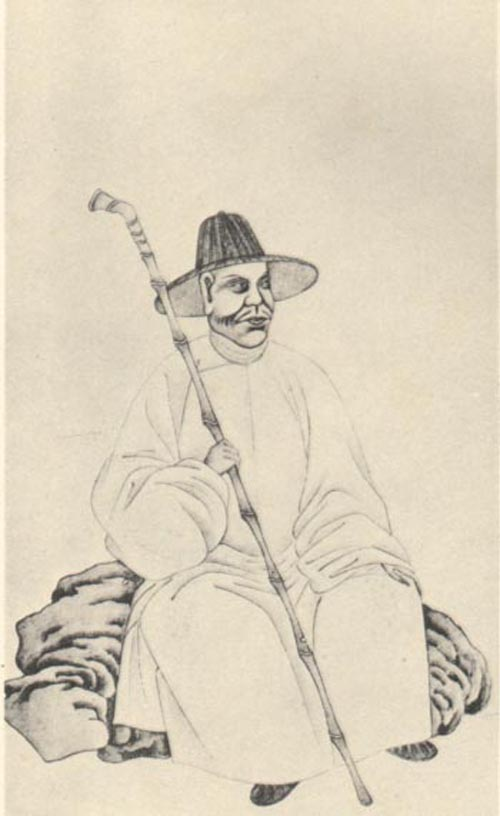
武億
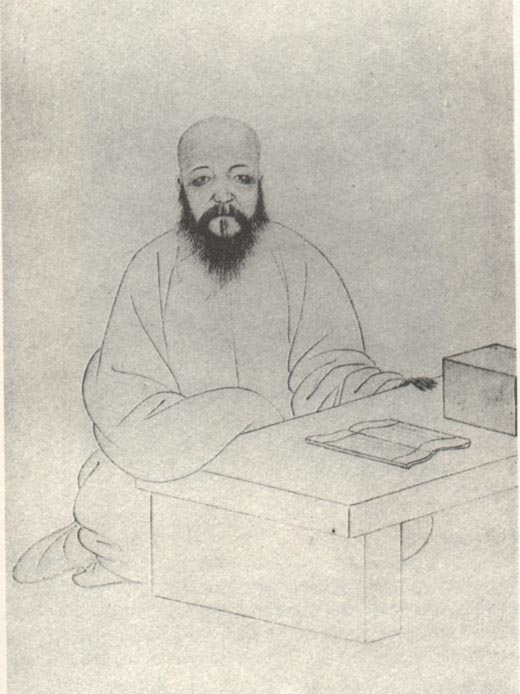
孔廣林
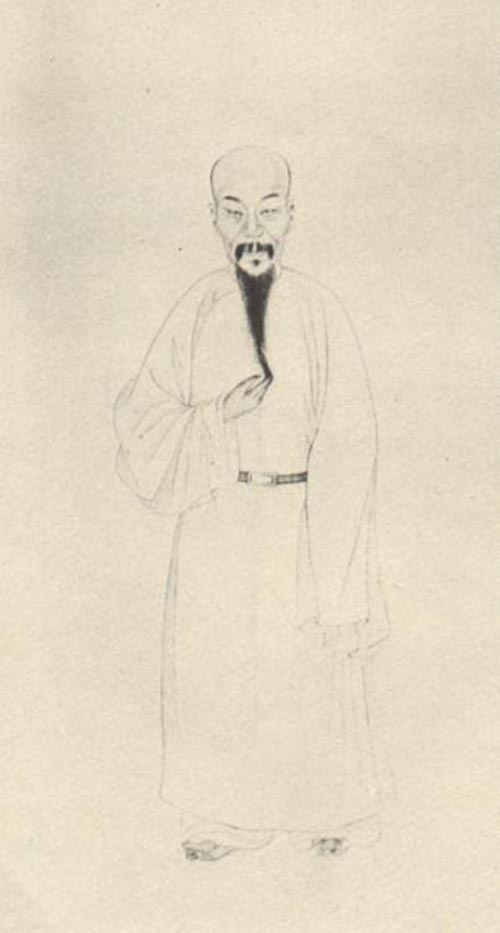
莊述祖
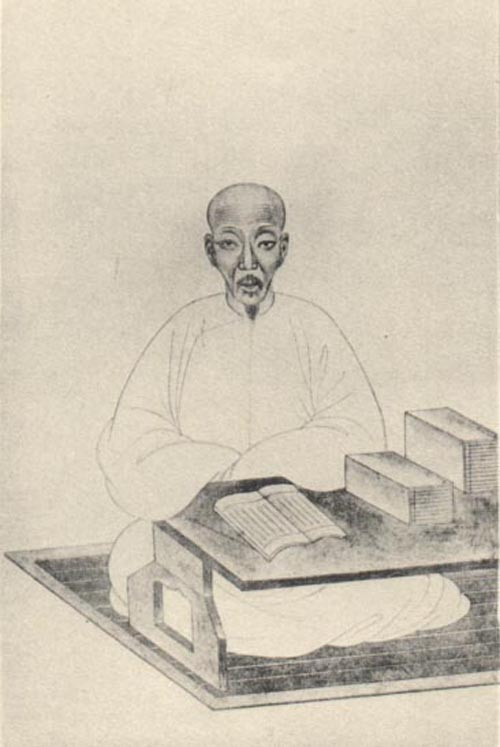
劉台拱
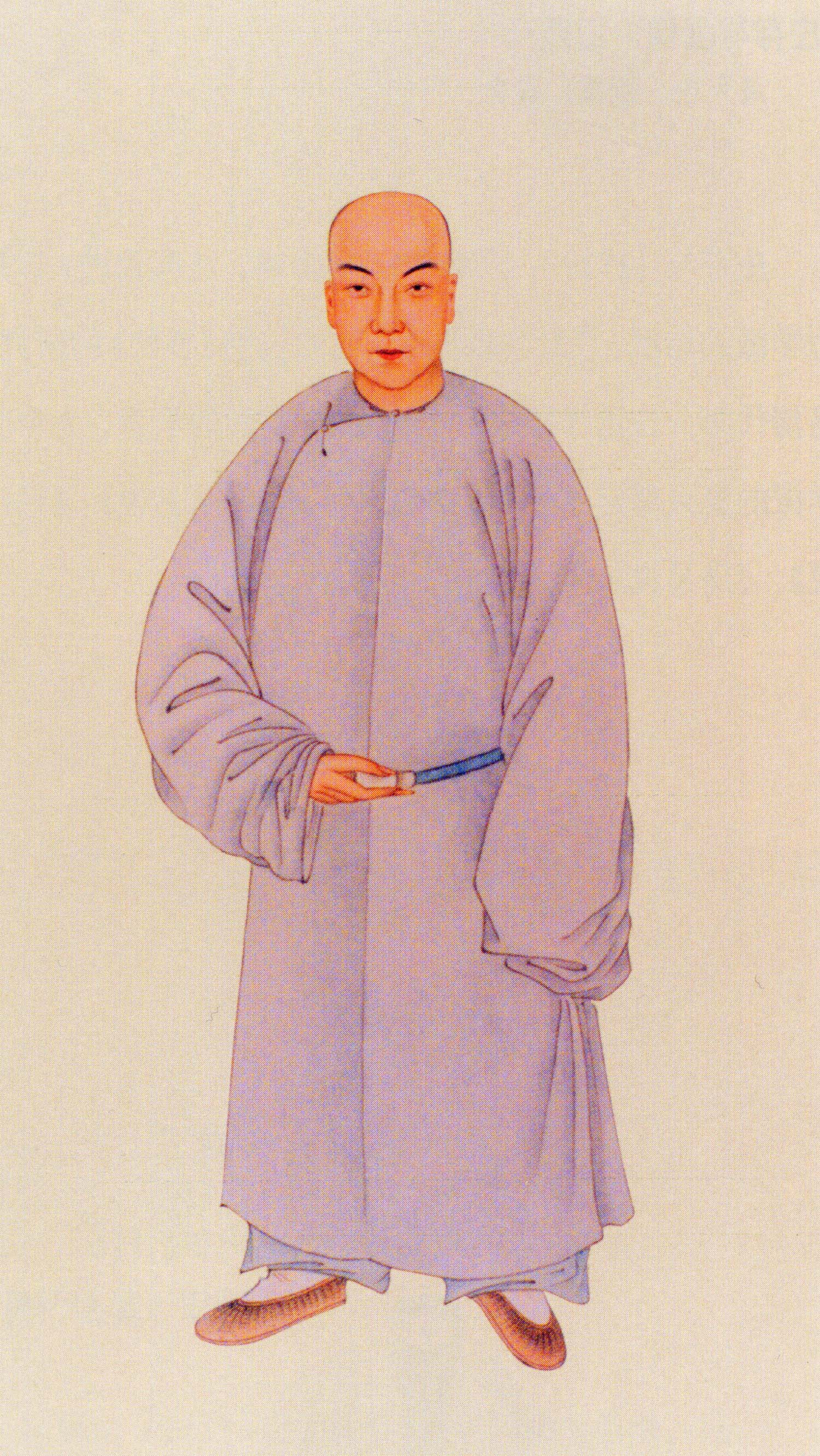
孔廣森
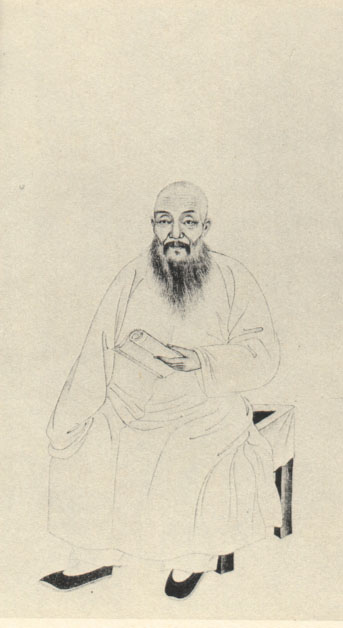
陳鱣
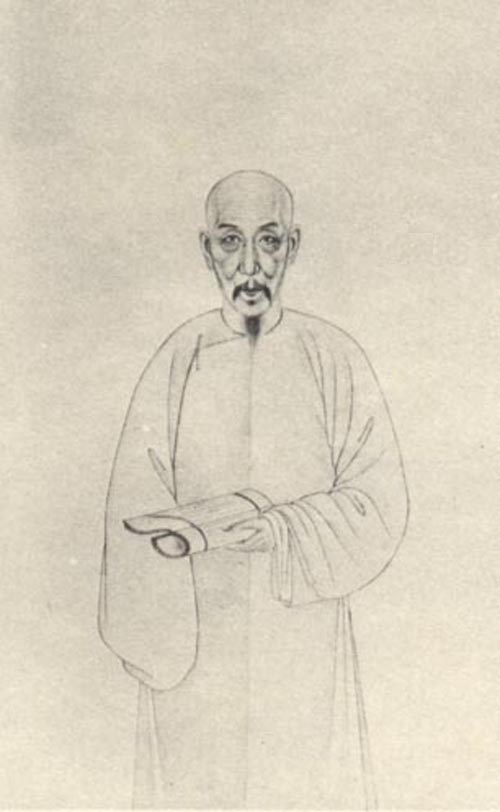
溫汝適
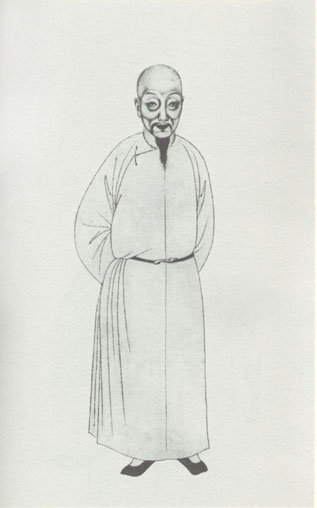
謝蘭生
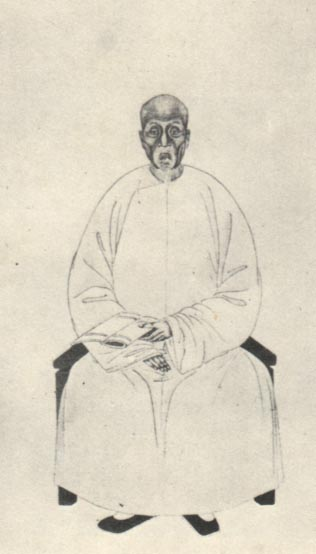
焦循
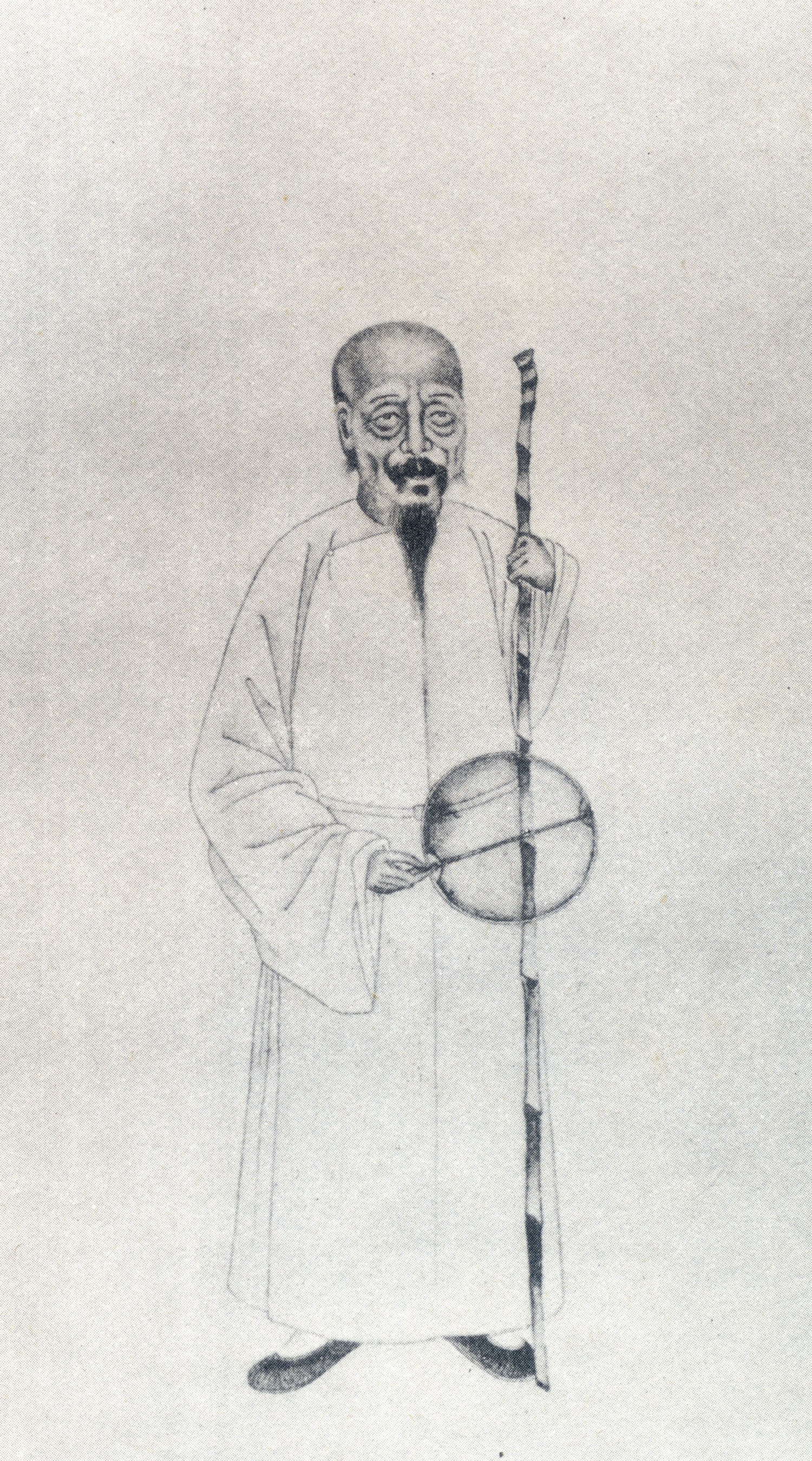
黃丕烈
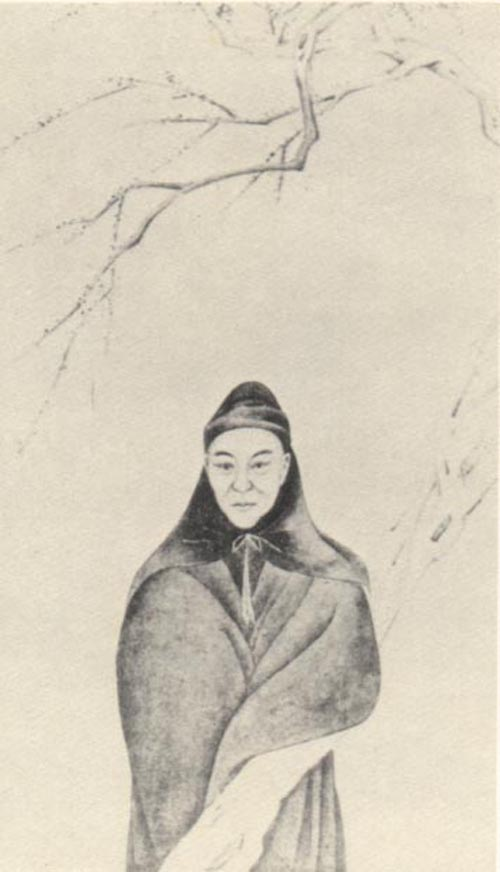
舒位
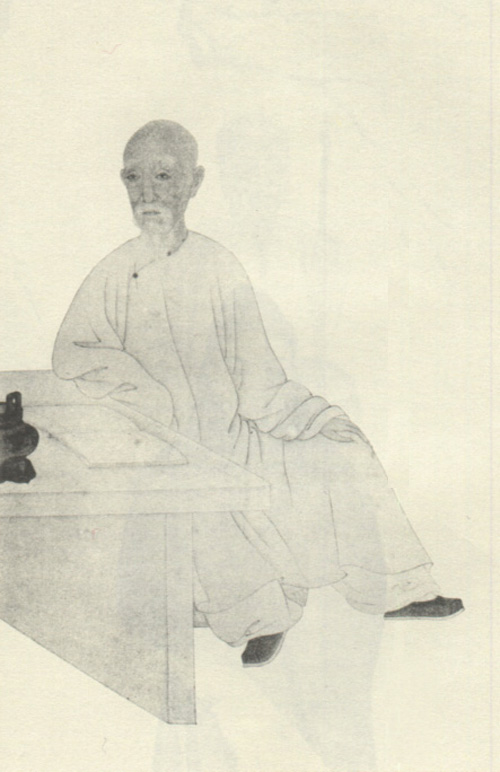
張廷濟
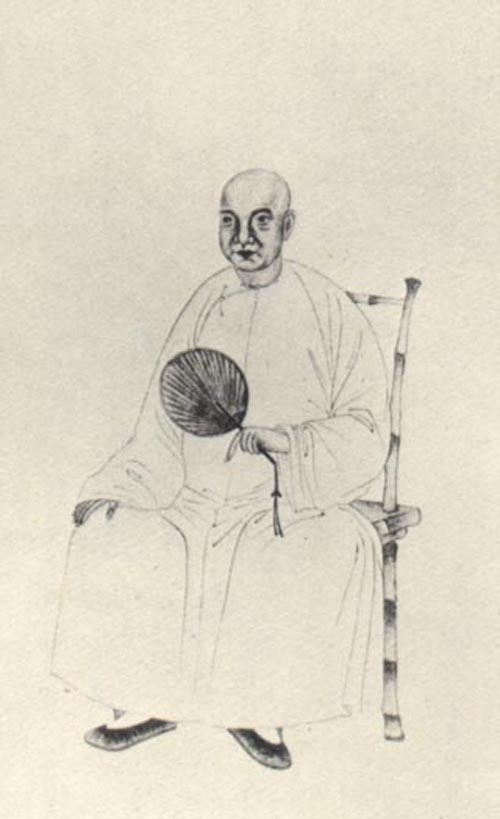
李宗瀚
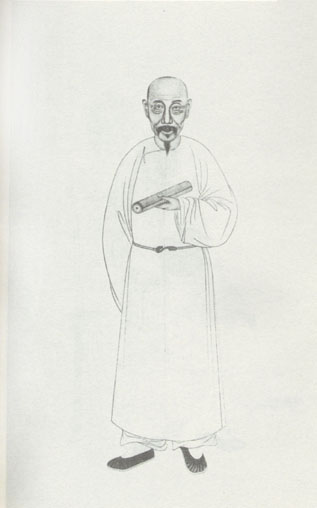
瞿中溶
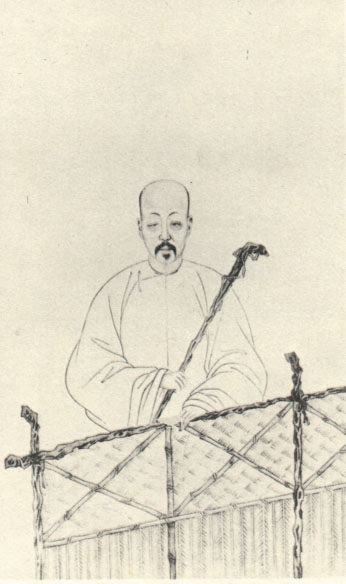
陳壽祺
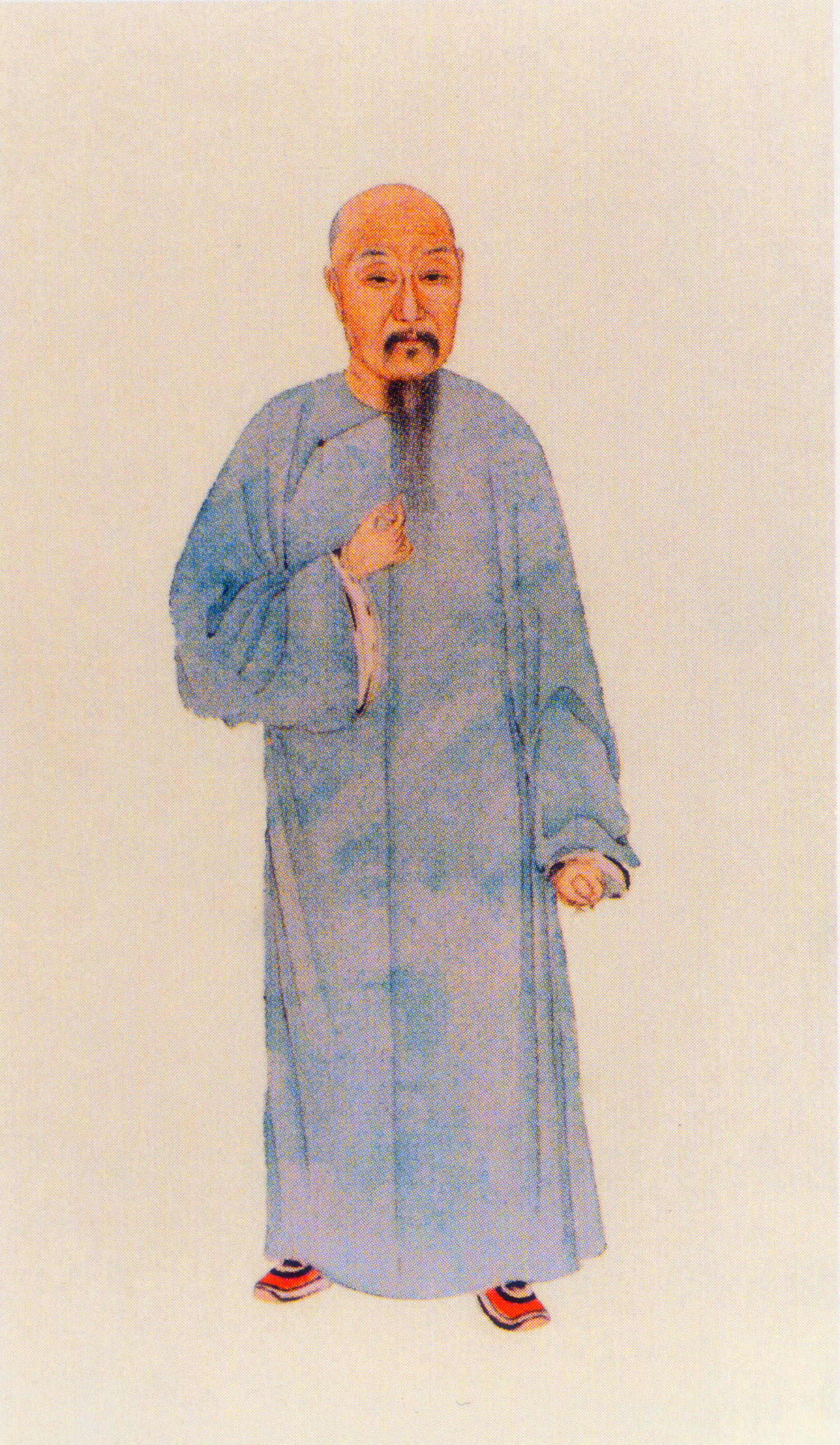
朱為弼
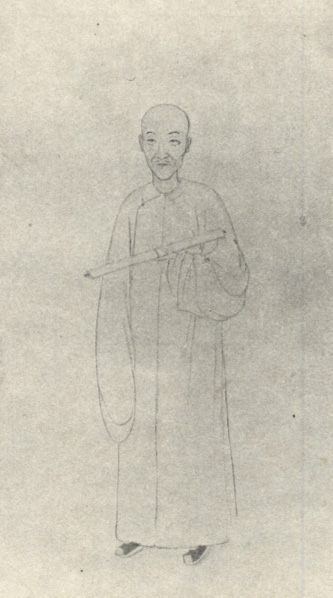
改琦
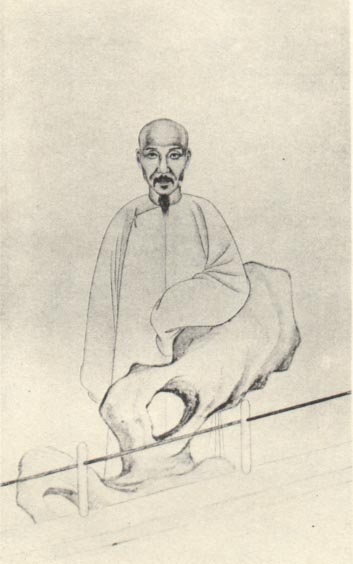
端木國瑚
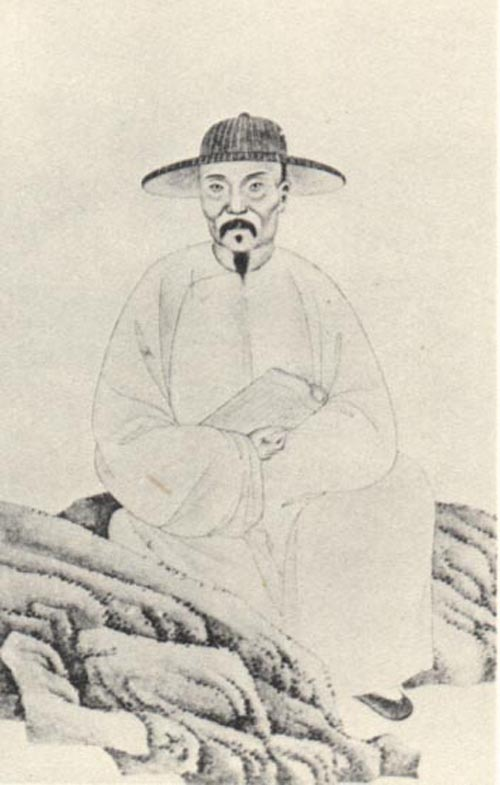
齊彥槐
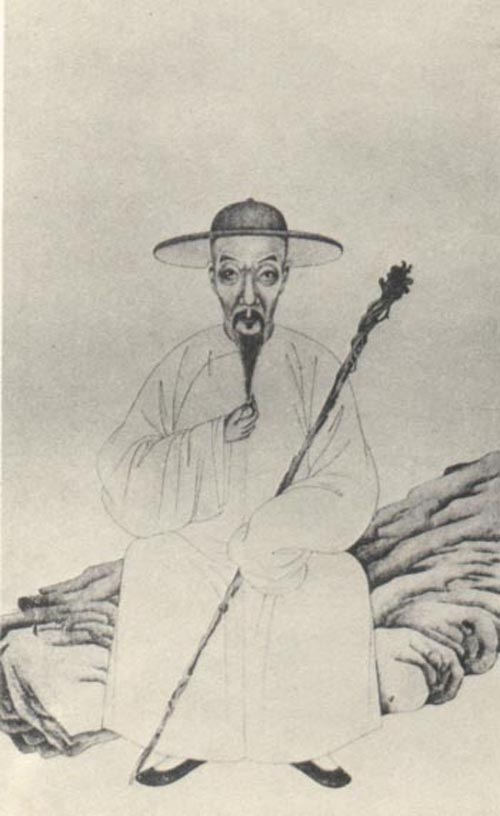
俞正燮
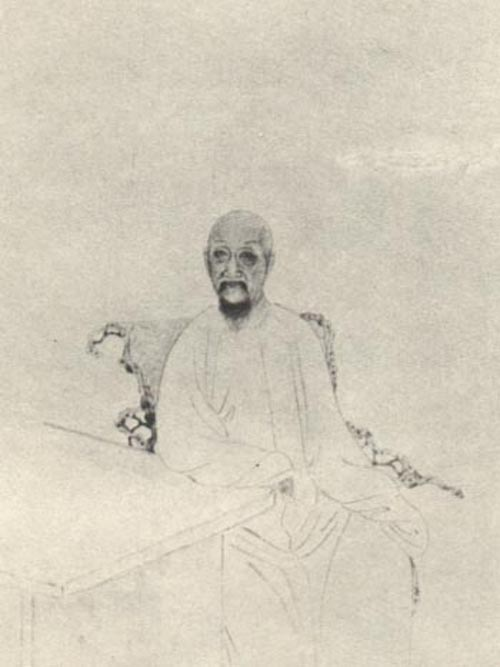
梁章鉅
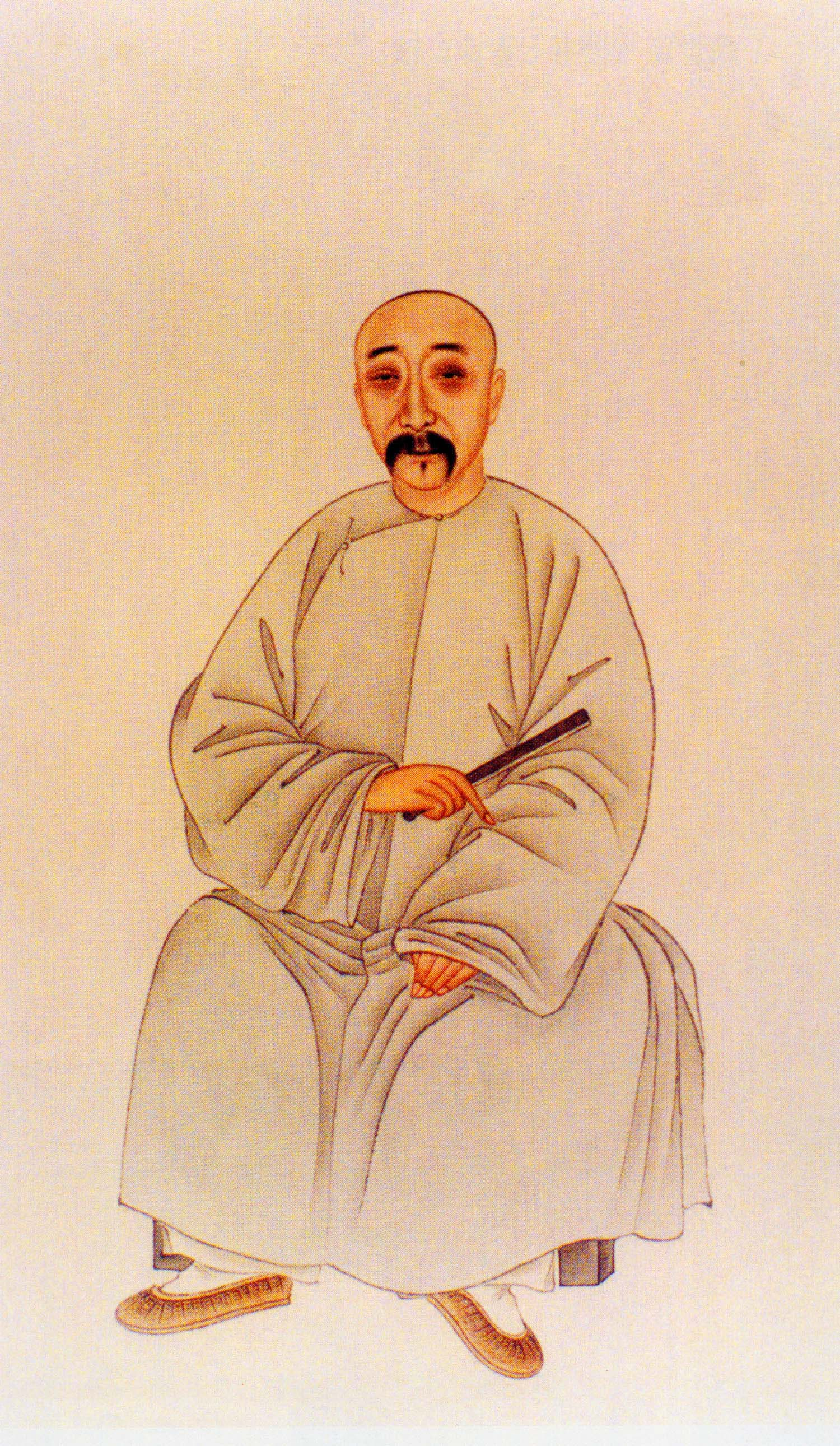
包世臣
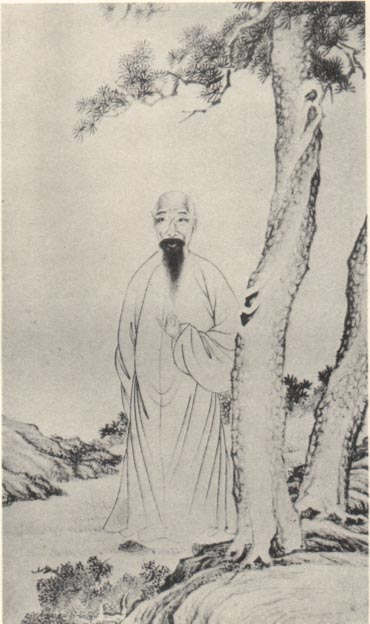
陶澍
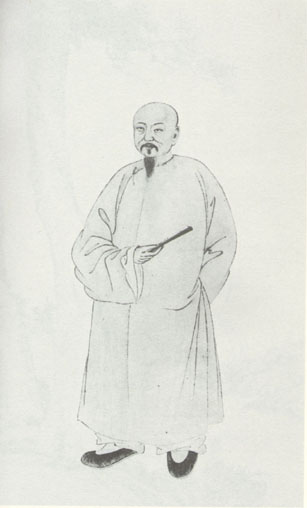
唐鑑
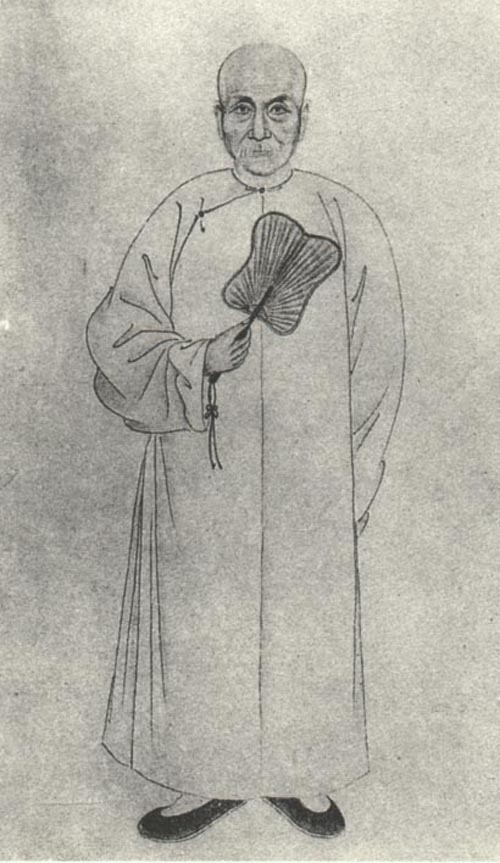
張維屏
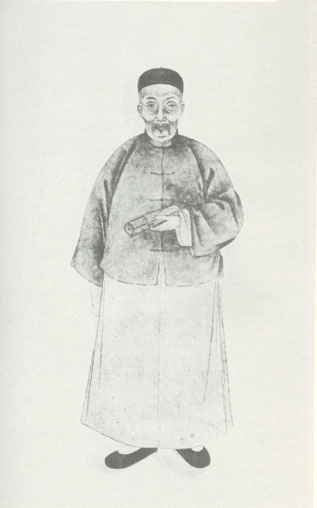
周濟
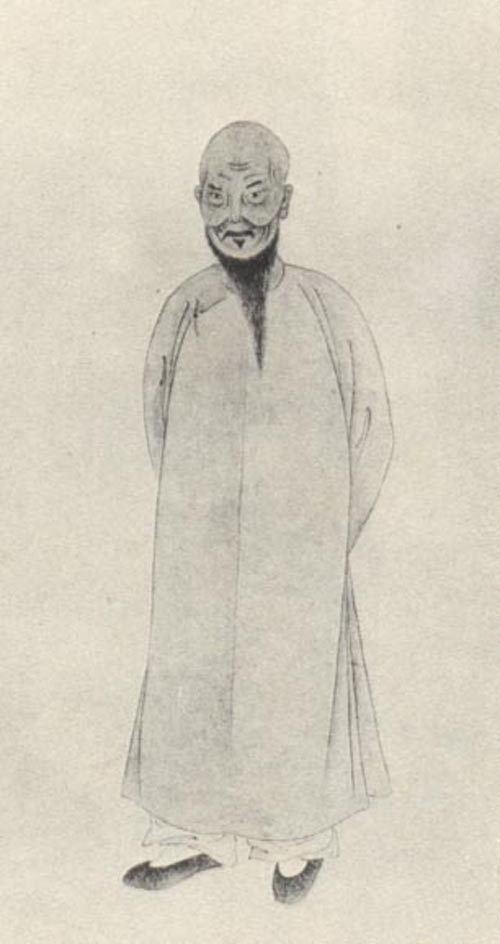
徐松
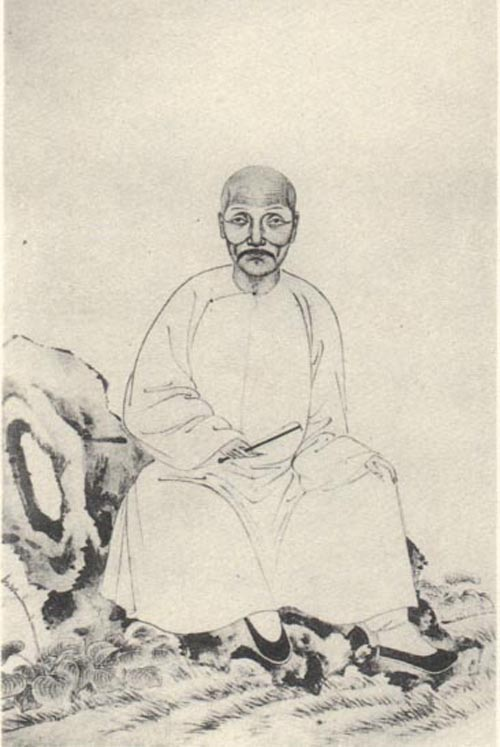
錢儀吉
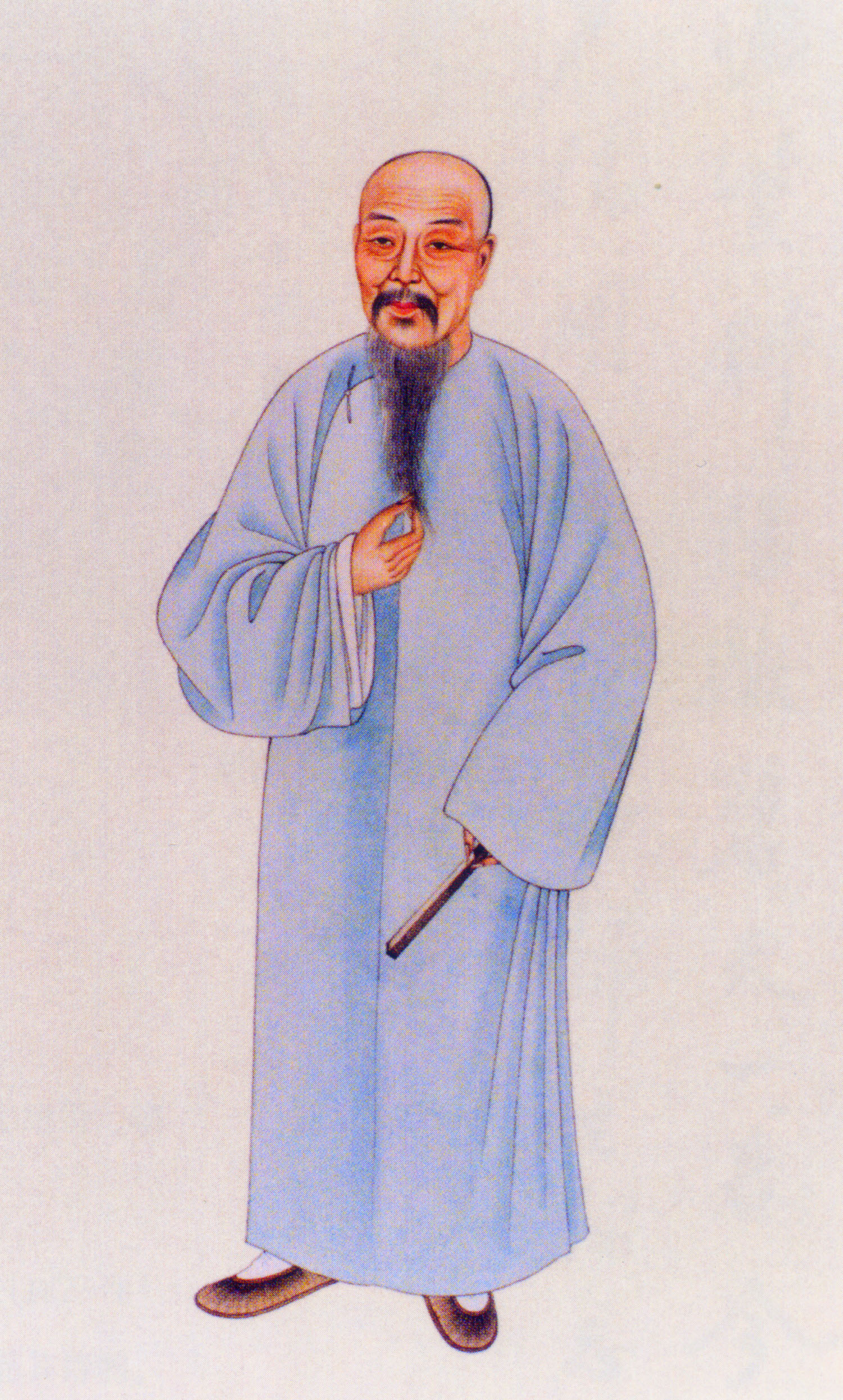
苗夔
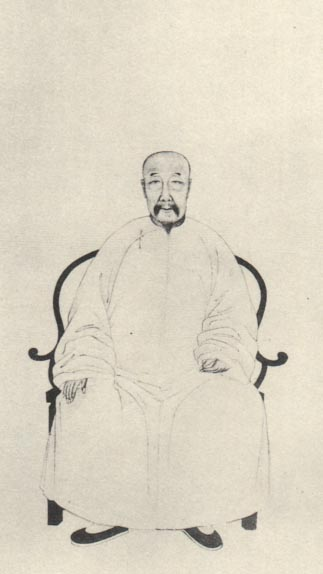
王筠
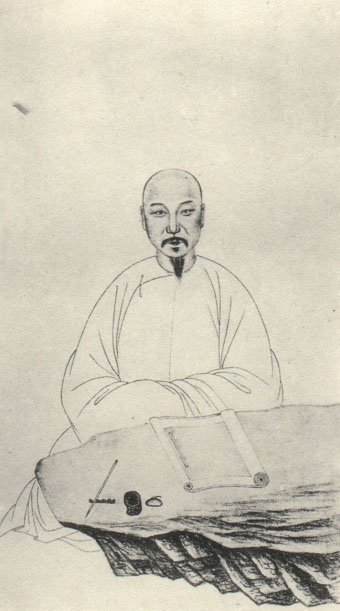
陳沆
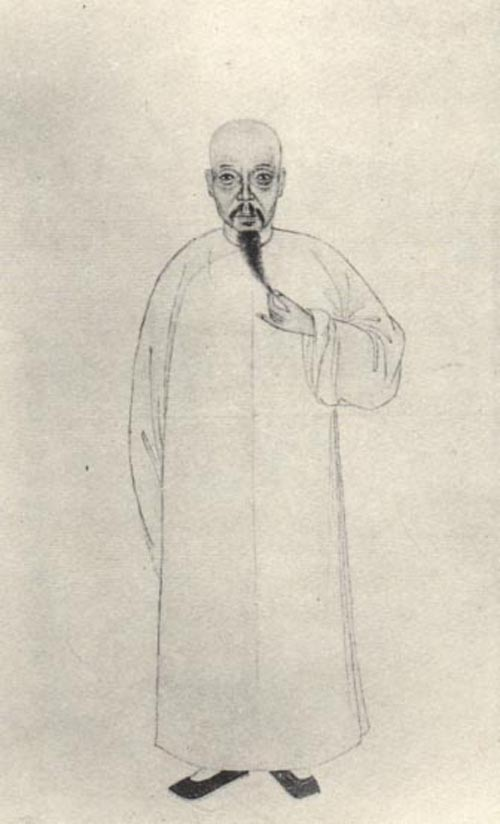
潘德輿
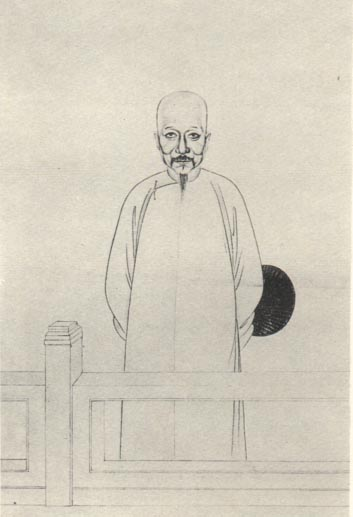
方成珪
陳奐
劉文淇
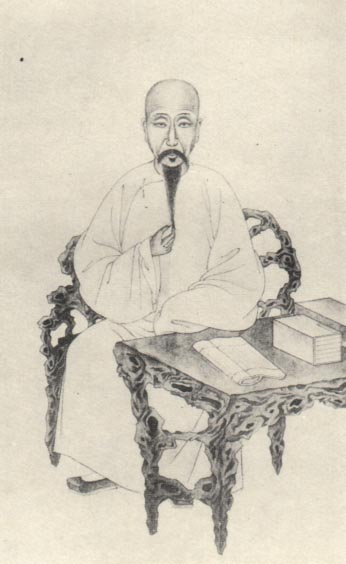
黃式三
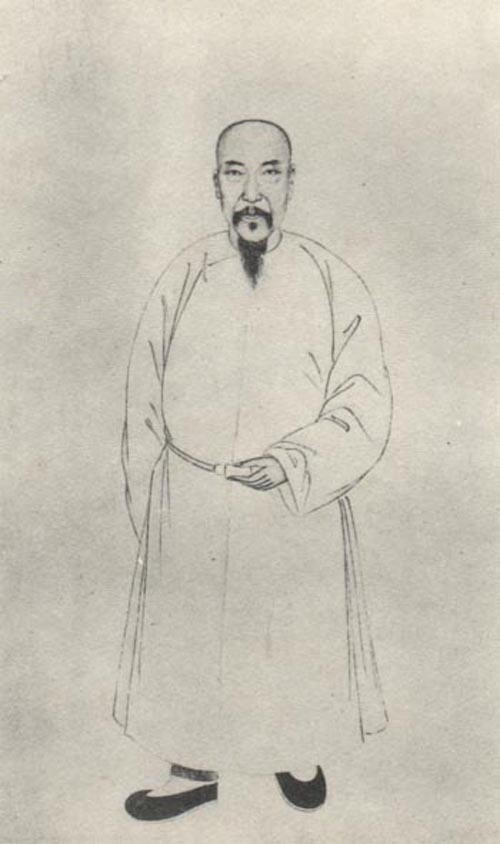
錢泰吉
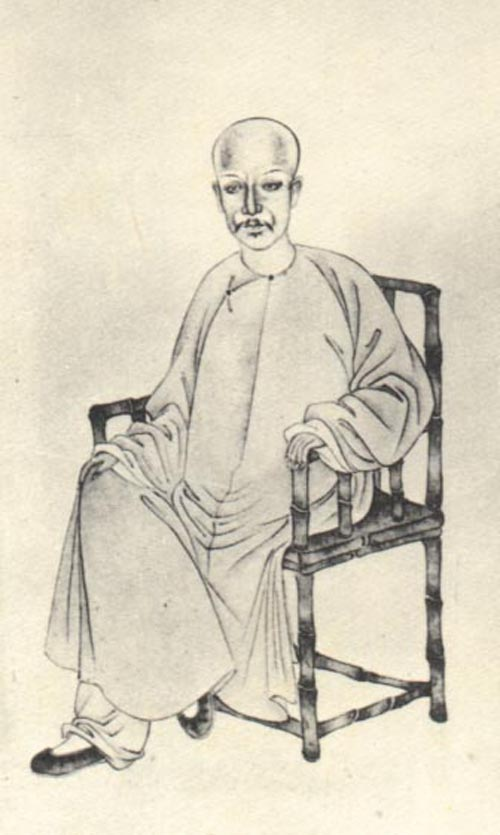
汪遠孫
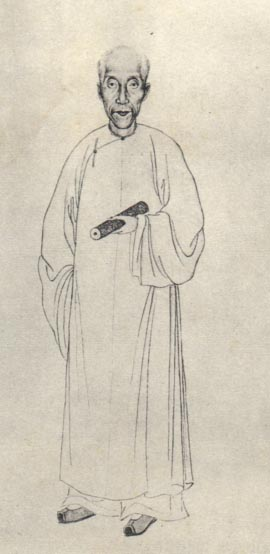
丁晏
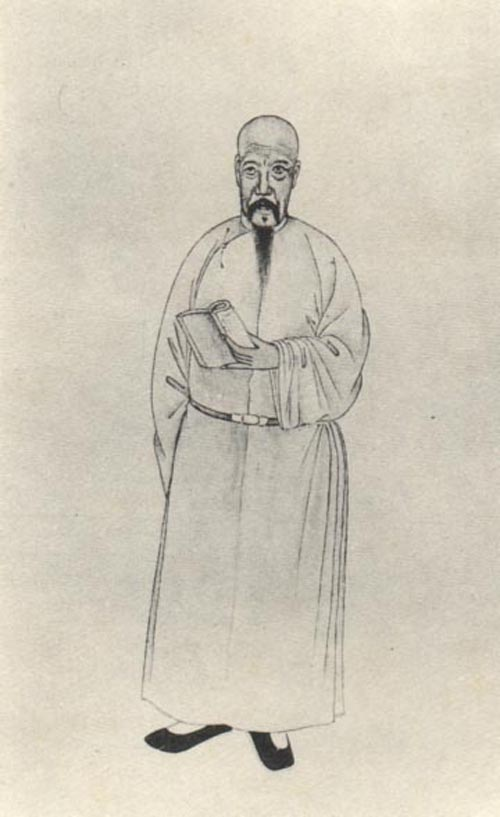
徐繼畬
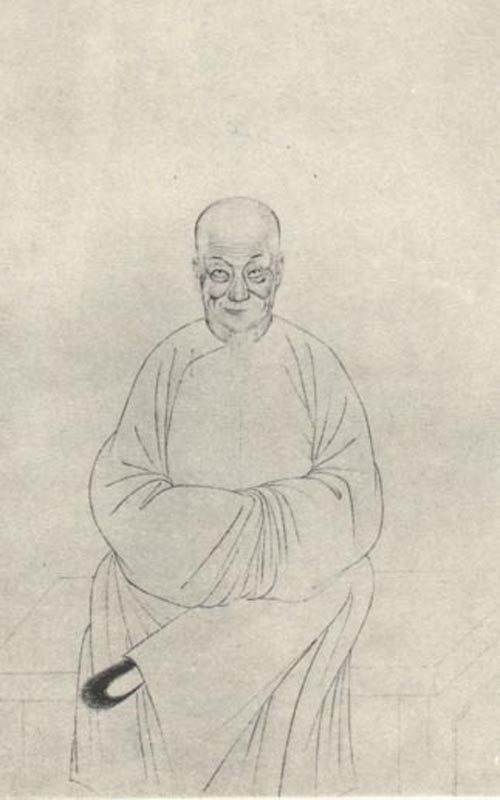
柳興恩
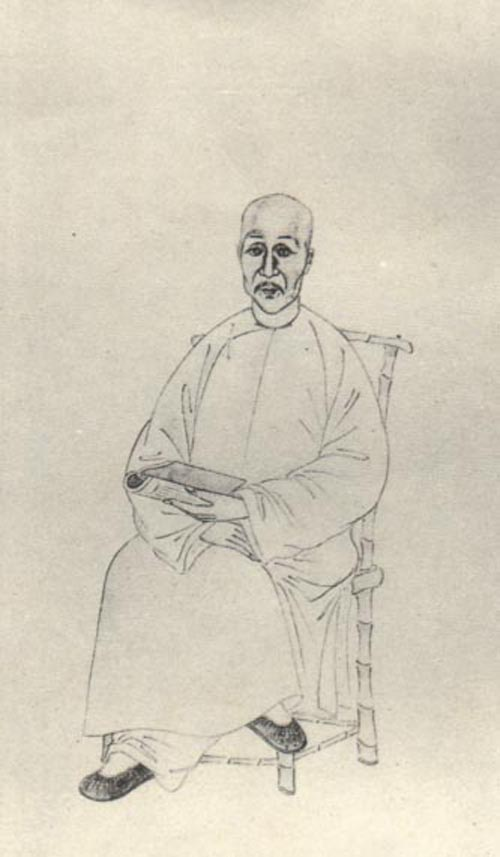
吳式芬
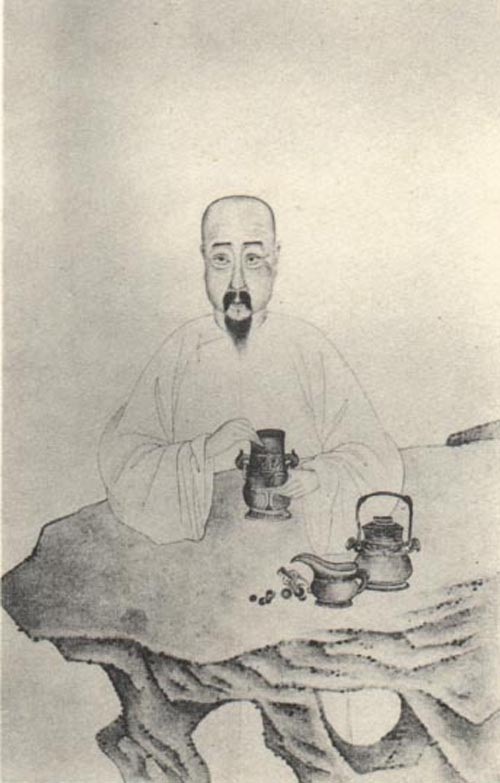
劉喜海
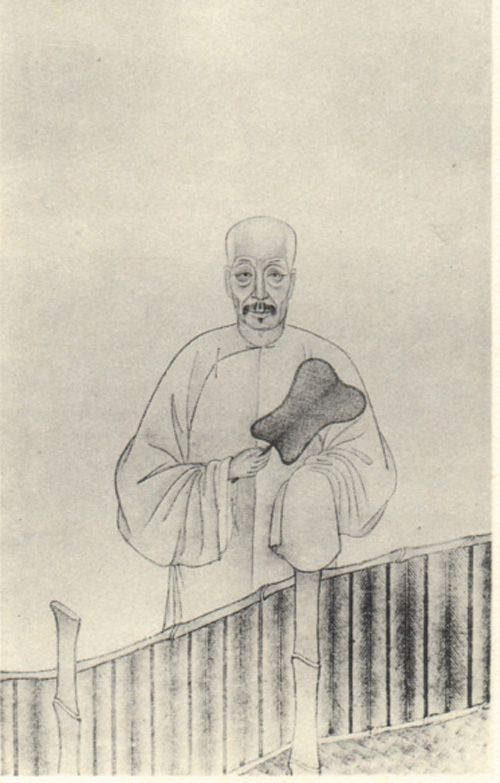
梁廷柟
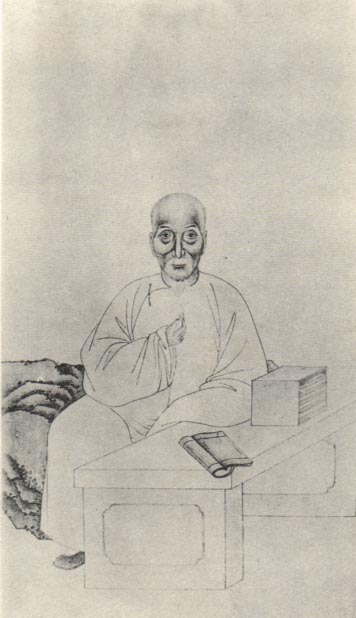
顧廣譽
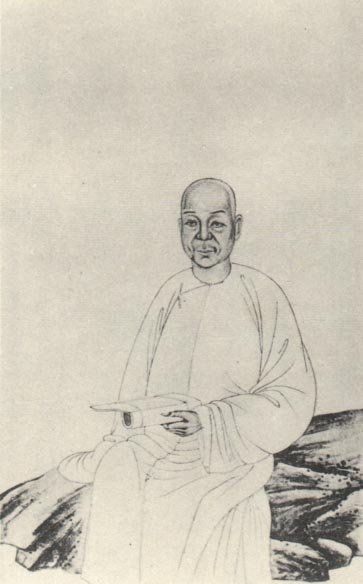
顧沅
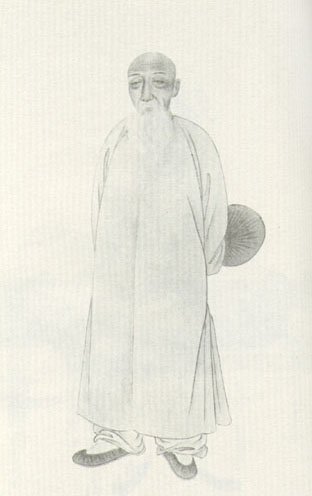
吳熙載
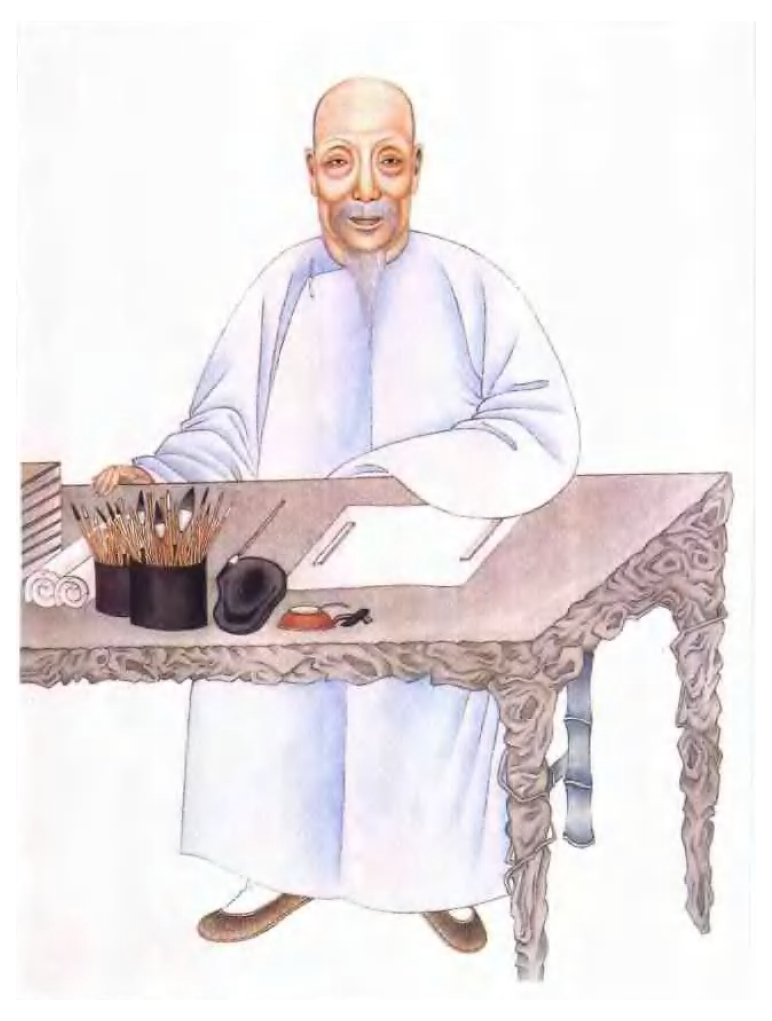
何紹基
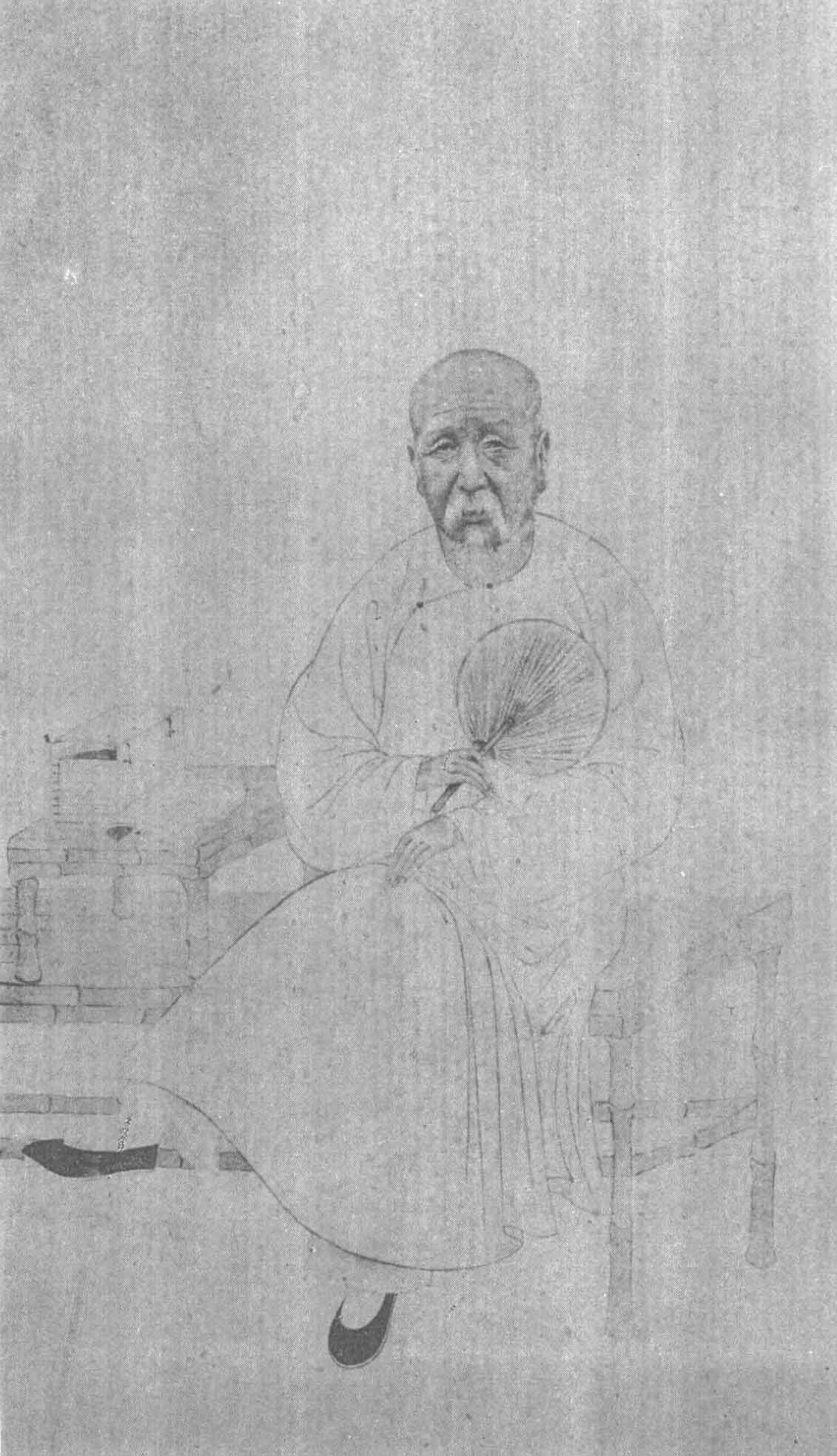
譚瑩
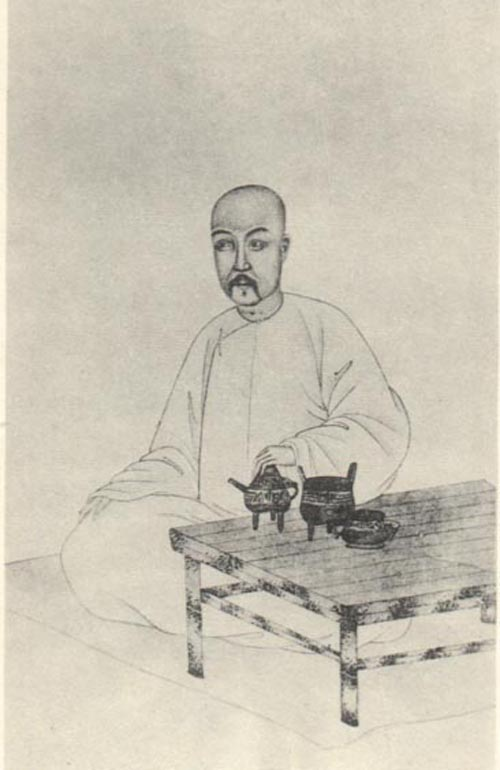
趙之琛
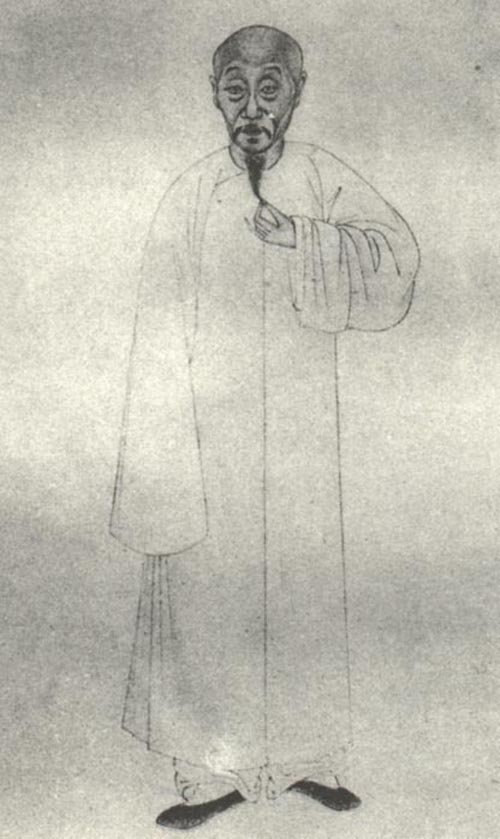
汪士鐸
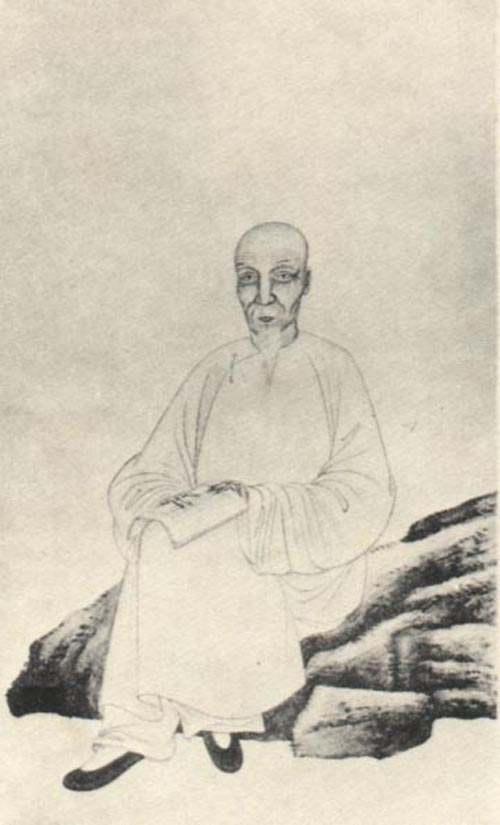
吳嘉紀
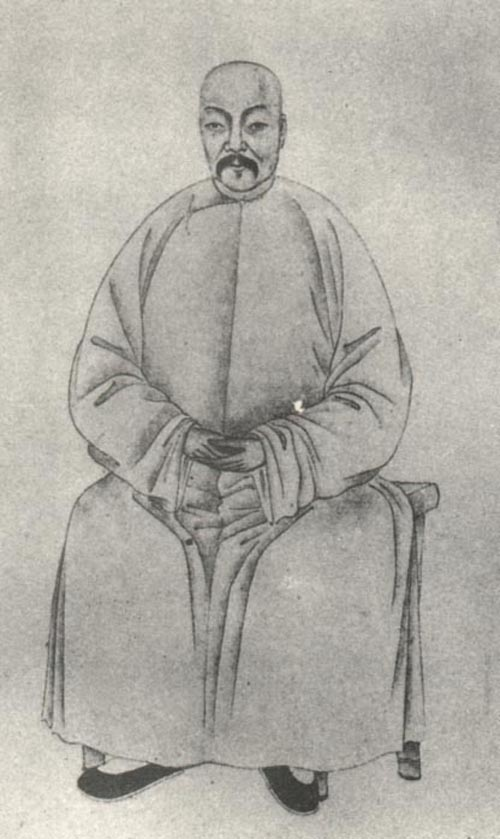
魯一同
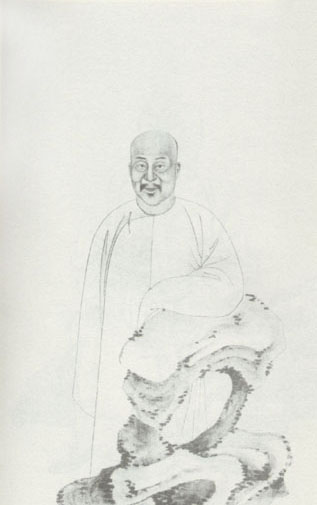
張穆
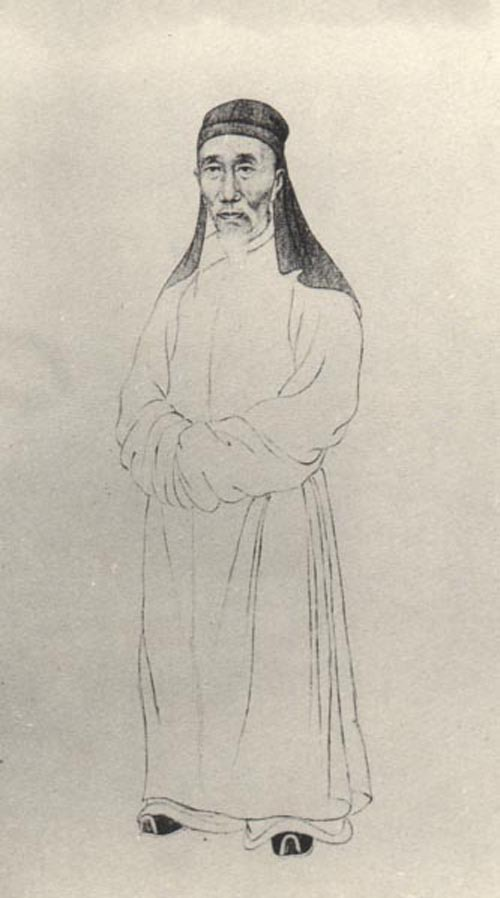
鄭珍
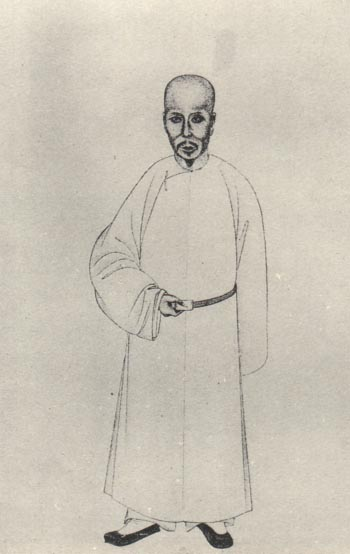
桂文燿
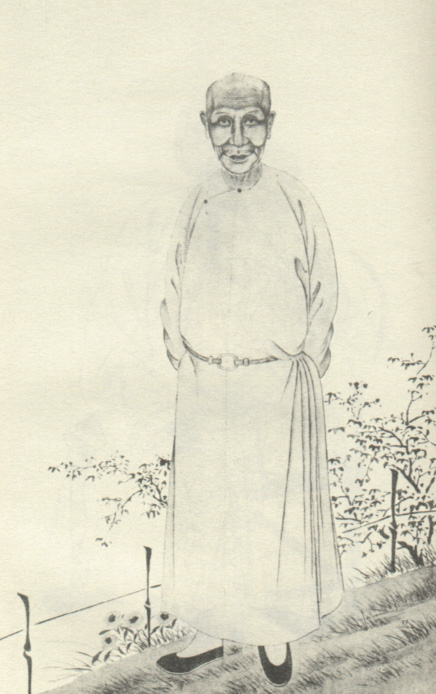
朱次琦
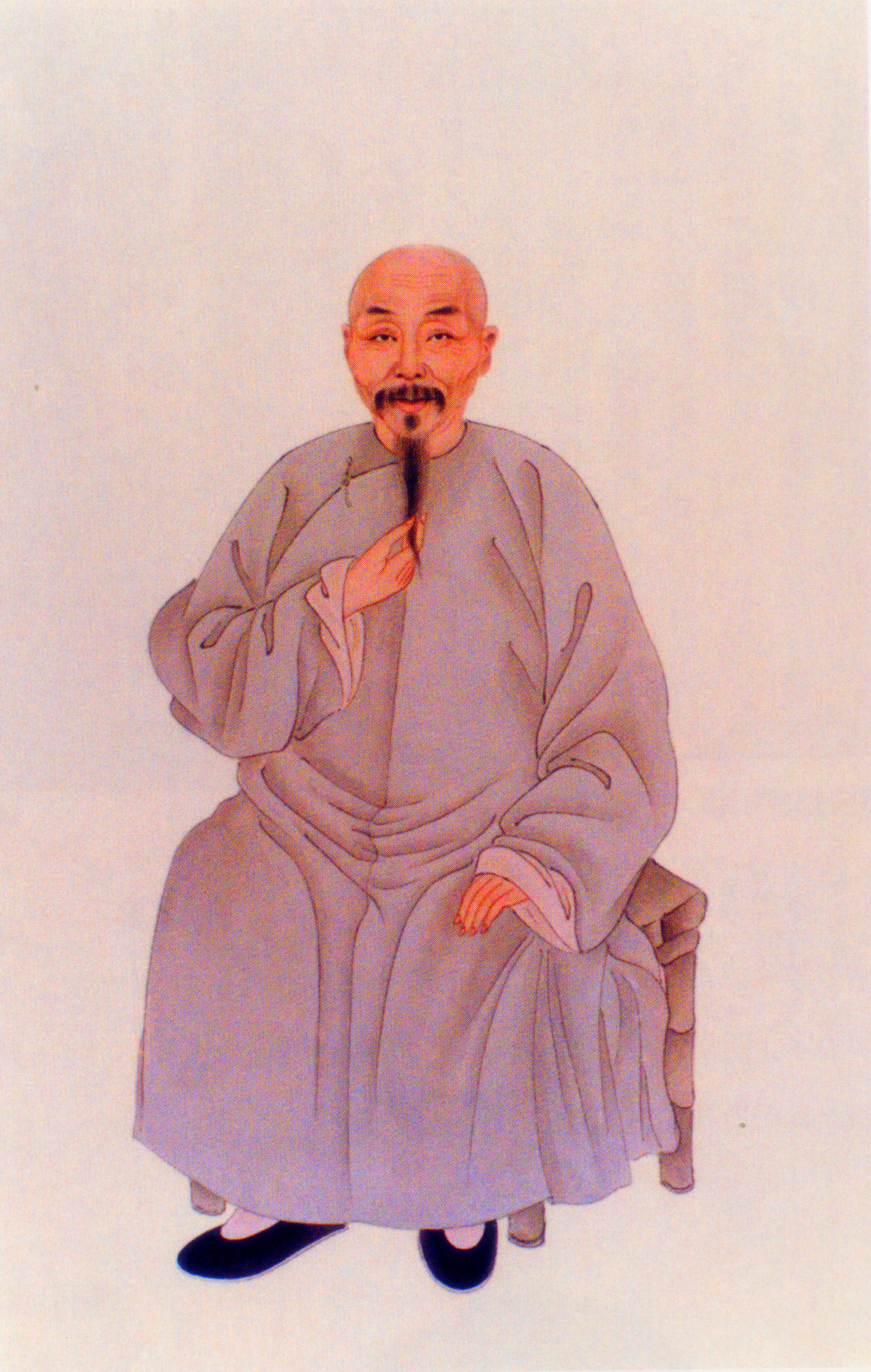
馮桂芬
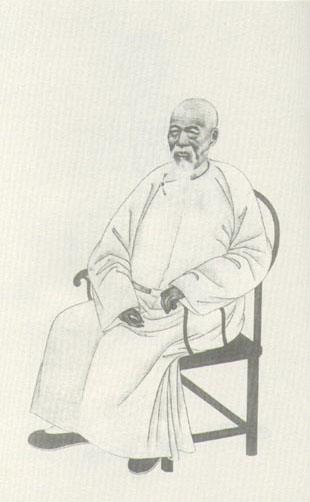
陳灃
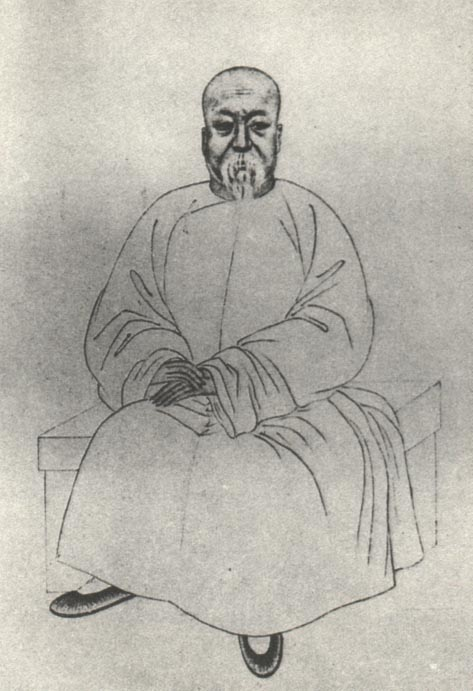
李善蘭
許槤
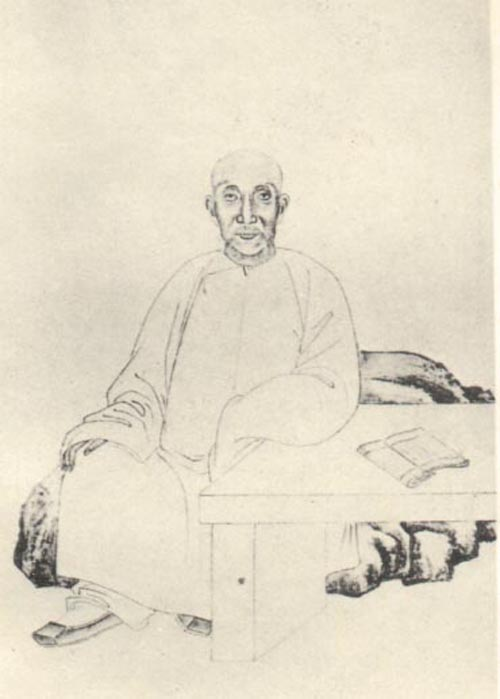
莫友芝
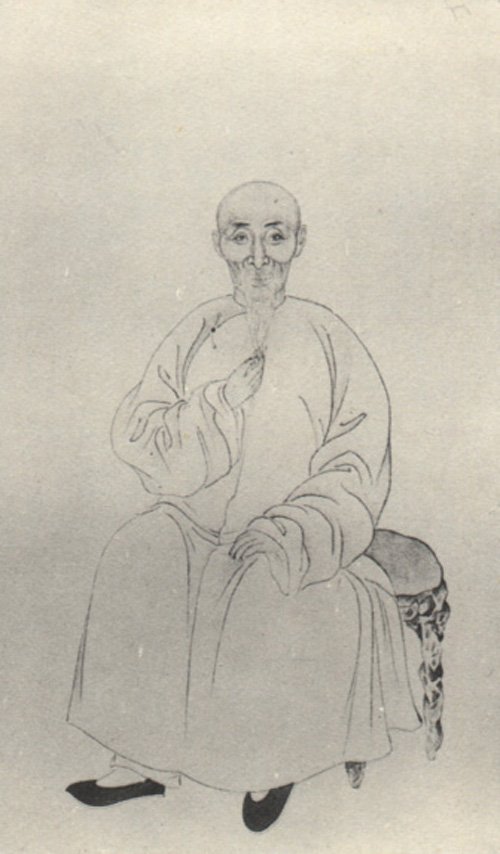
吳雲
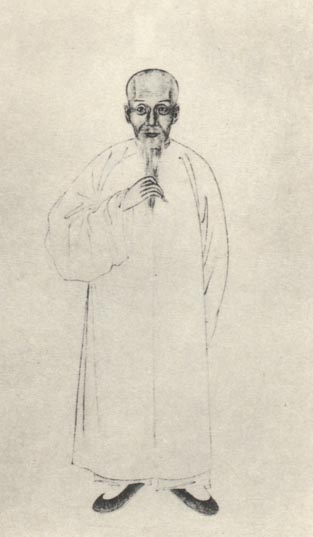
金錫齡
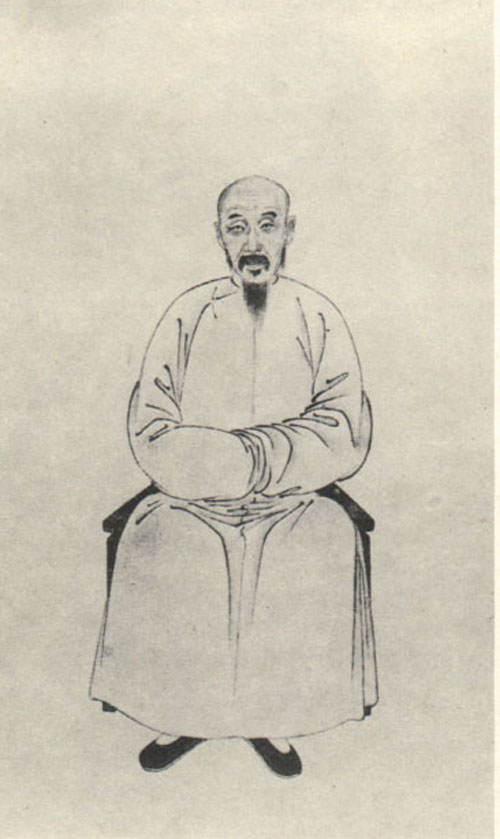
孫衣言
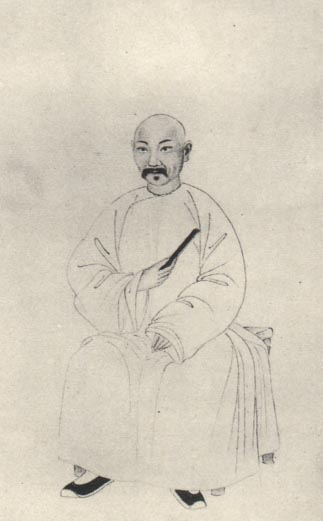
江湜
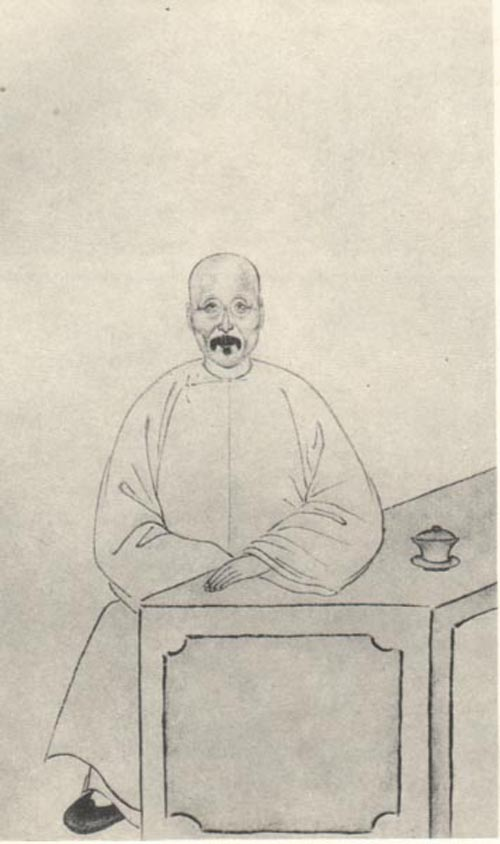
劉毓崧
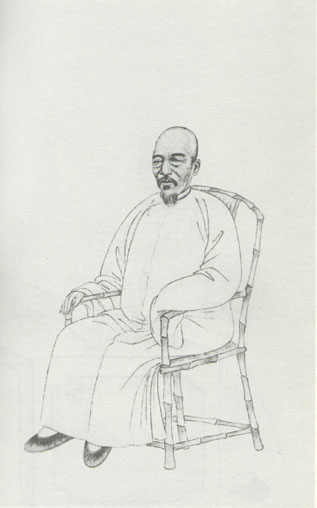
徐壽
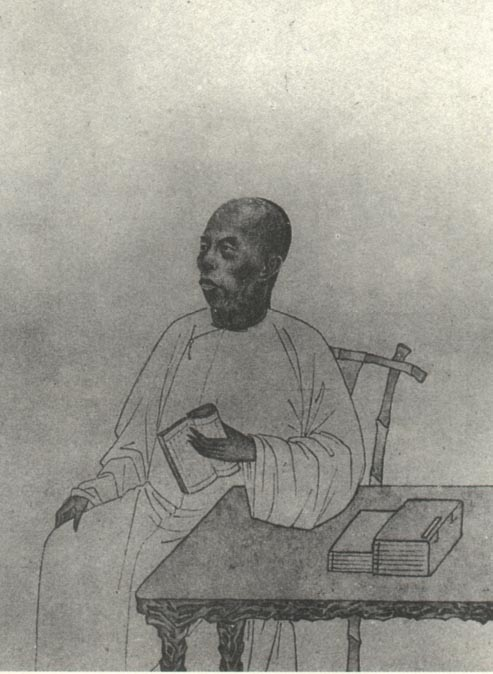
鄒伯奇
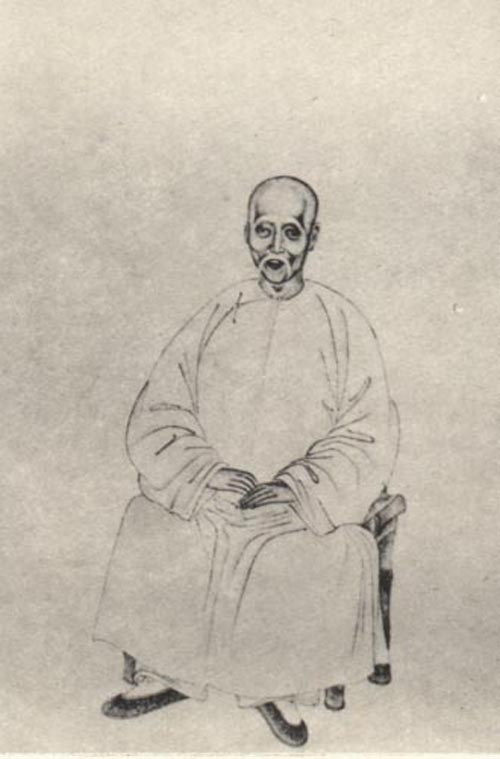
陶福祥
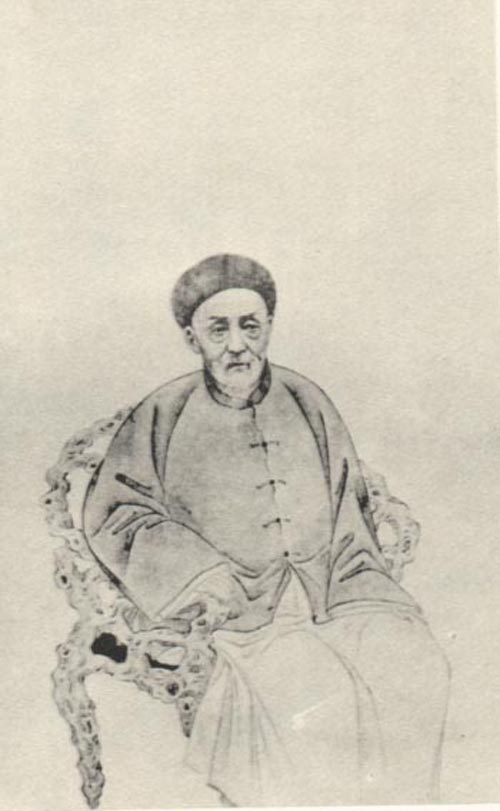
俞樾
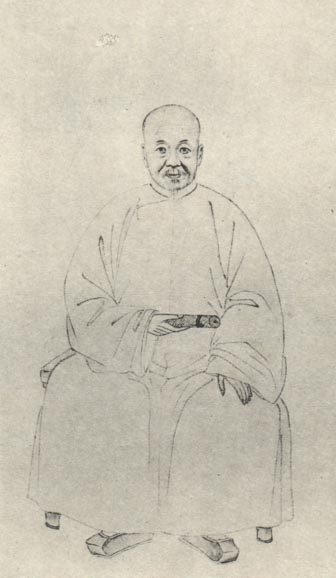
黃彭年
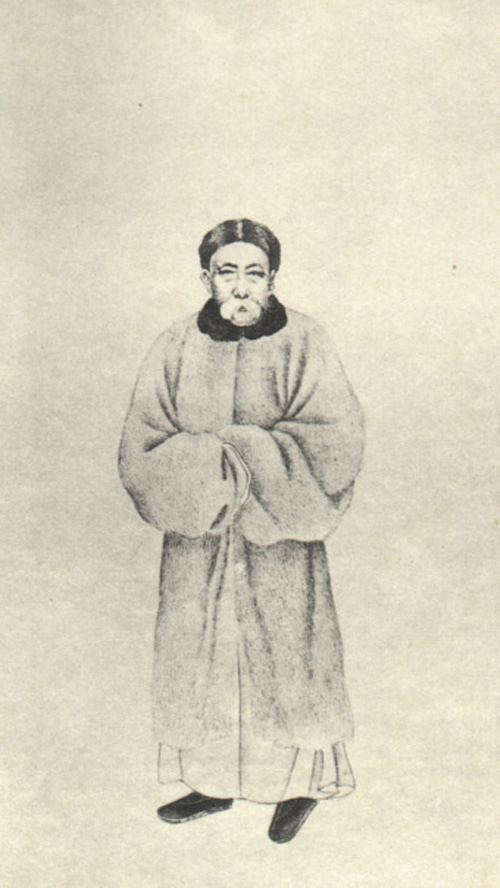
張裕釗
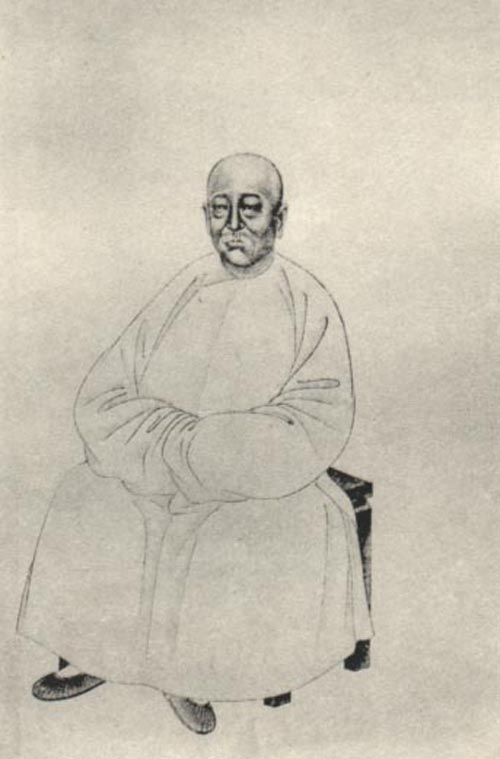
葉衍蘭
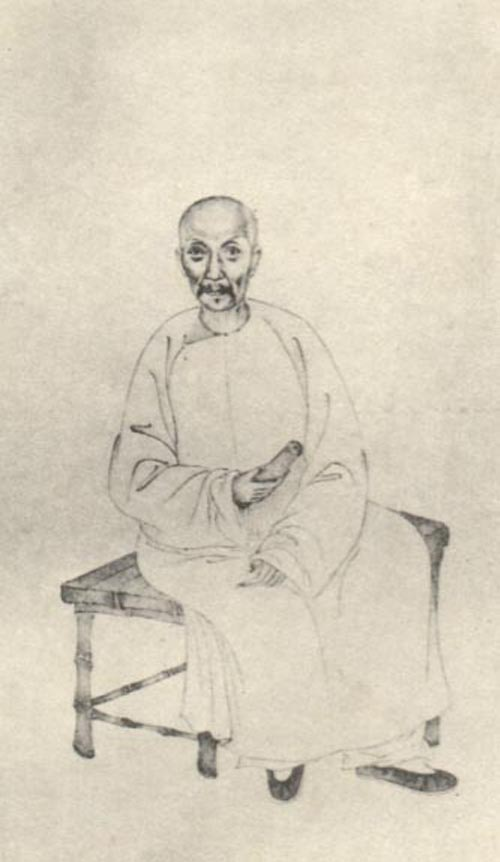
許增
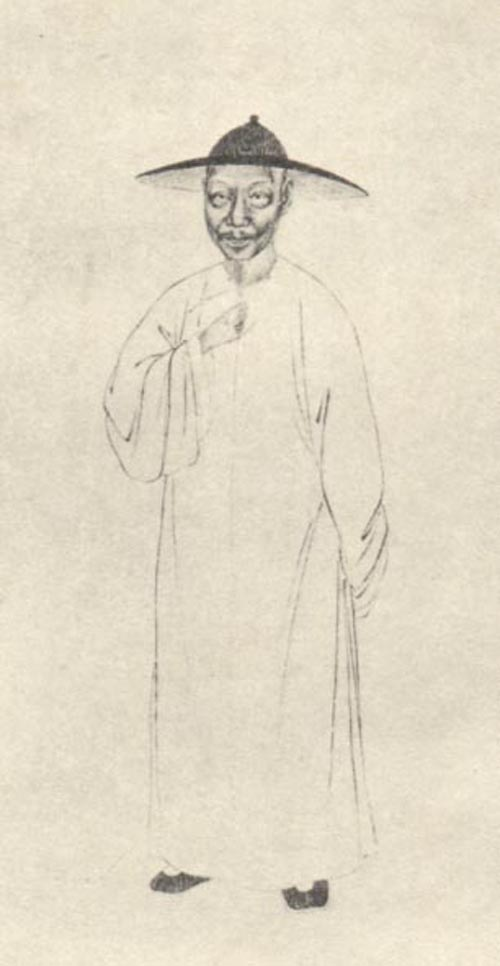
汪瑔
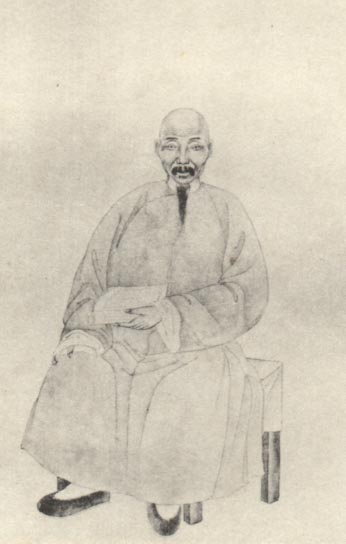
黃以周
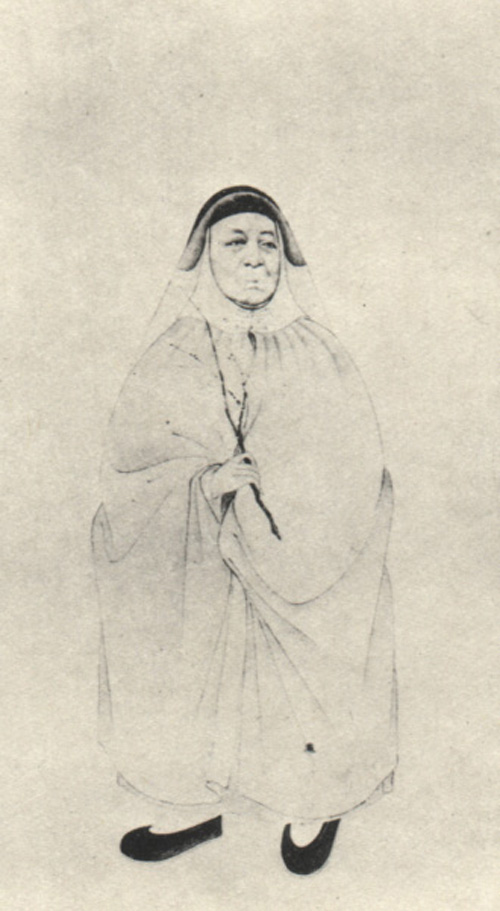
張鳴珂
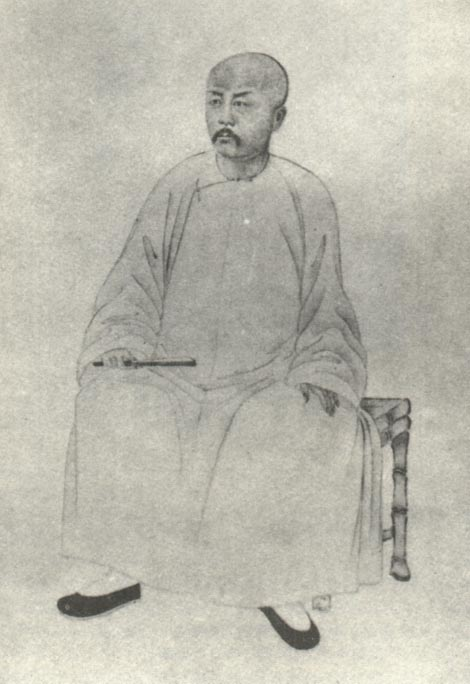
趙之謙
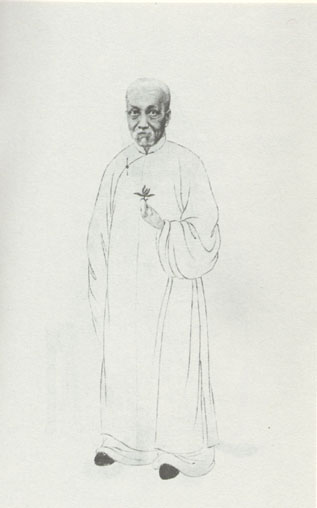
李慈銘
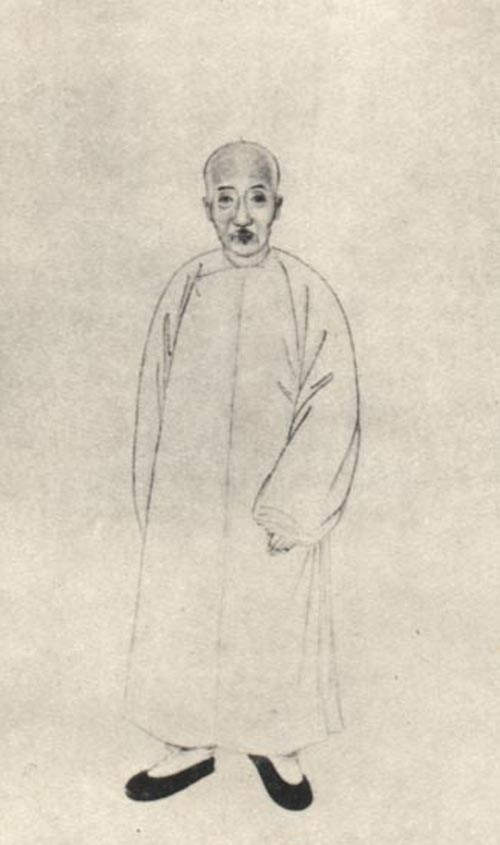
潘祖蔭
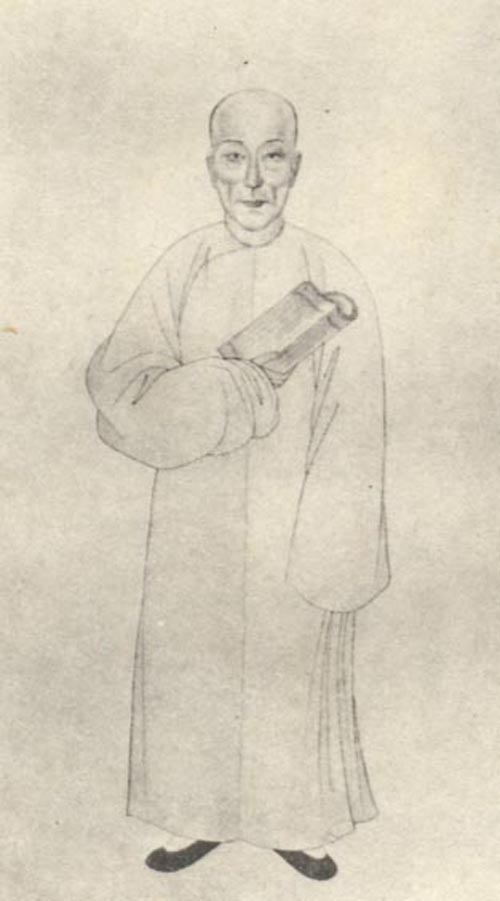
沈樹鏞
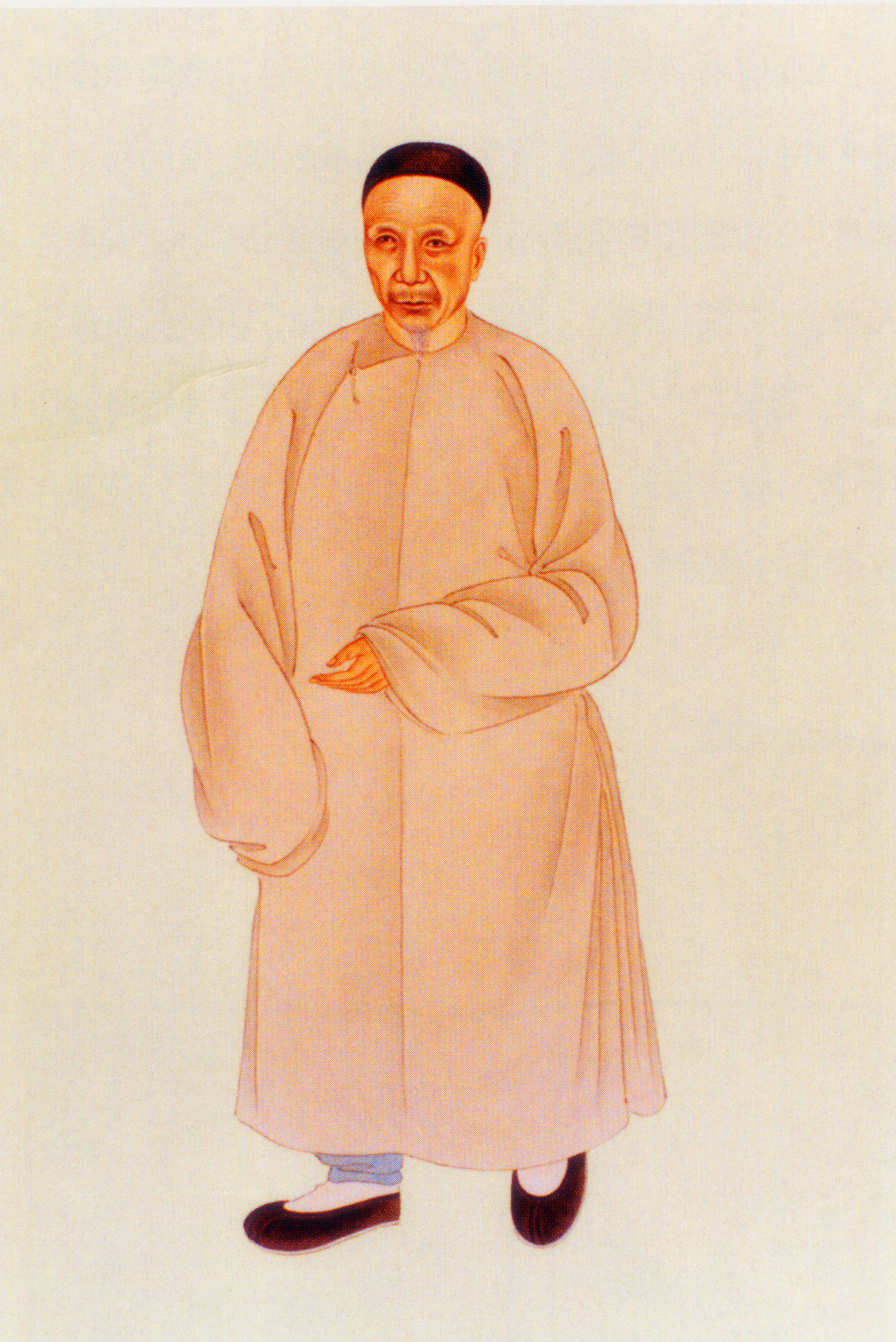
譚獻
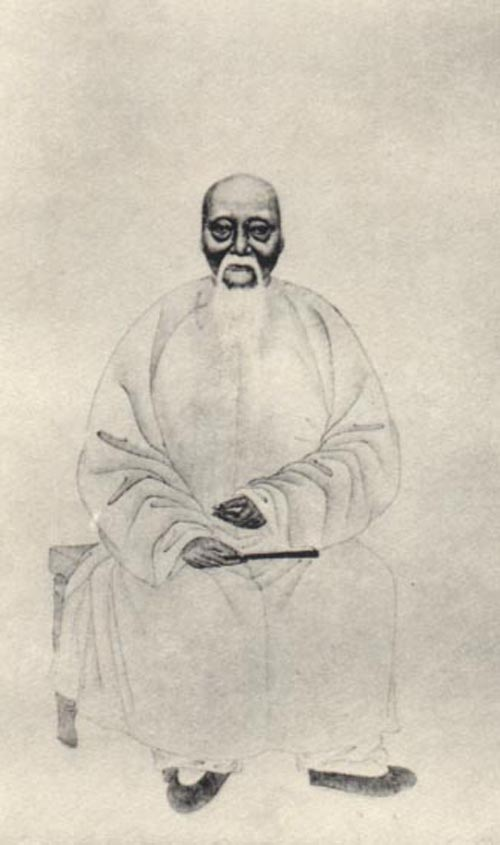
王闓運
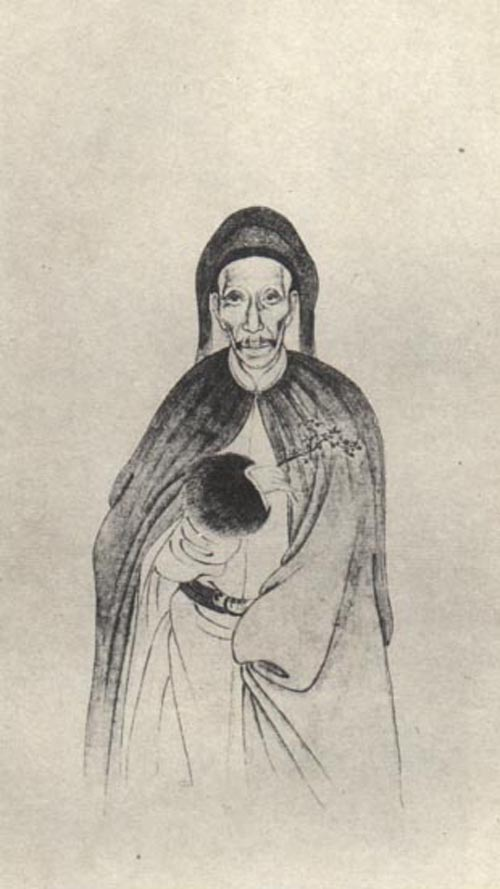
周星詒
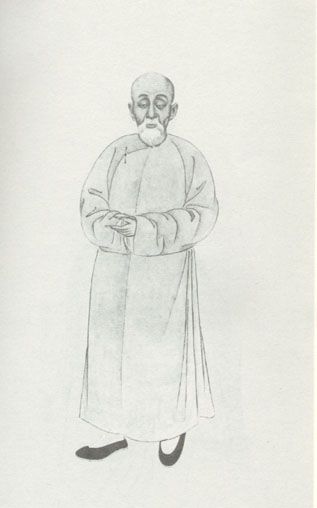
李文田
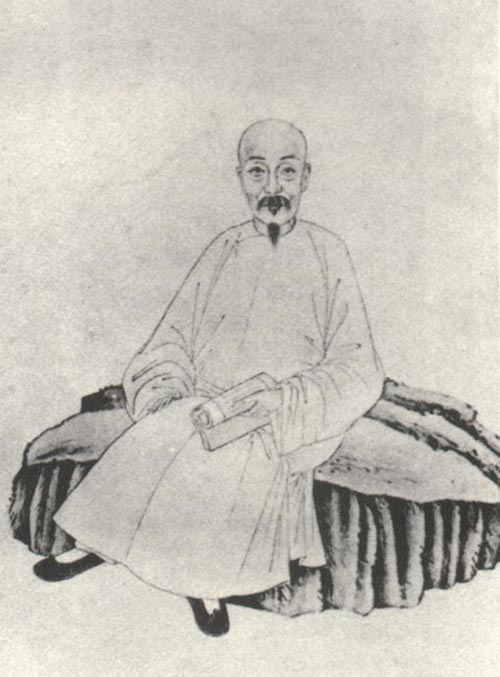
吳大澂
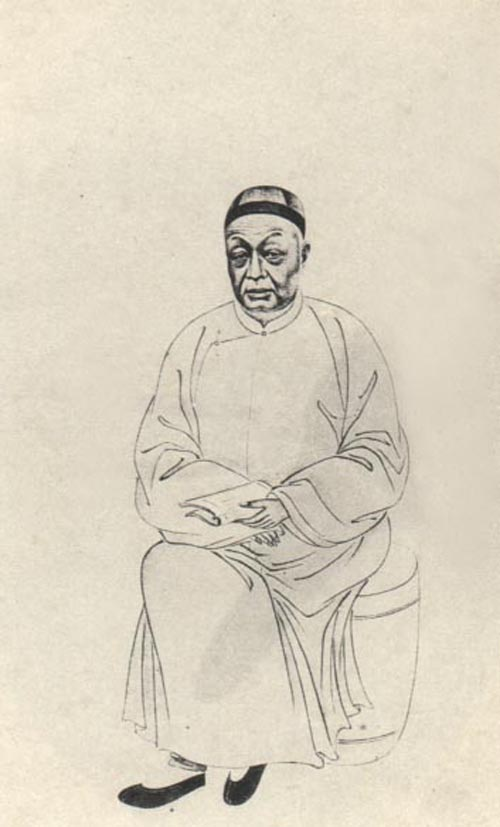
楊文會
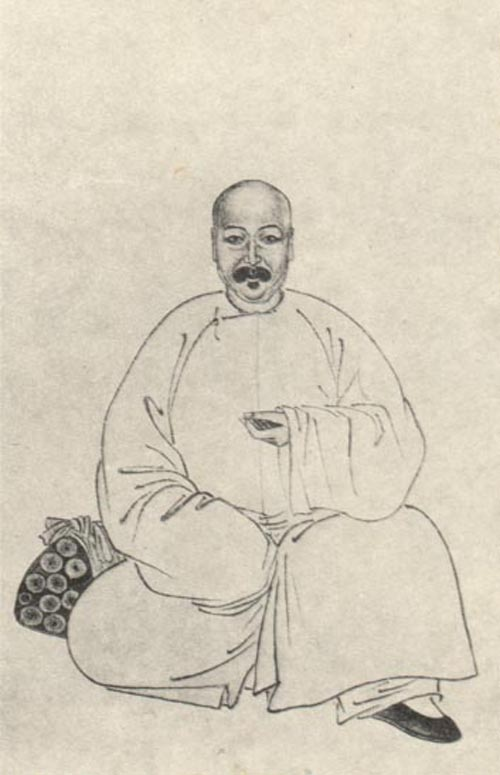
劉壽曾
陳豪
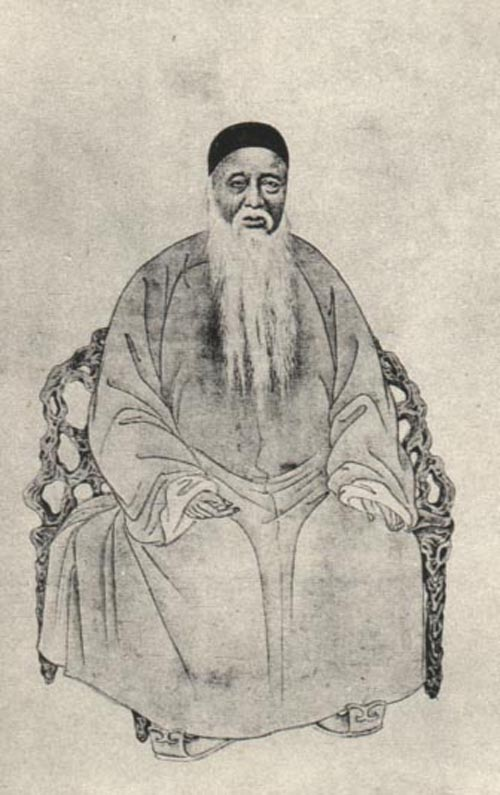
楊守敬
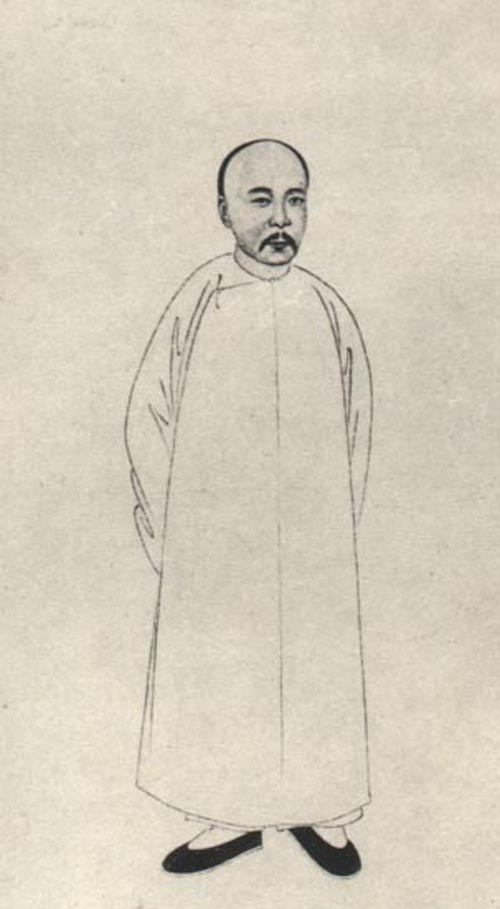
趙元益
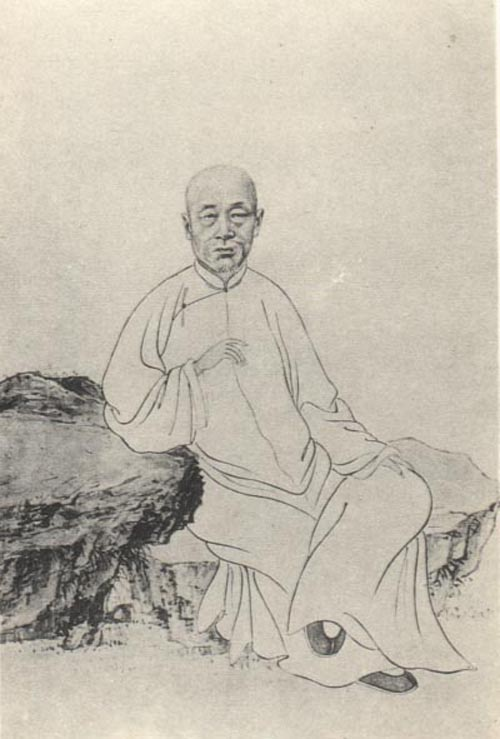
吳汝綸
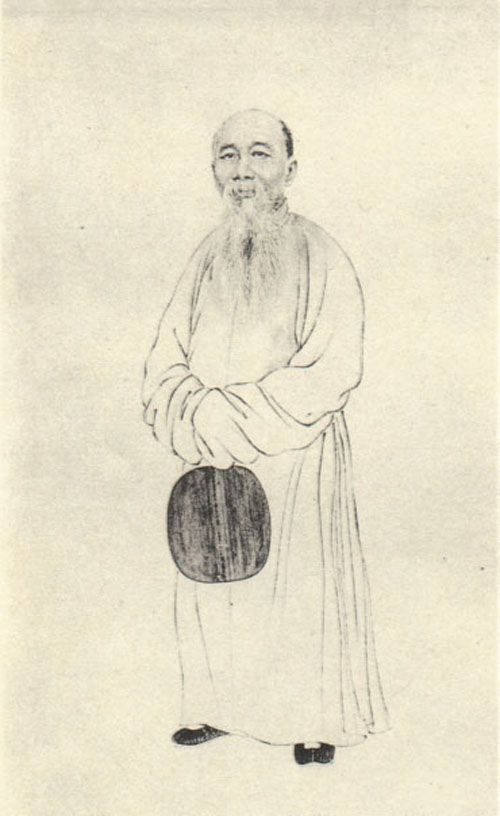
沈家本
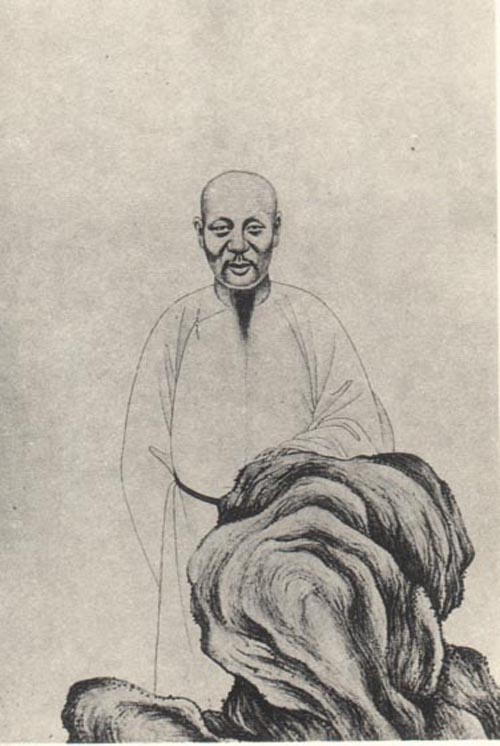
姚振宗
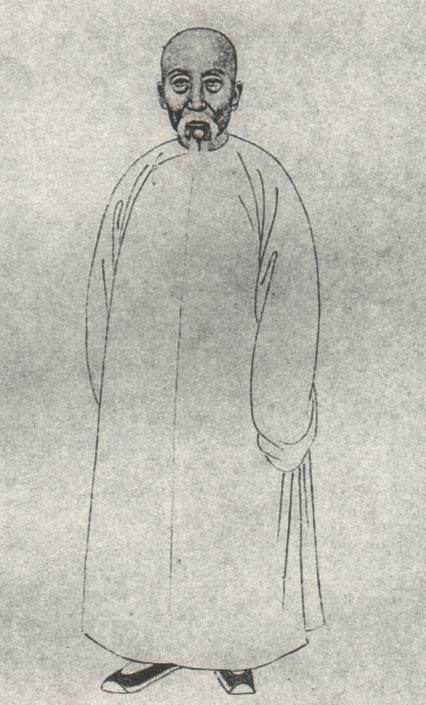
王先謙
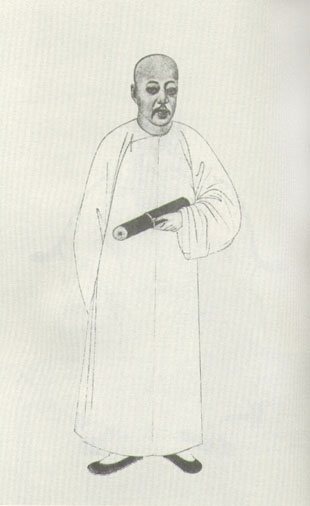
丁謙
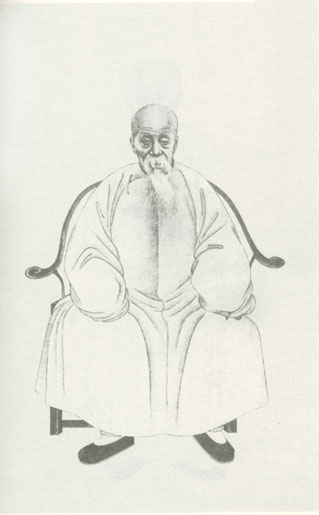
馮煦
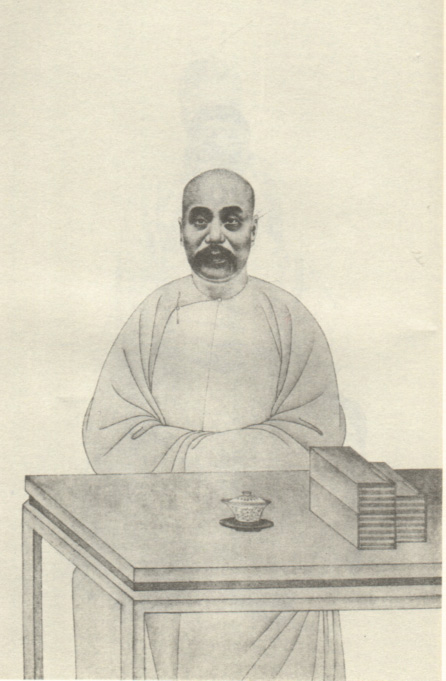
廖廷相
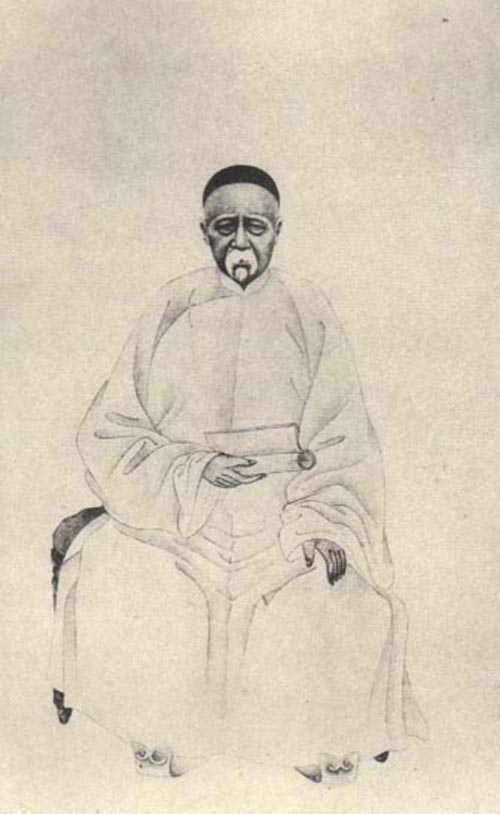
繆荃孫
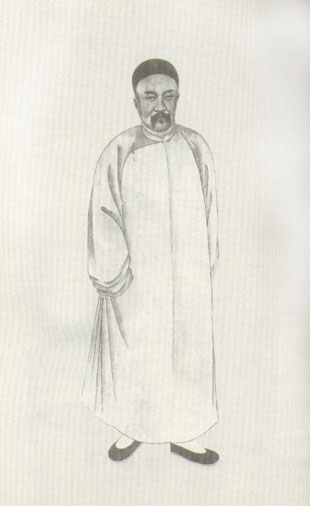
王懿榮
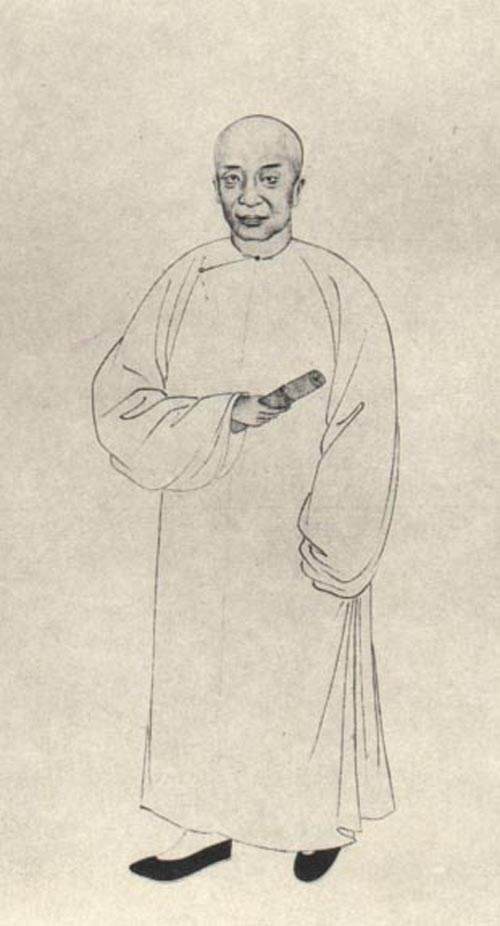
朱一新
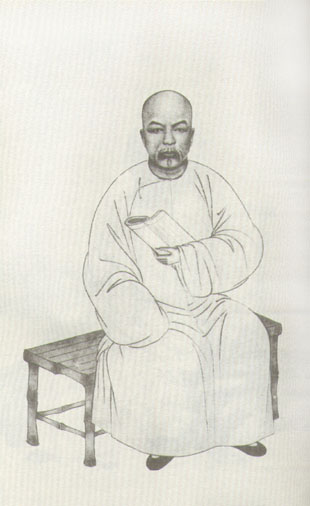
袁昶
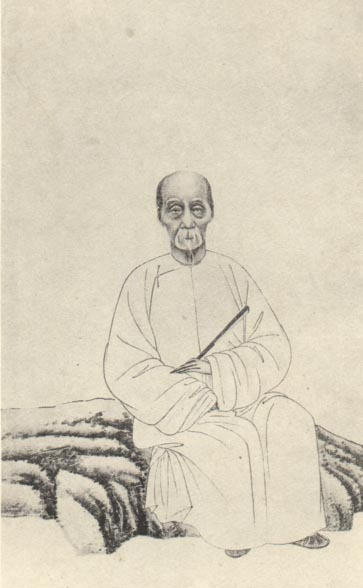
樊增祥
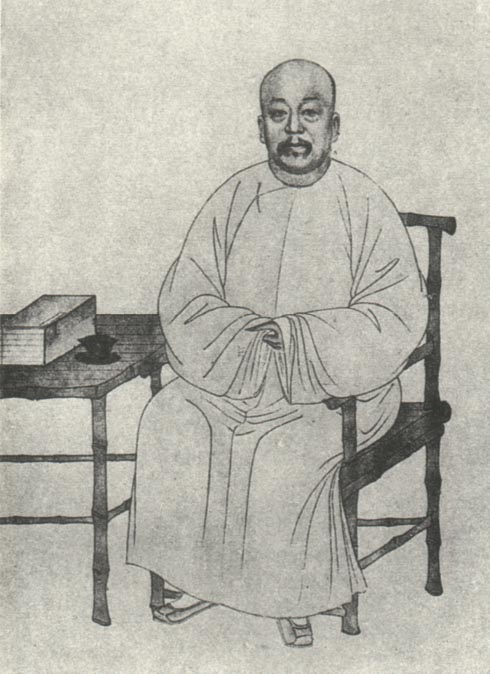
張百熙
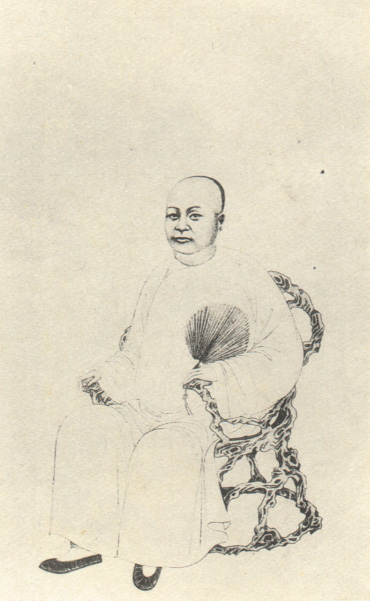
王頌蔚
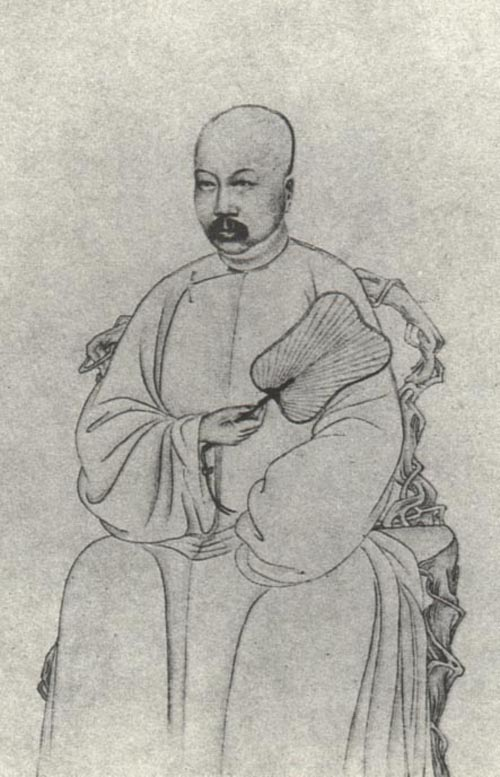
張佩綸
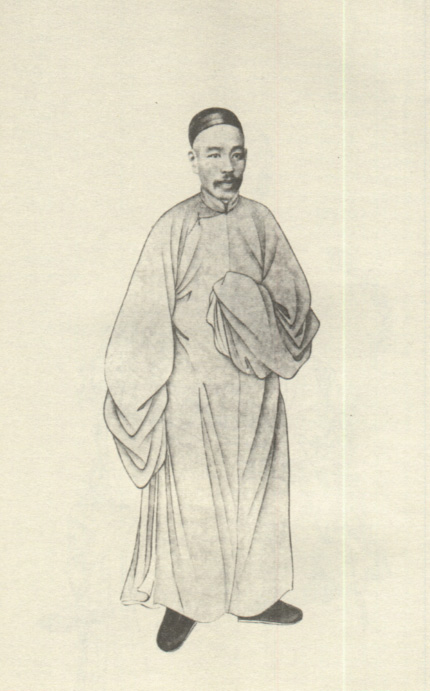
黃遵憲
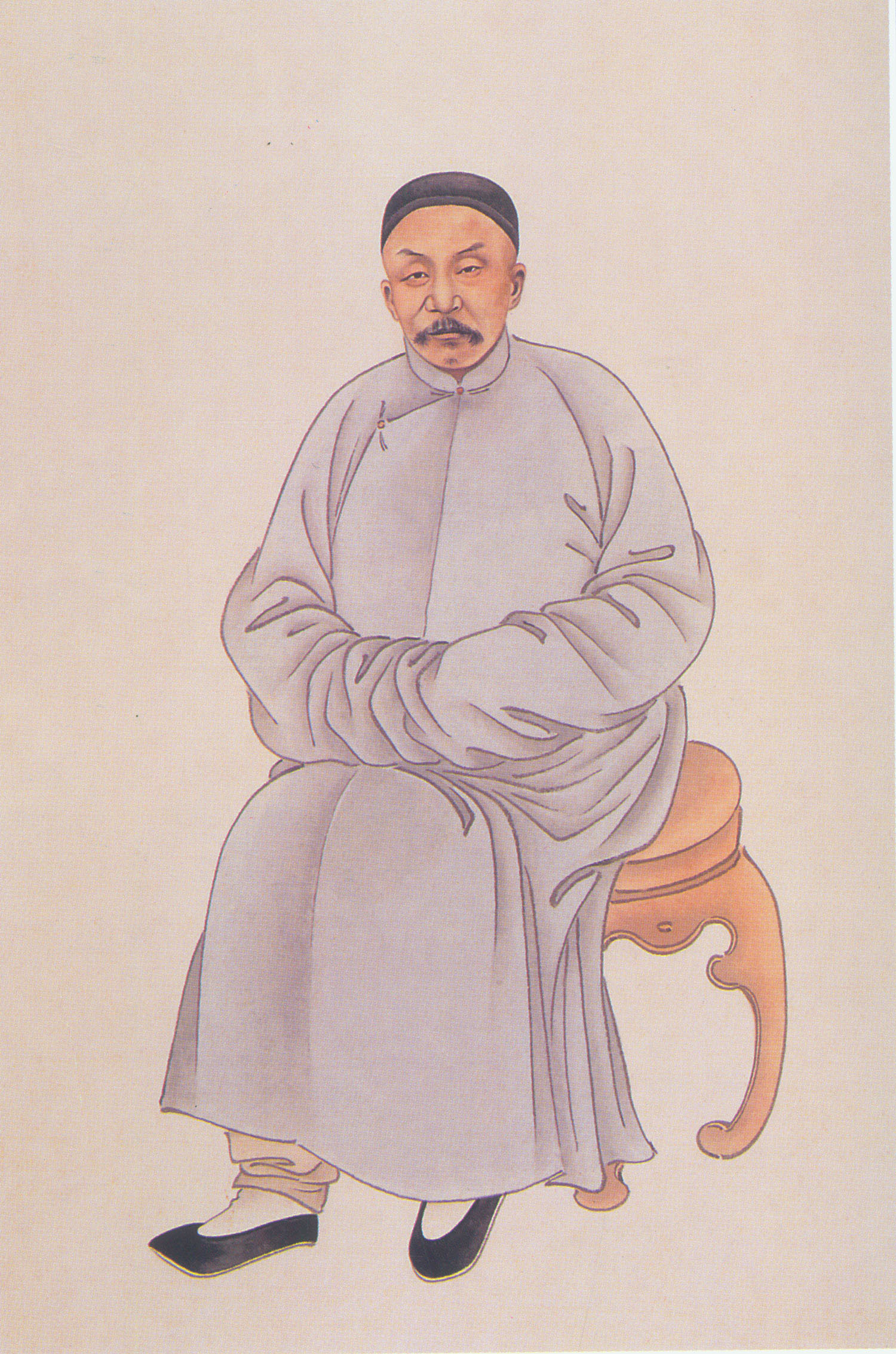
孫詒讓
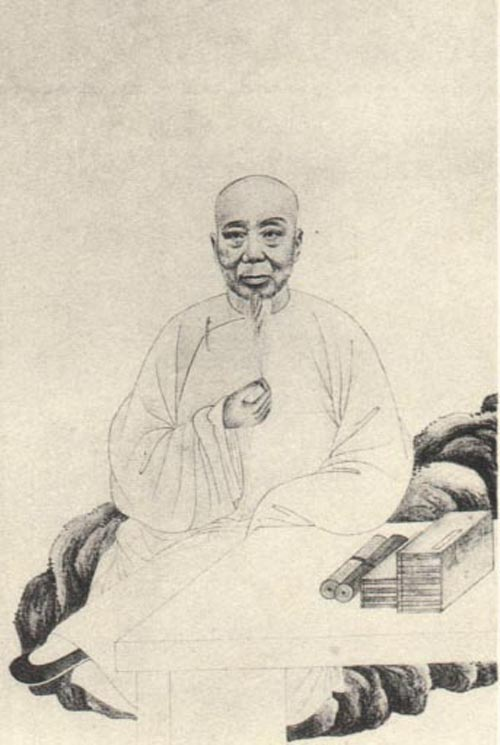
王鵬運
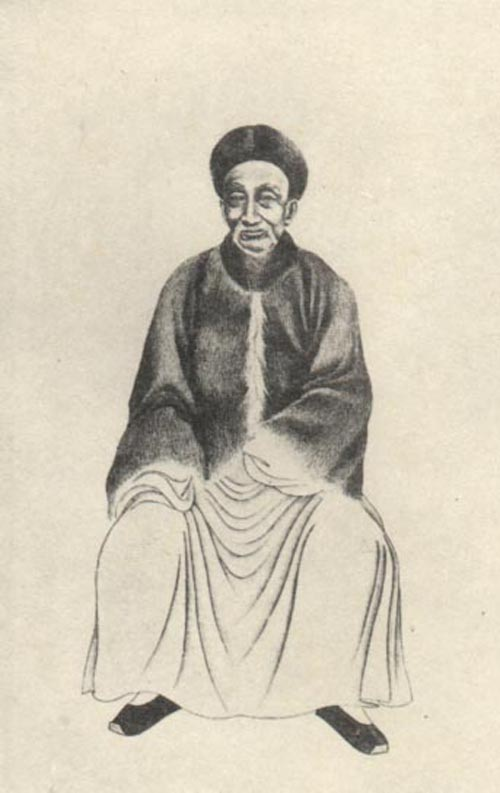
葉昌熾
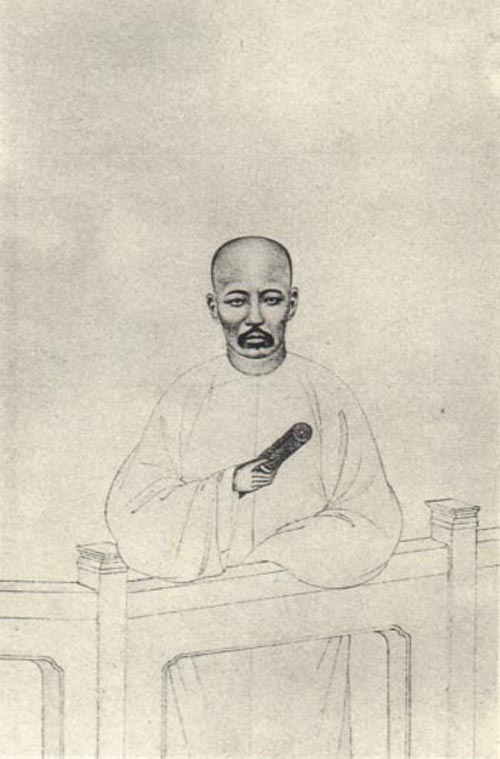
盛昱
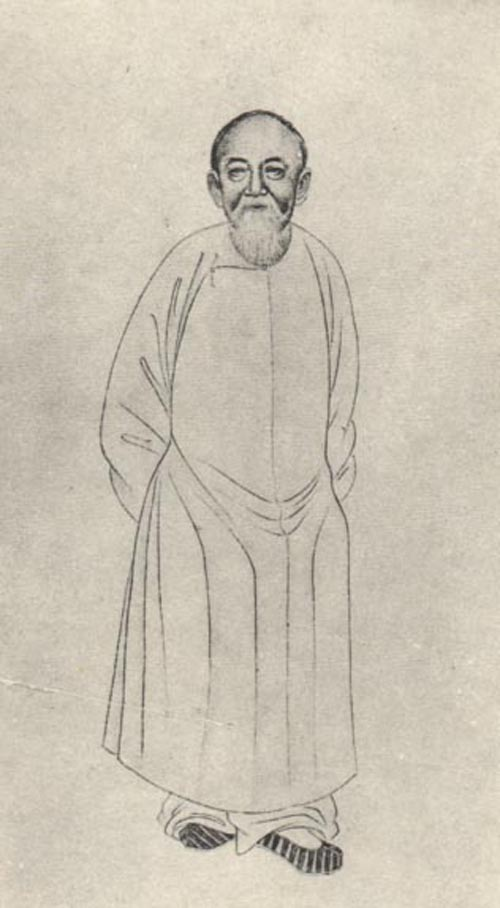
皮錫瑞
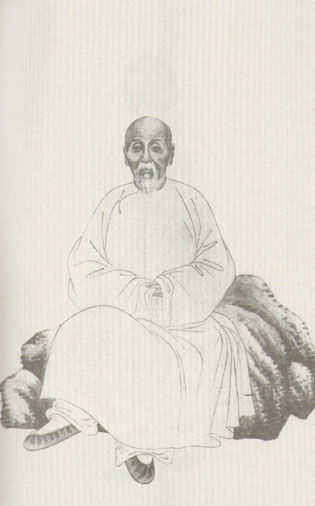
沈曾植
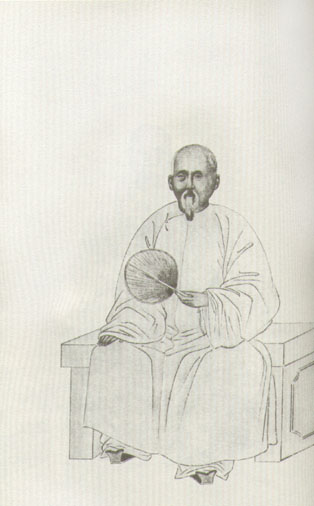
廖平
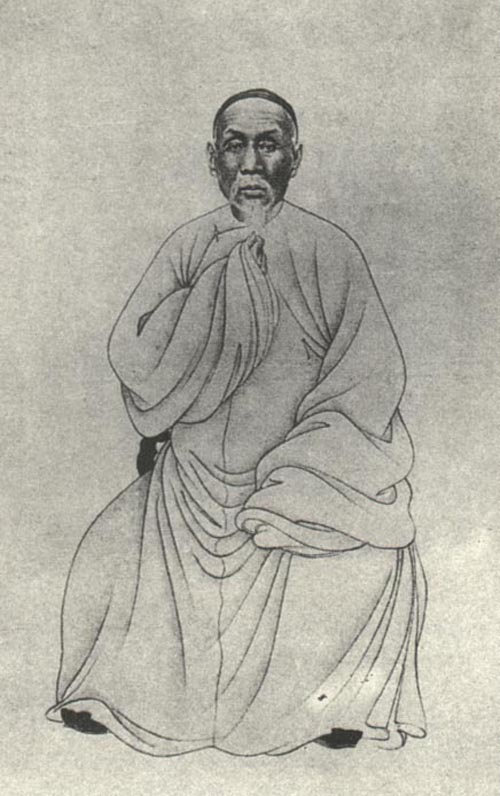
林紓
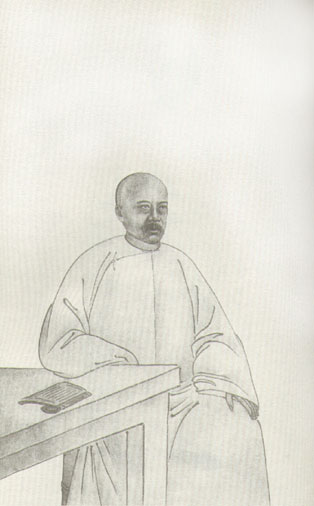
嚴復
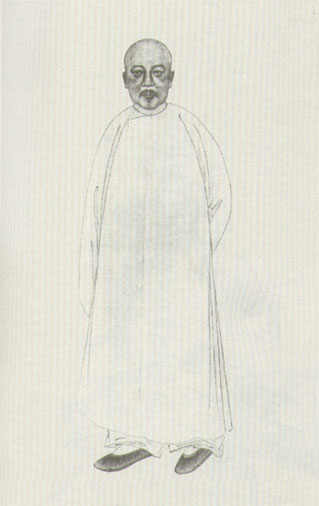
范當世
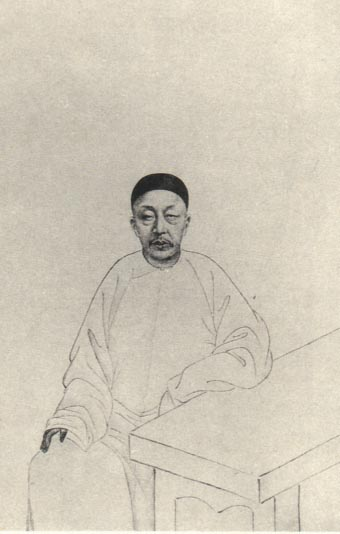
黃紹箕
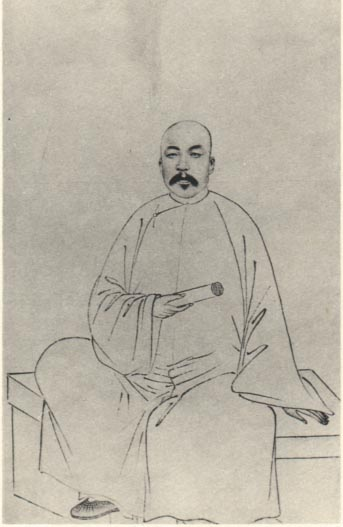
鄒代鈞
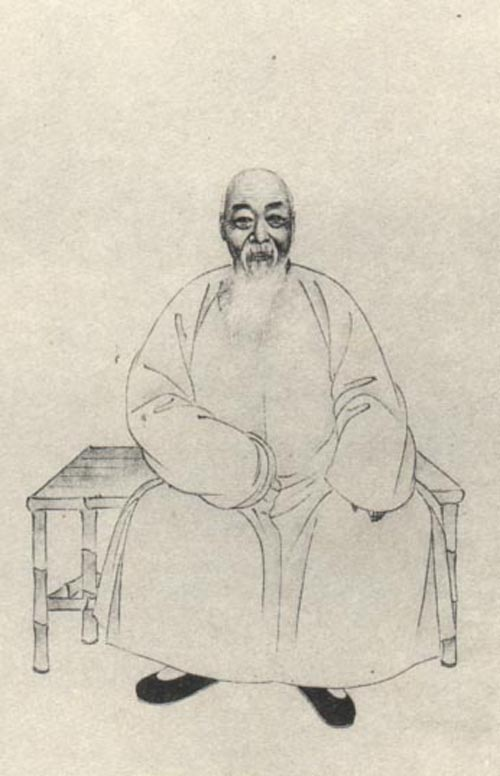
錢恂
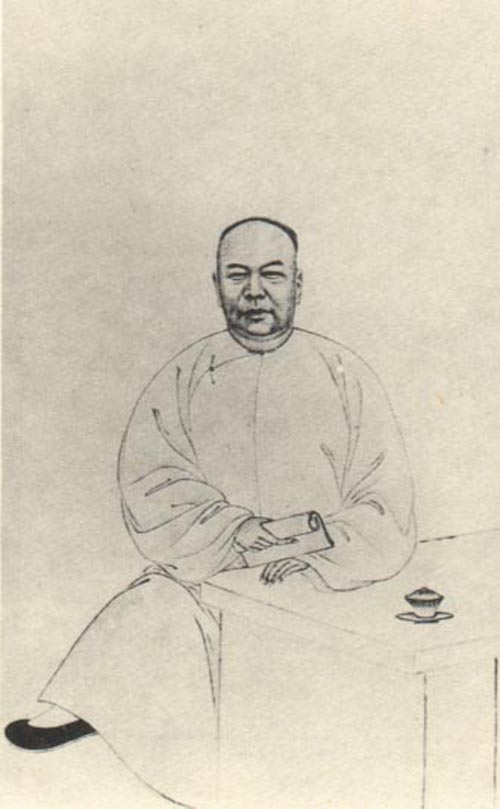
文廷式
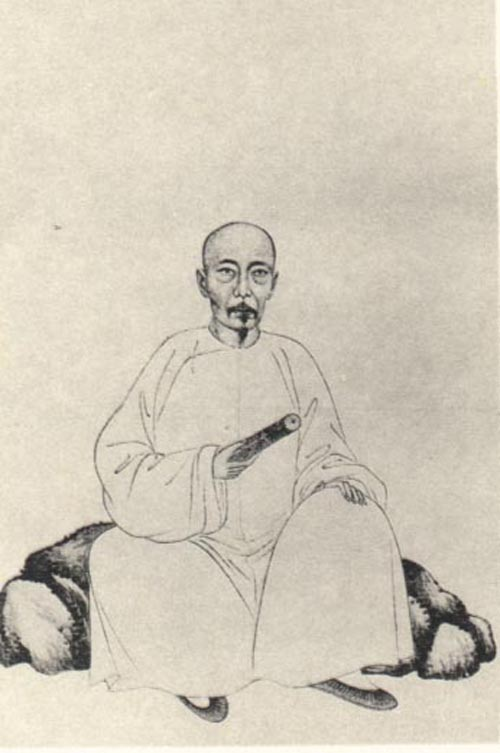
鄭文焯
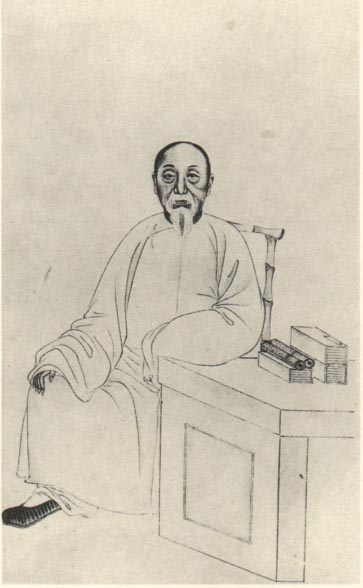
丁以此
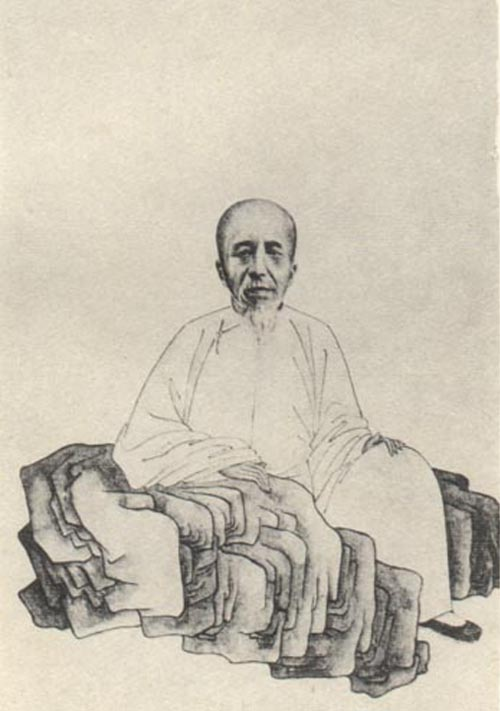
朱祖謀
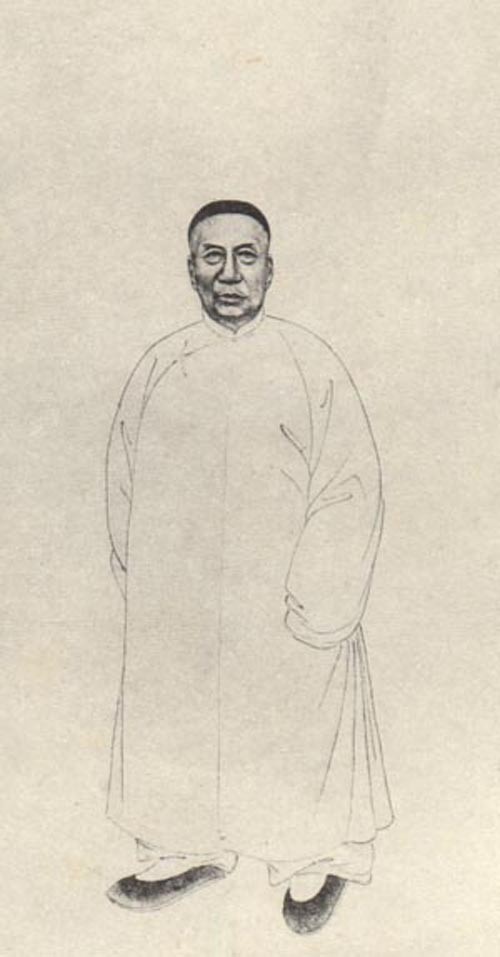
易順鼎
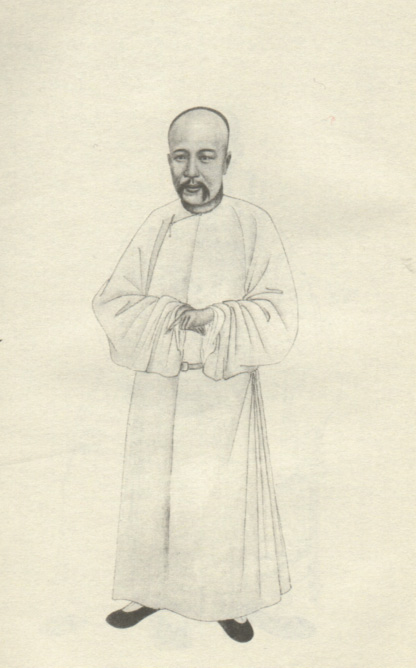
康有為
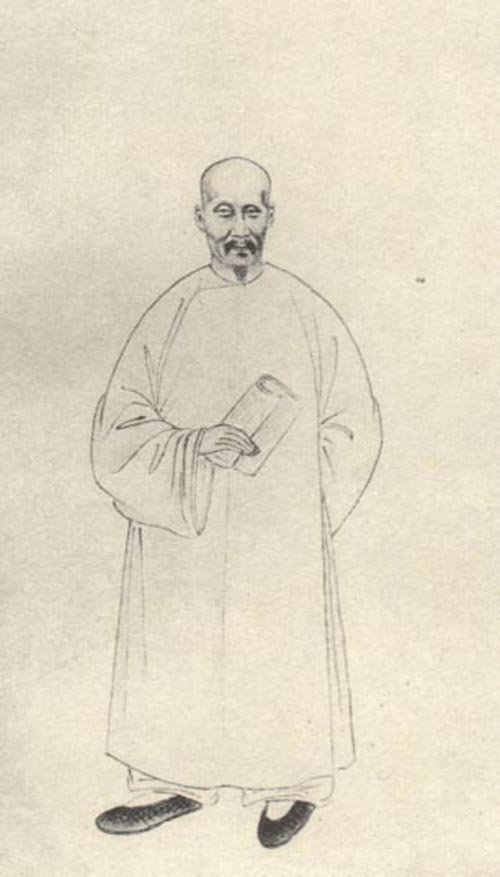
李葆恂
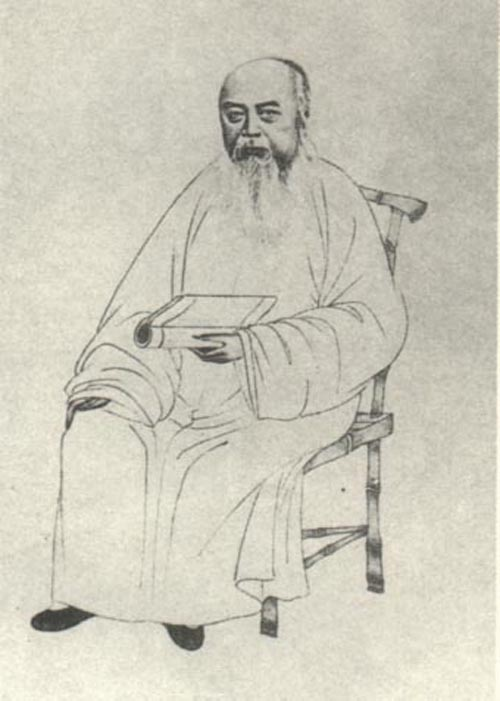
梁鼎芬
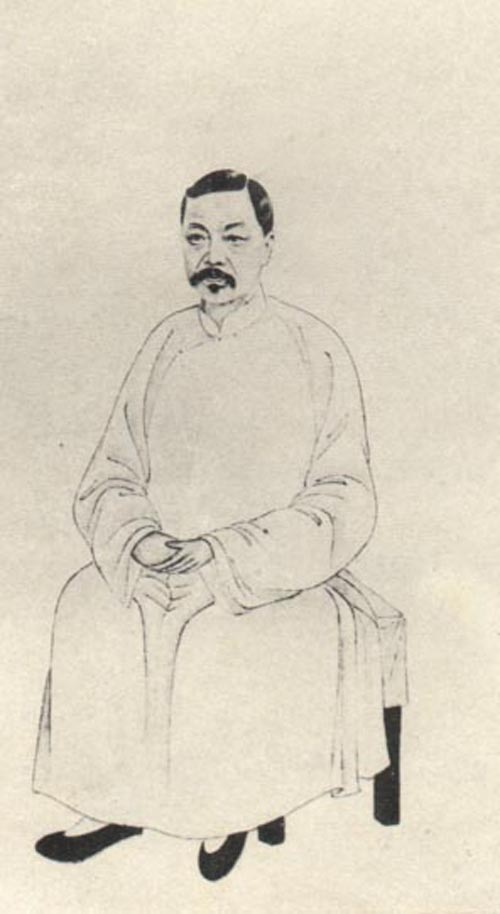
屠寄